# Emléktáblák Budapest XII. kerületében
Budapest XII. kerülete szócikkhez kapcsolódó képgaléria, mely helyi, országos vagy nemzetközi hírű személyekkel, valamint épületekkel, műtárgyakkal, helynevekkel és eseményekkel összefüggő emléktáblákat tartalmaz.

## Galéria

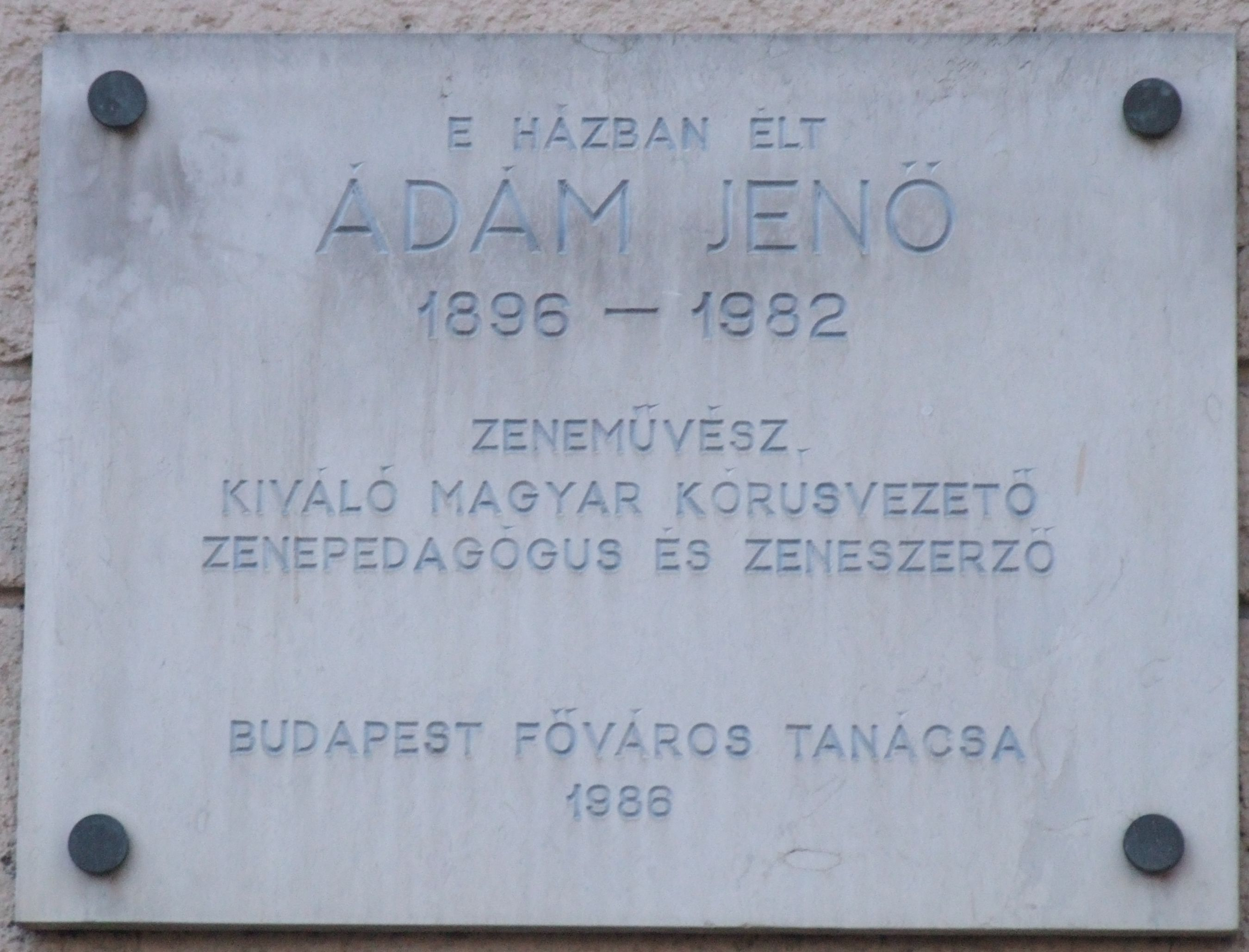
Ádám Jenő zeneszerző, zenepedagógus Széll Kálmán tér 14.
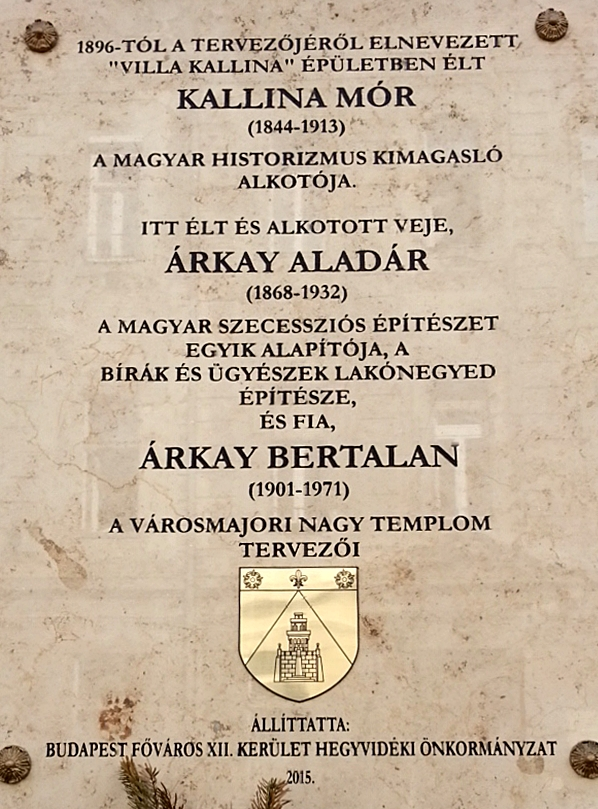
Árkay Aladár és Árkay Bertalan Városmajor utca 54.
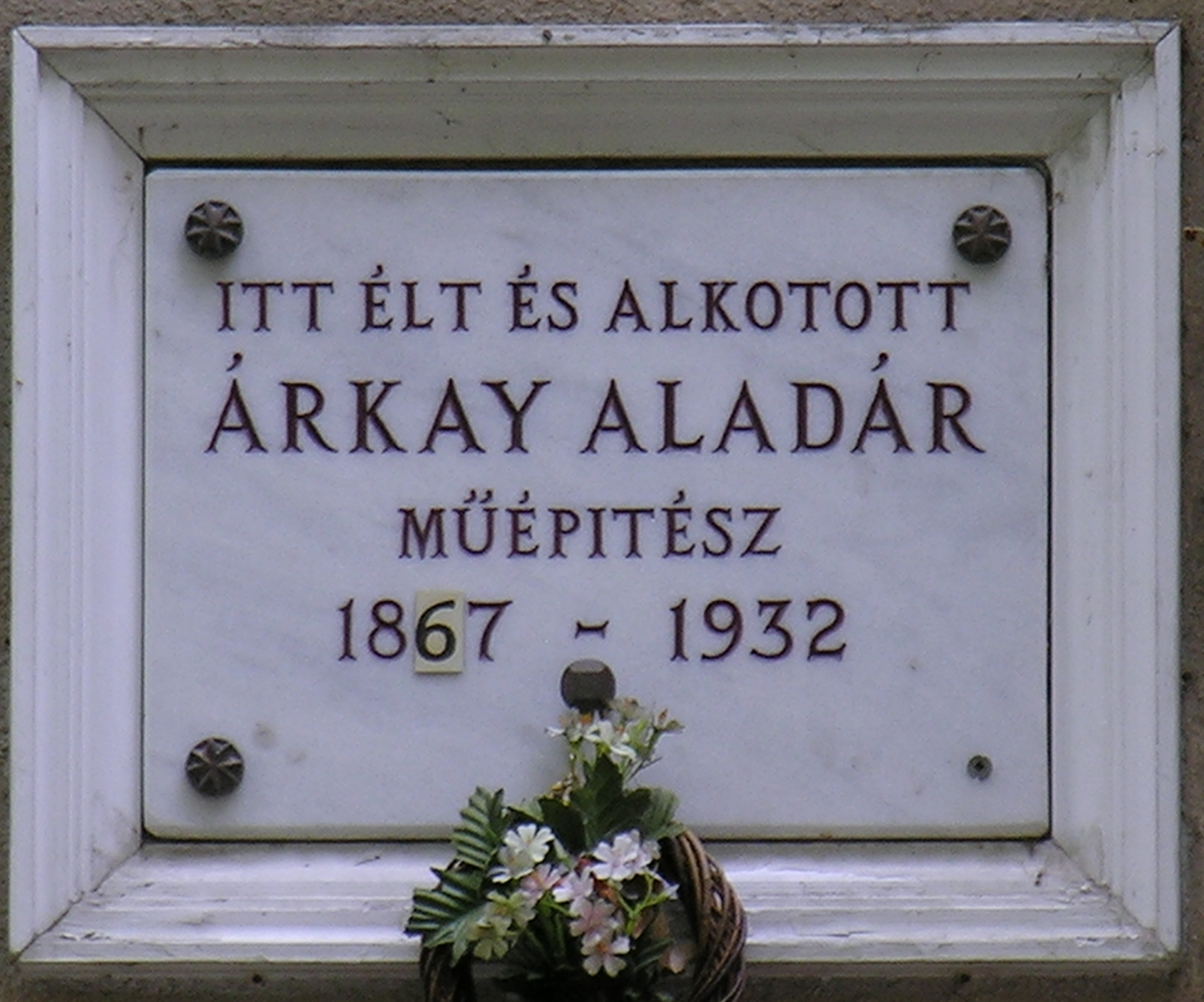
Árkay Aladár Városmajor utca 54.
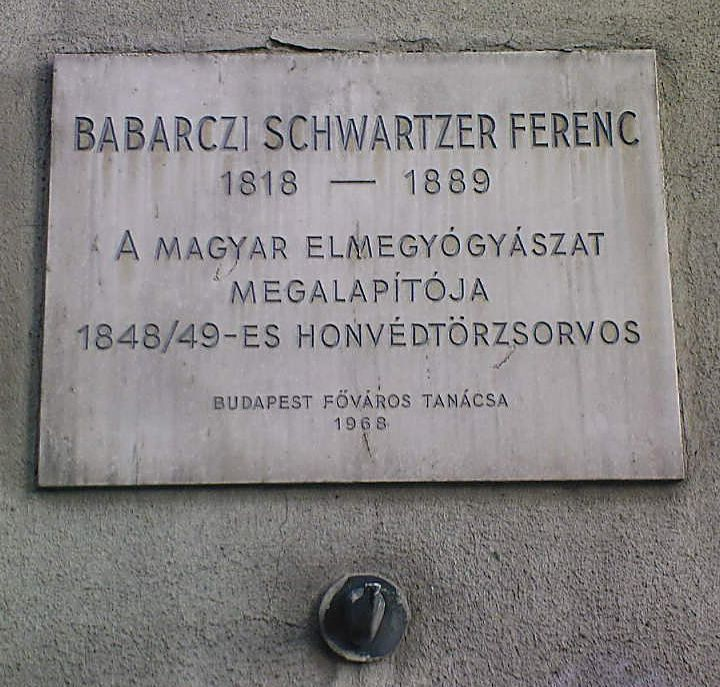
Babarczi Schwartzer Ferenc orvos, Schwartzer Ferenc utca
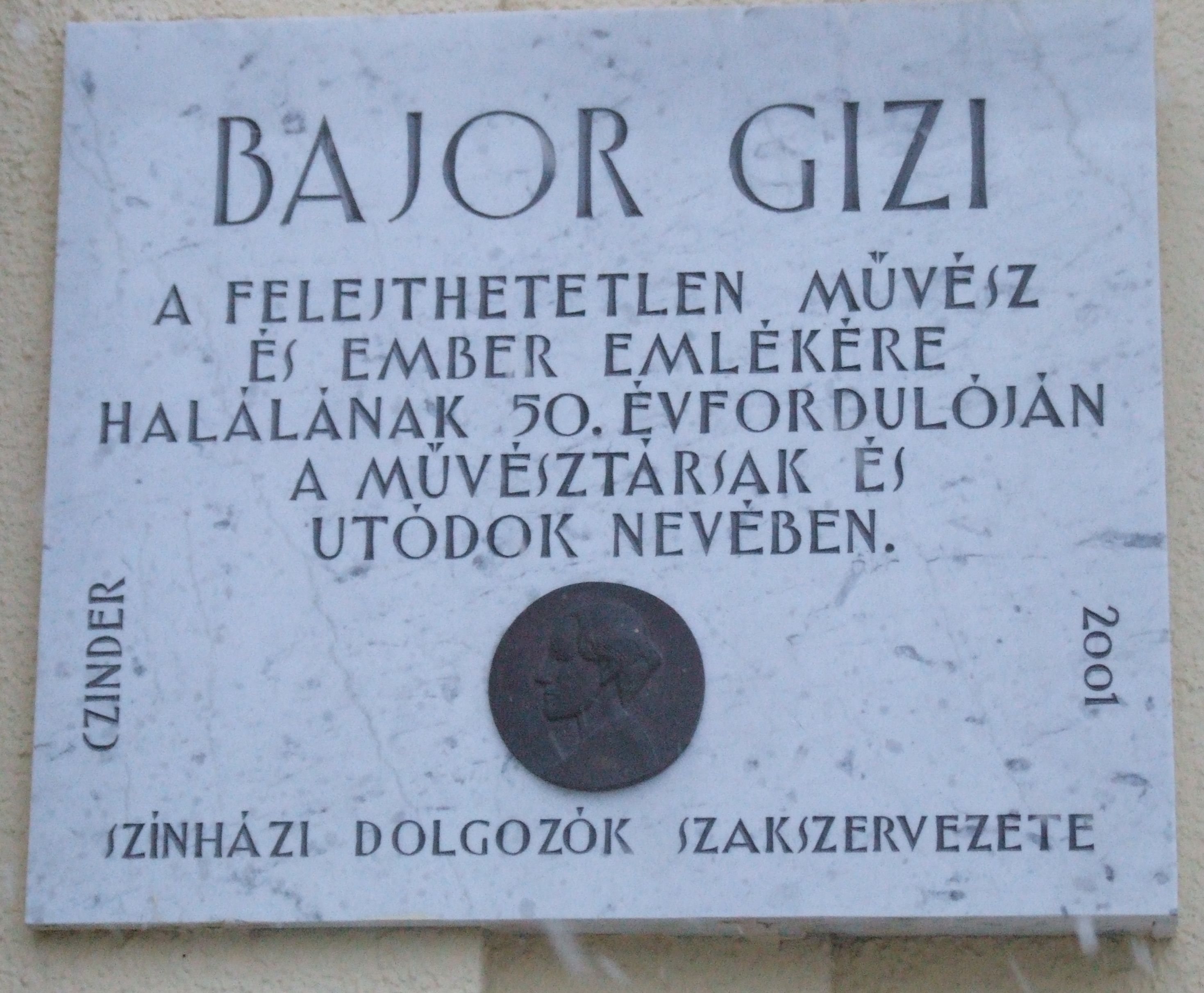
Bajor Gizi, Stromfeld Aurél út 16.
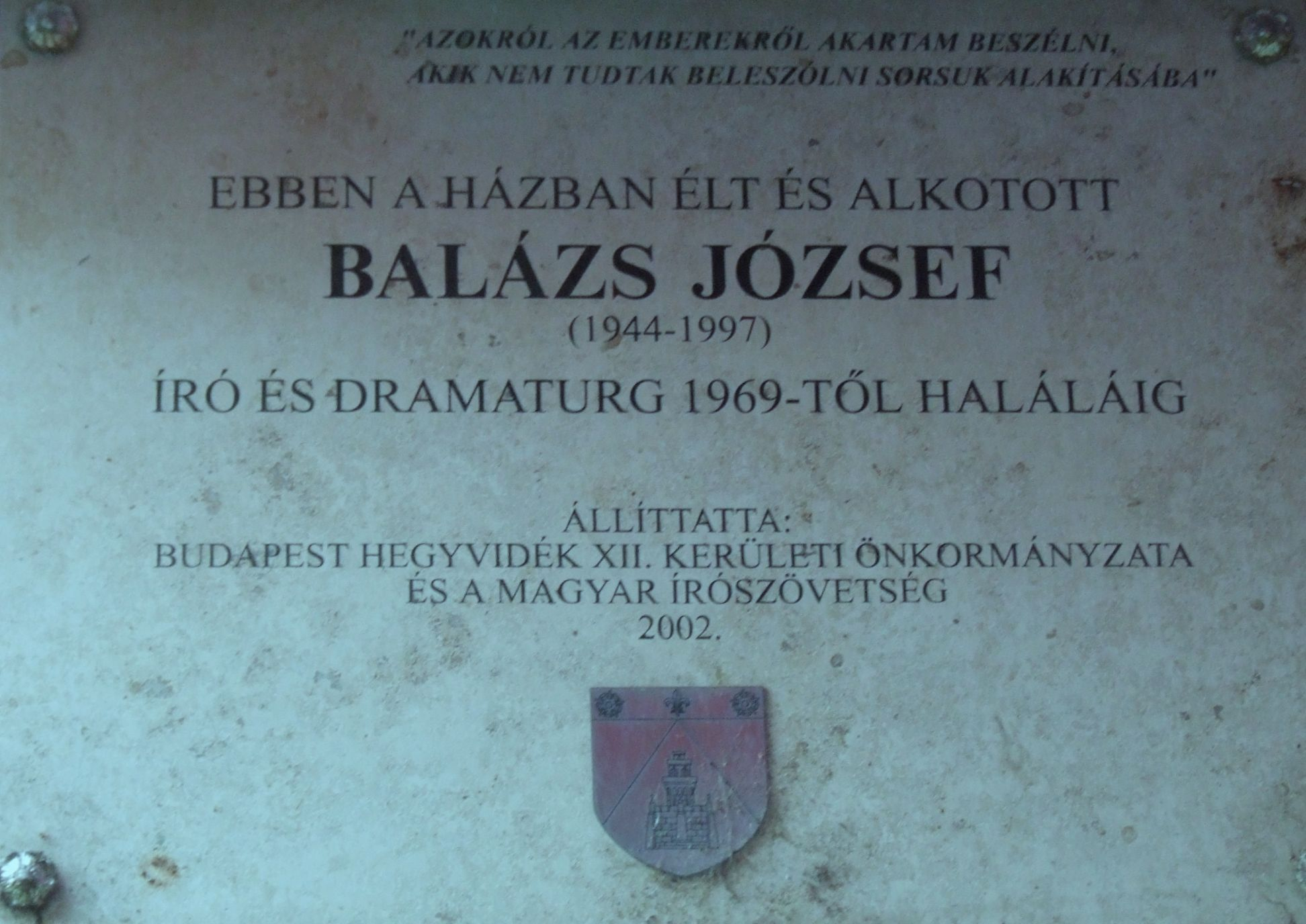
Balázs József, Márvány utca 27.
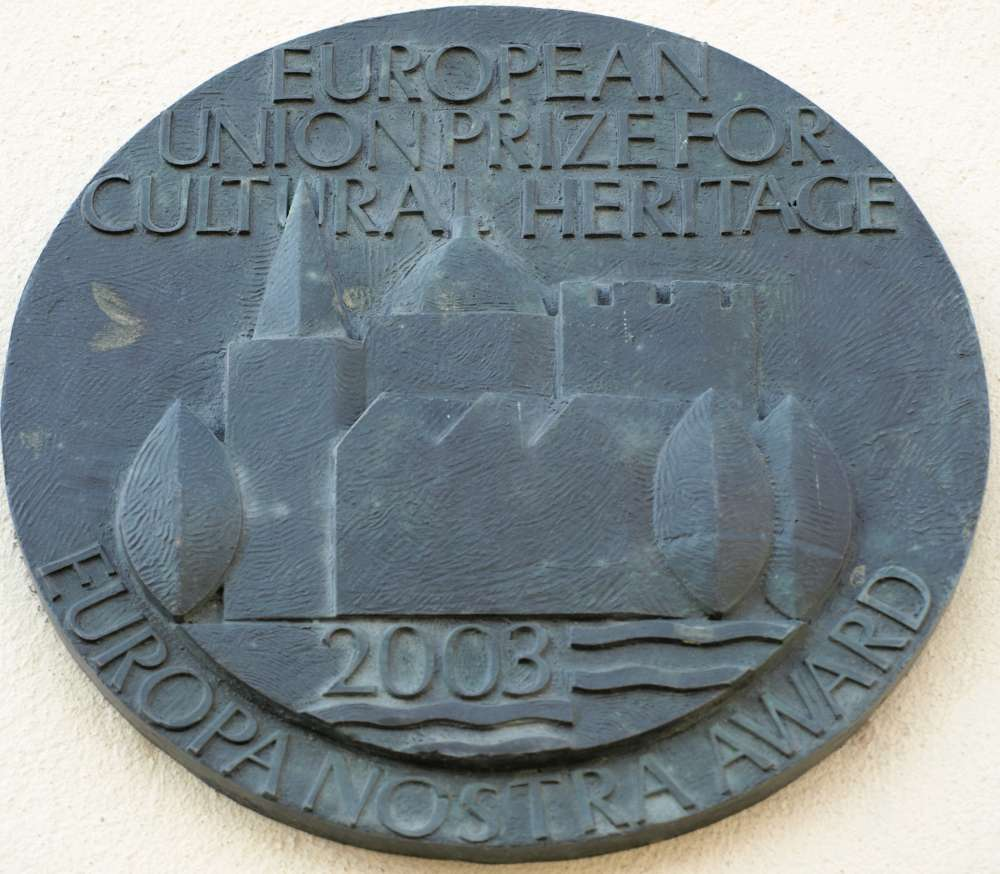
Az Europa Nostra-díj plakettja a Barabás-villa utcai kerítésén. Városmajor utca 44.
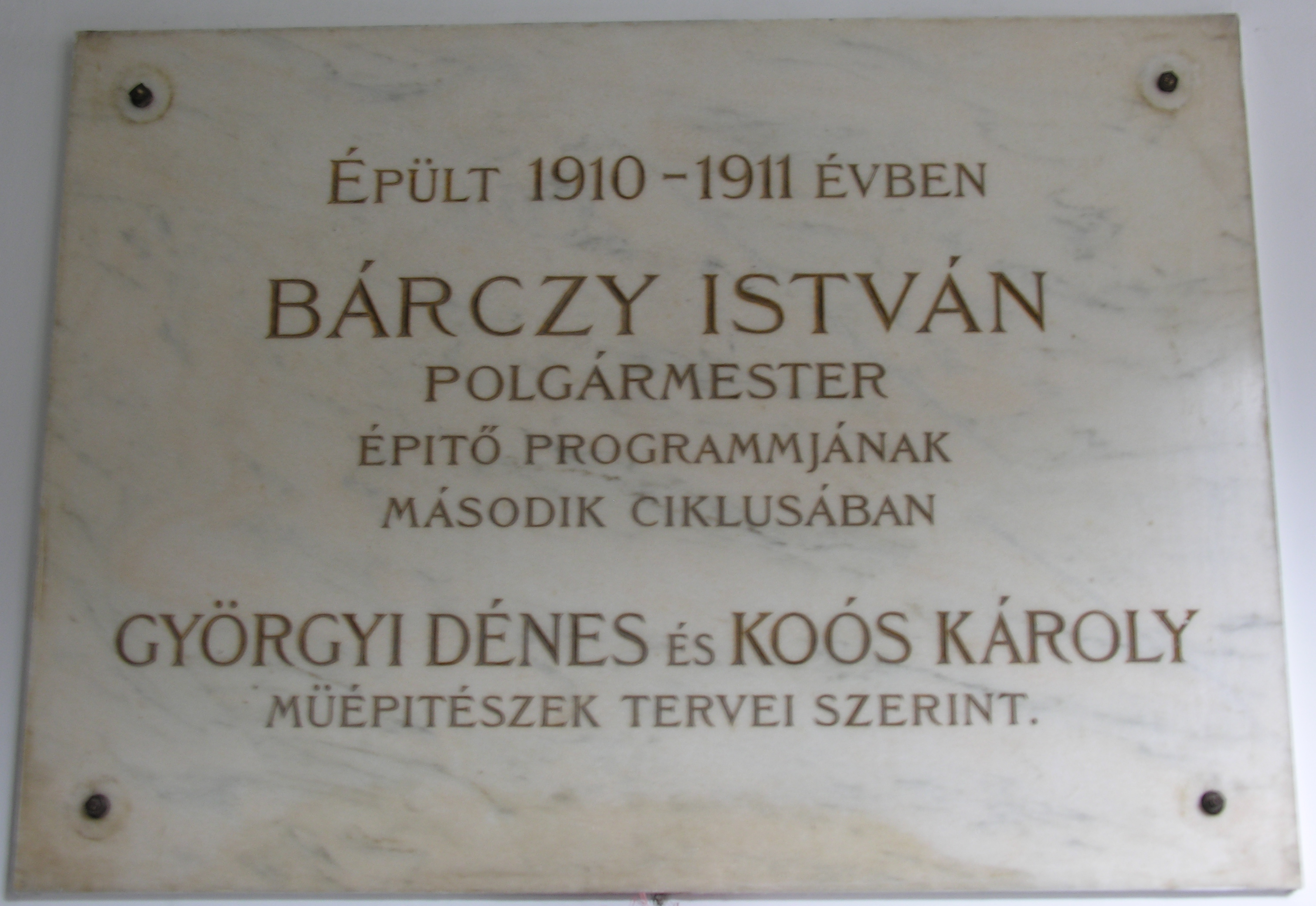
Bárczy István Városmajor utca 59/a
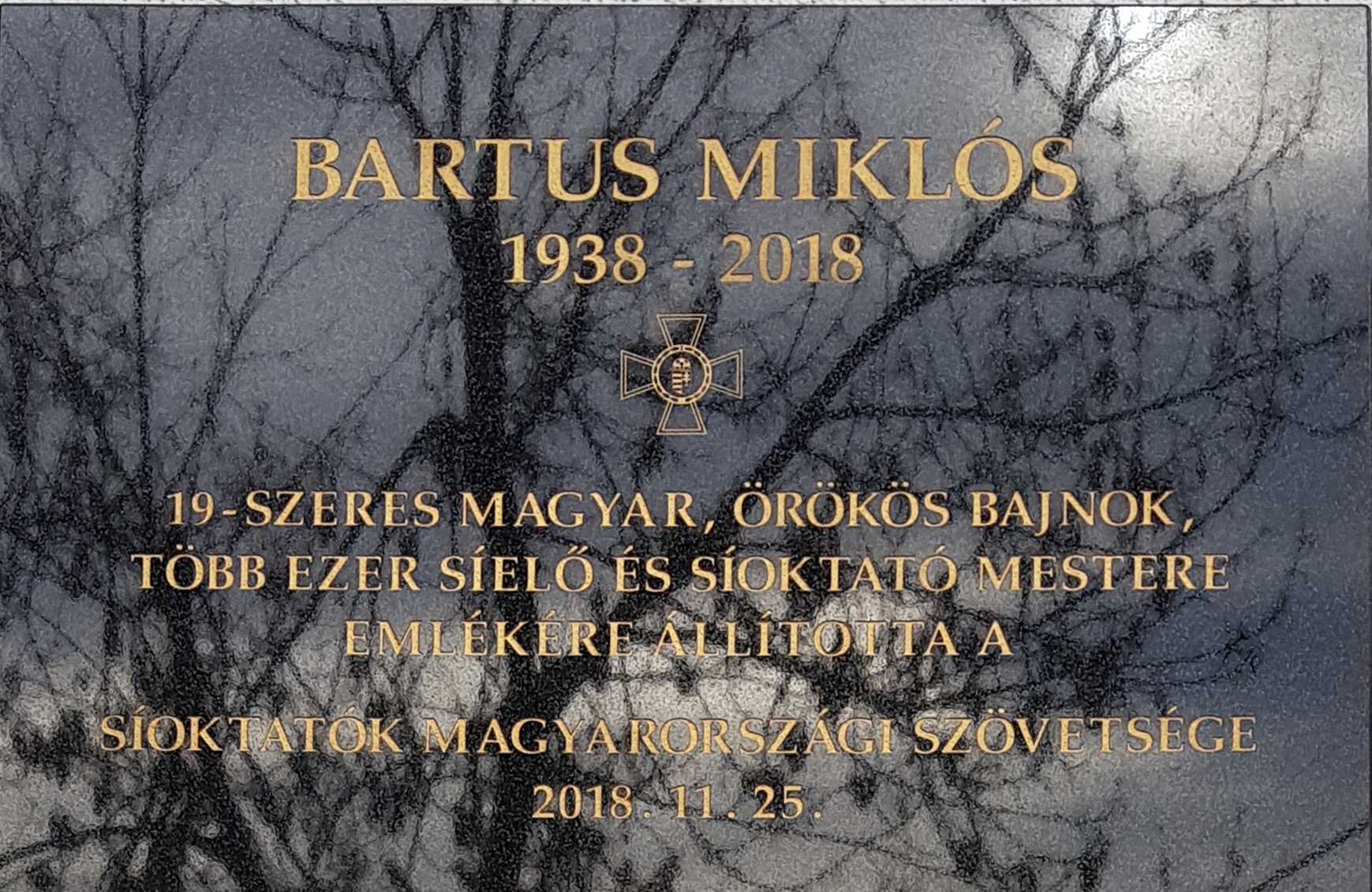
Bartus Miklós síelő, Eötvös út 59.
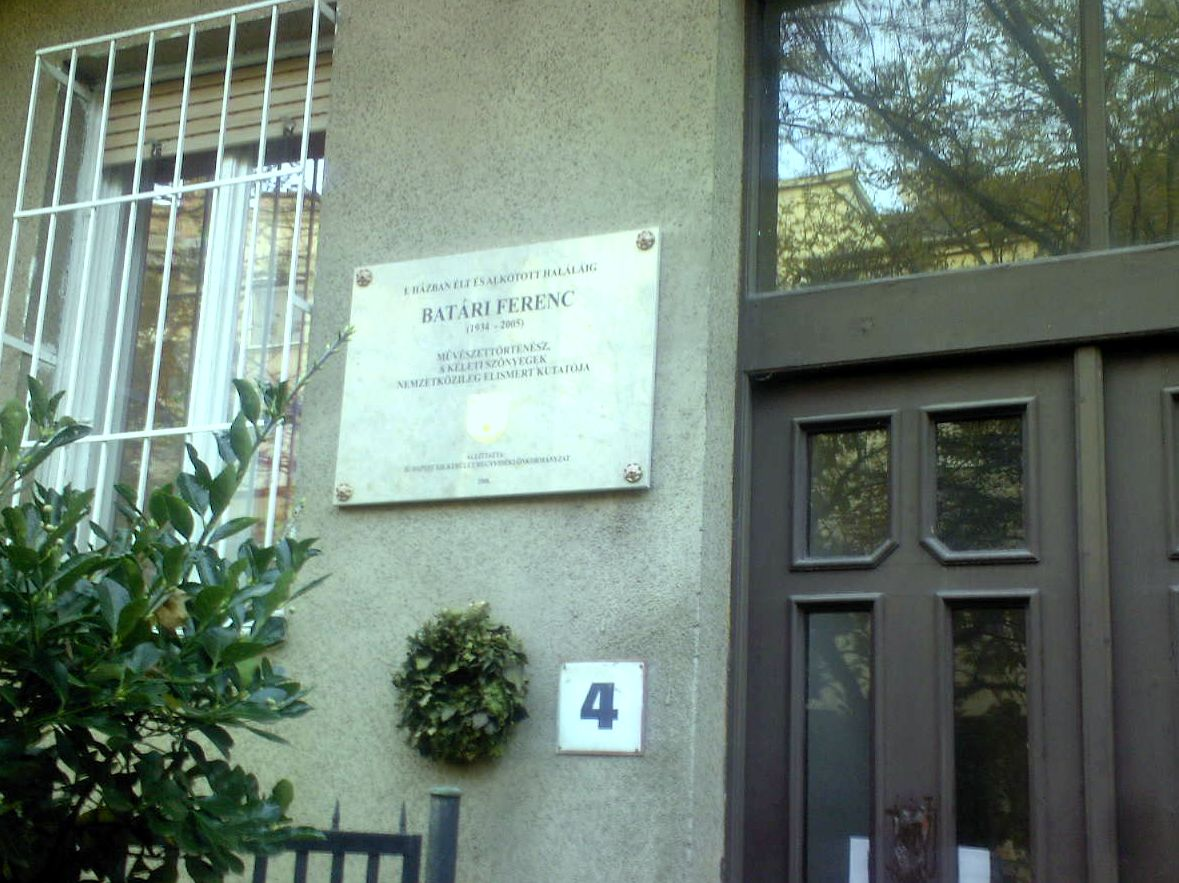
Batári Ferenc művészettörténész, Hollósy Simon utca 4.
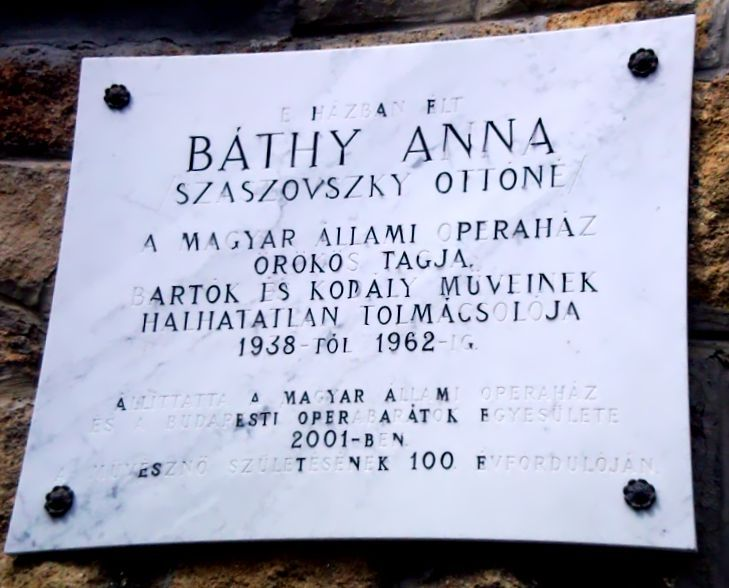
Báthy Anna Határőr út 37.
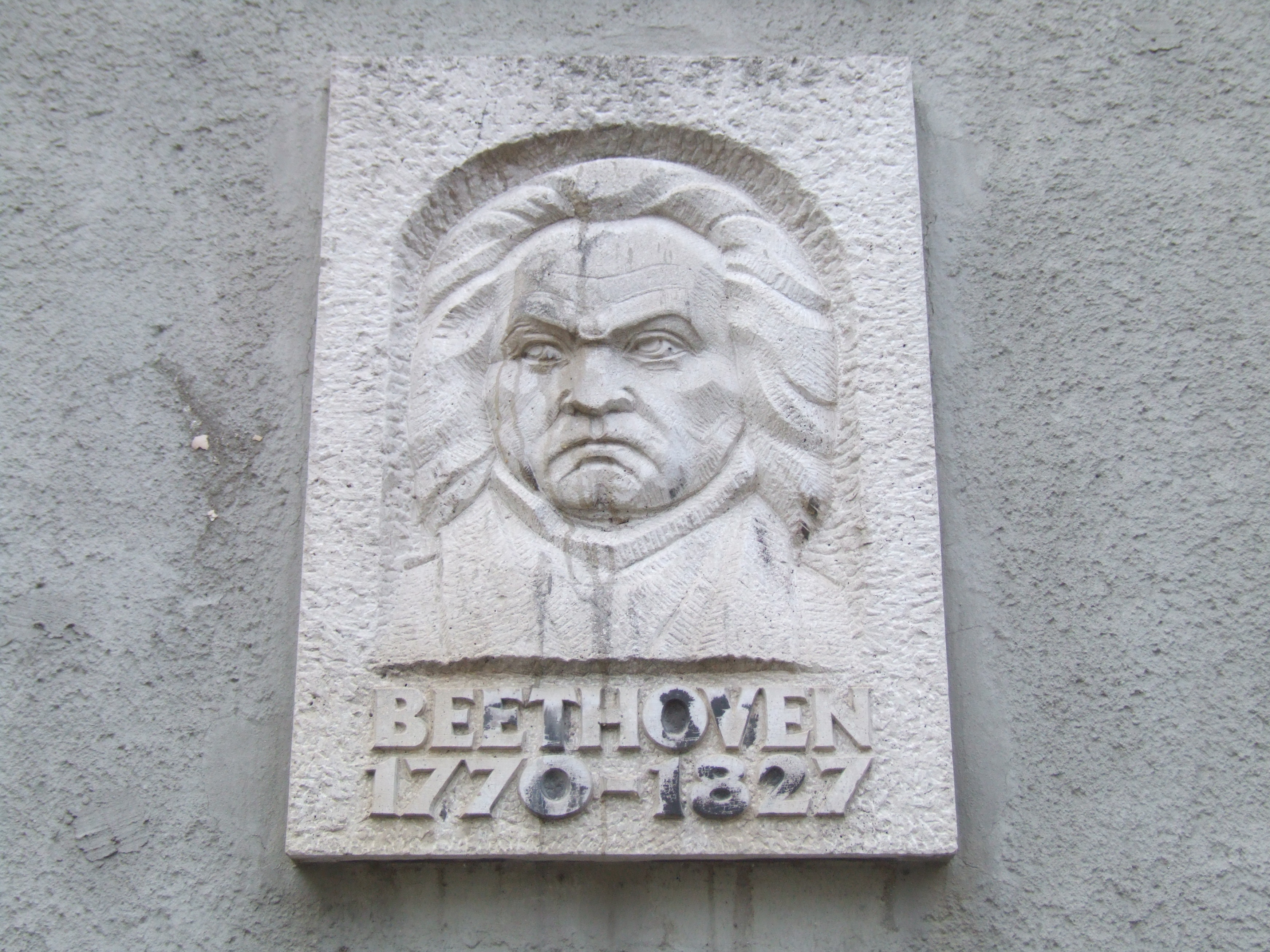
A névadó, Beethoven portréja., Beethoven utca 2., Alkotó: Csontos László
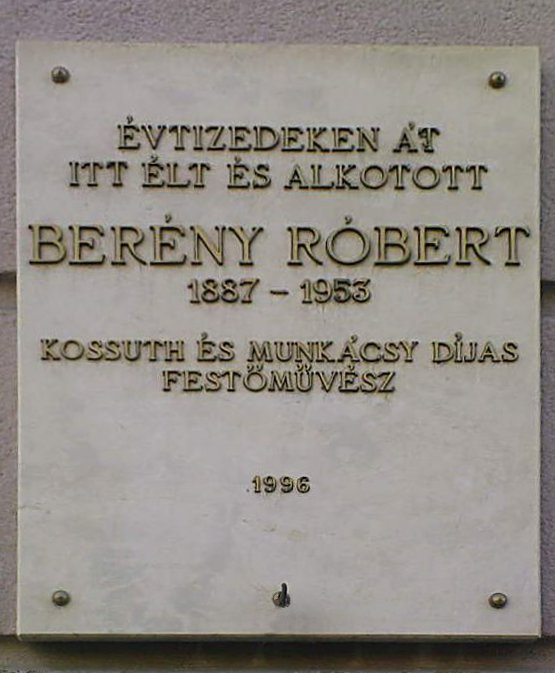
Berény Róbert festőművész, Németvölgyi út 20.
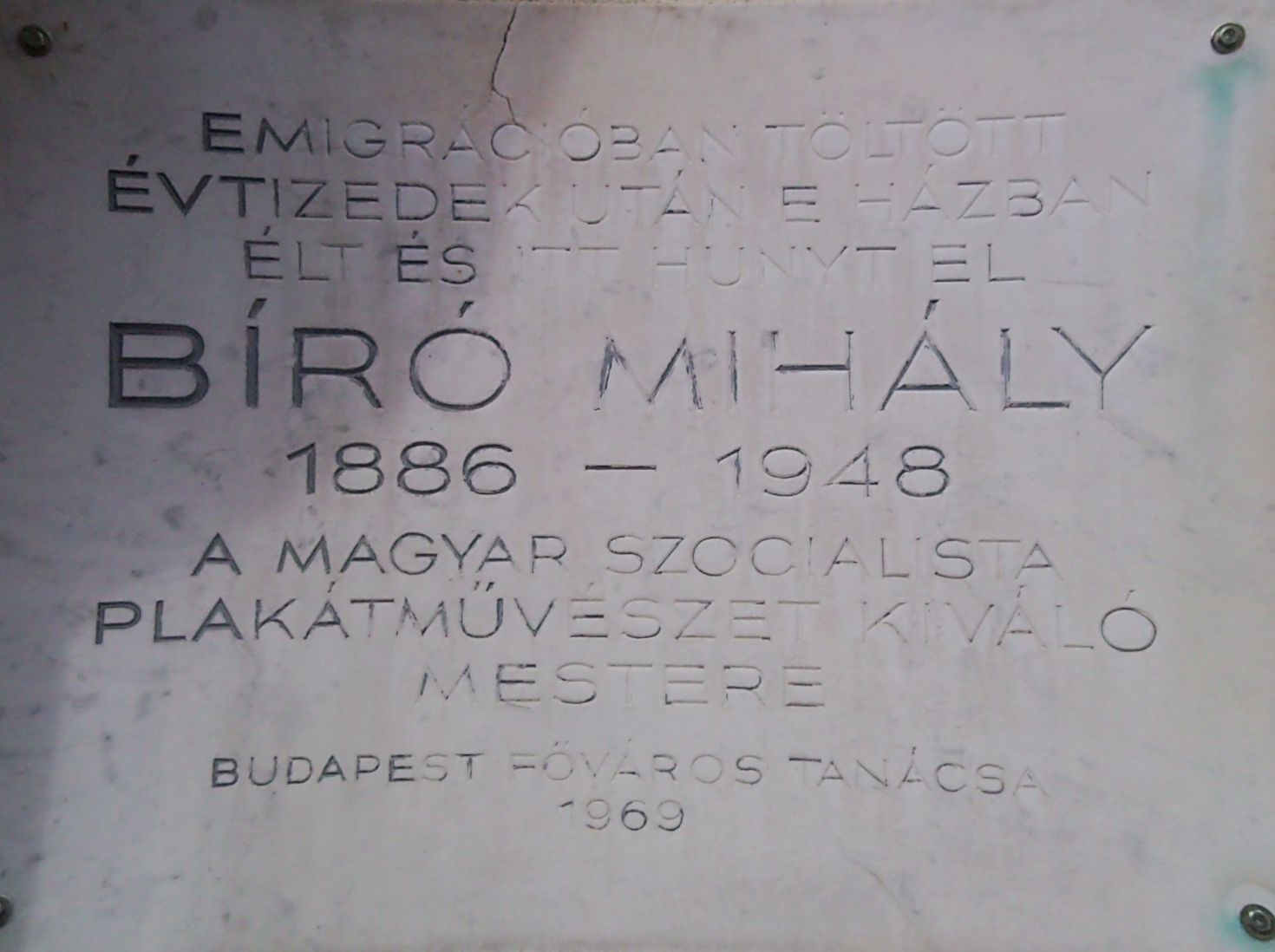
Bíró Mihály grafikusművész Melinda út 16.
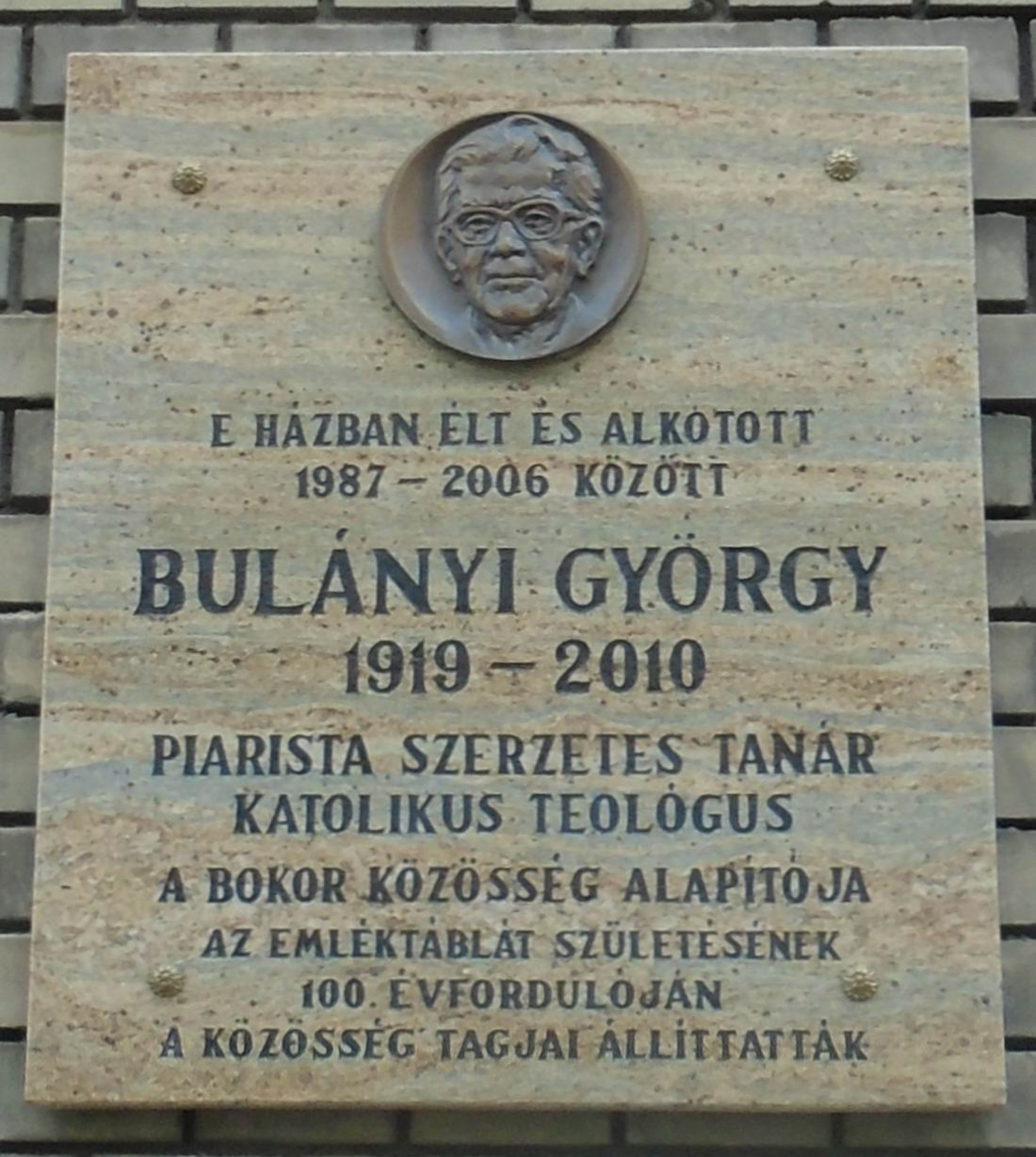
Bulányi György Városmajor utca 47/b.
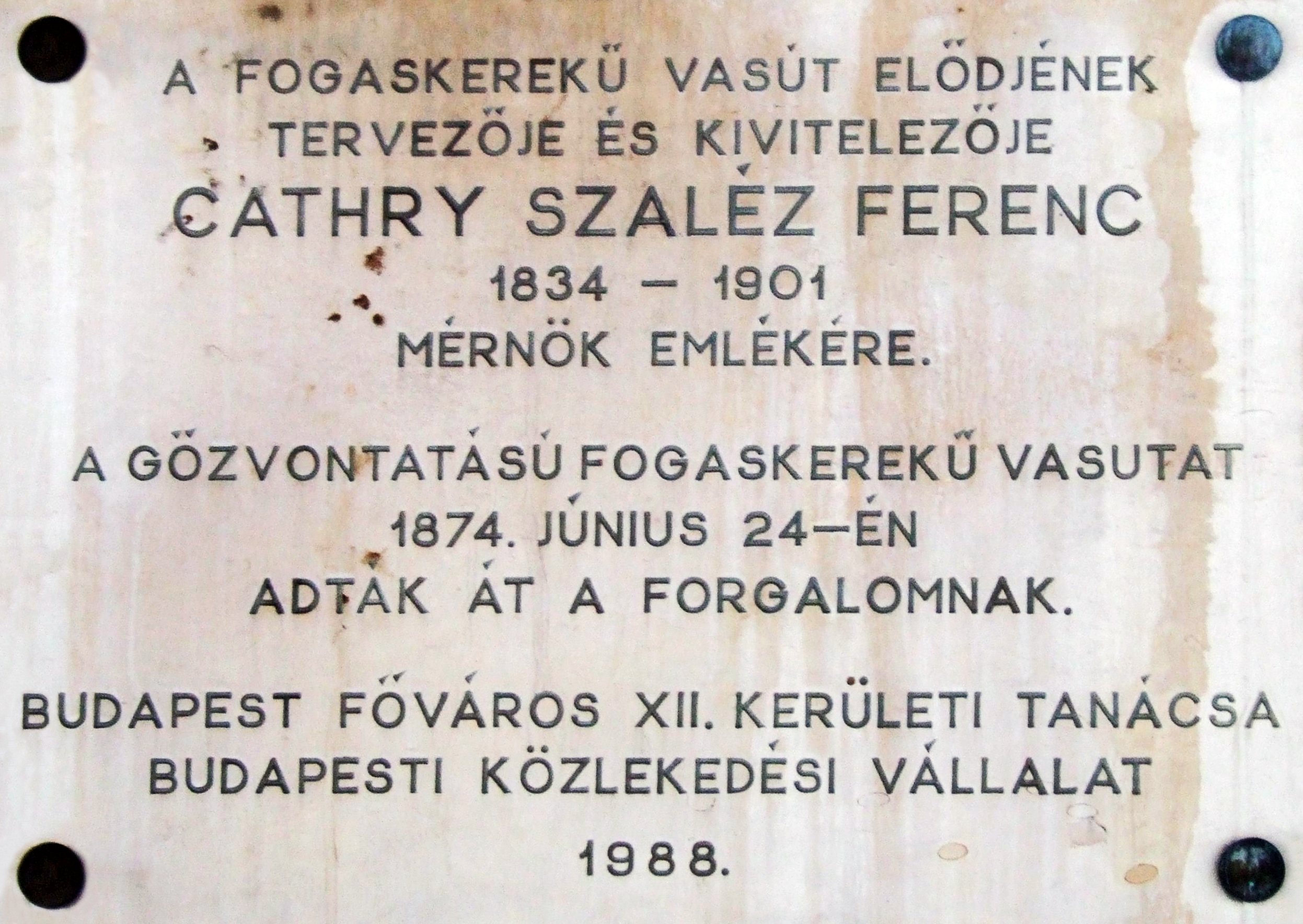
Cathry Szaléz Ferenc mérnök Eötvös út 1.
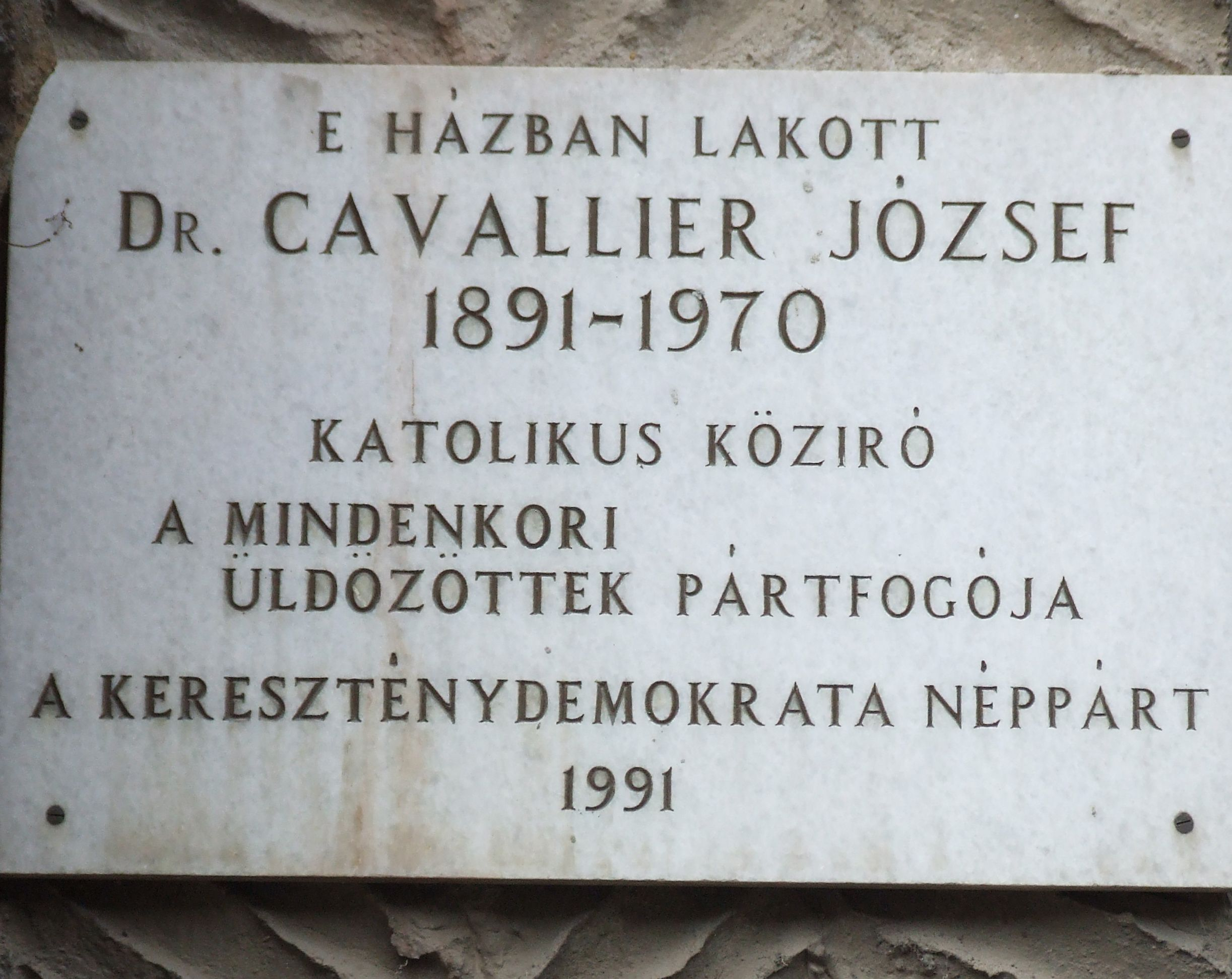
Cavallier József katolikus közíró Kiss János altábornagy utca 57.
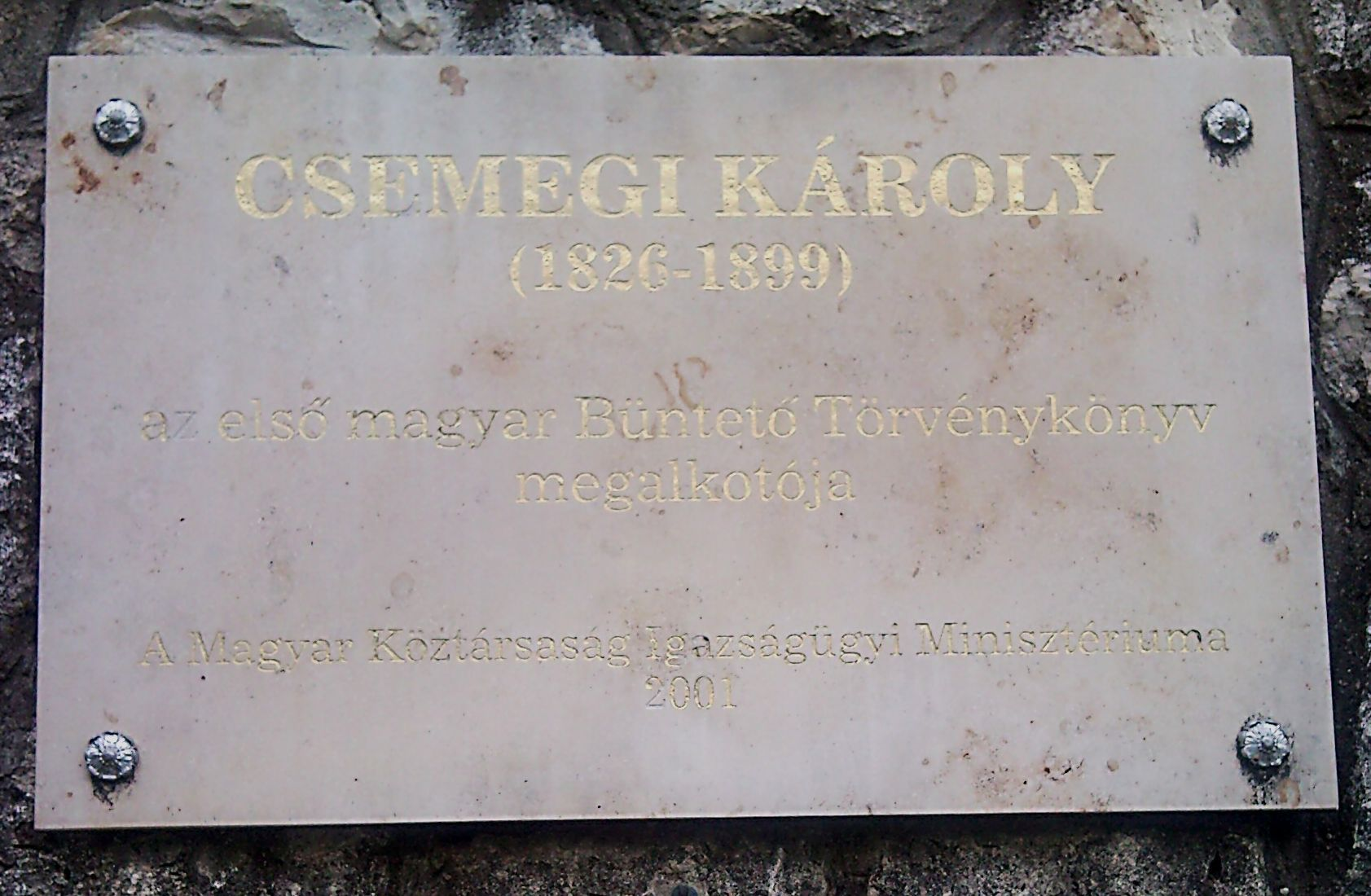
Csemegi Károly jogász, Csemegi utca 1.
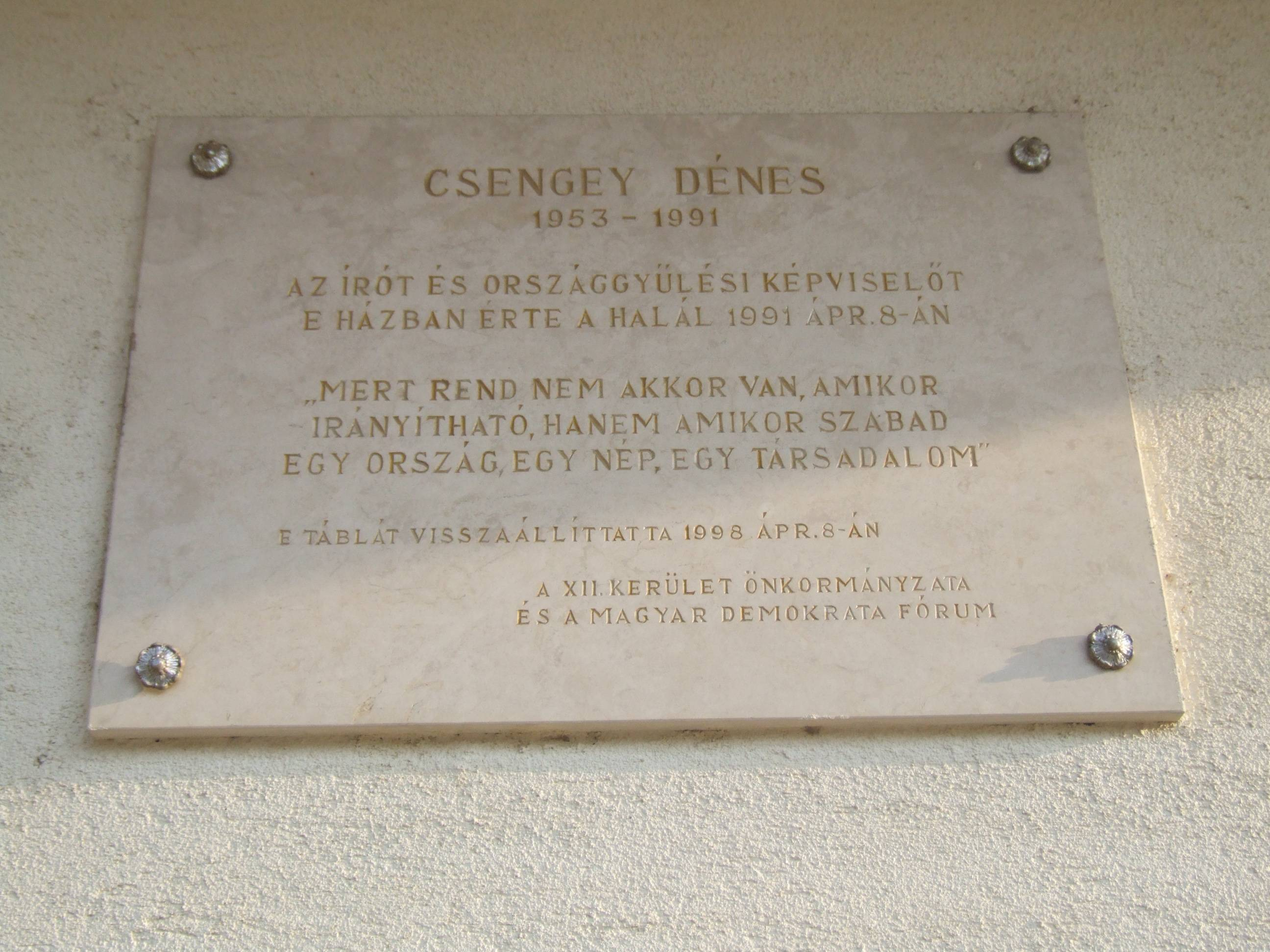
Csengey Dénes, Németvölgyi út 20.
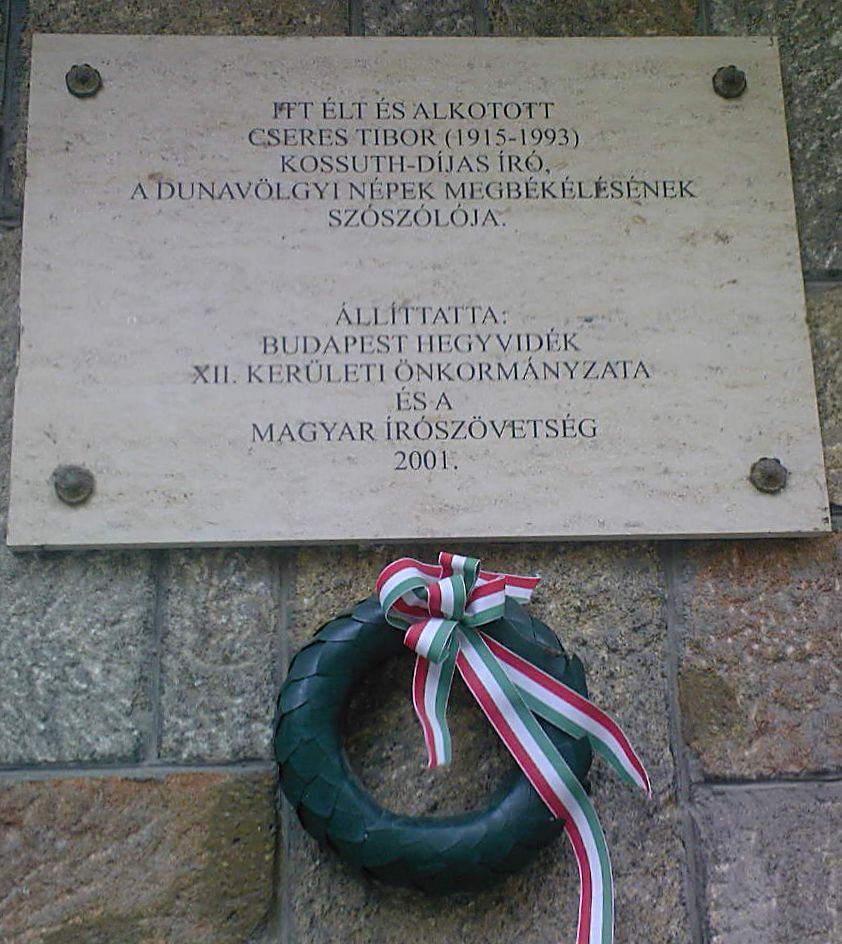
Cseres Tibor, Tartsay Vilmos utca 20.
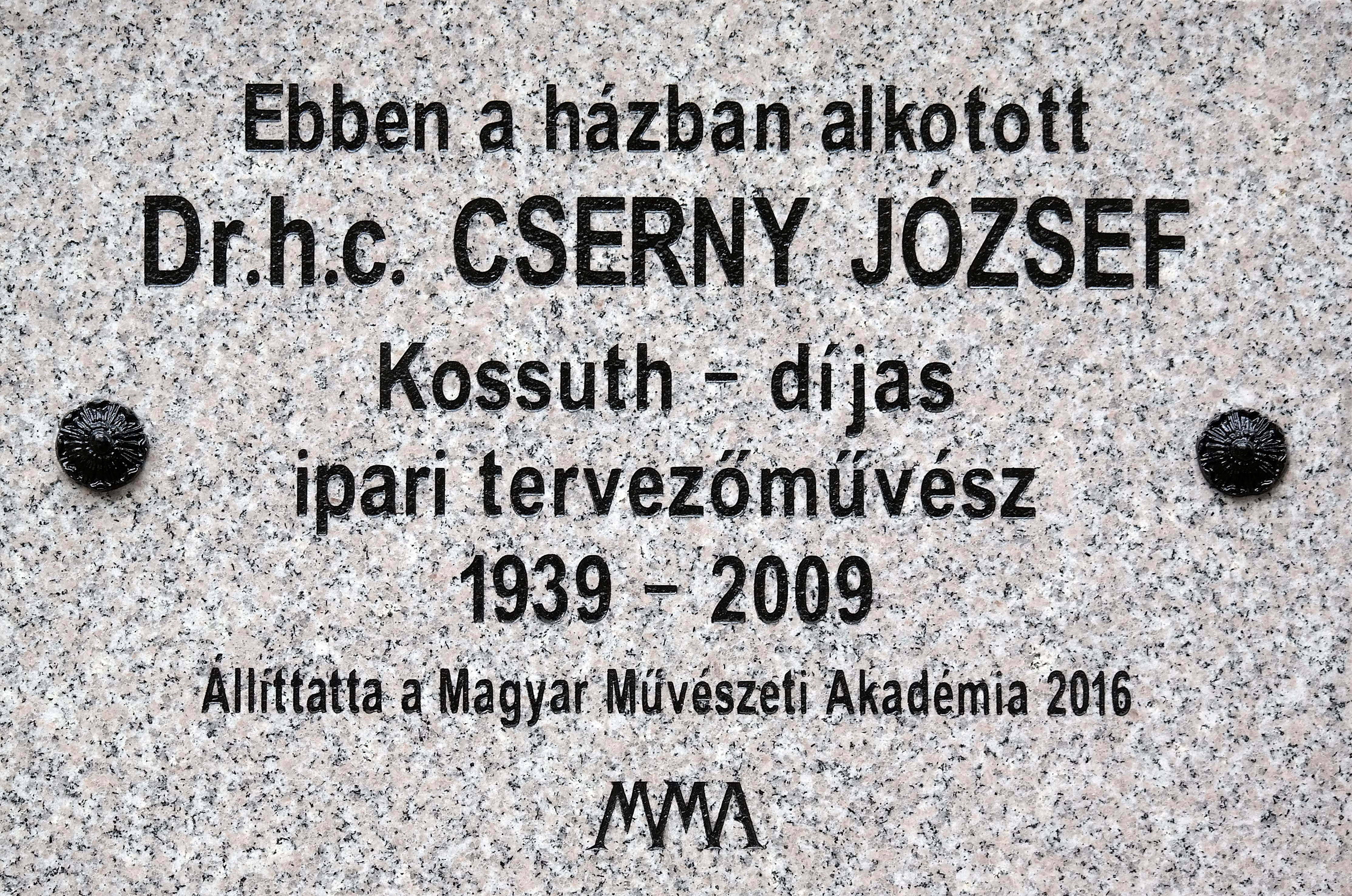
Cserny József, Maros utca 10.
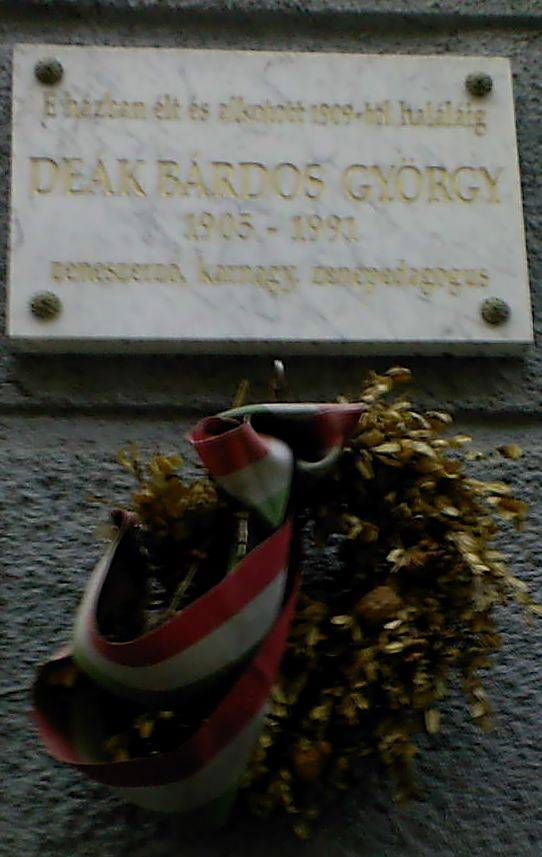
Deák Bárdos György zeneszerző, zenepedagógus, Kékgolyó utca 15.
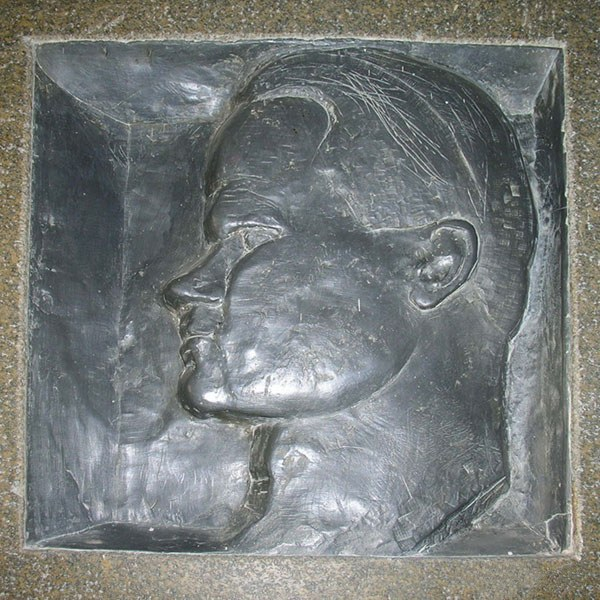
Dési Huber István Pihenő út 1.
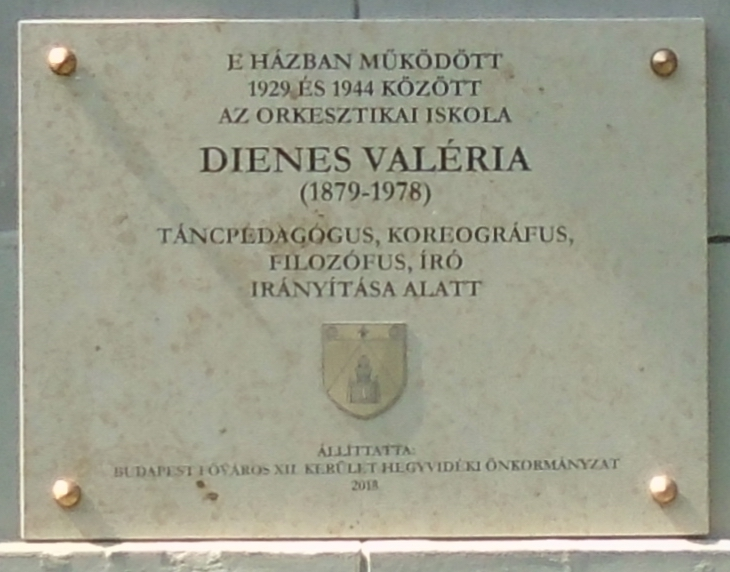
Dienes Valéria Krisztina körút 5.
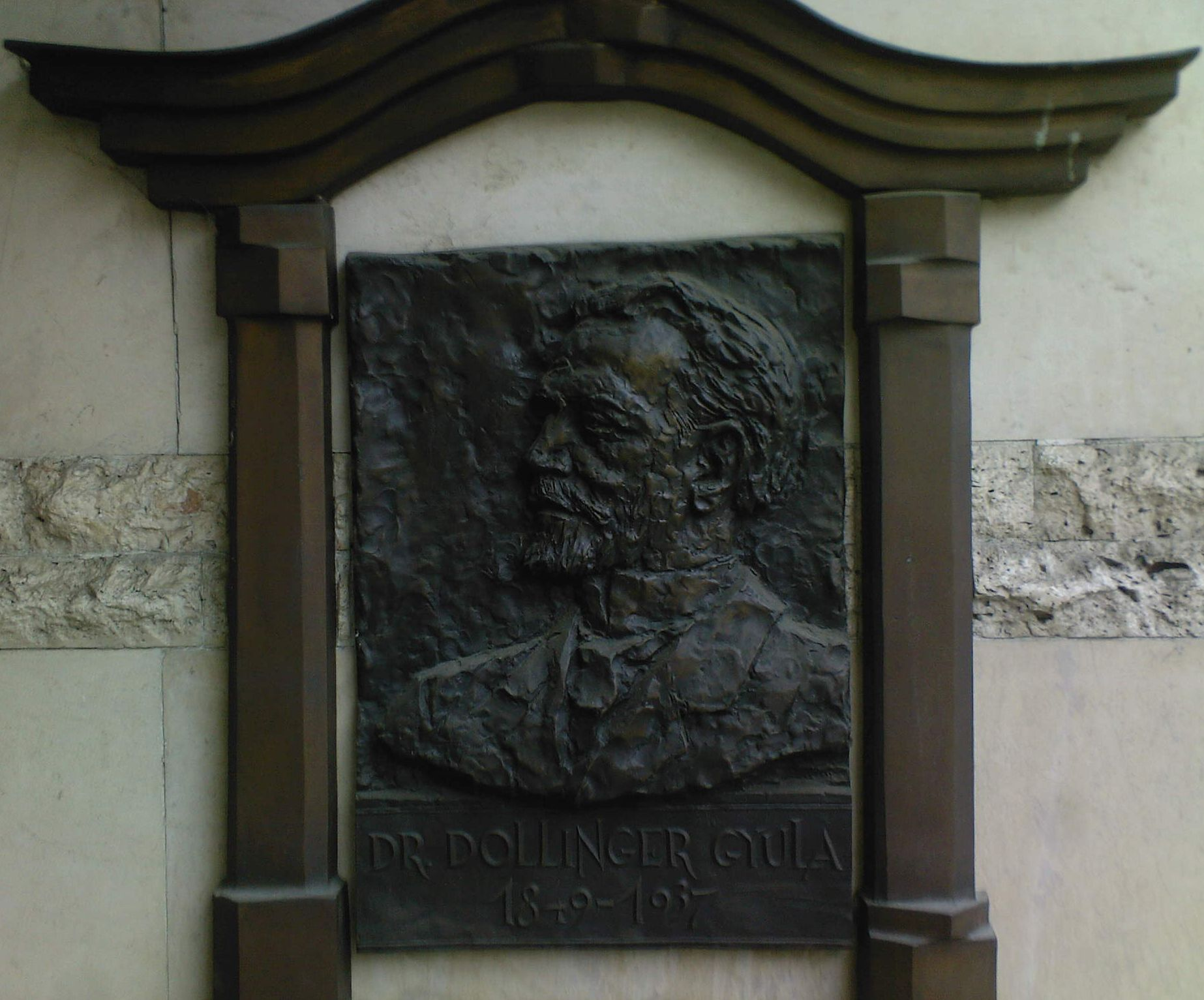
Dollinger Gyula orvos Kékgolyó utca 13. Szölőssy Enikő alkotása
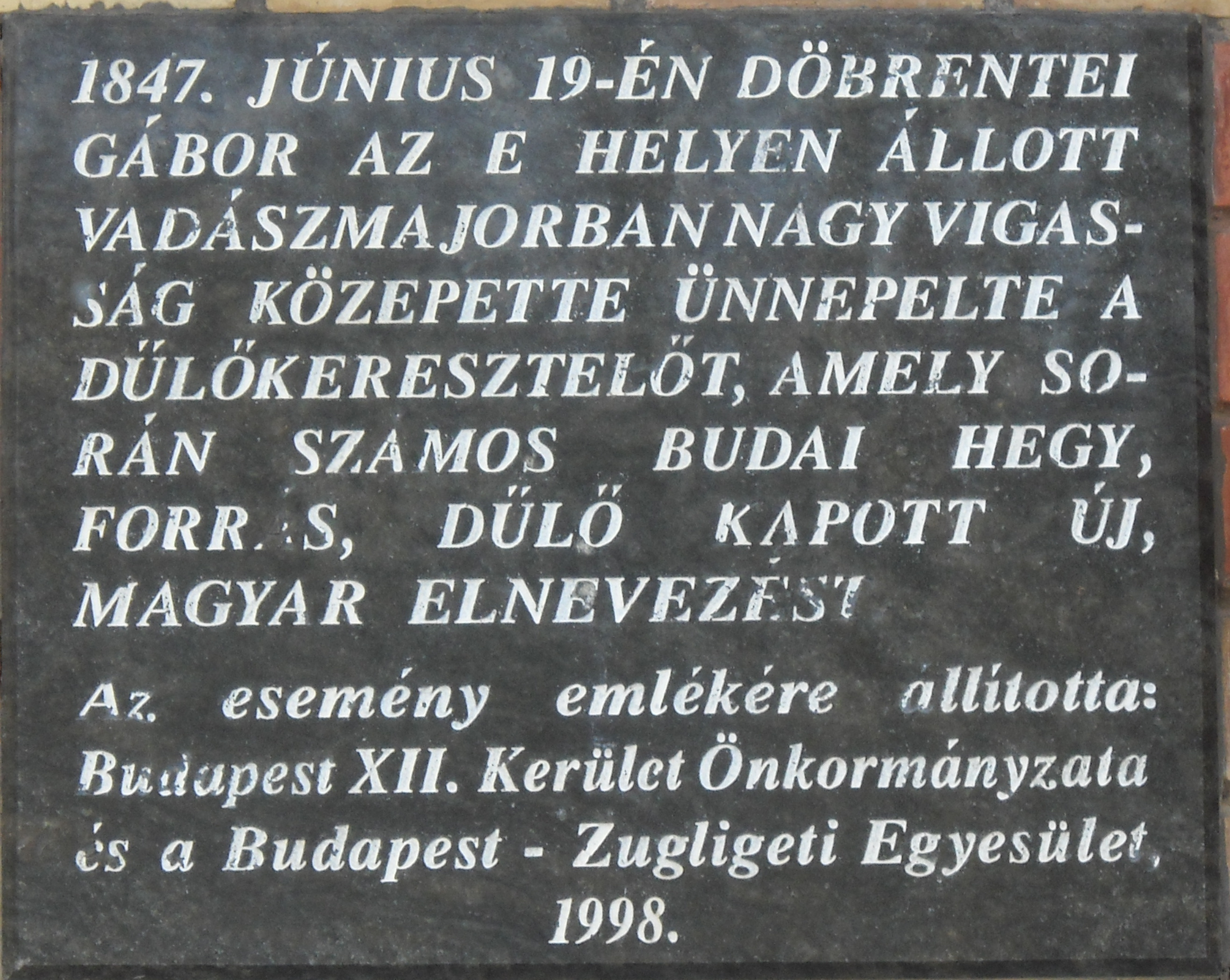
Döbrentei Gábor Zugligeti út 113.
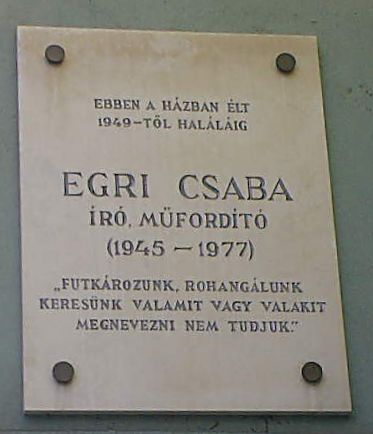
Egri Csaba író-műfordító, Csaba utca 9.
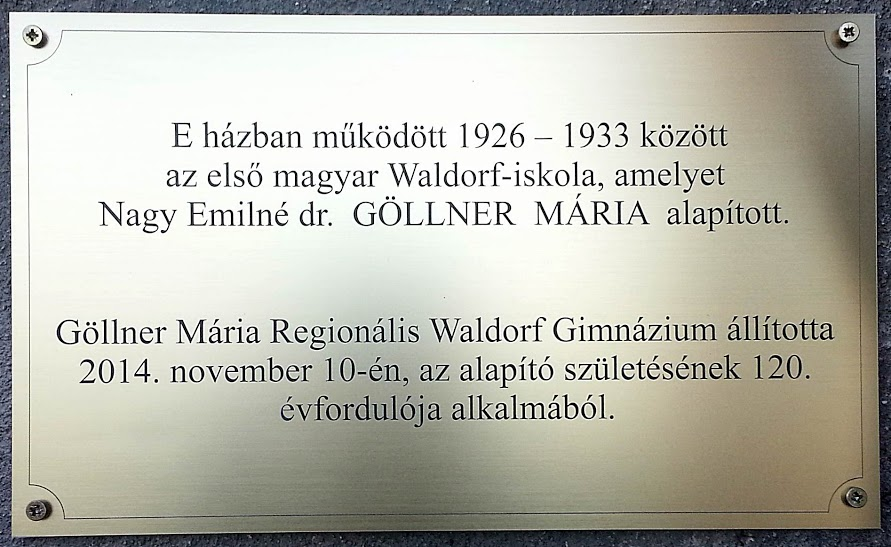
első magyar Waldorf-iskola, Gaál József utca 21.
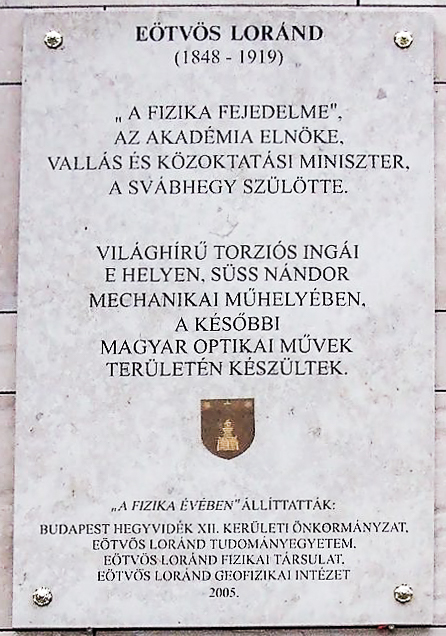
Eötvös Loránd, Dolgos utca 2. MOM Park
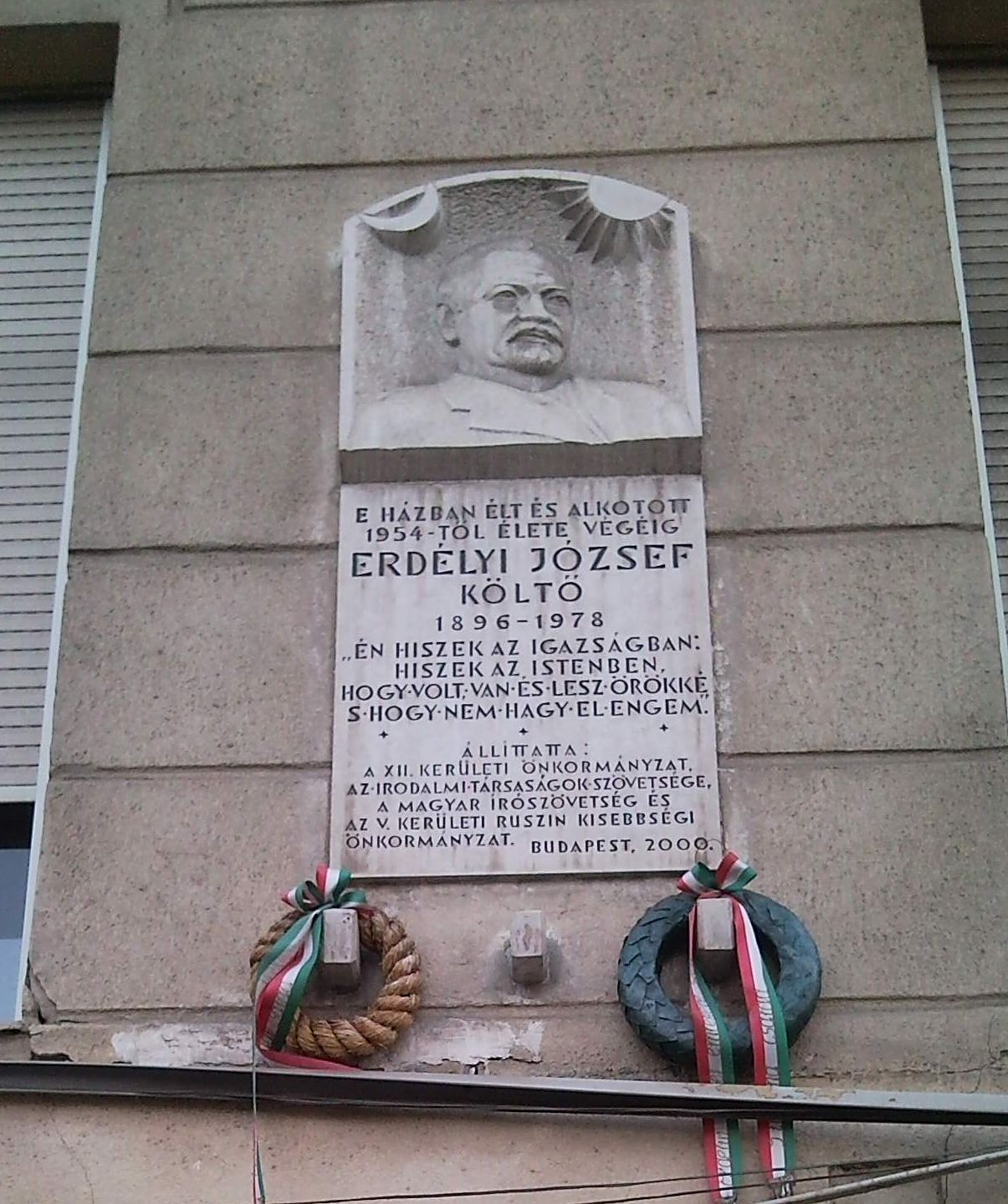
Erdélyi József Királyhágó utca 2. Rajki László alkotása
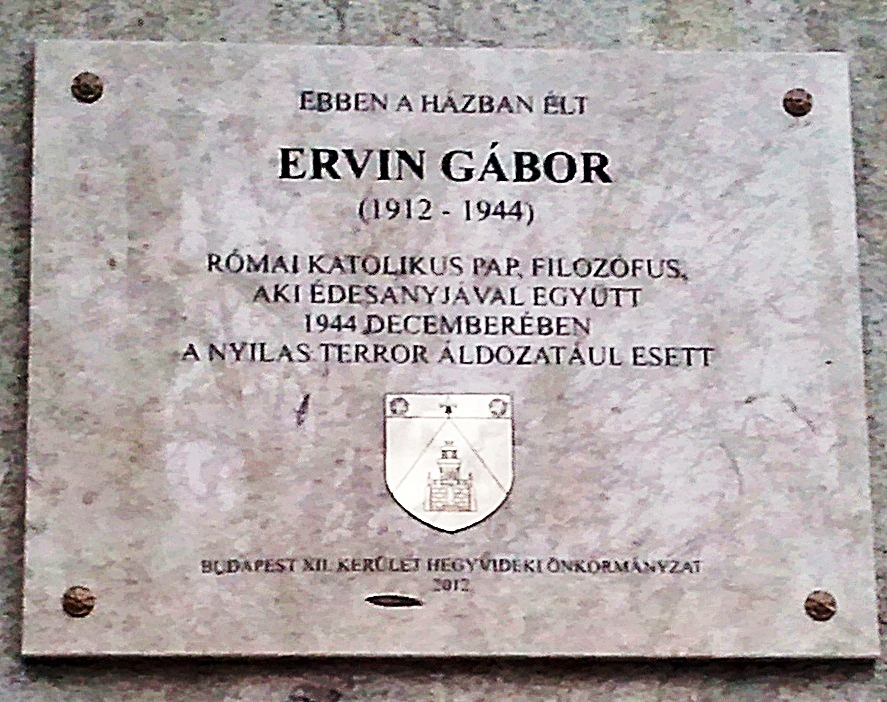
Ervin Gábor pap, filozófus, a nyilasok áldozata Maros utca 44B.
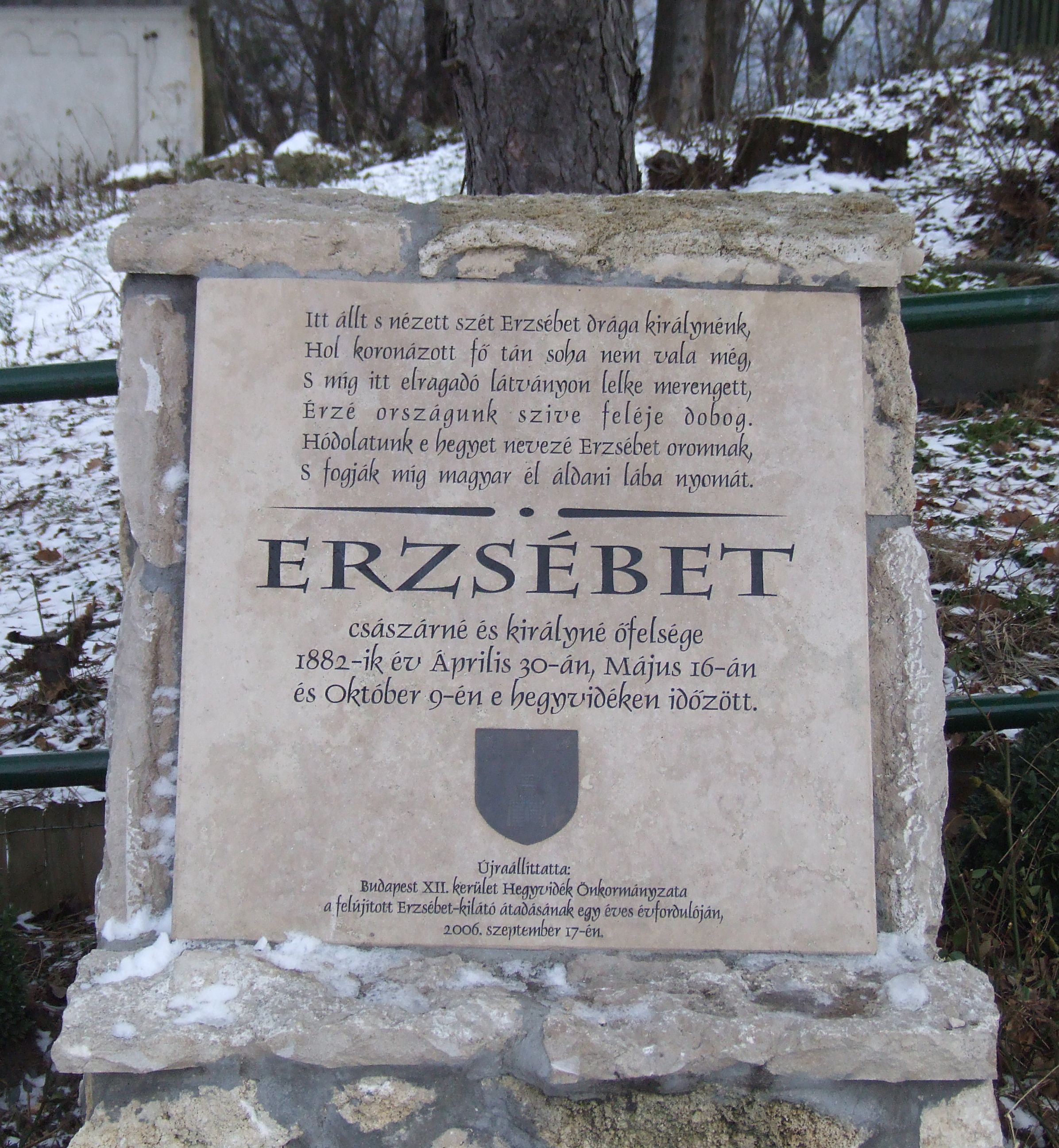
Erzsébet királyné, -János-hegy- a róla elnevezett kilátónál
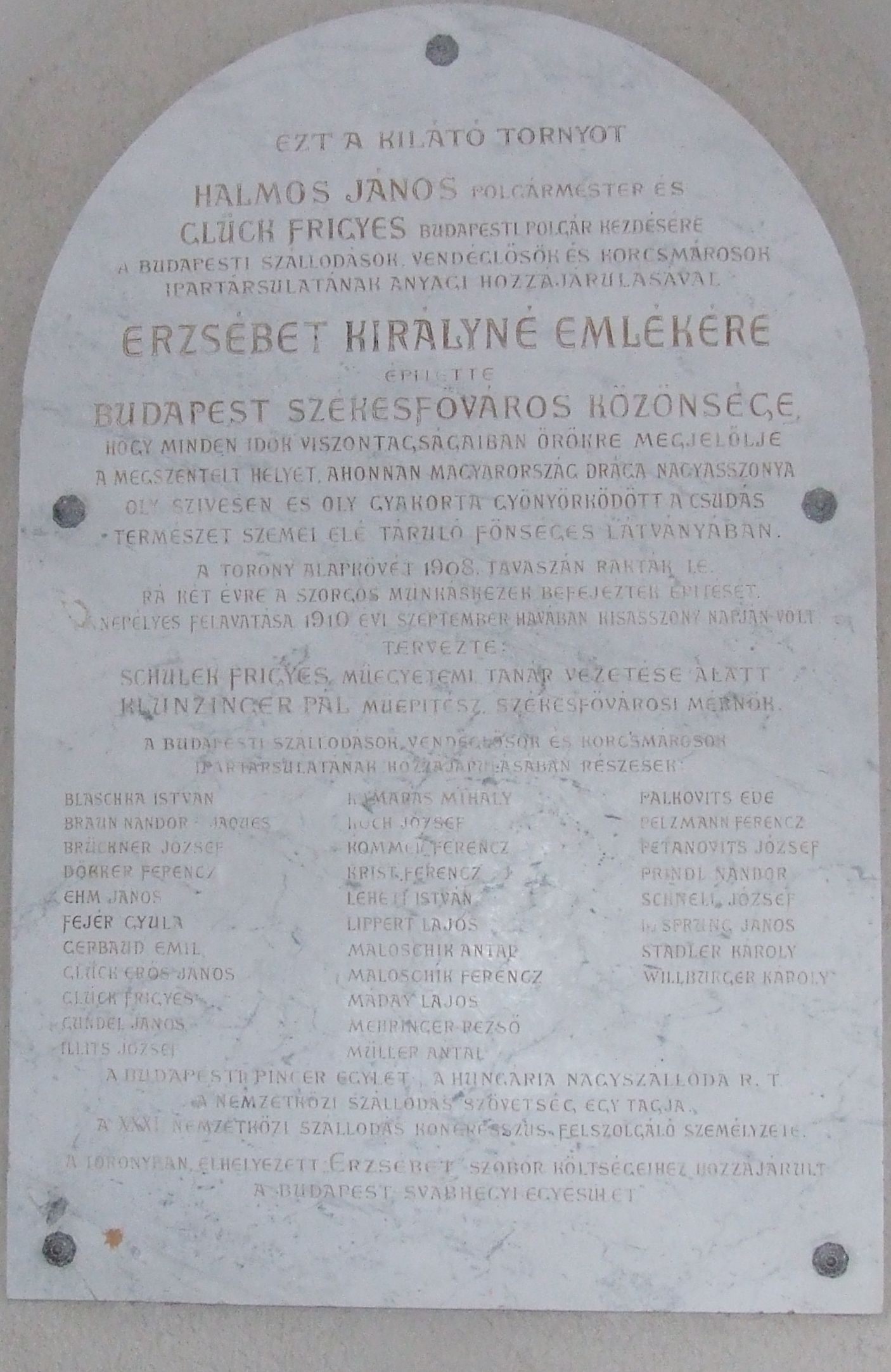
Erzsébet királyné emléktáblája a fogadótérben
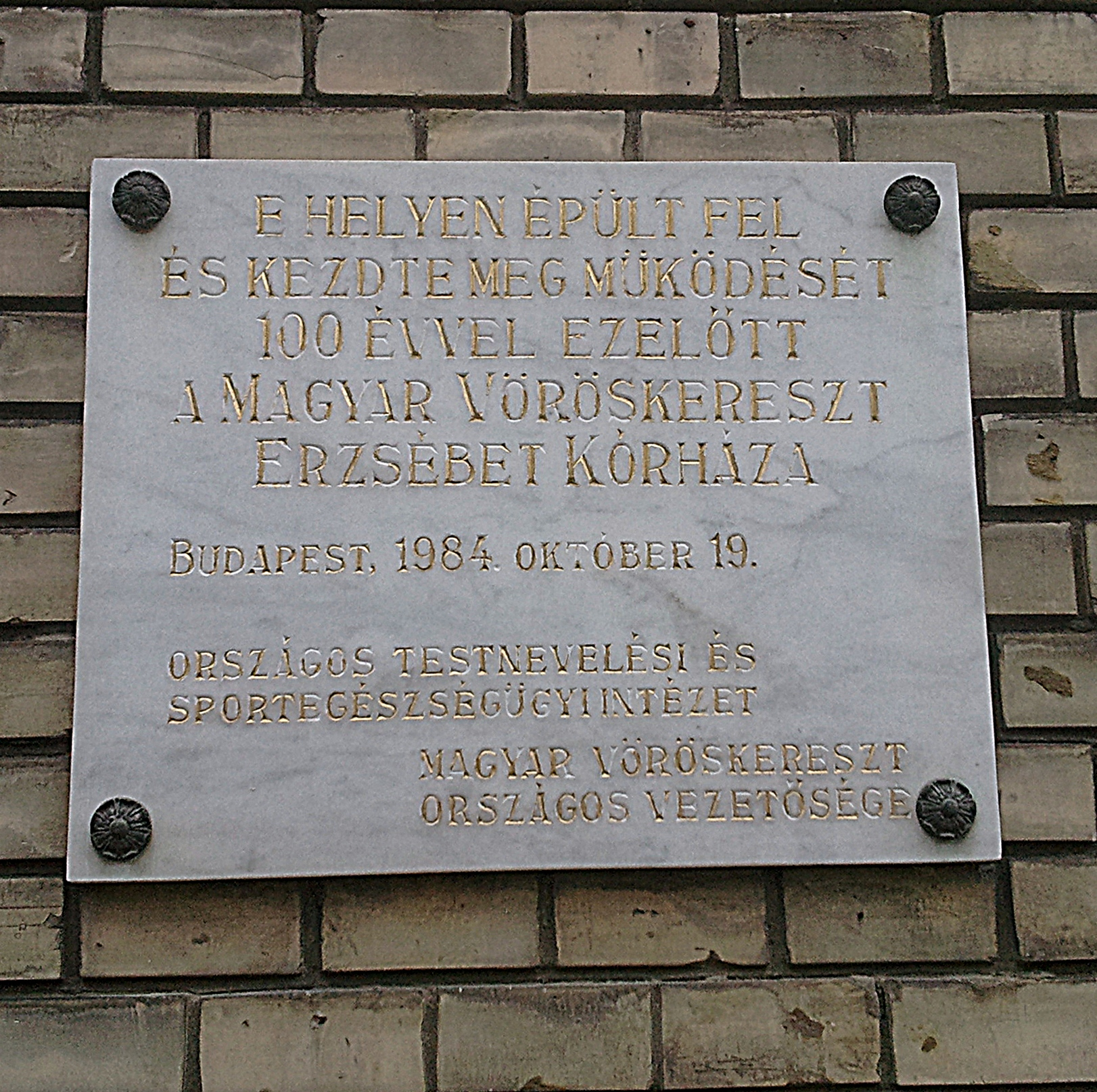
Erzsébet Kórház Alkotás utca 48.
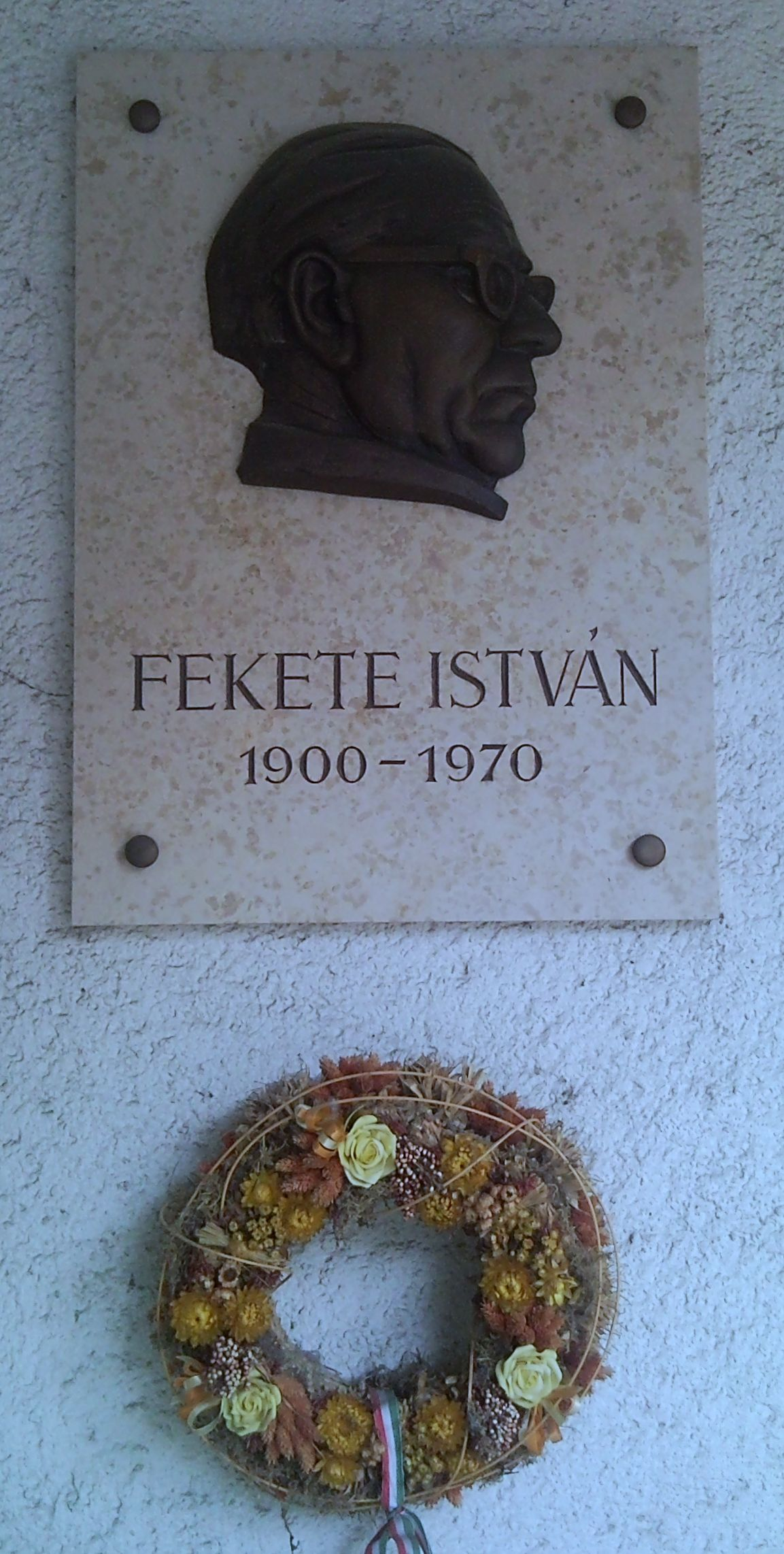
Fekete István Orbánhegyi út 7.
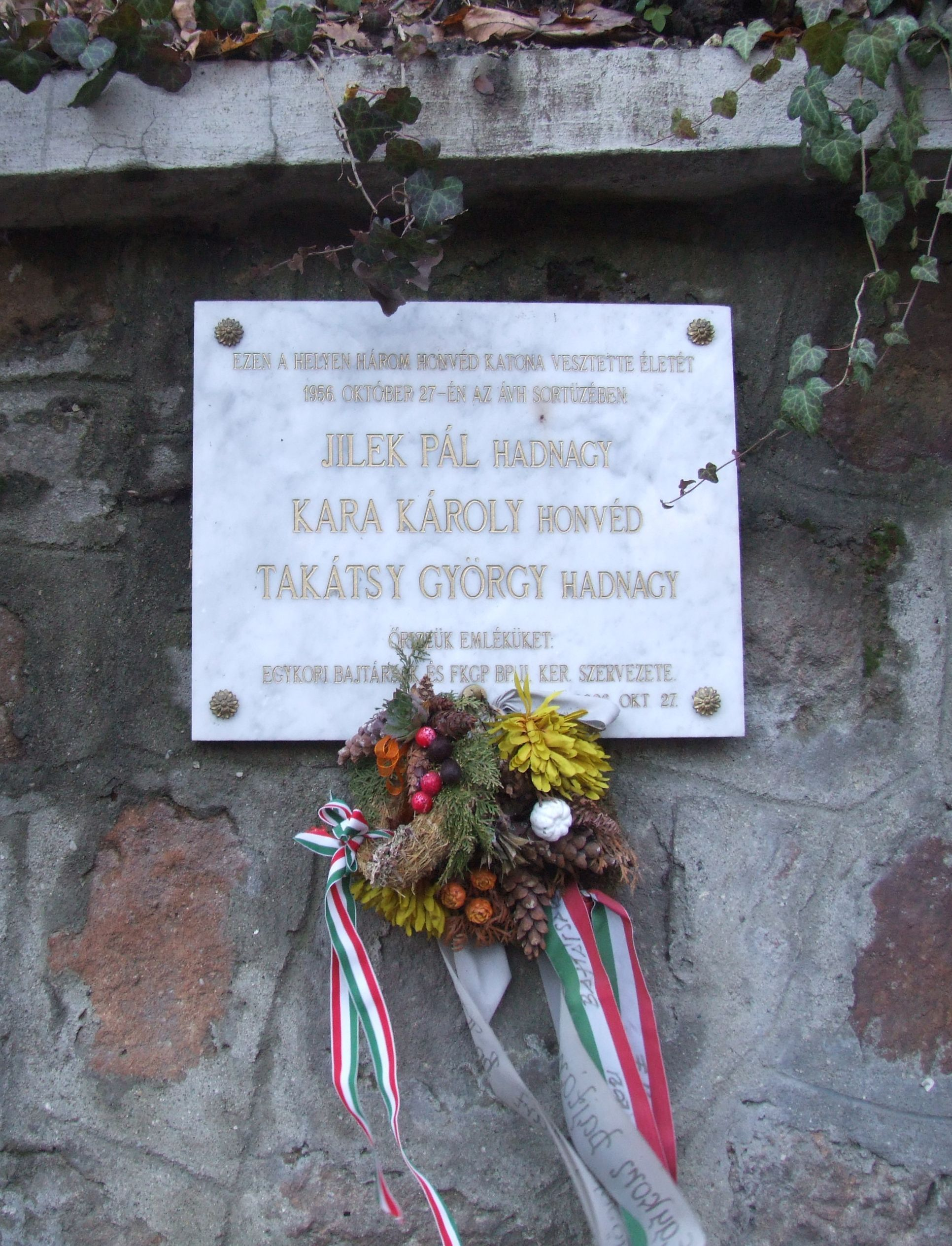
Felkelők 1956 Budakeszi út 44/b
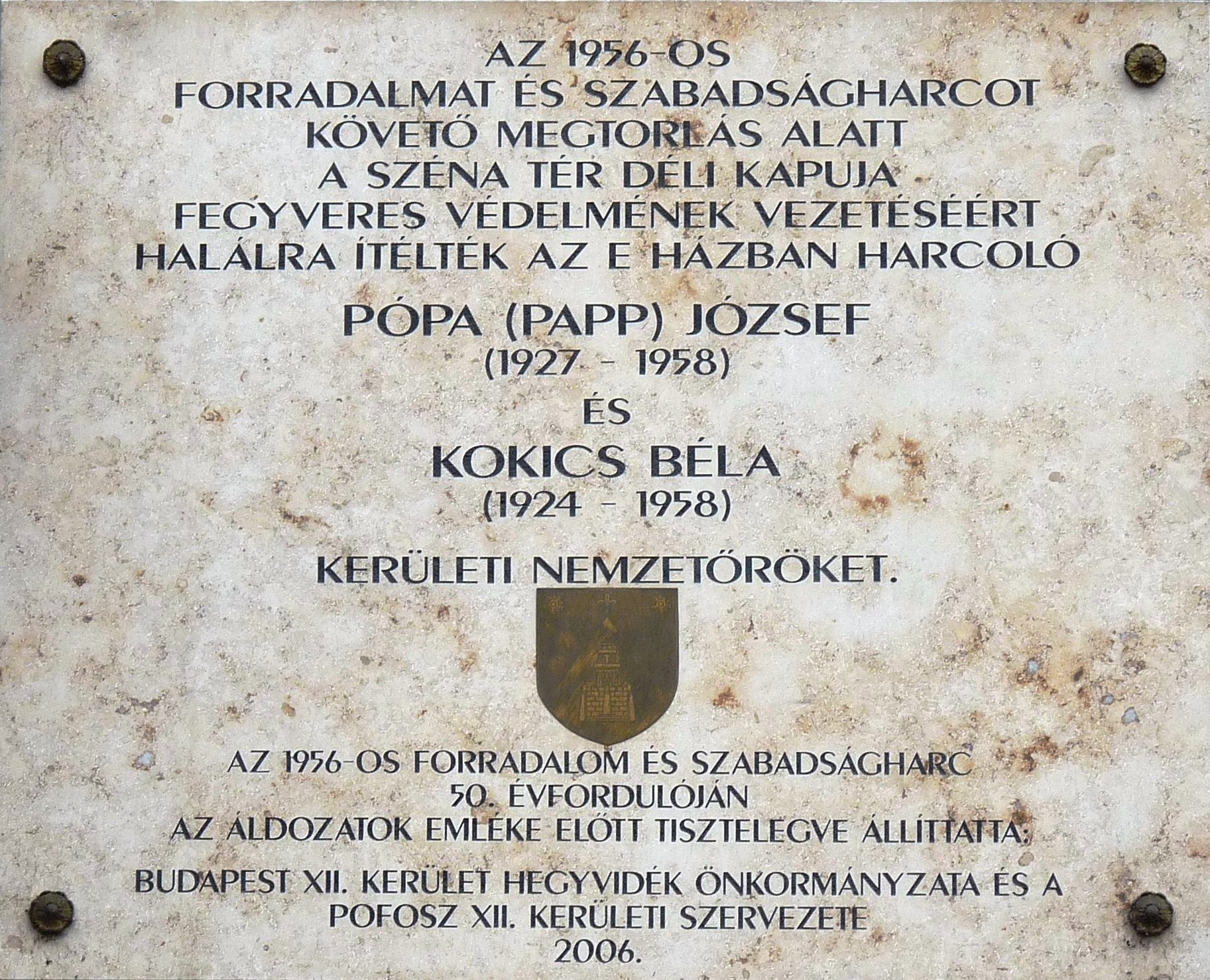
Felkelők 1956 Alkotás utca 13.
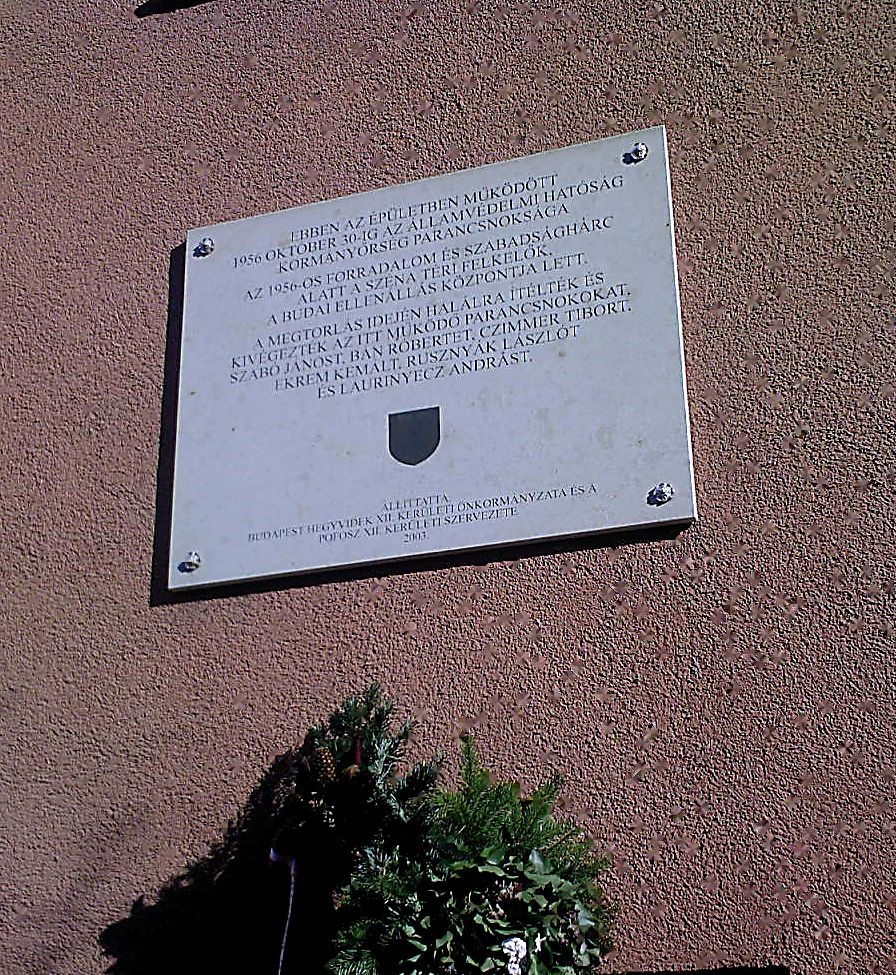
Felkelők 1956 Maros utca 3.
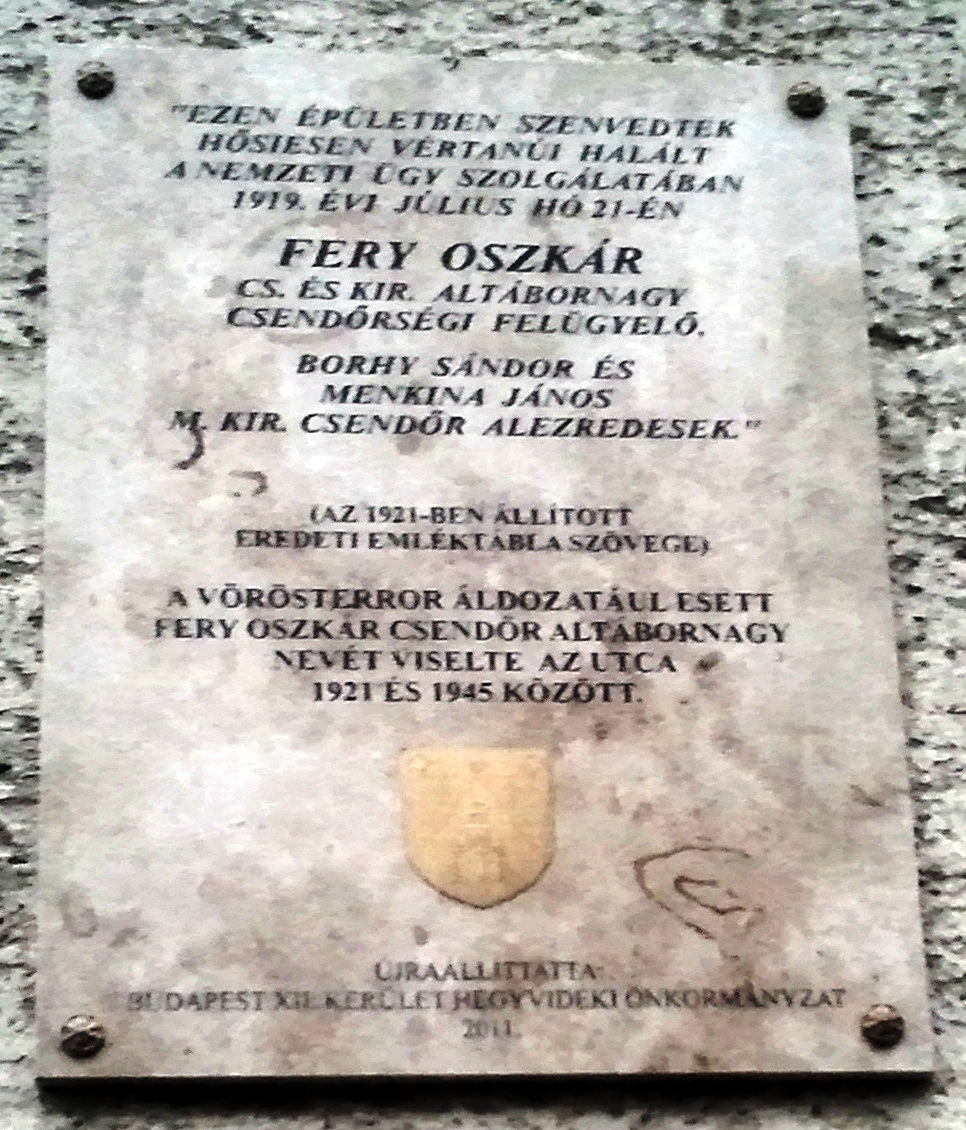
Fery Oszkár Kiss János altábornagy utca 40.
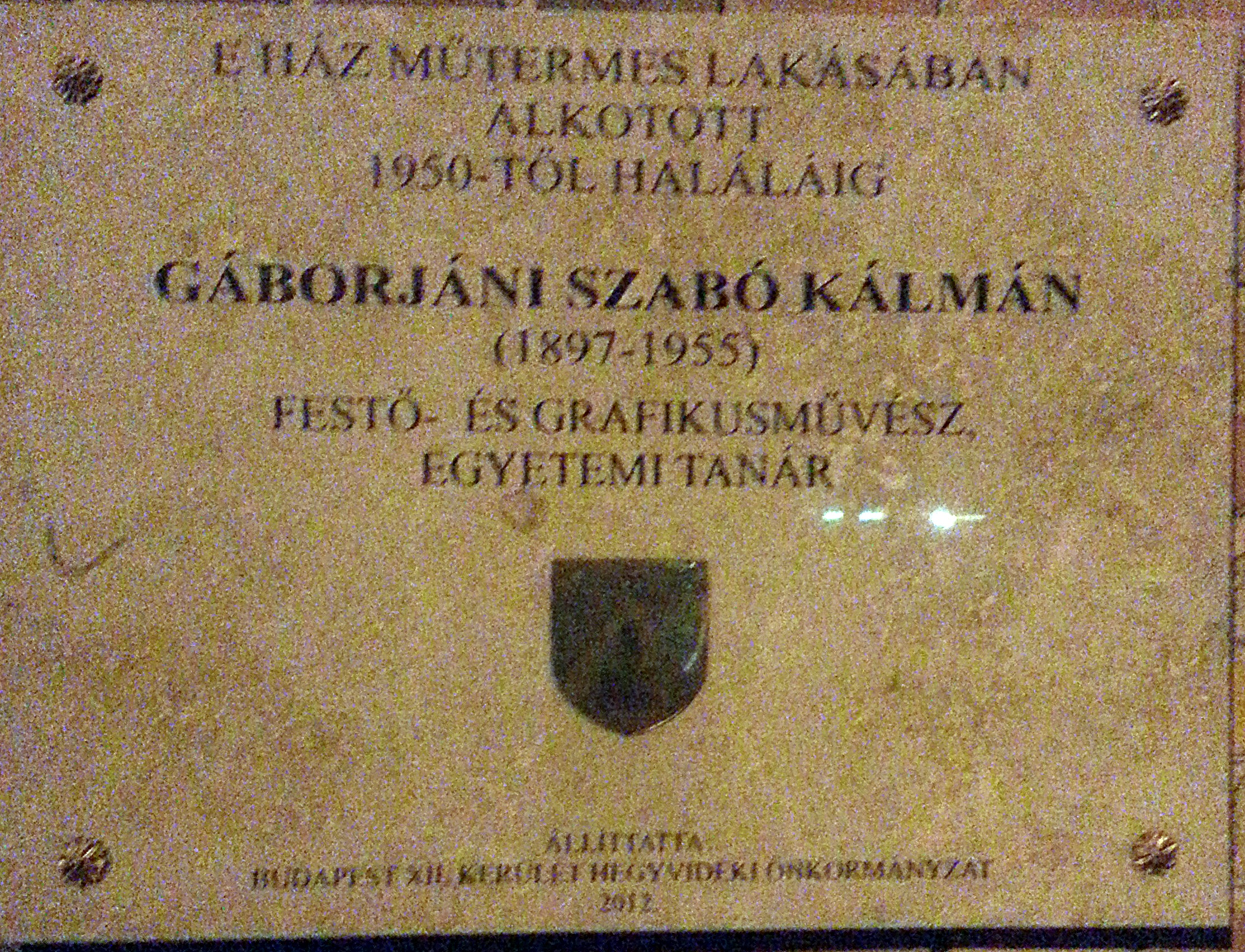
Gáborjáni Szabó Kálmán Kiss János altábornagy utca 34.
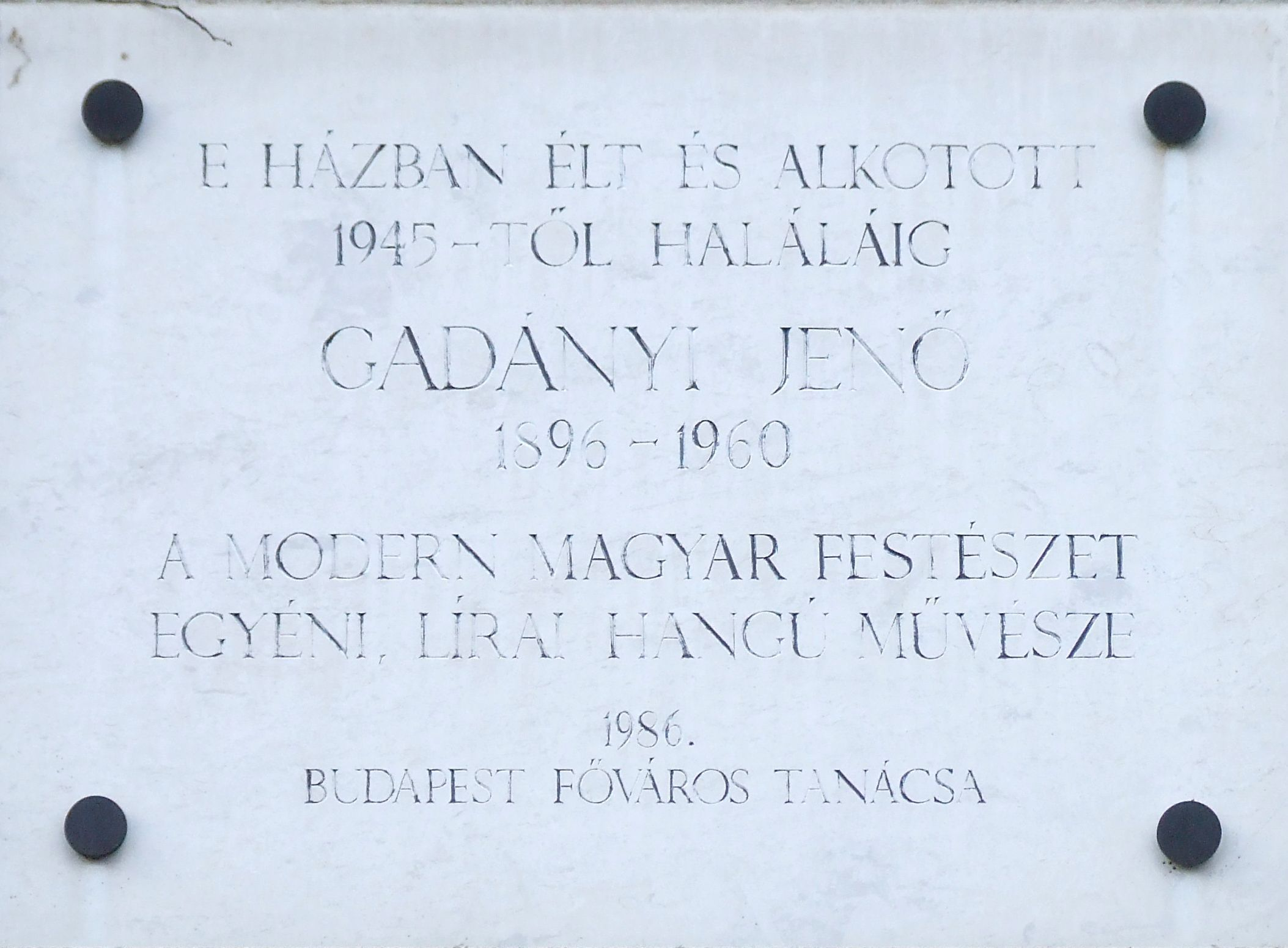
Gadányi Jenő festőművész Kiss János altábornagy utca 55.
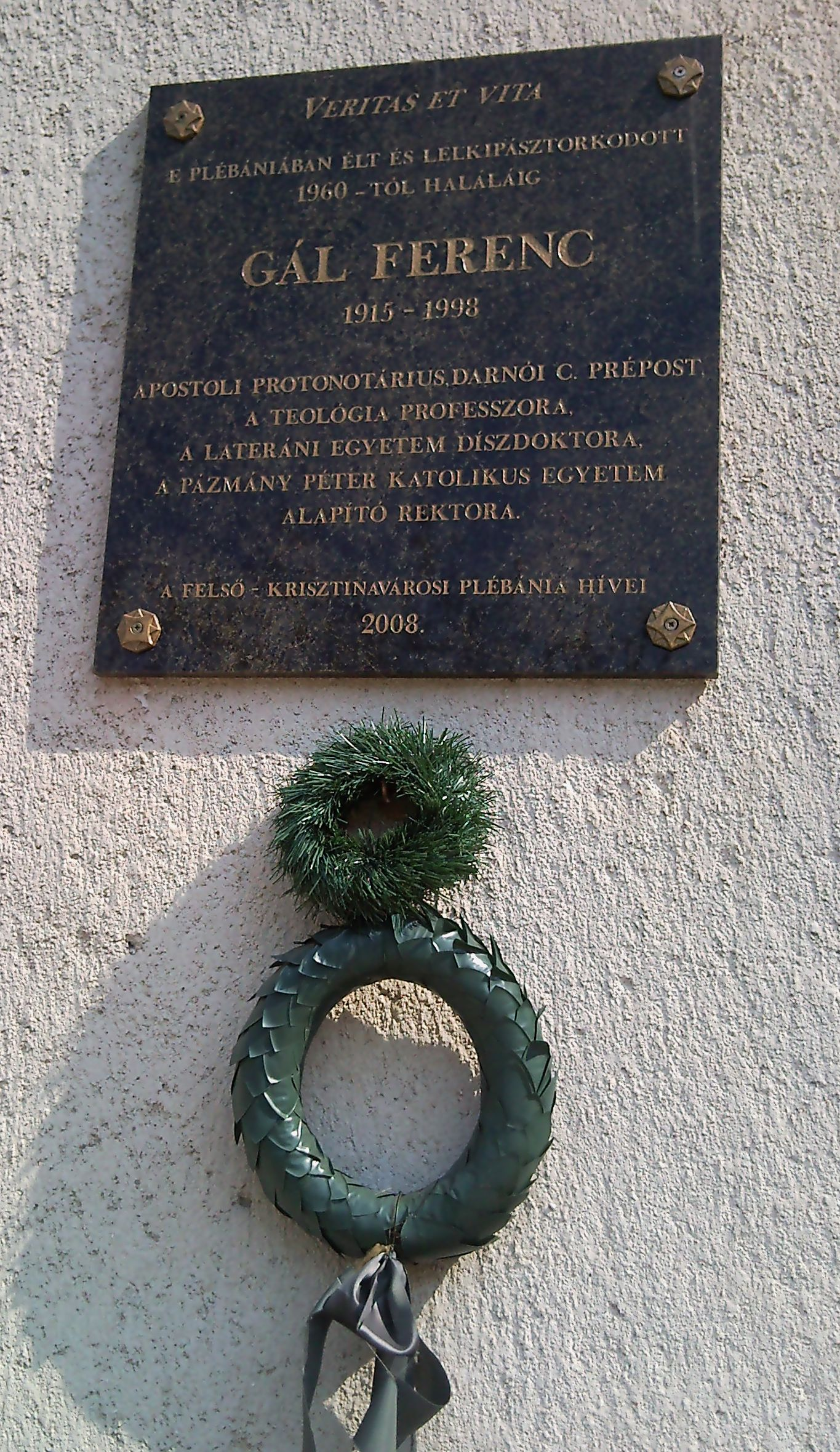
Gál Ferenc prépost teológia professzor Apor Vilmos tér 9.
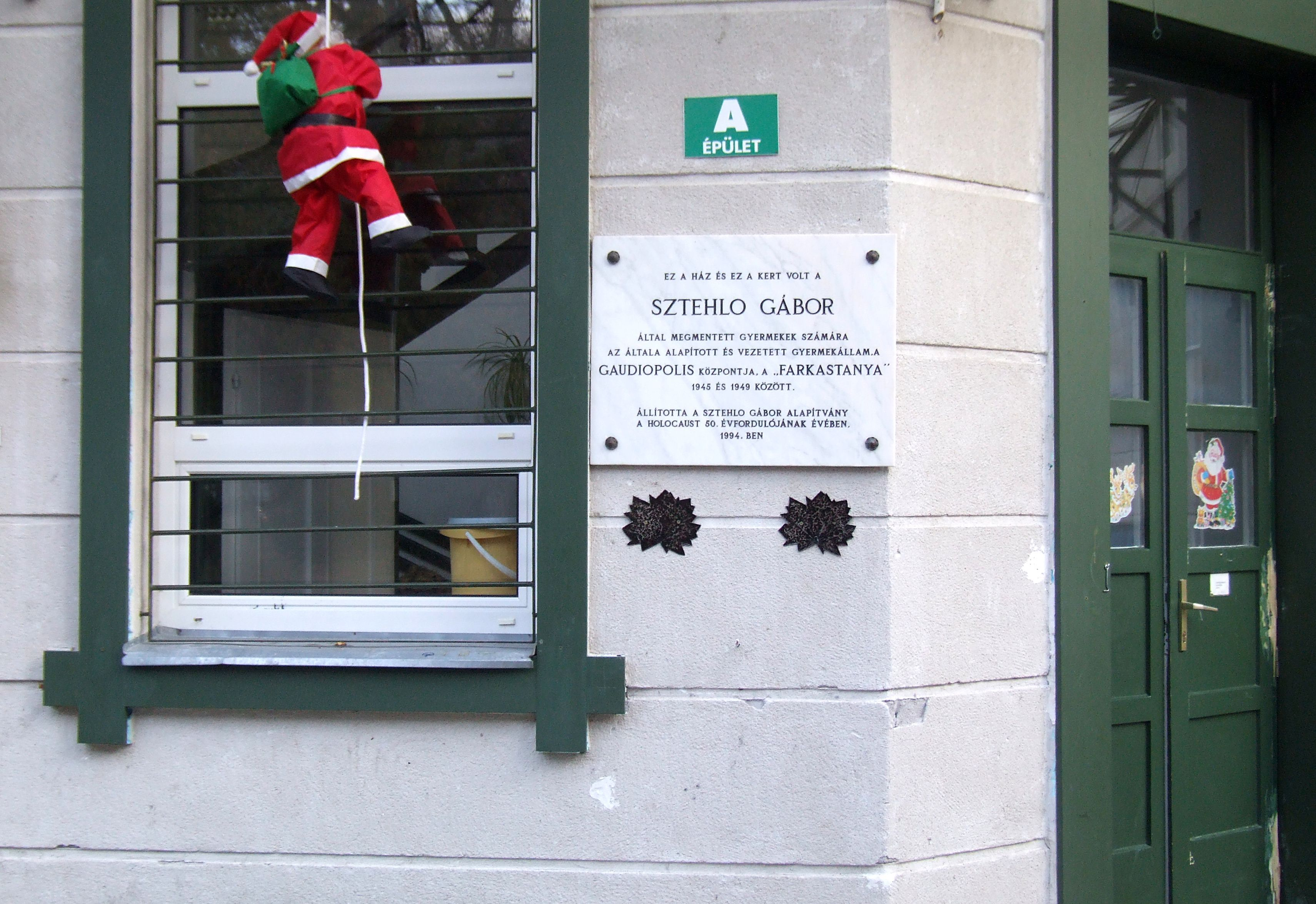
Gaudiopolis Sztehlo Gábor, Budakeszi út 48.
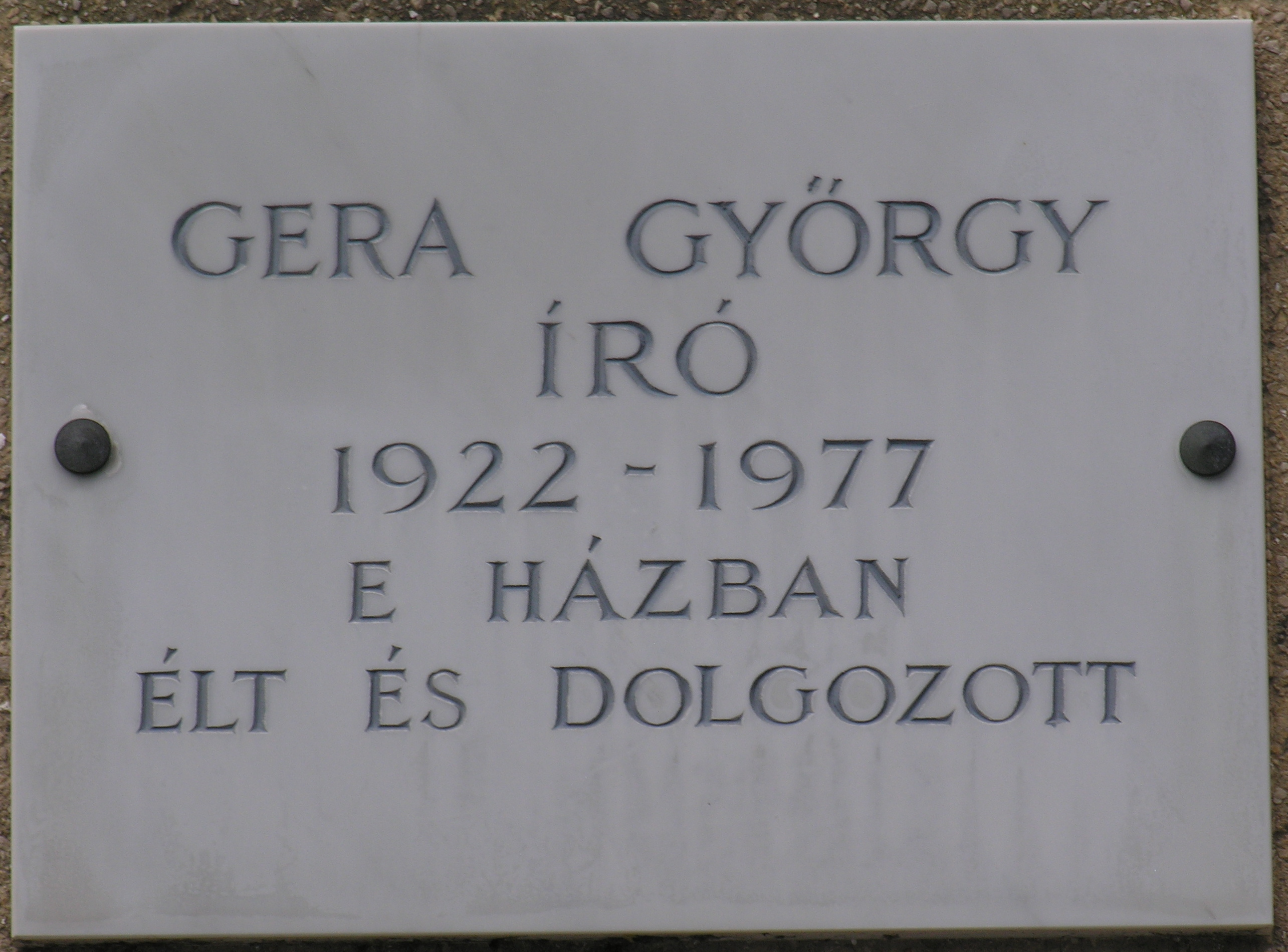
Gera György Városmajor utca 78.
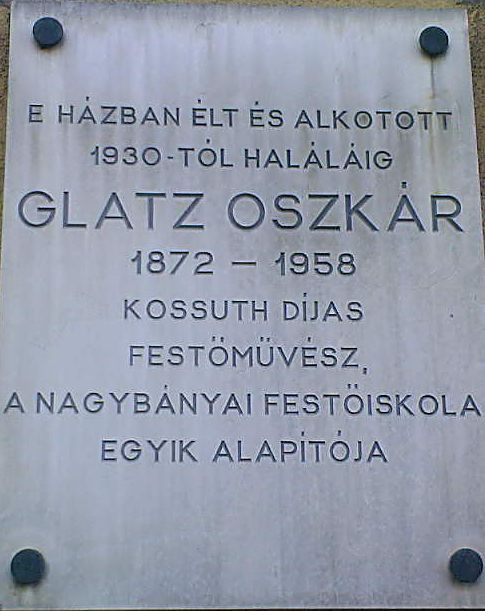
Glatz Oszkár, Városmajor utca 16AB.
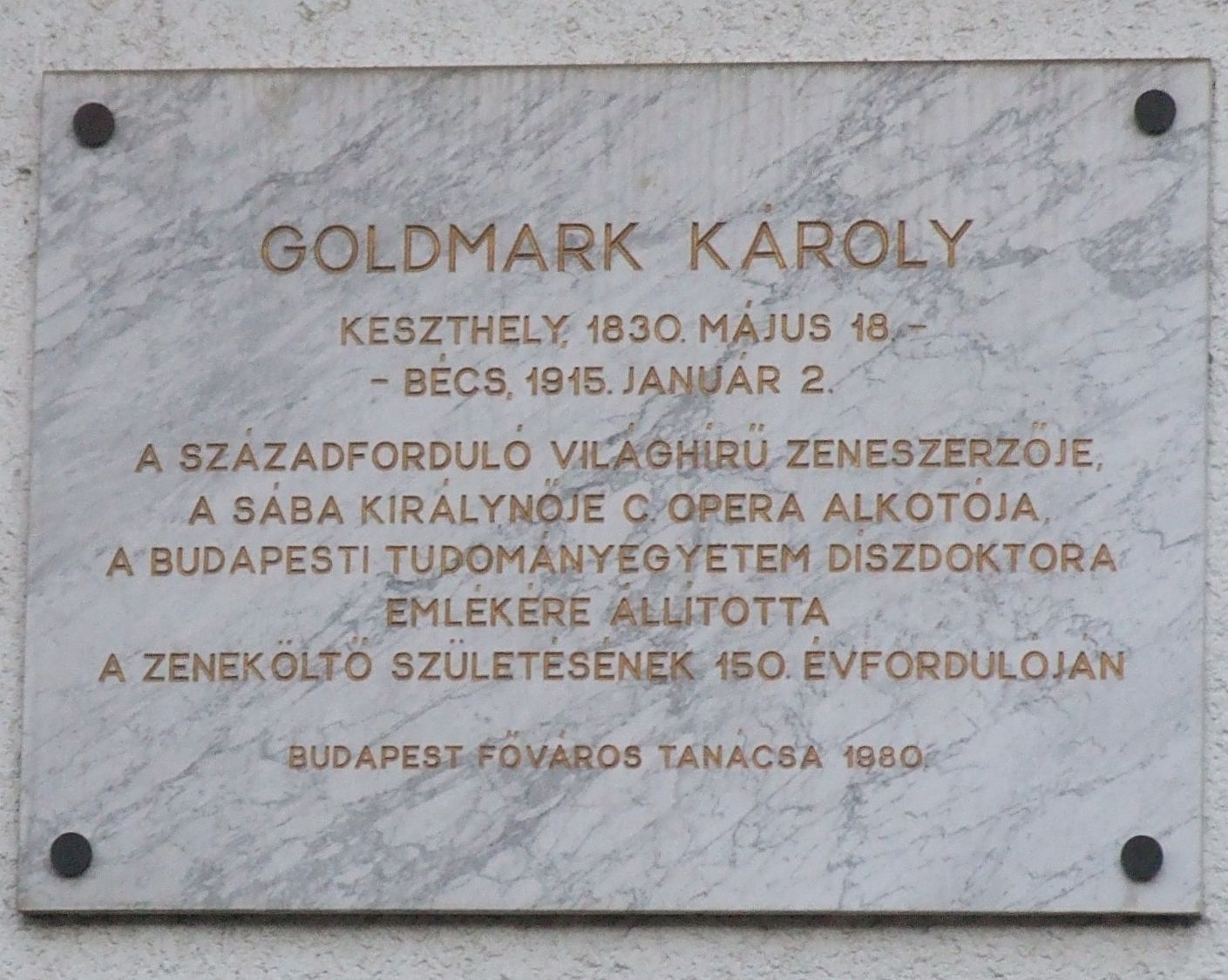
Goldmark Károly, Goldmark Károly utca 17.
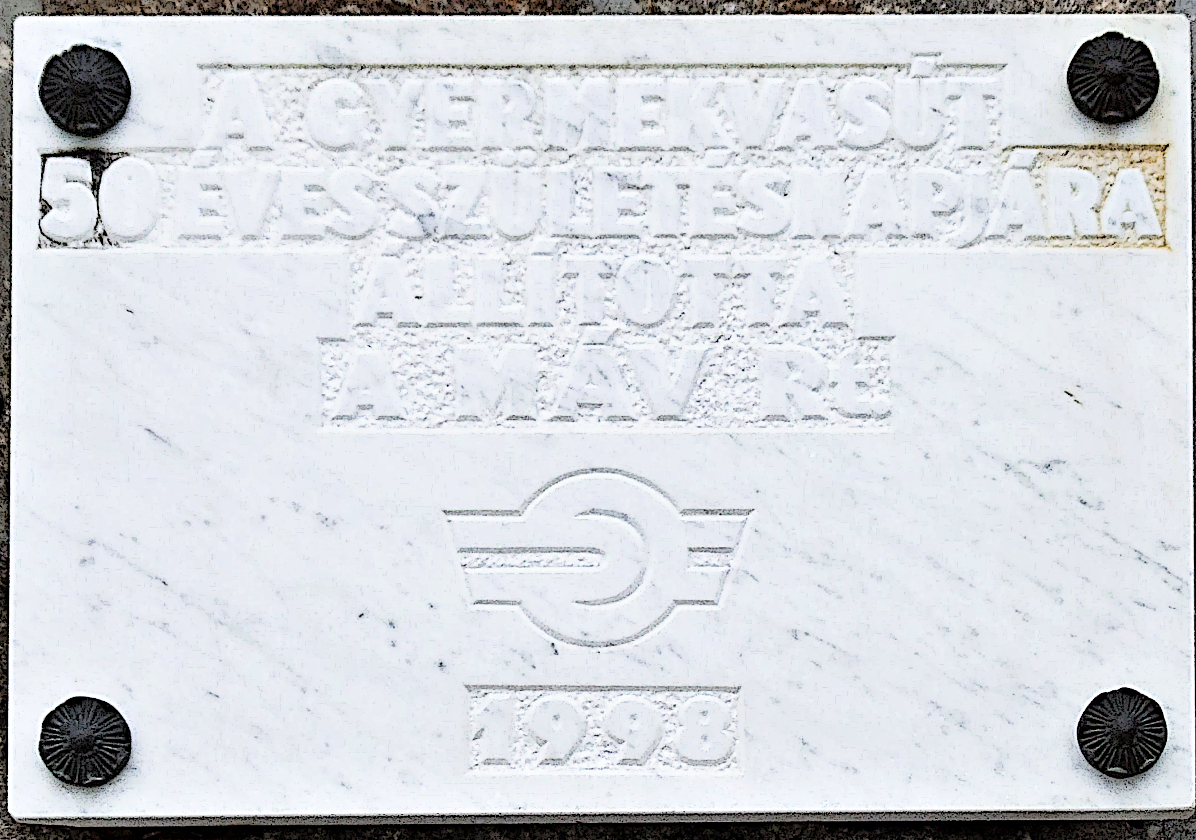
Gyermekvasút Széchenyi-hegy állomás
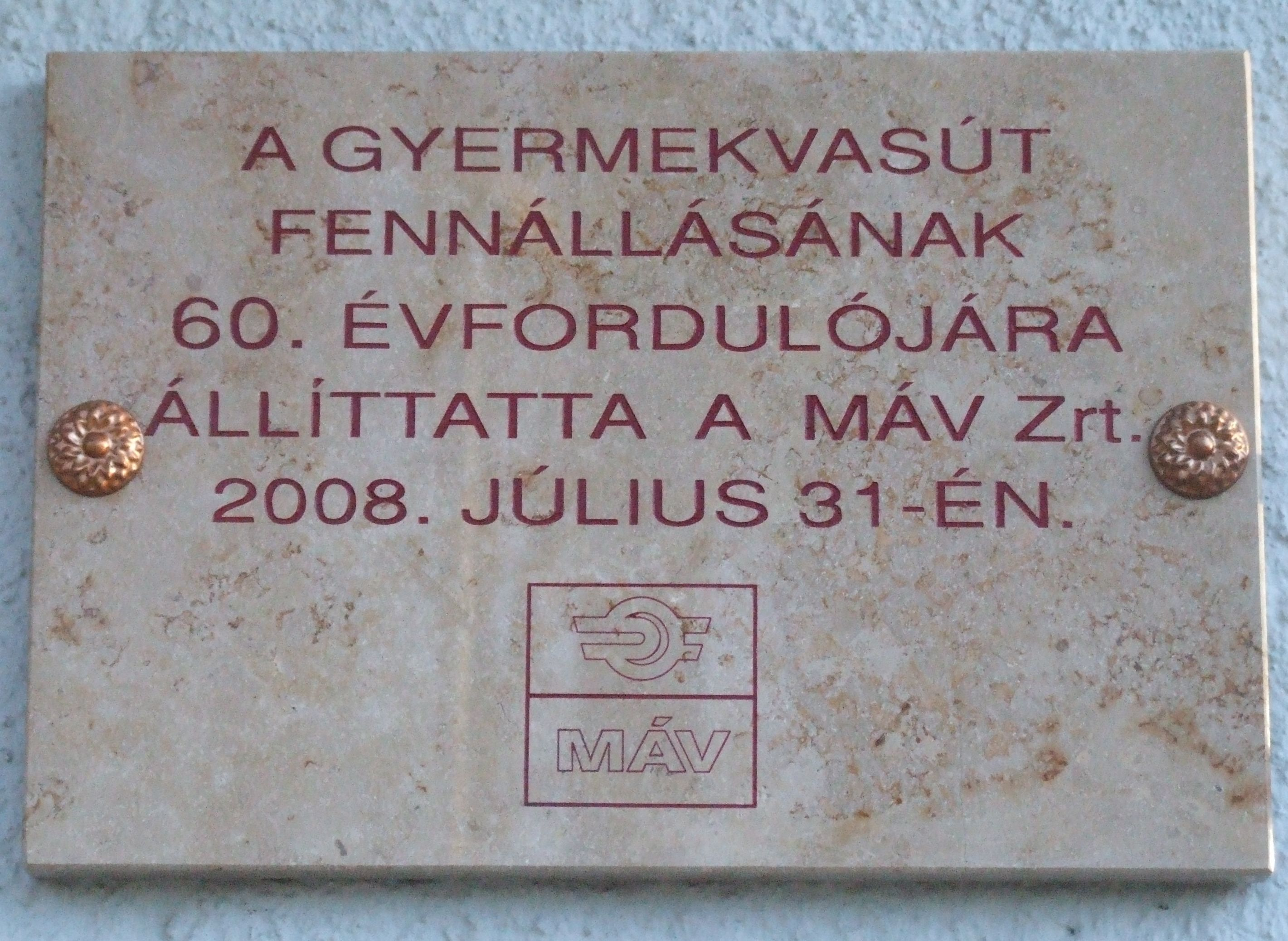
Gyermekvasút Virágosvölgy állomás
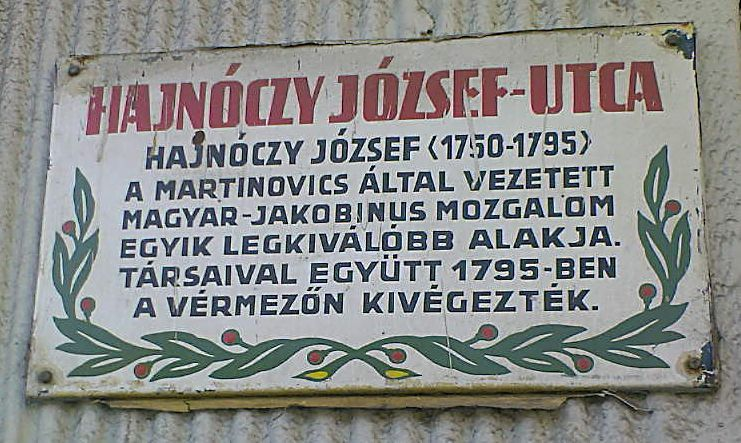
Hajnóczy József Hajnóczy József utca
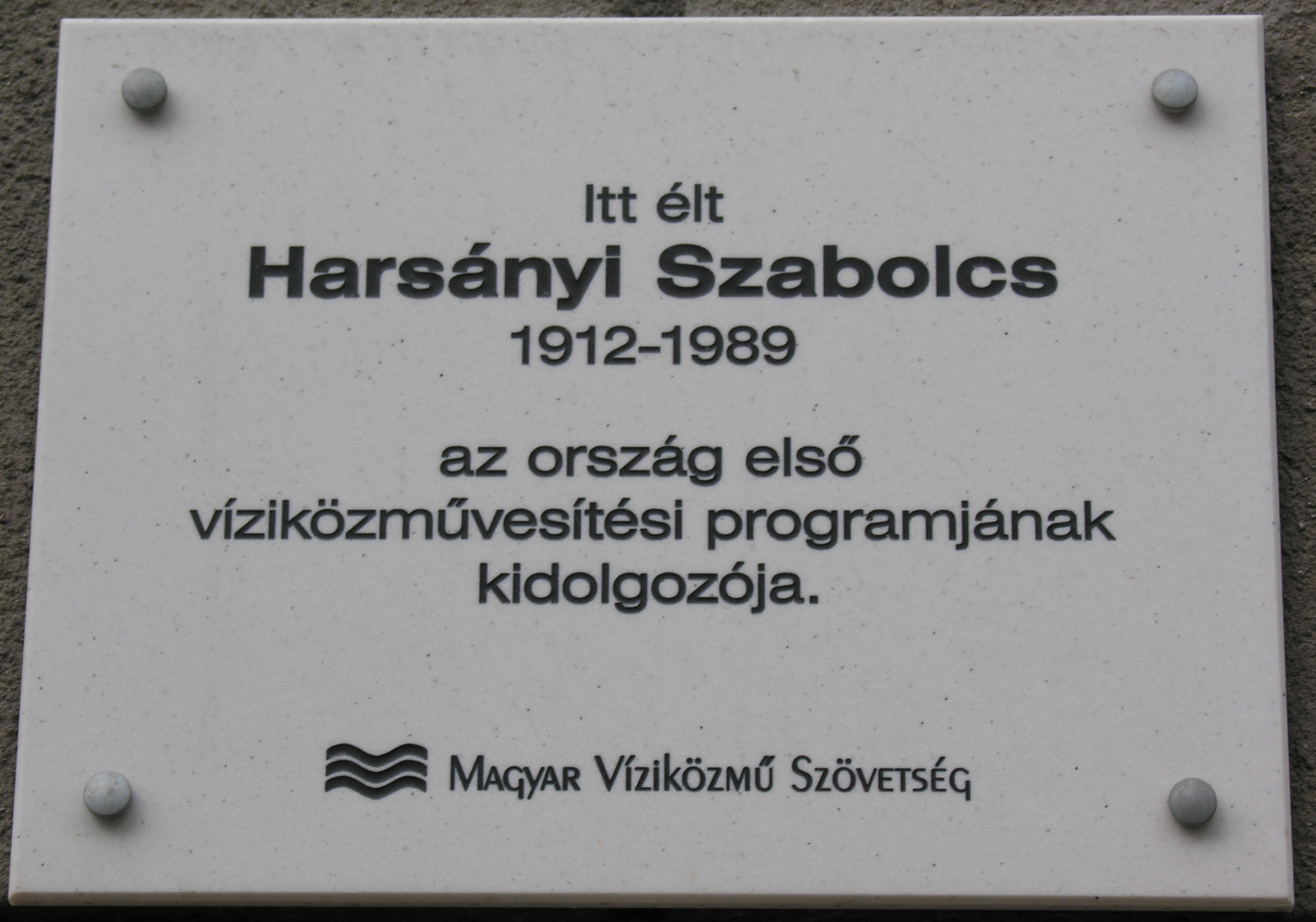
Harsányi Szabolcs Városmajor utca 49.
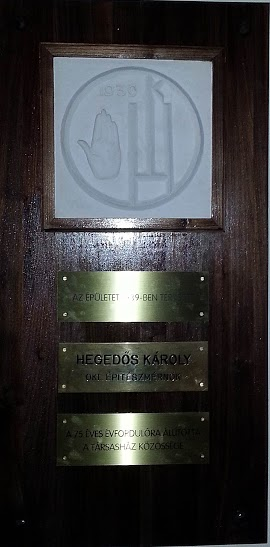
Hegedűs Károly Magyar jakobinusok tere 2-3.
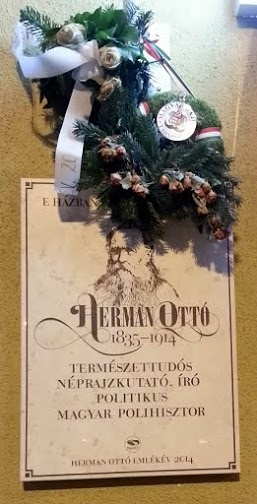
Herman Ottó Magyar jakobinusok tere 1.
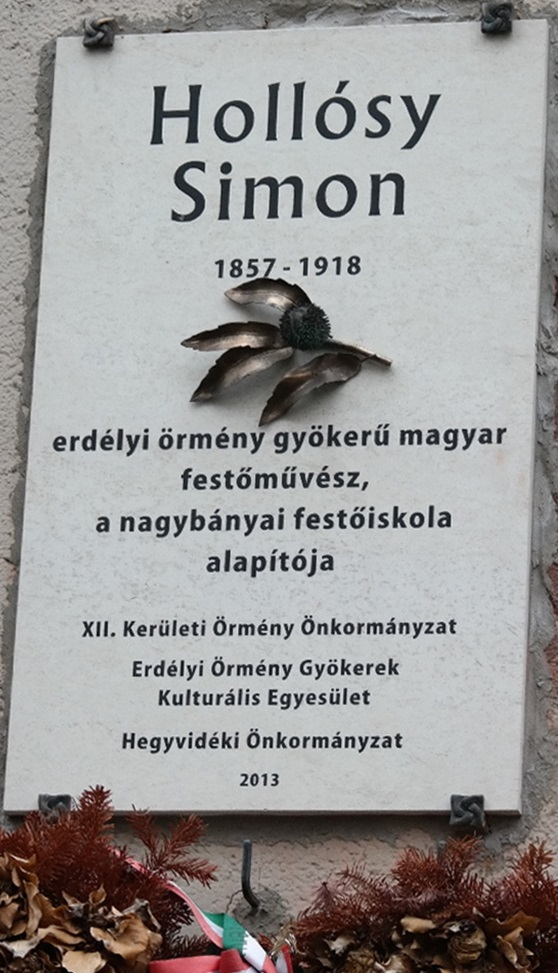
Hollósy Simon Hollósy Simon utca 1.
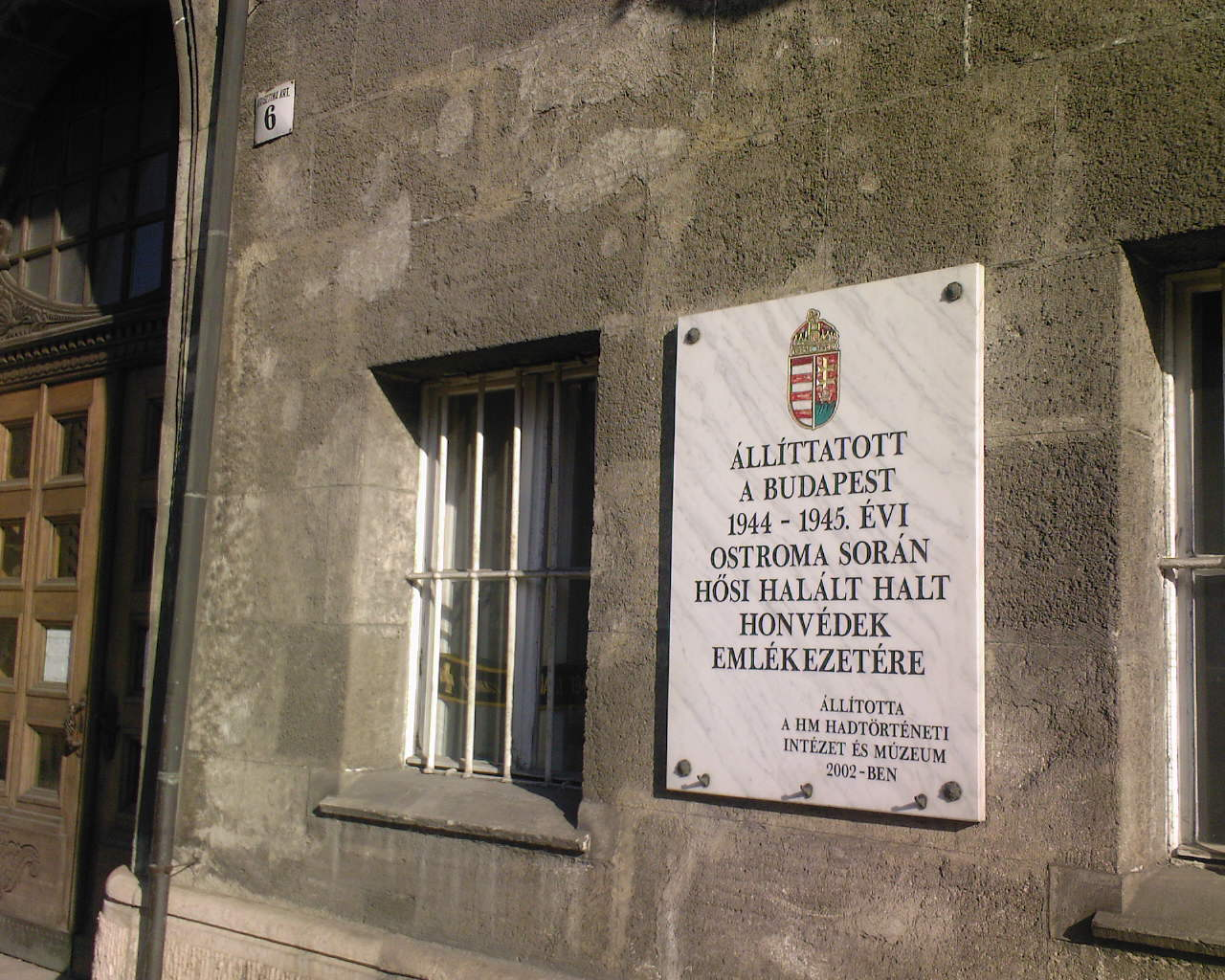
Honvéd hősök 1944-1945 Krisztina körút 6.
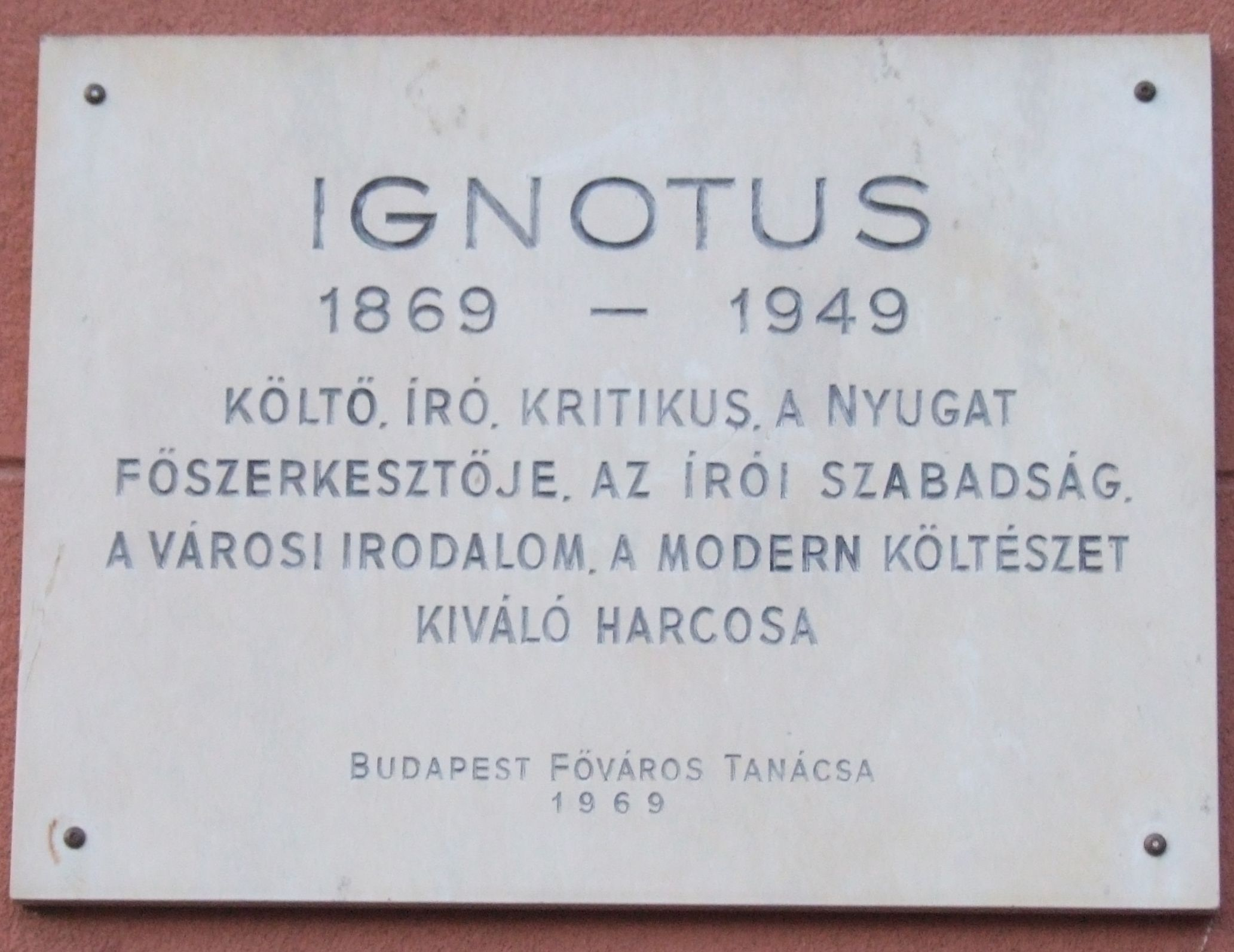
Ignotus Szilágyi Erzsébet fasor 10.
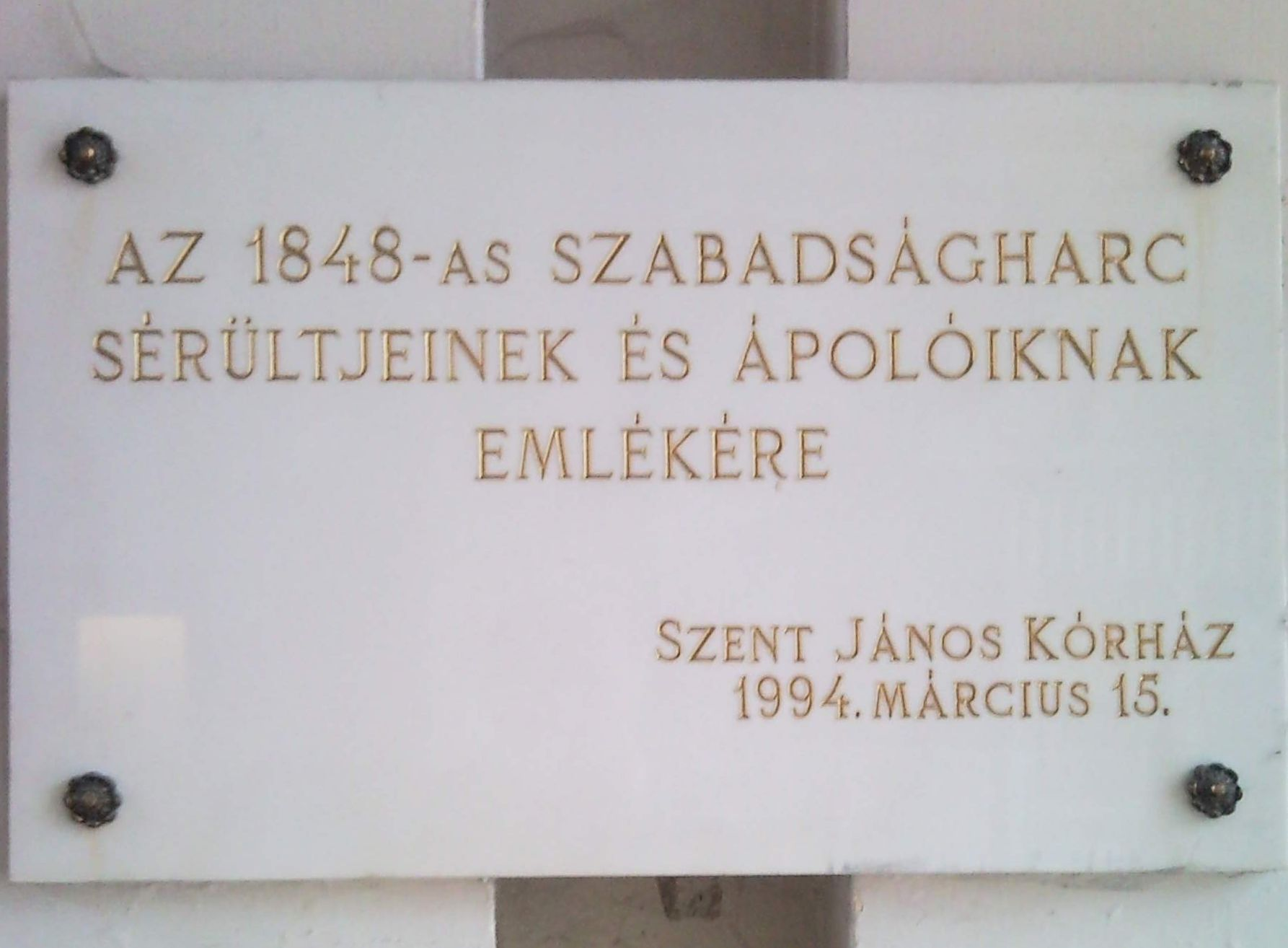
Szent János kórház 1848
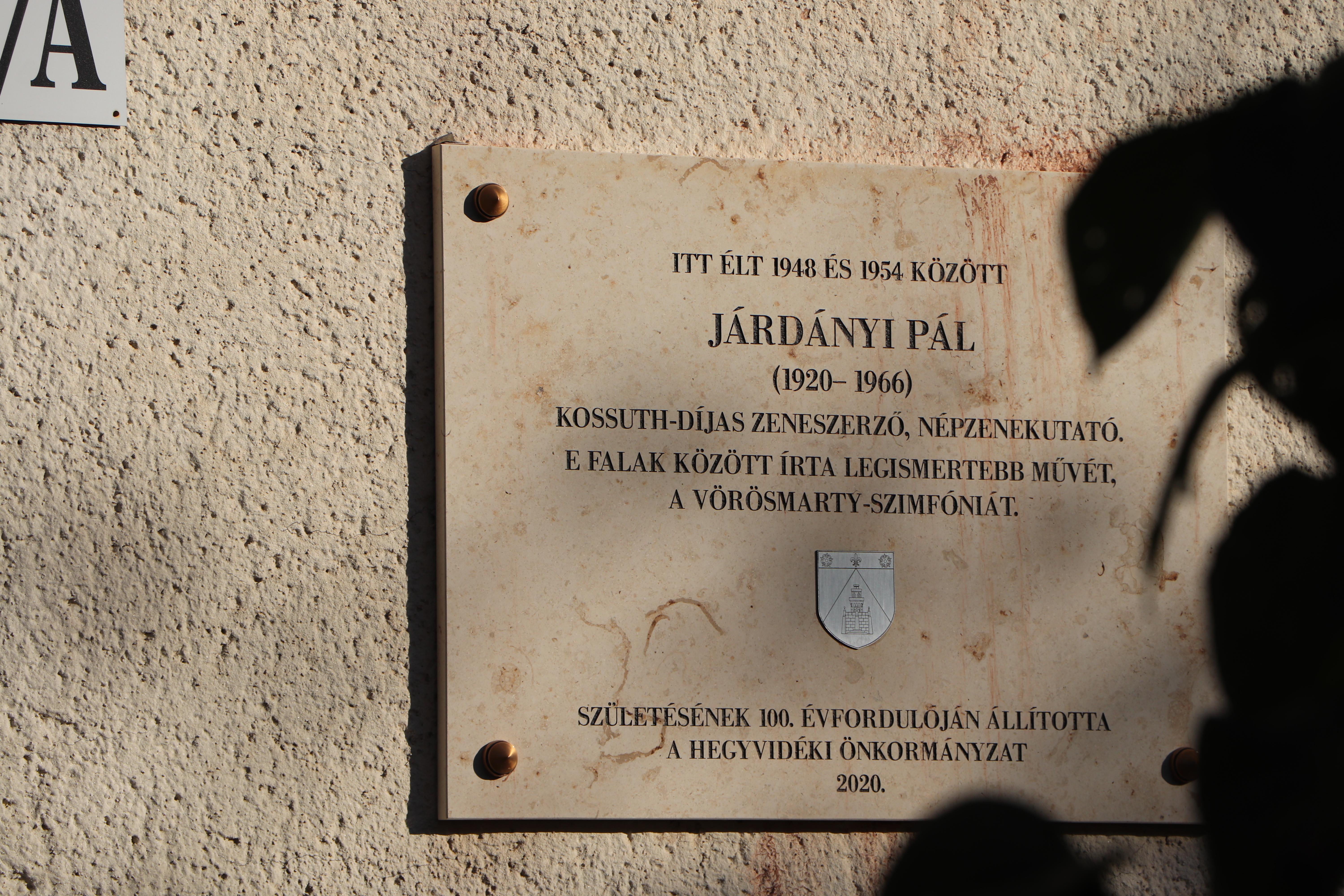
Járdányi Pál zeneszerző; Németvölgyi út 78
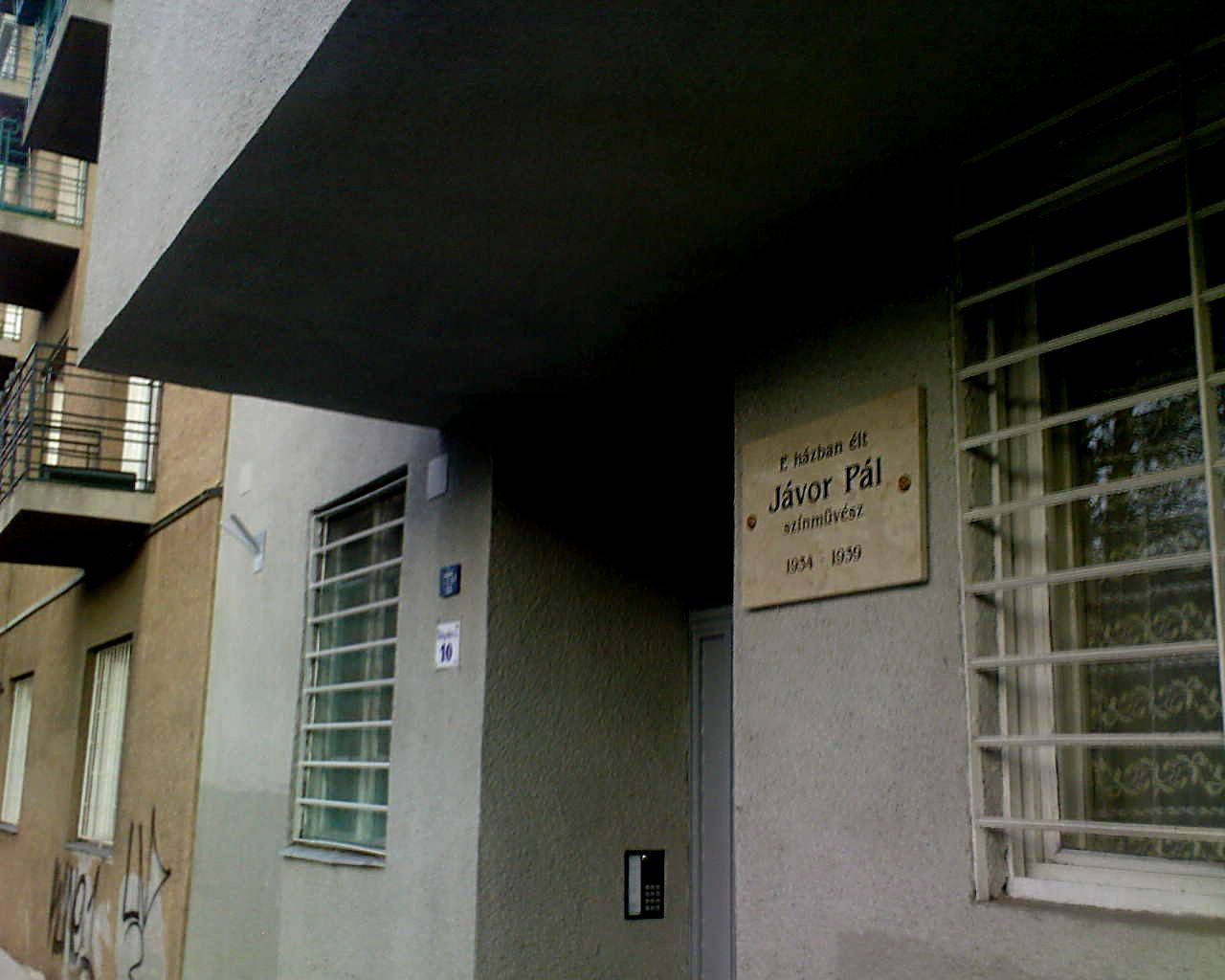
Jávor Pál, Kékgolyó utca 10.
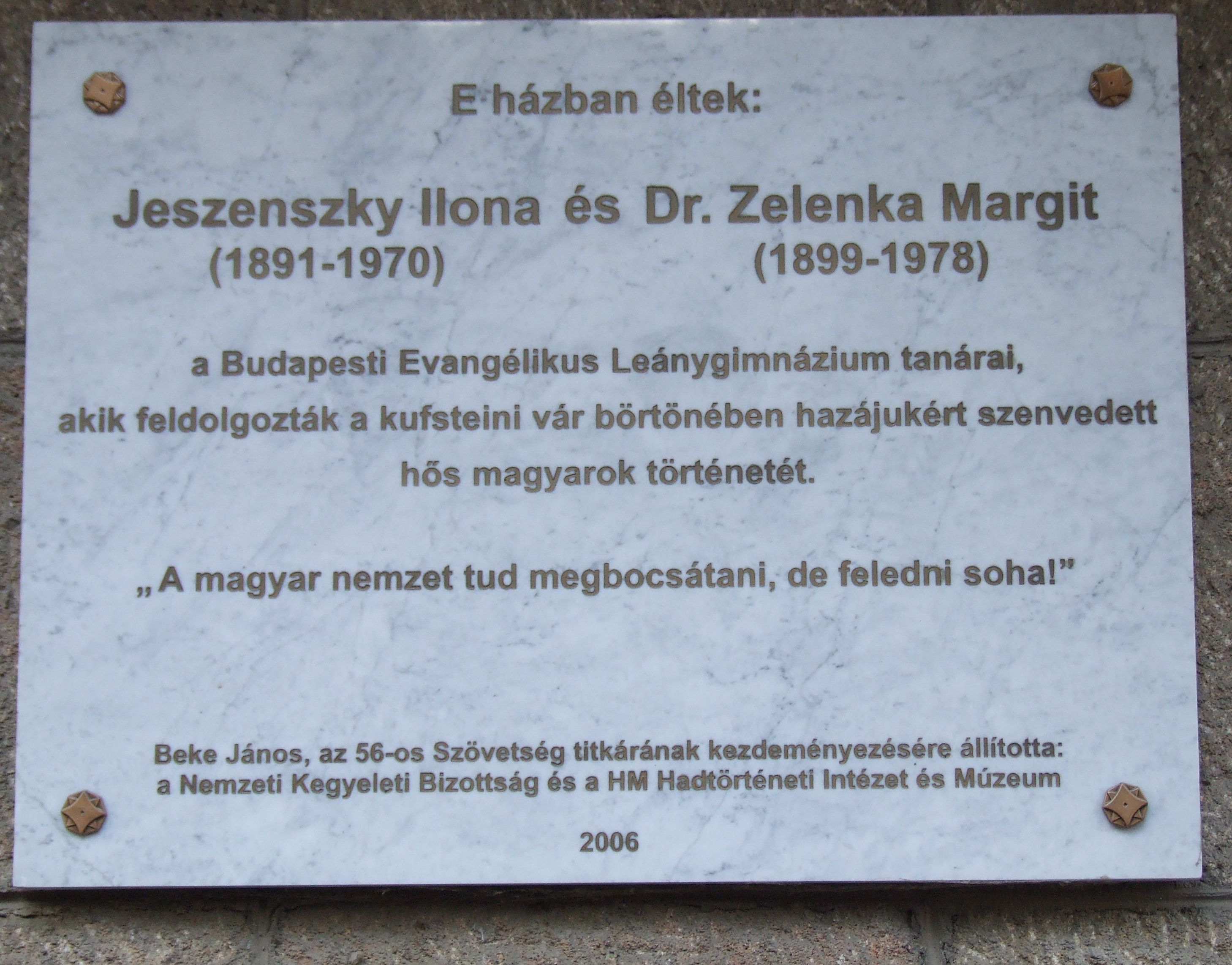
Jeszenszky Ilona és Zelenka Margit, tanárok Margaréta utca 9.
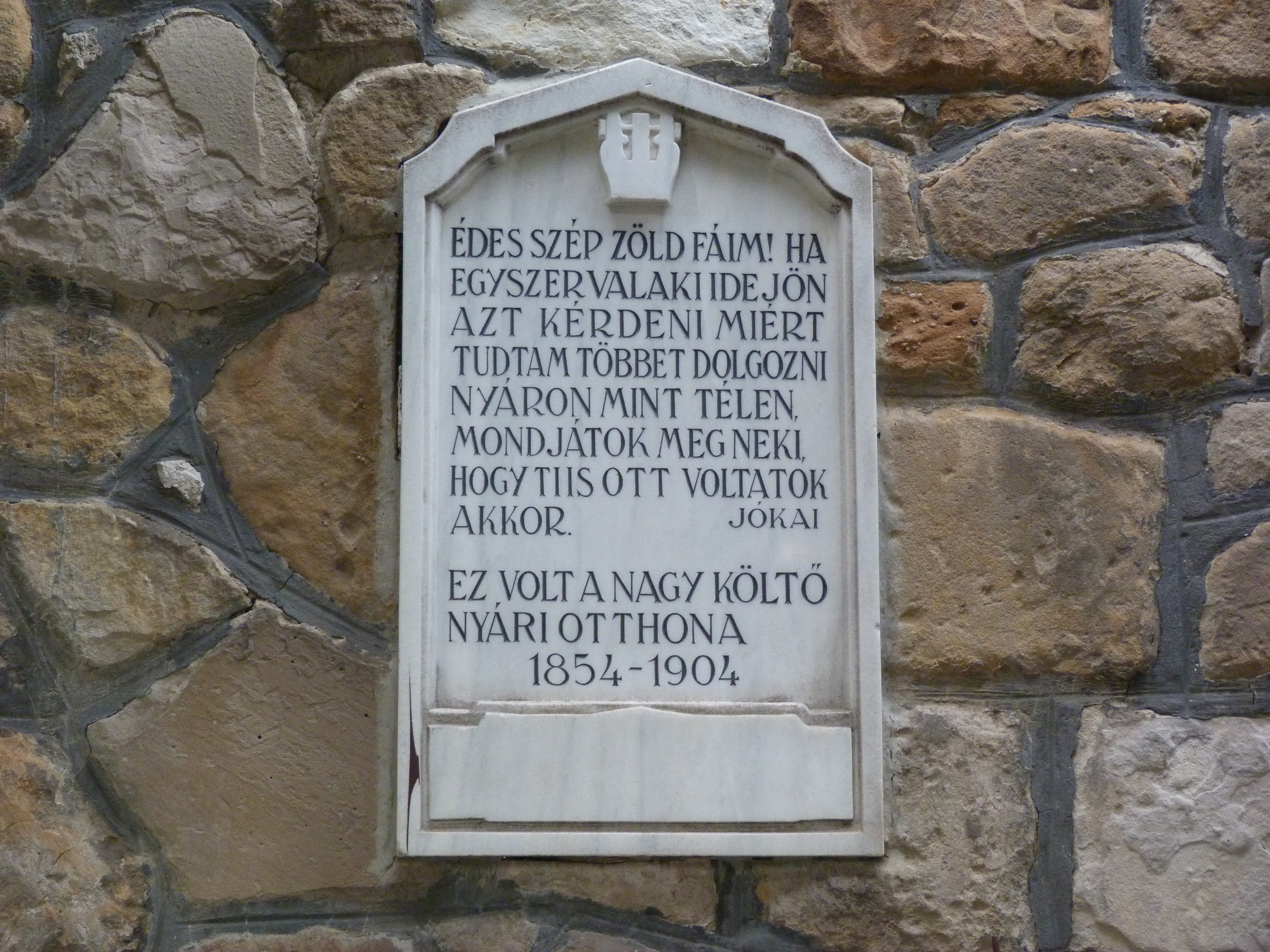
Jókai-kert, Költő utca 21. (Jókai-kert)
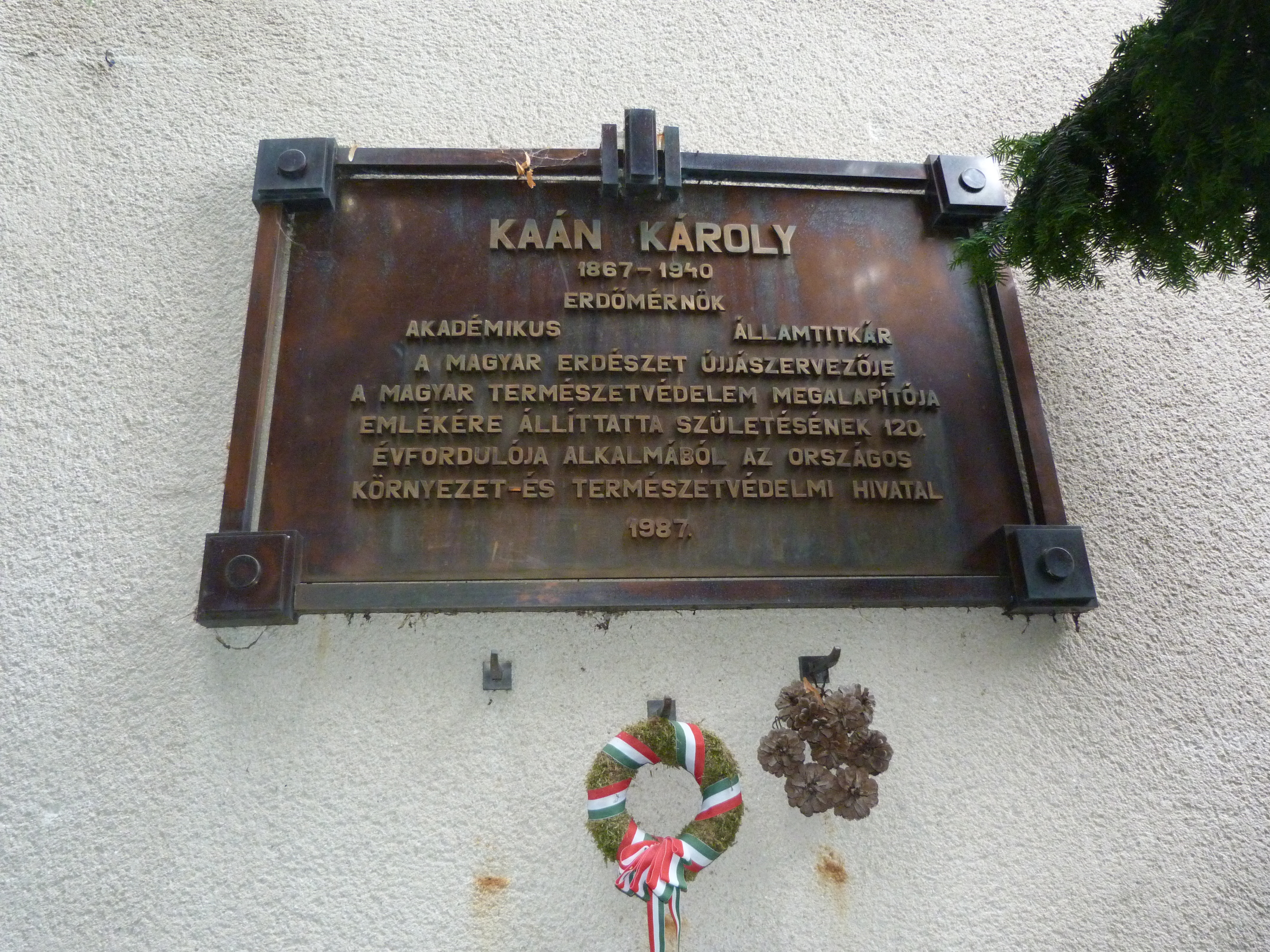
Kaán Károly, erdőmérnök Költő utca 21. (Jókai-kert)
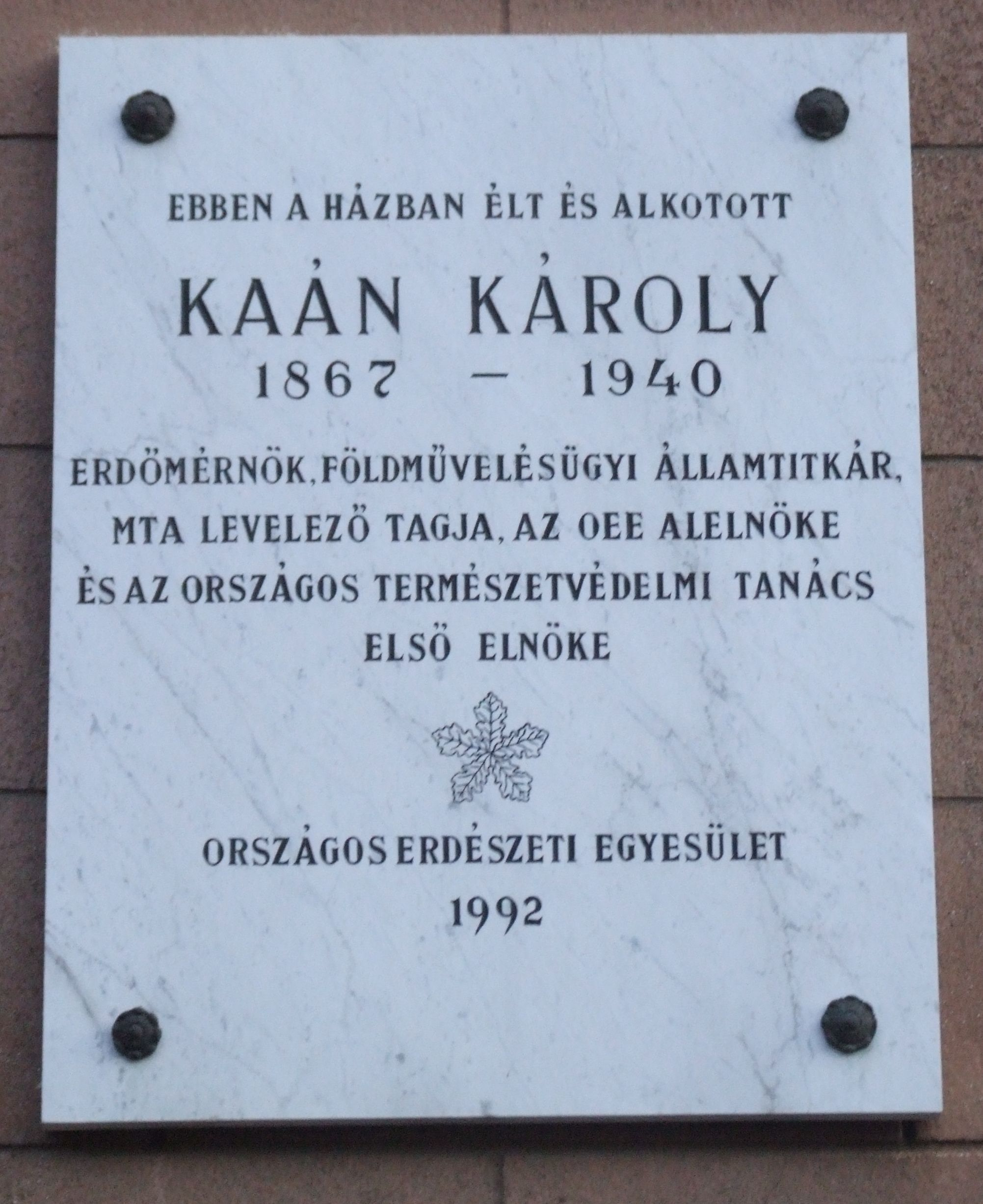
Kaán Károly, erdőmérnök Szilágyi Erzsébet fasor 10.
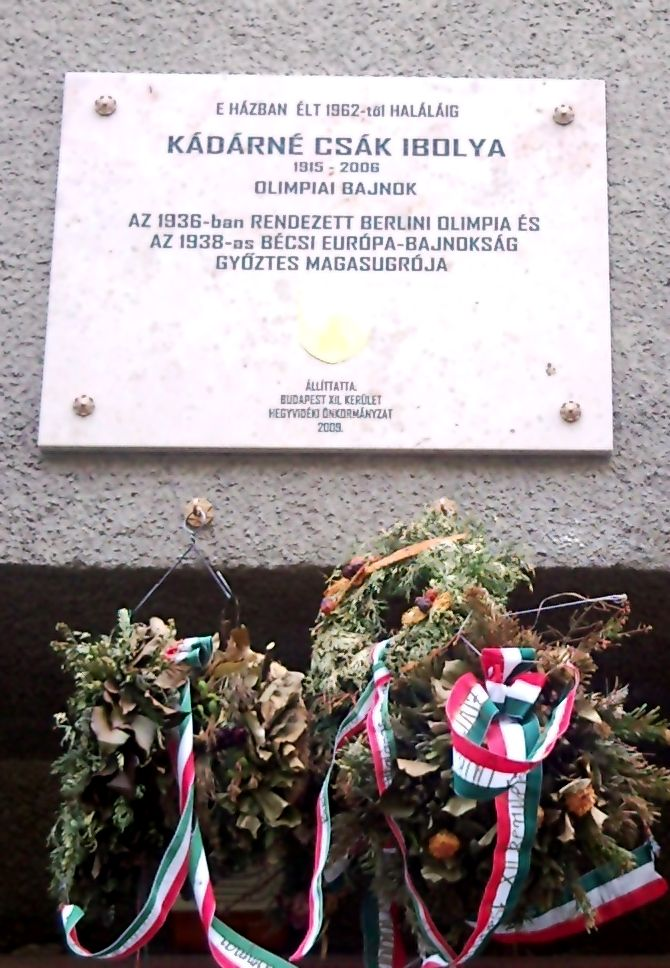
Kádárné Csák Ibolya, Böszörményi út 18/a
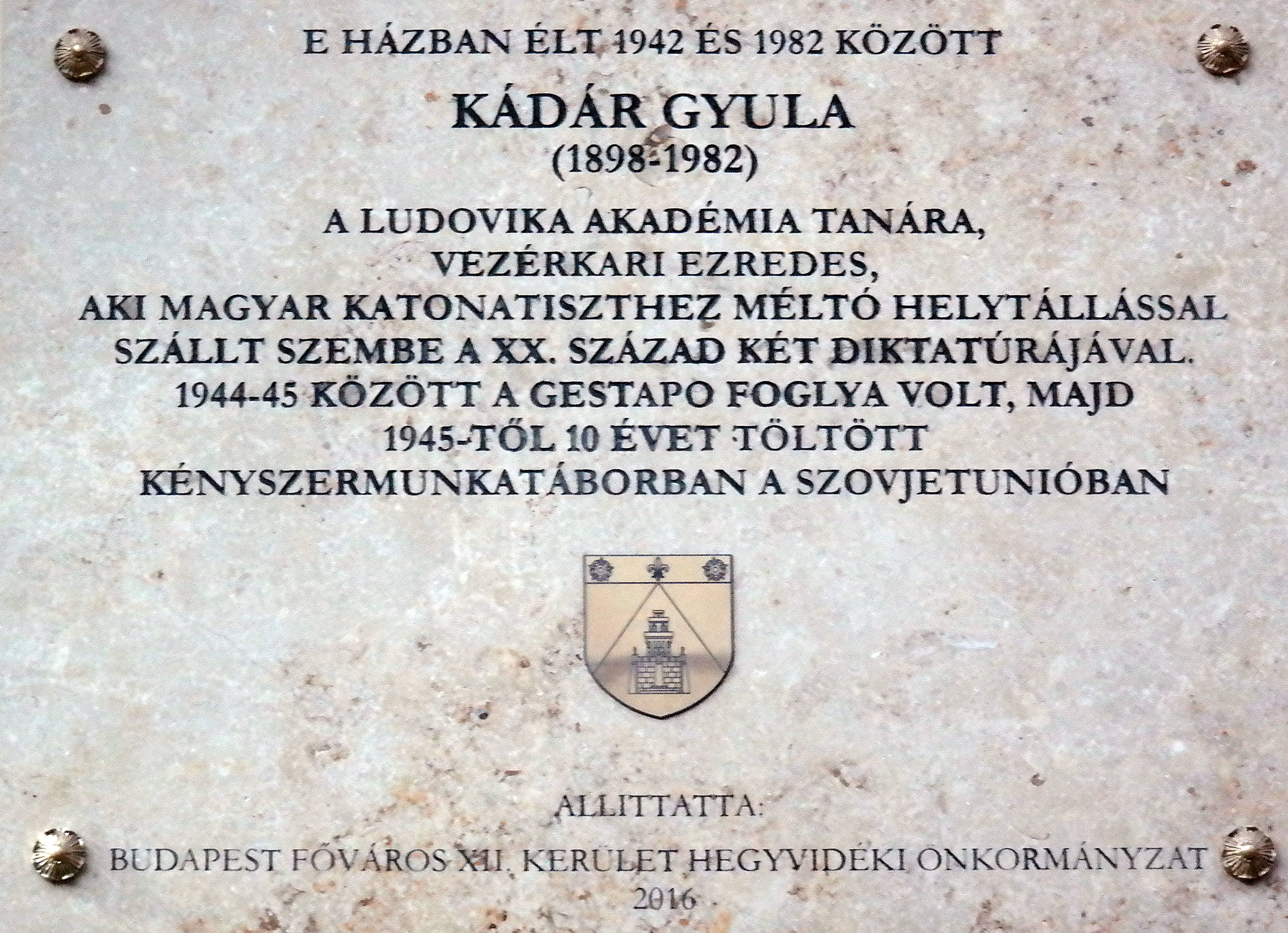
Kádár Gyula Márvány utca 33.
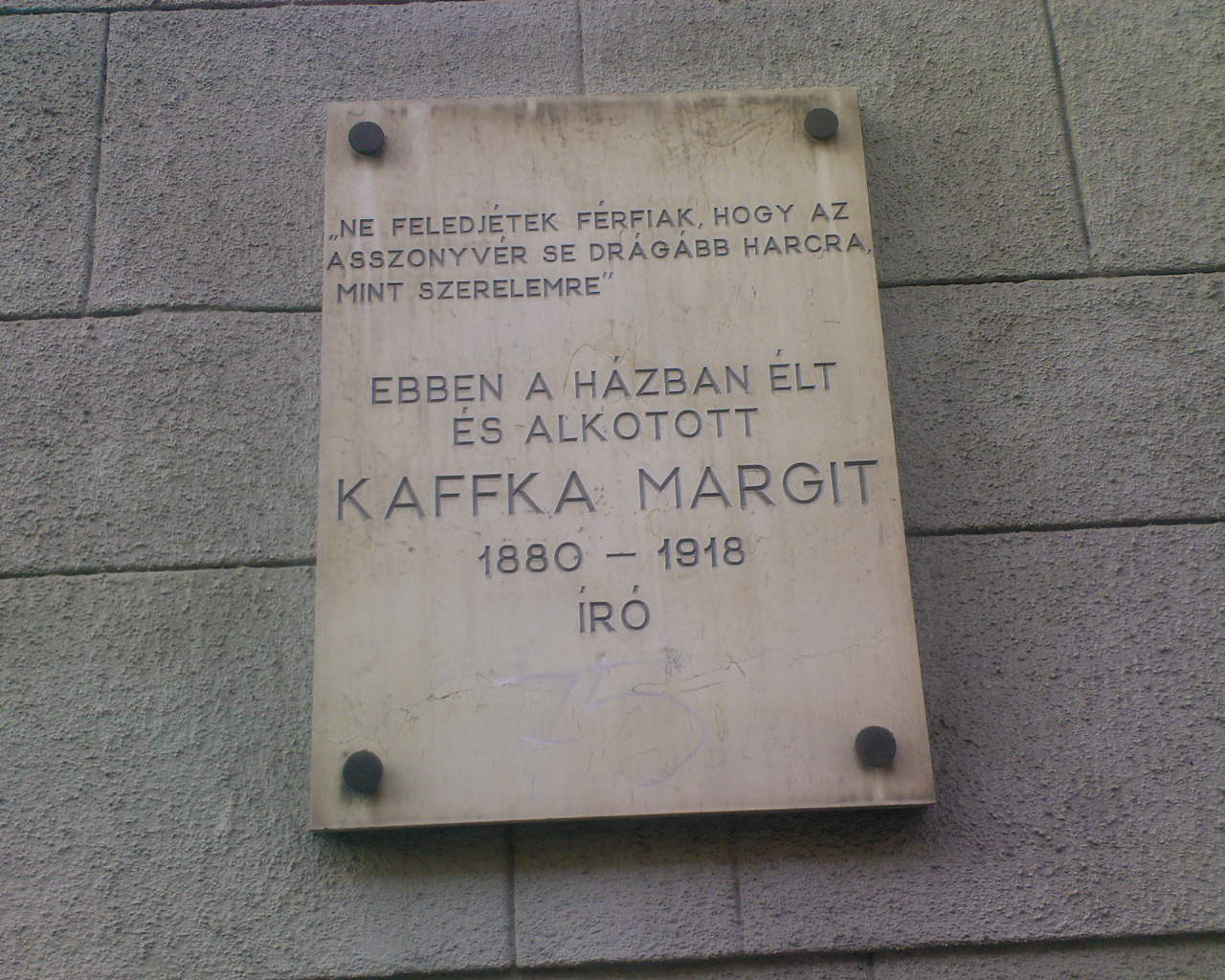
Kaffka Margit, Márvány utca 29.
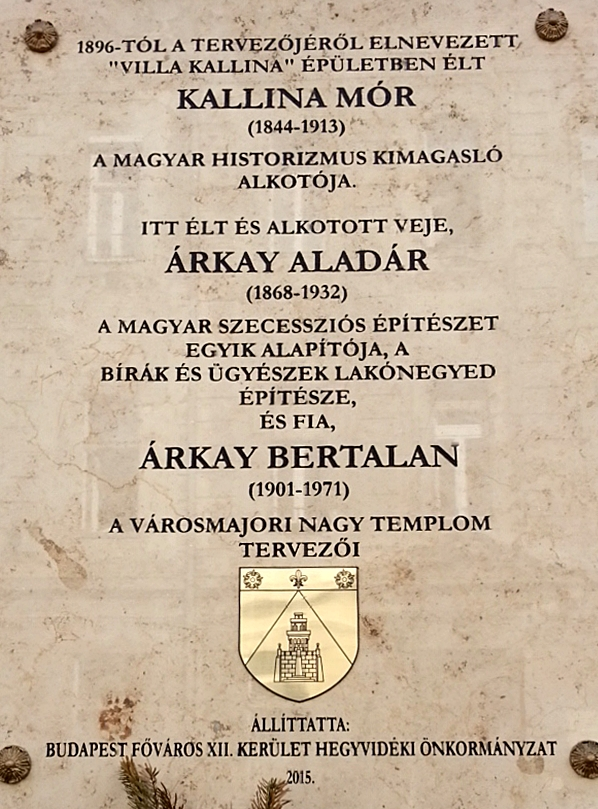
Kallina Mór Városmajor utca 54.
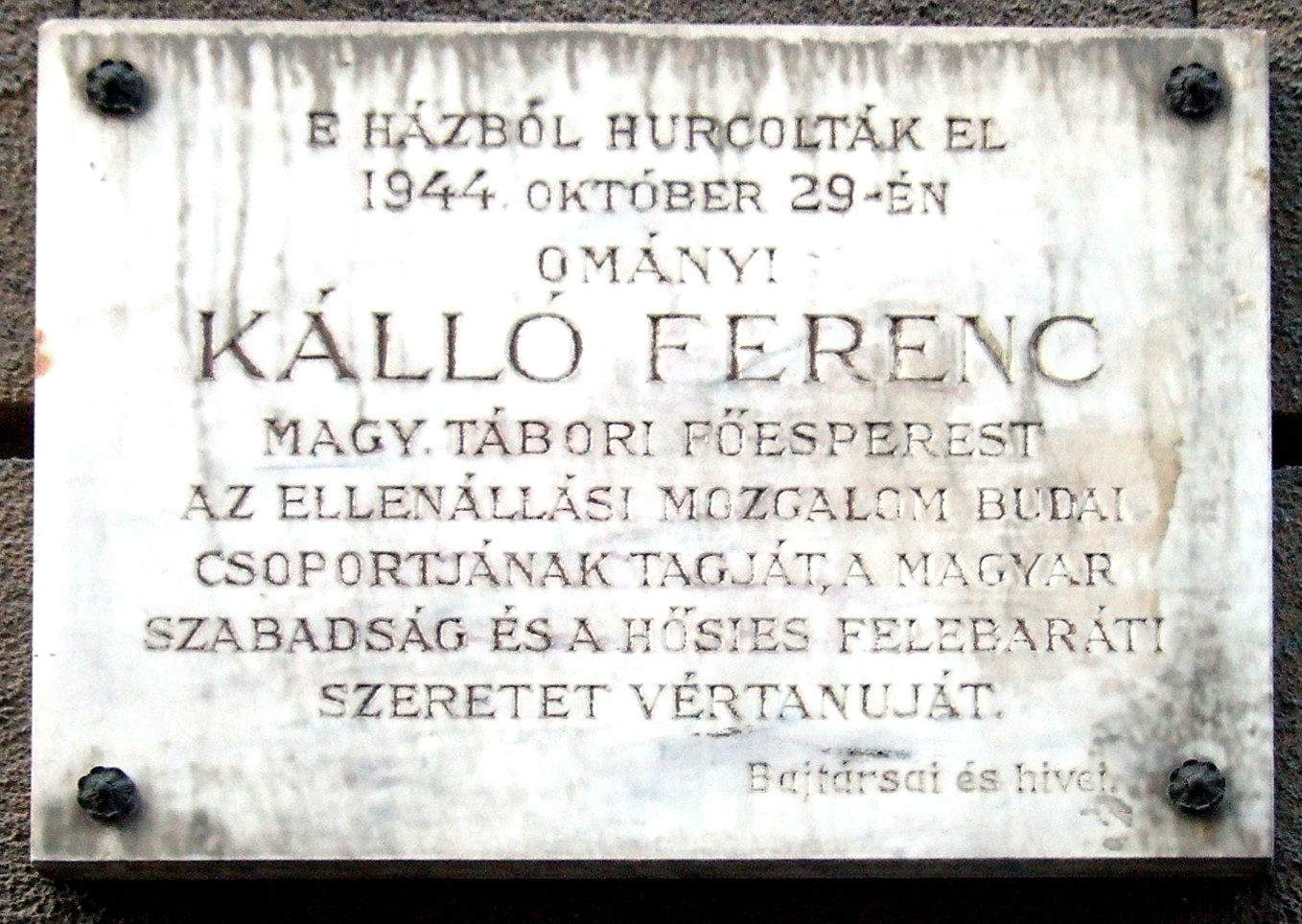
Kálló Ferenc főesperes, Márvány utca 23.
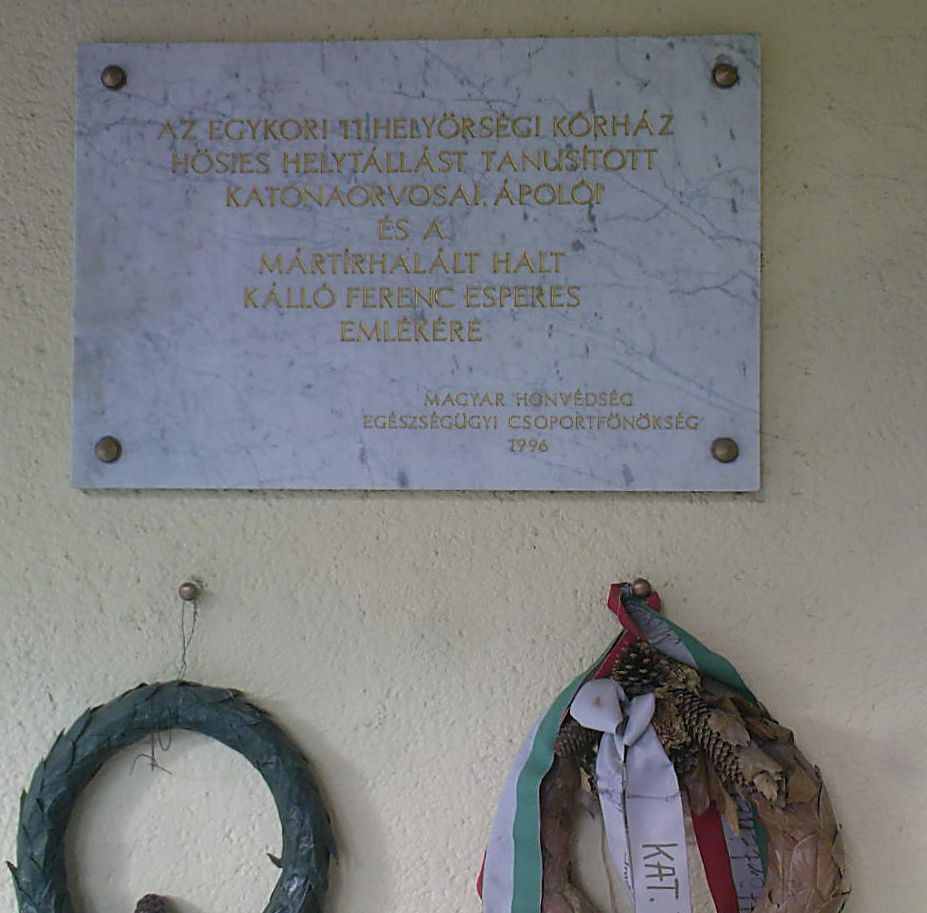
Kálló Ferenc főesperes és a Helyőrségi Kórház orvosai, ápolói, Királyhágó utca 1-3.
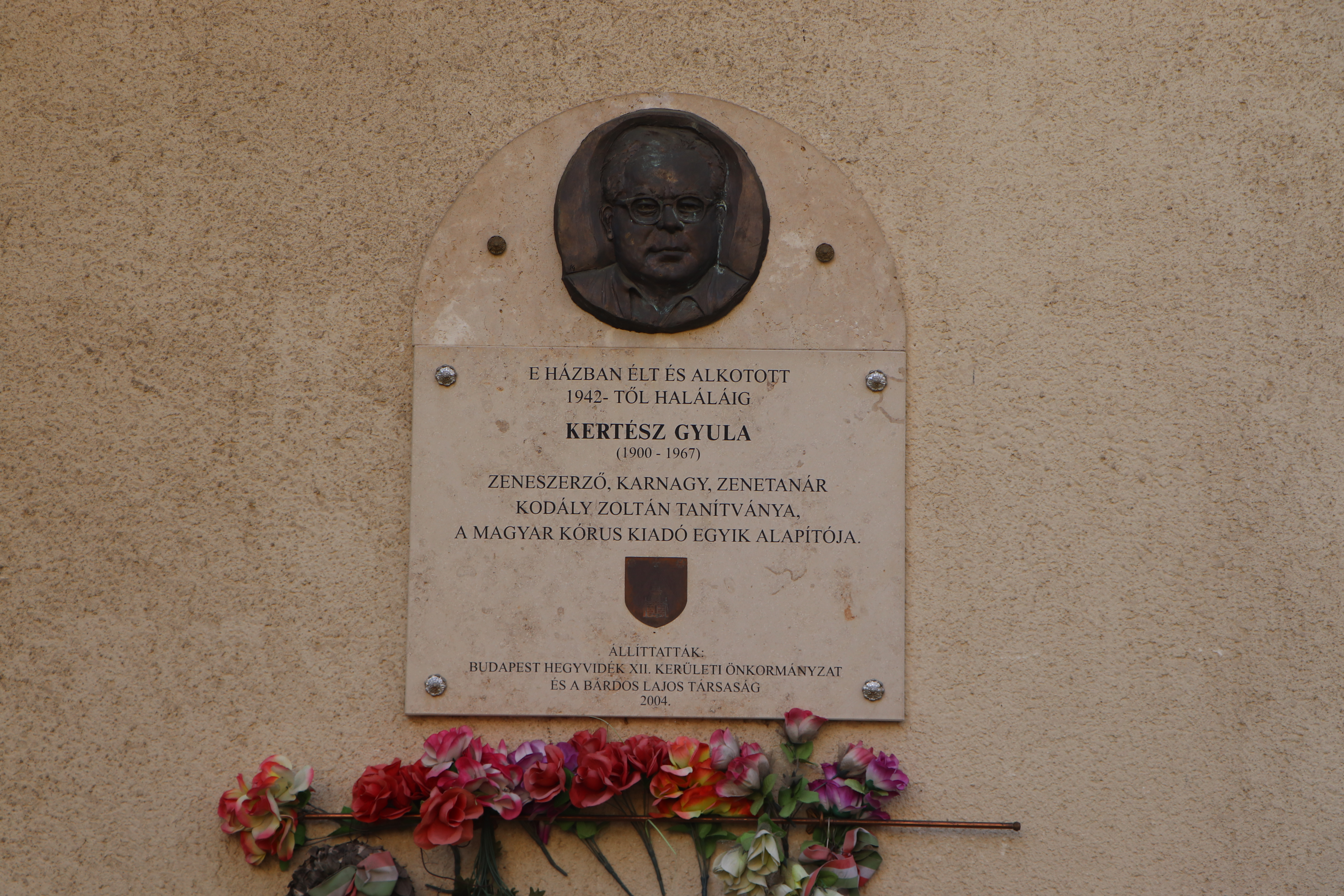
Kertész Gyula zeneszerző; Tamási Áron utca 10.
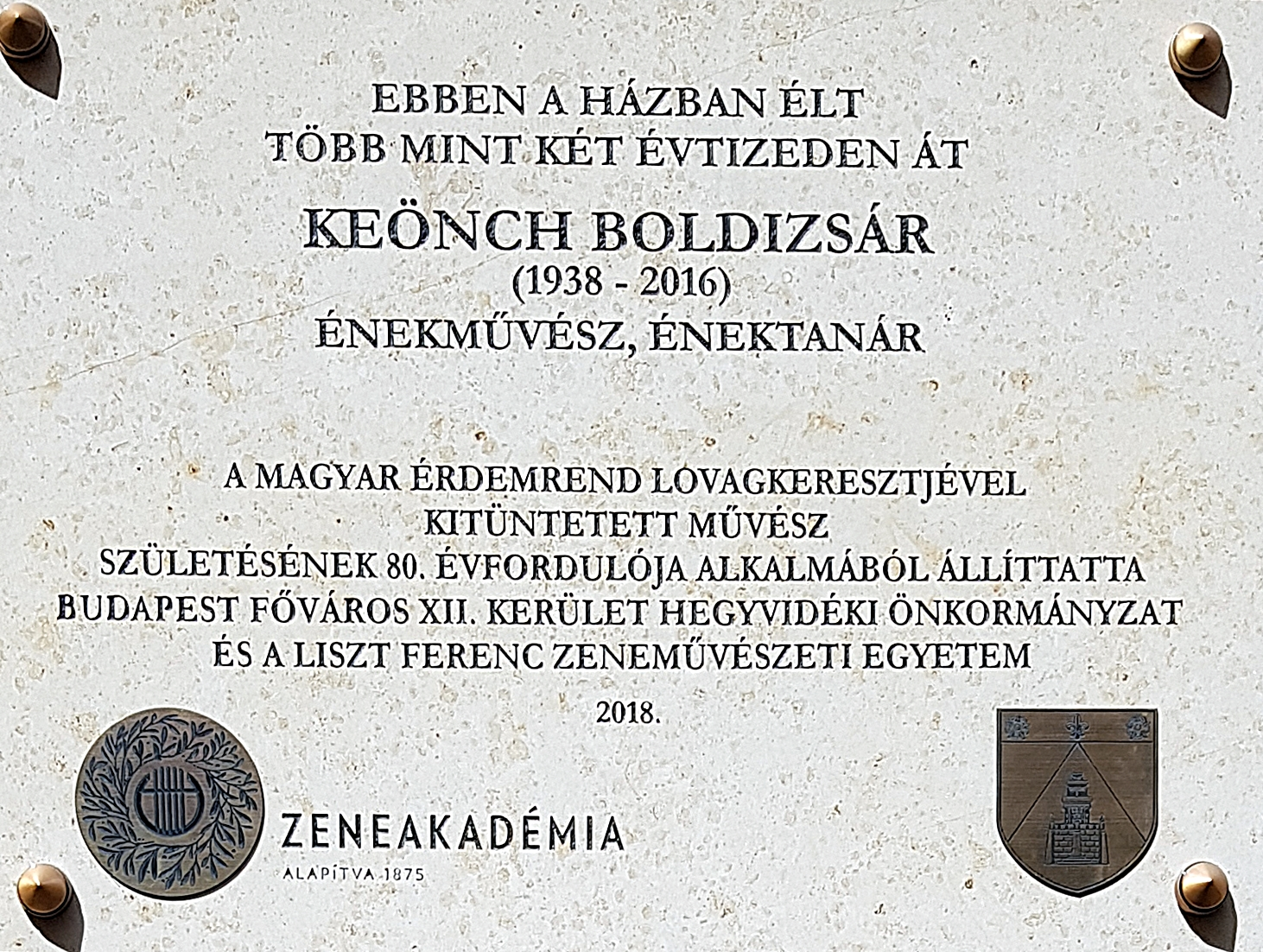
Keönch Boldizsár Greguss utca 5.
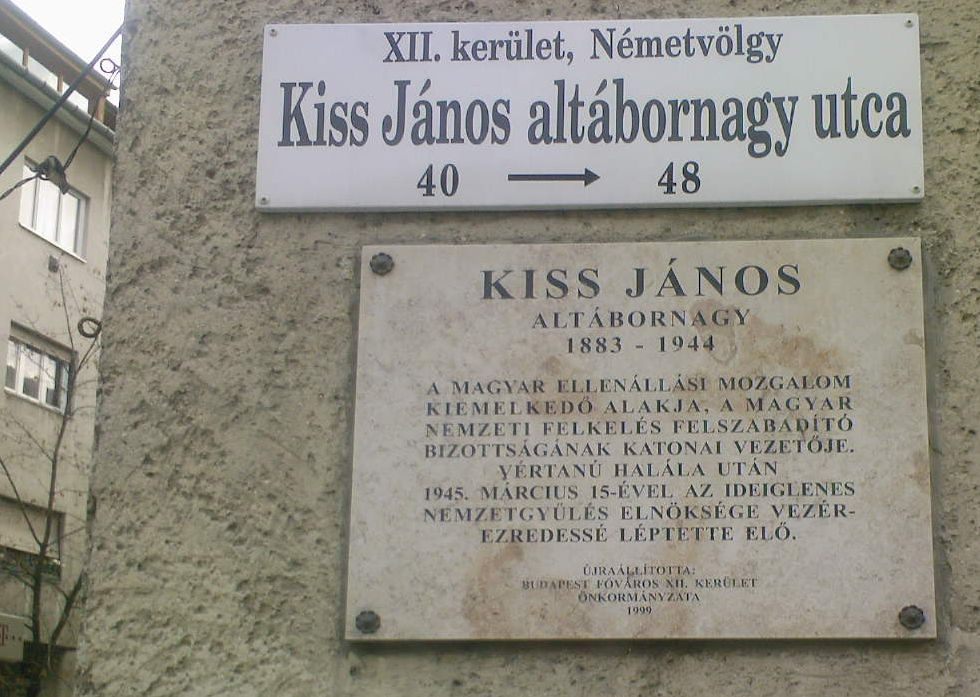
Kiss János altábornagy,
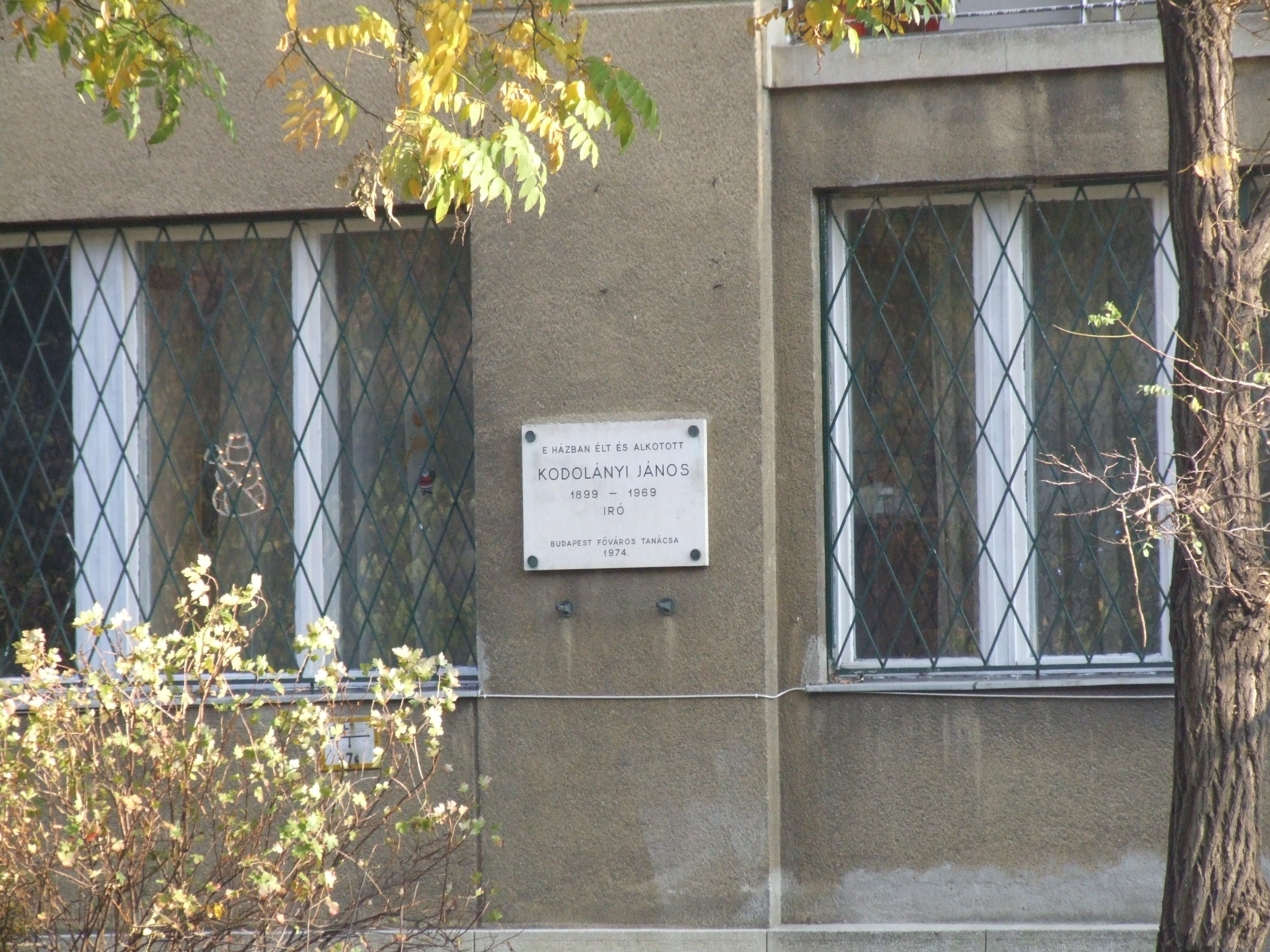
Kodolányi János, Böszörményi út, Beethoven utca sarok
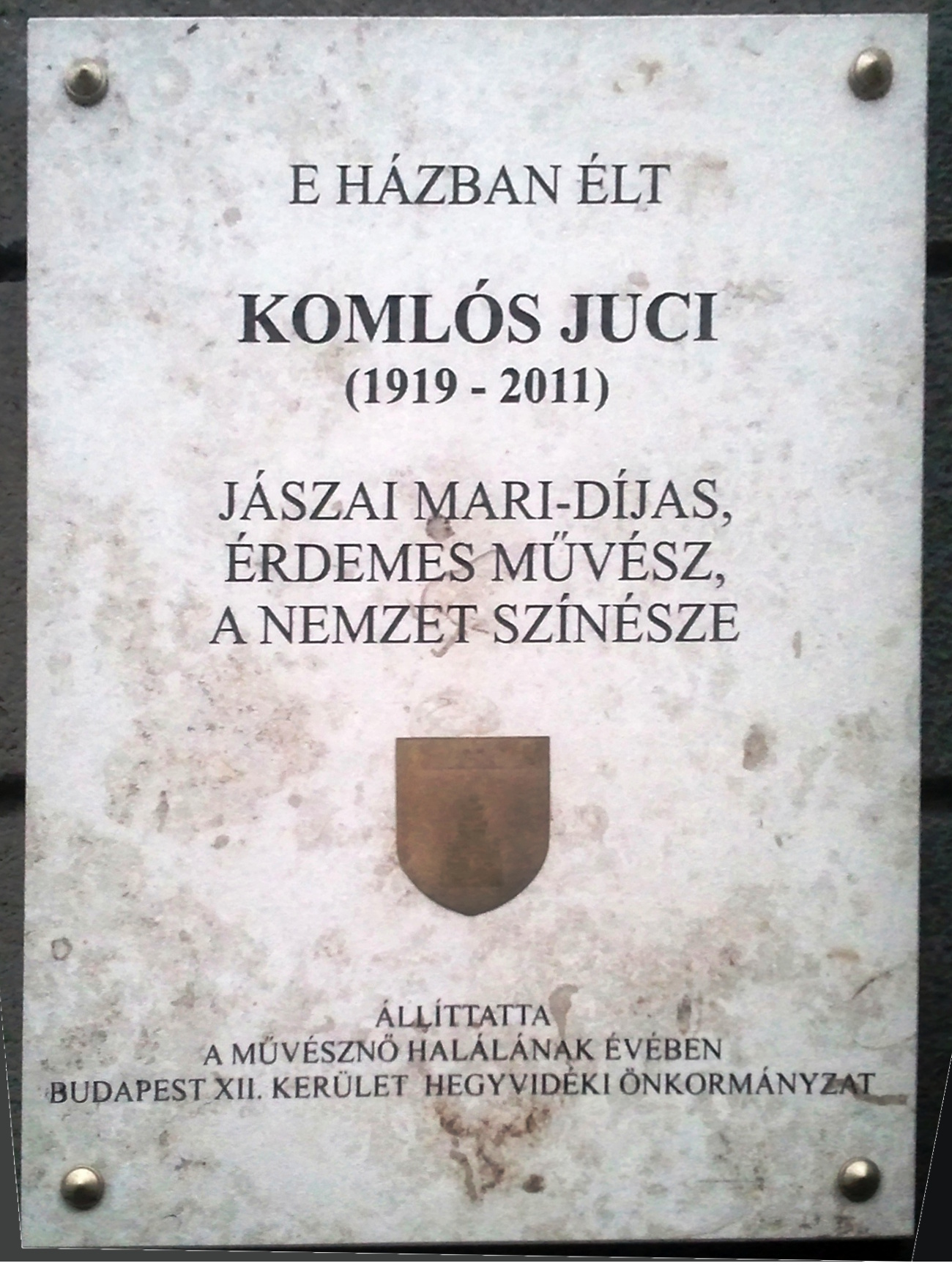
Komlós Juci Városmajor utca 49.
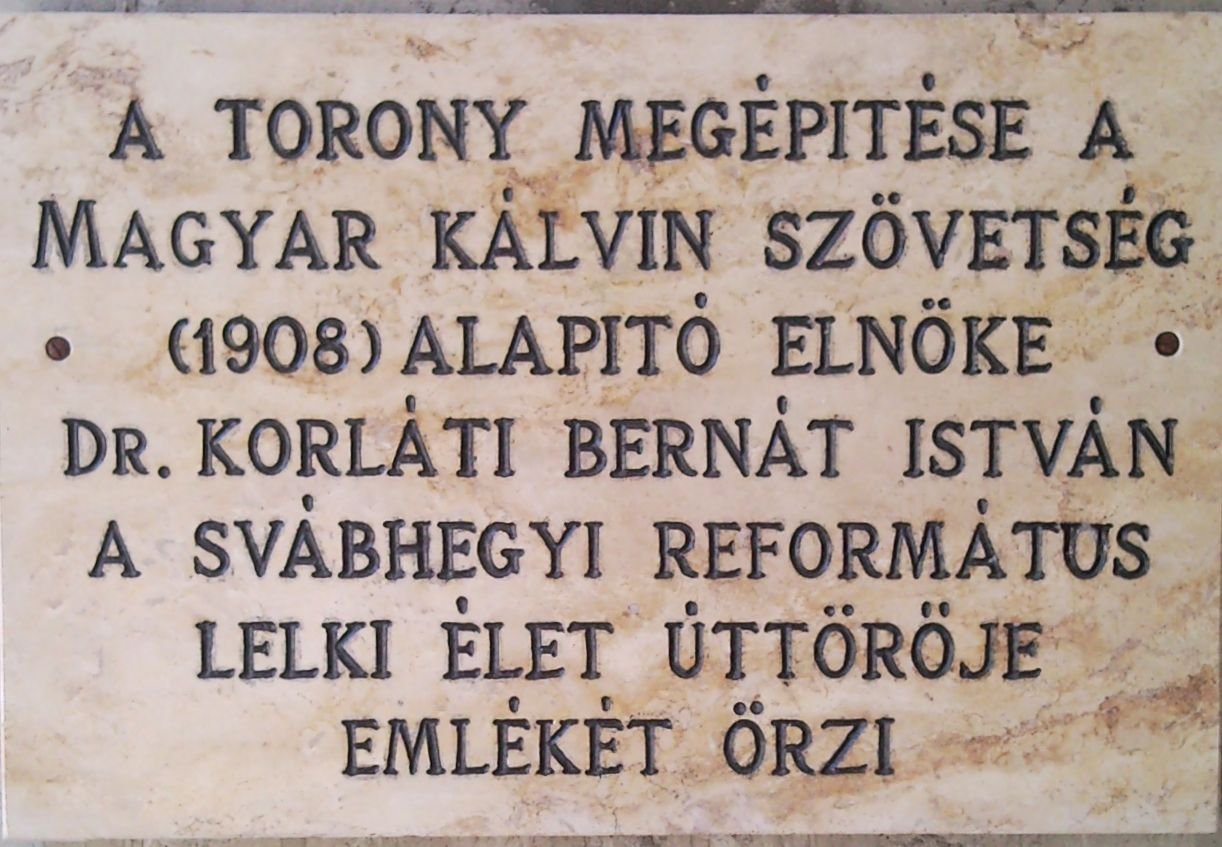
Korláti Bernát István, Felhő utca 10.
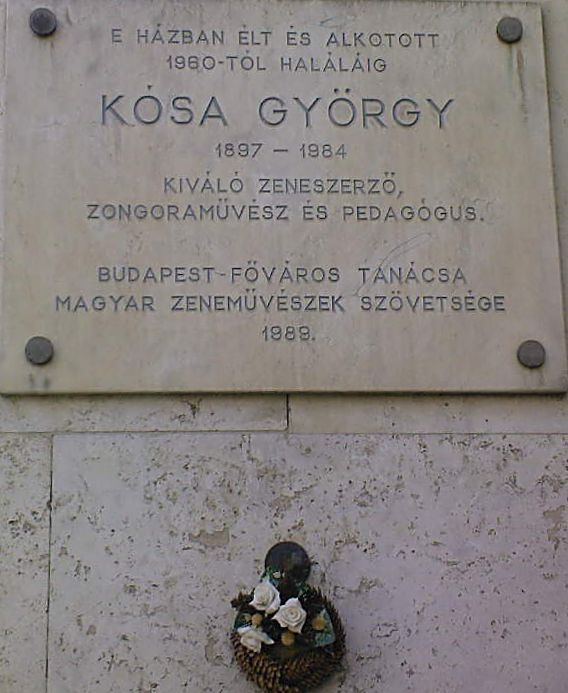
Kósa György zeneszerző, Maros utca 28.
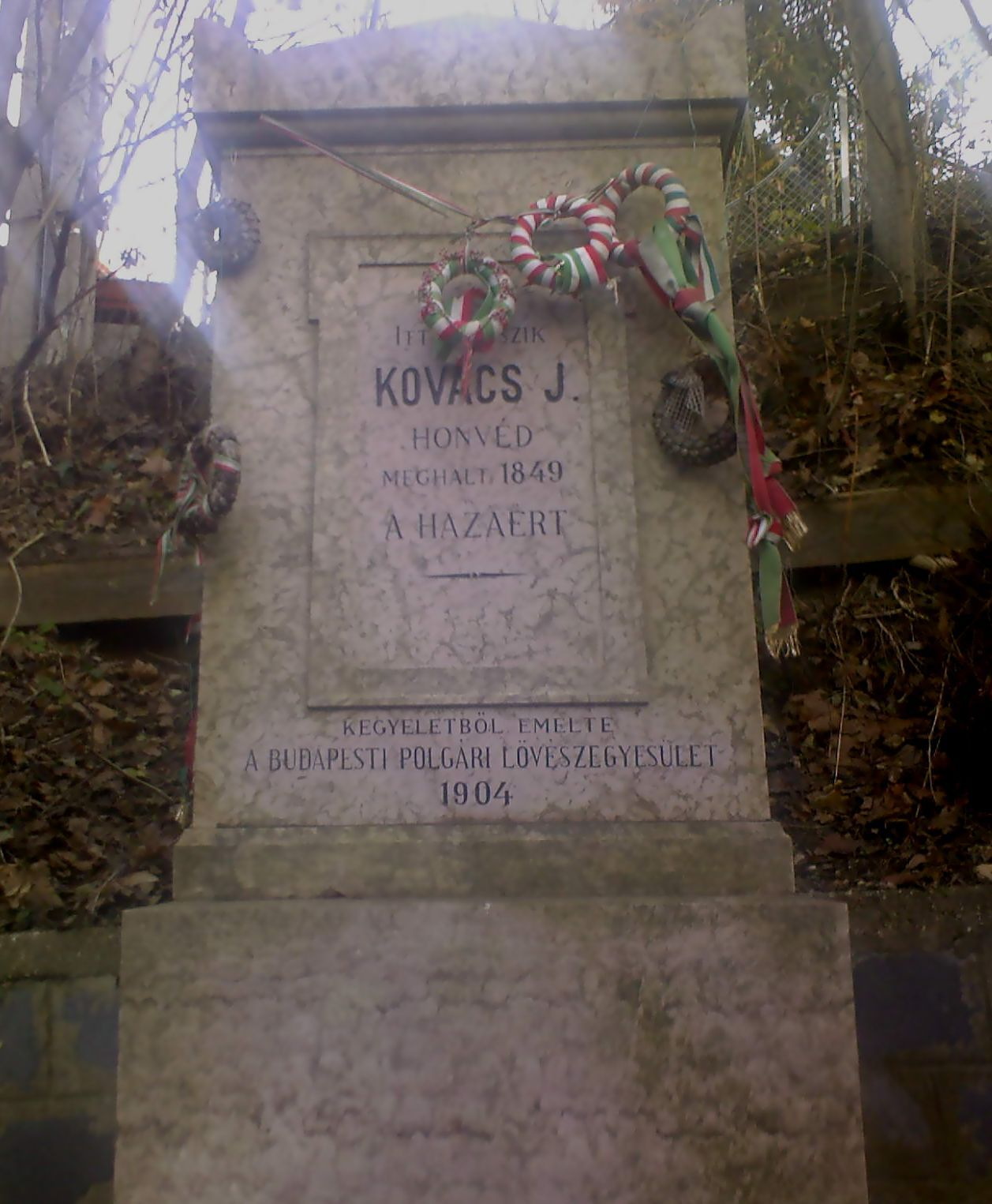
Kovács J. honvéd Pethényi utca
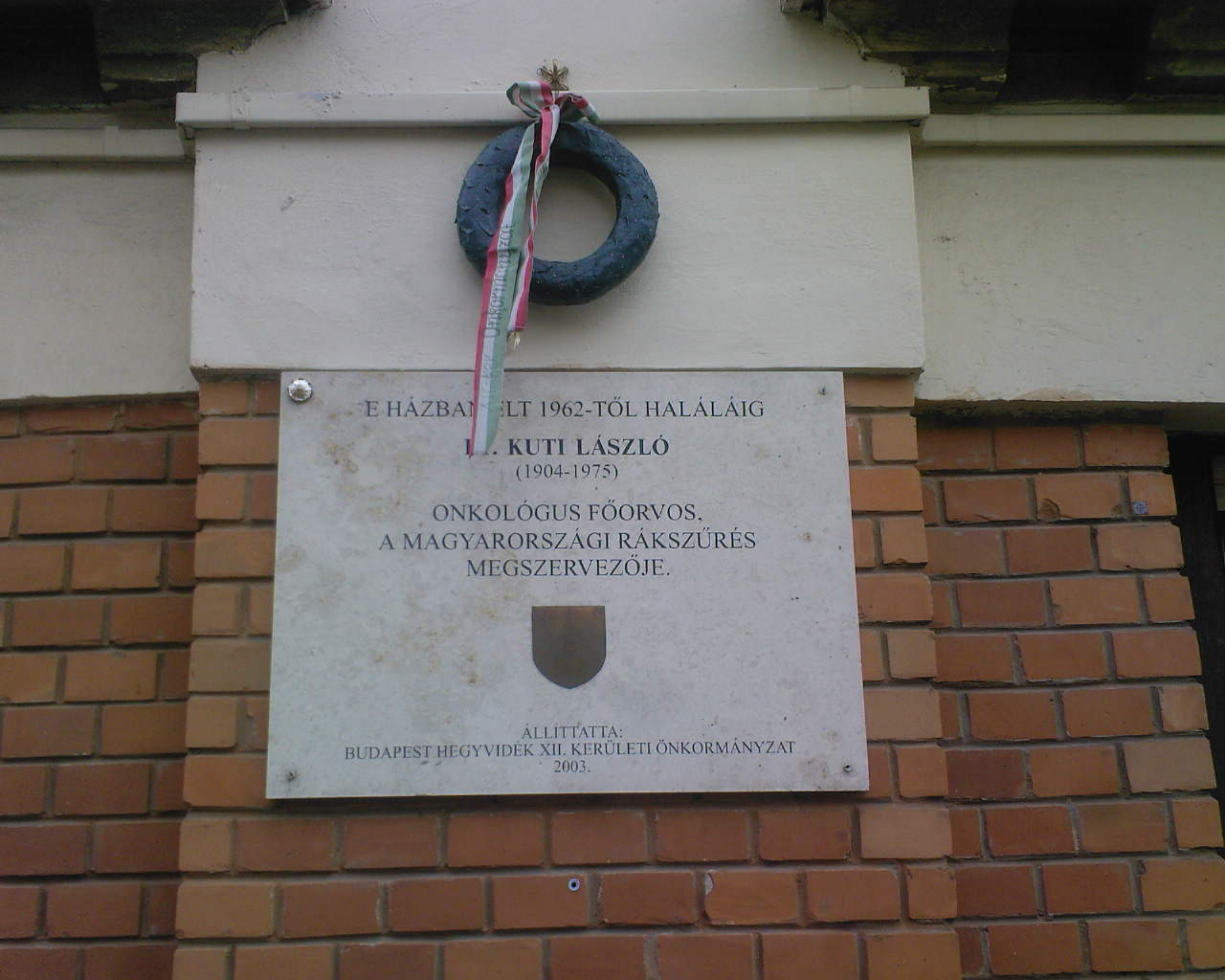
Kuti László orvos, onkológus, Kiss János altábornagy utca 34.
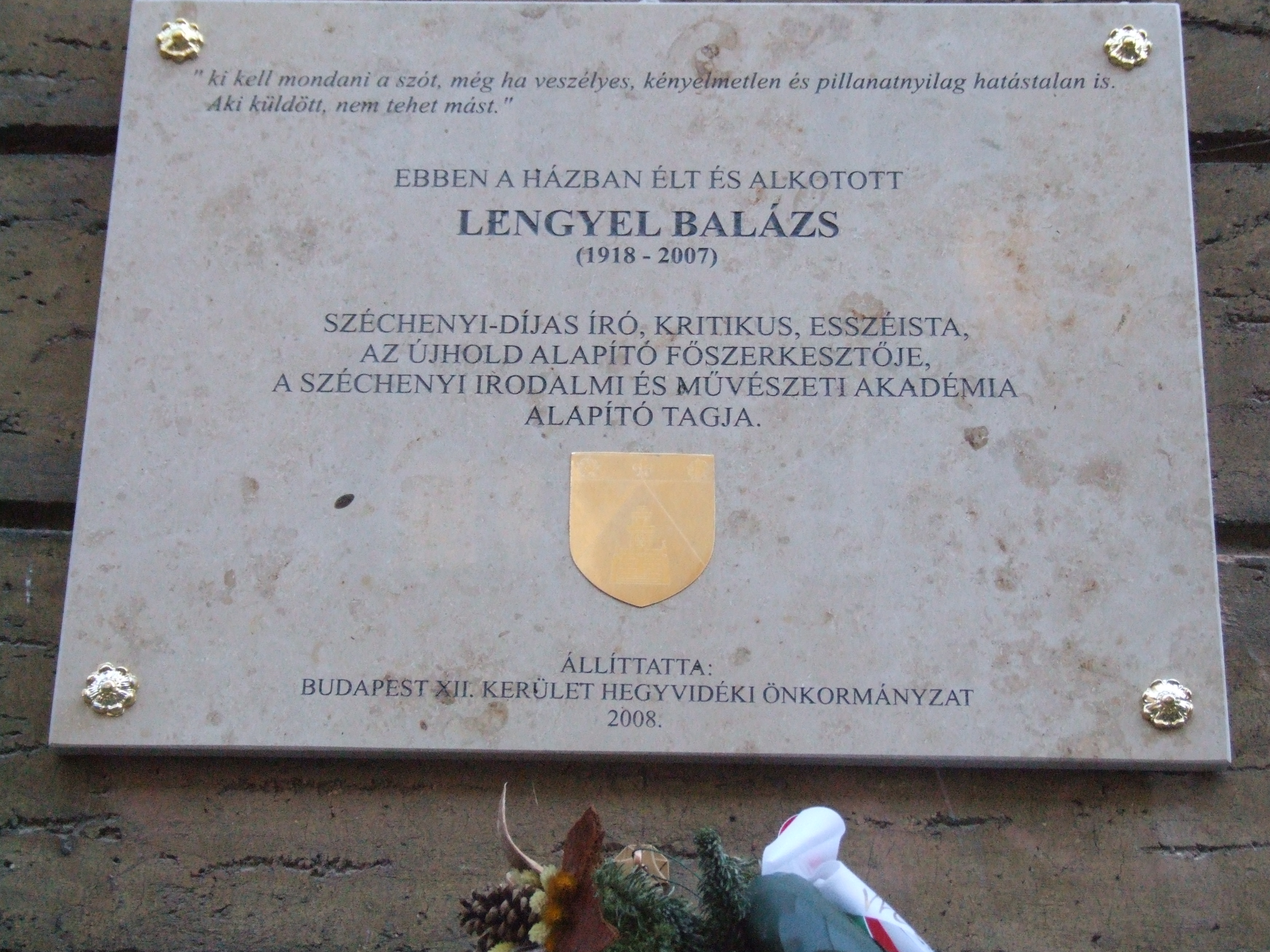
Lengyel Balázs, Királyhágó utca 5/B.
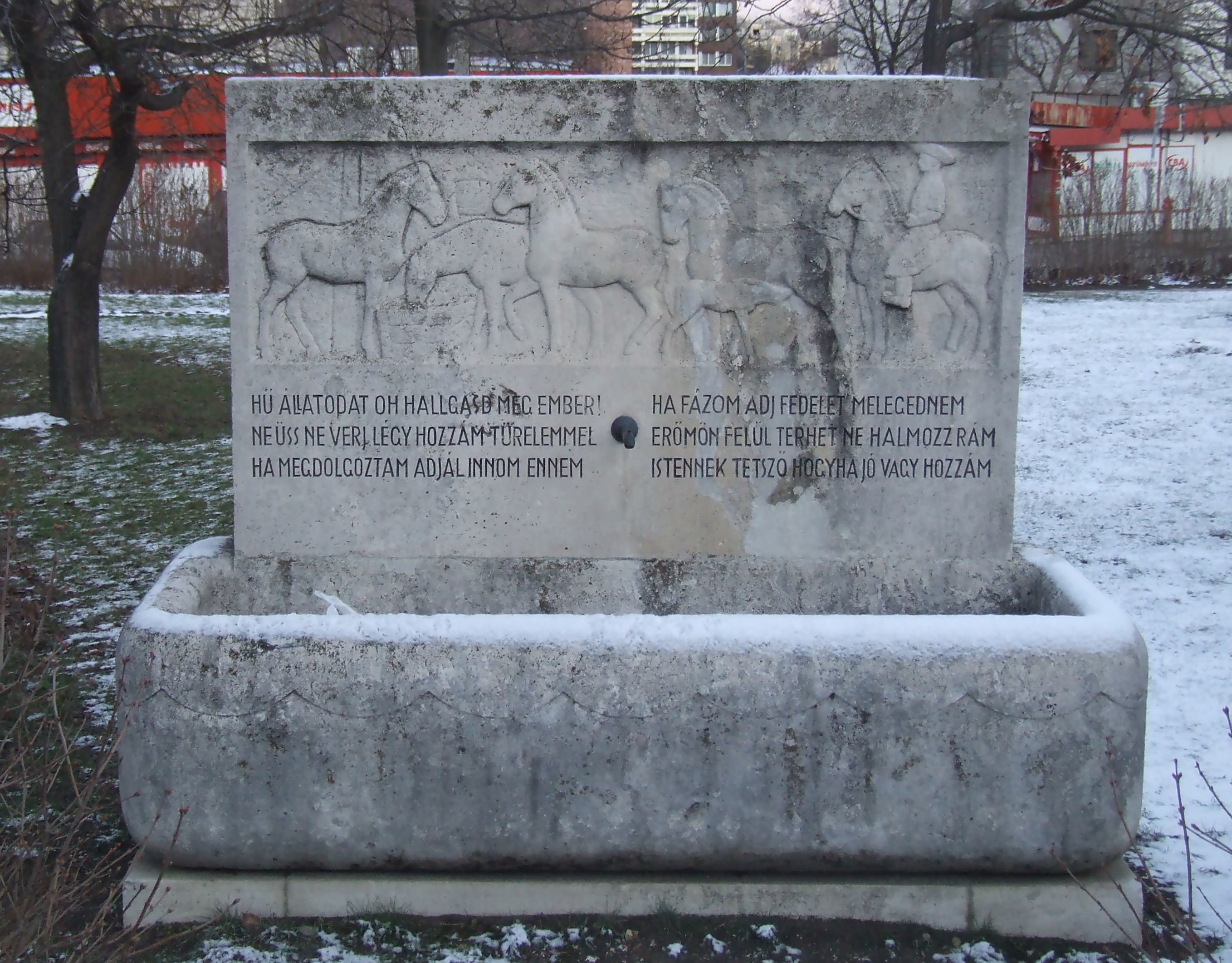
Lóitató, emlékhely Istenhegyi út 62., Alkotó:, Andrássy Kurta János
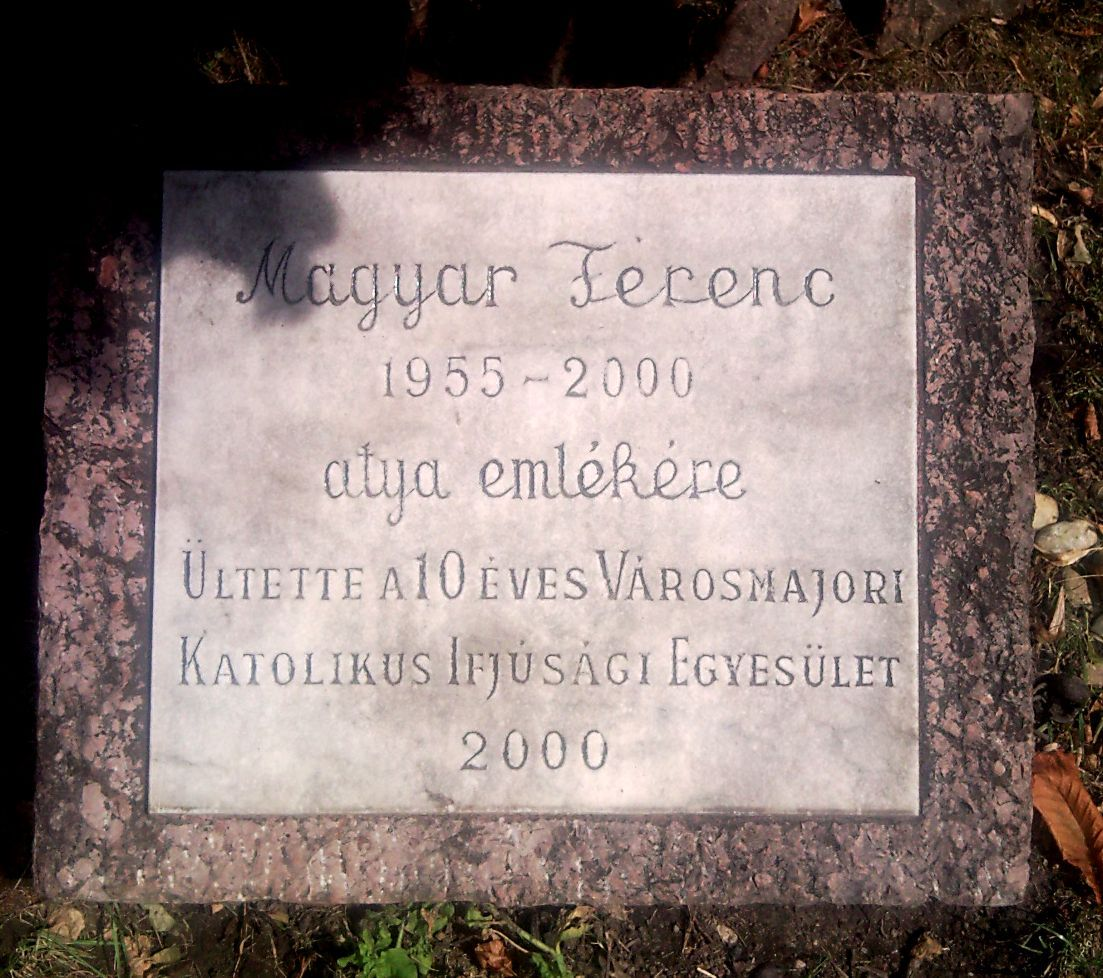
Magyar Ferenc Csaba utca 5.
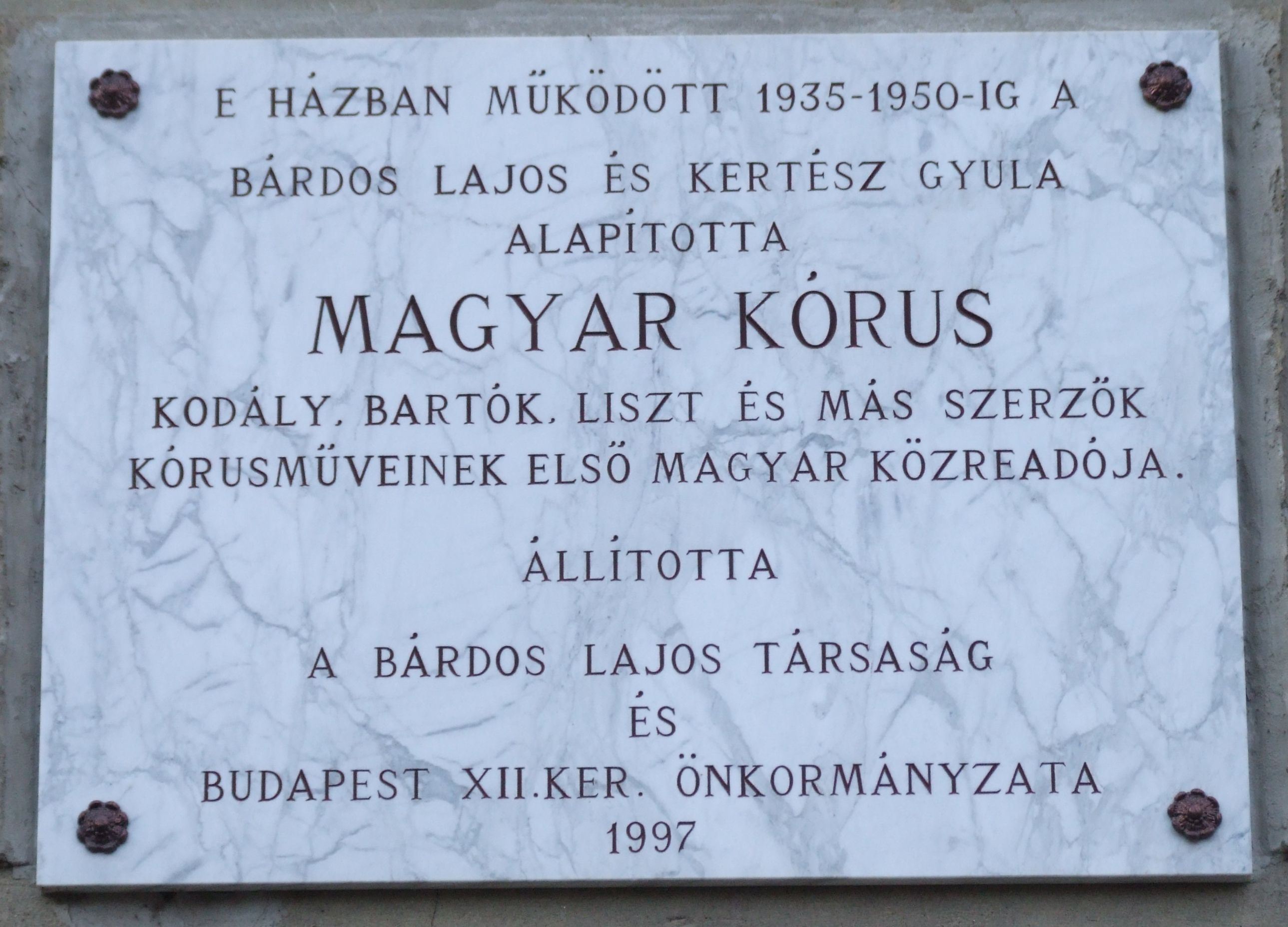
Magyar Kórus Kiss János altábornagy utca 55.
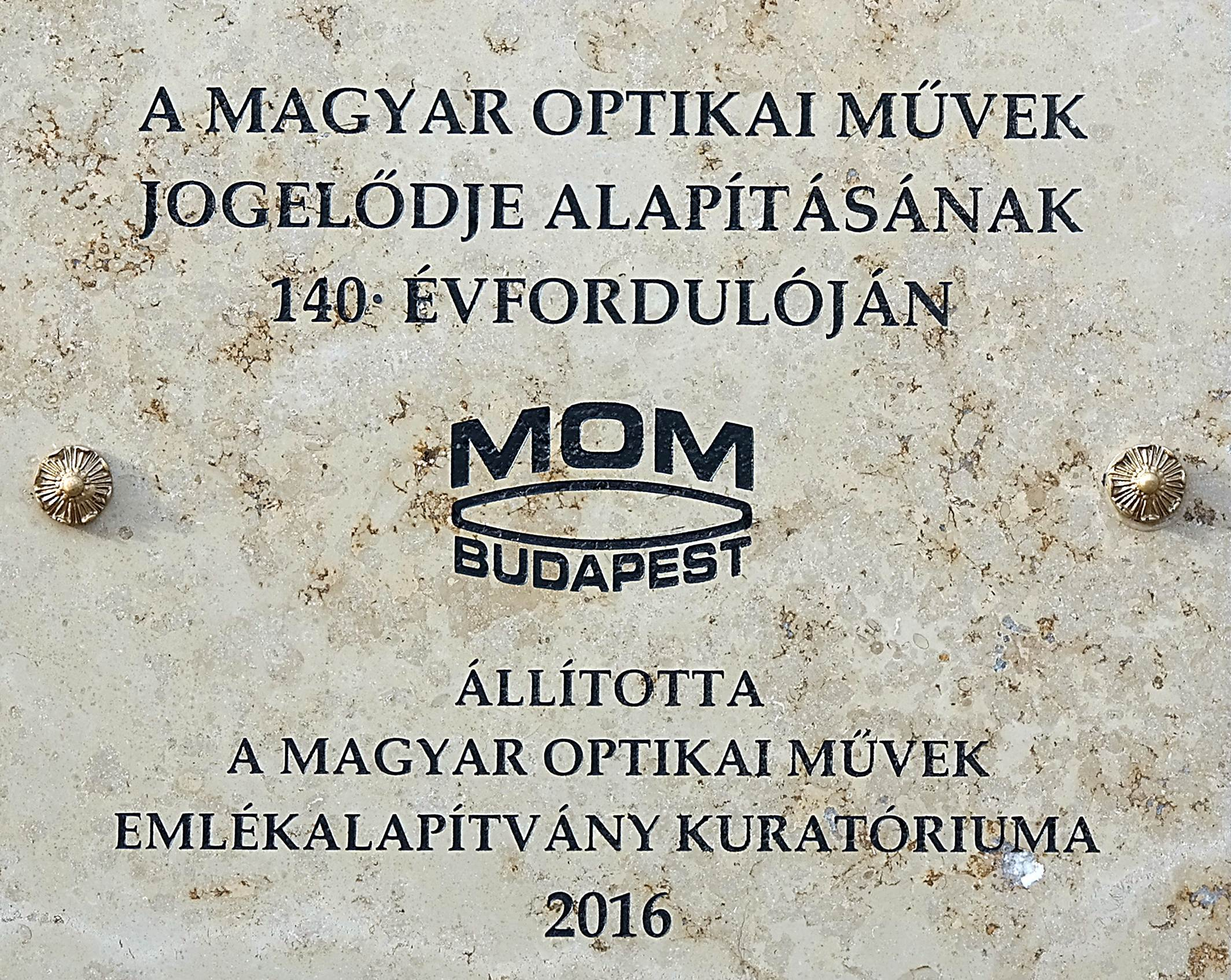
A Magyar Optikai Művek, Süss Sétány - Dolgos utca
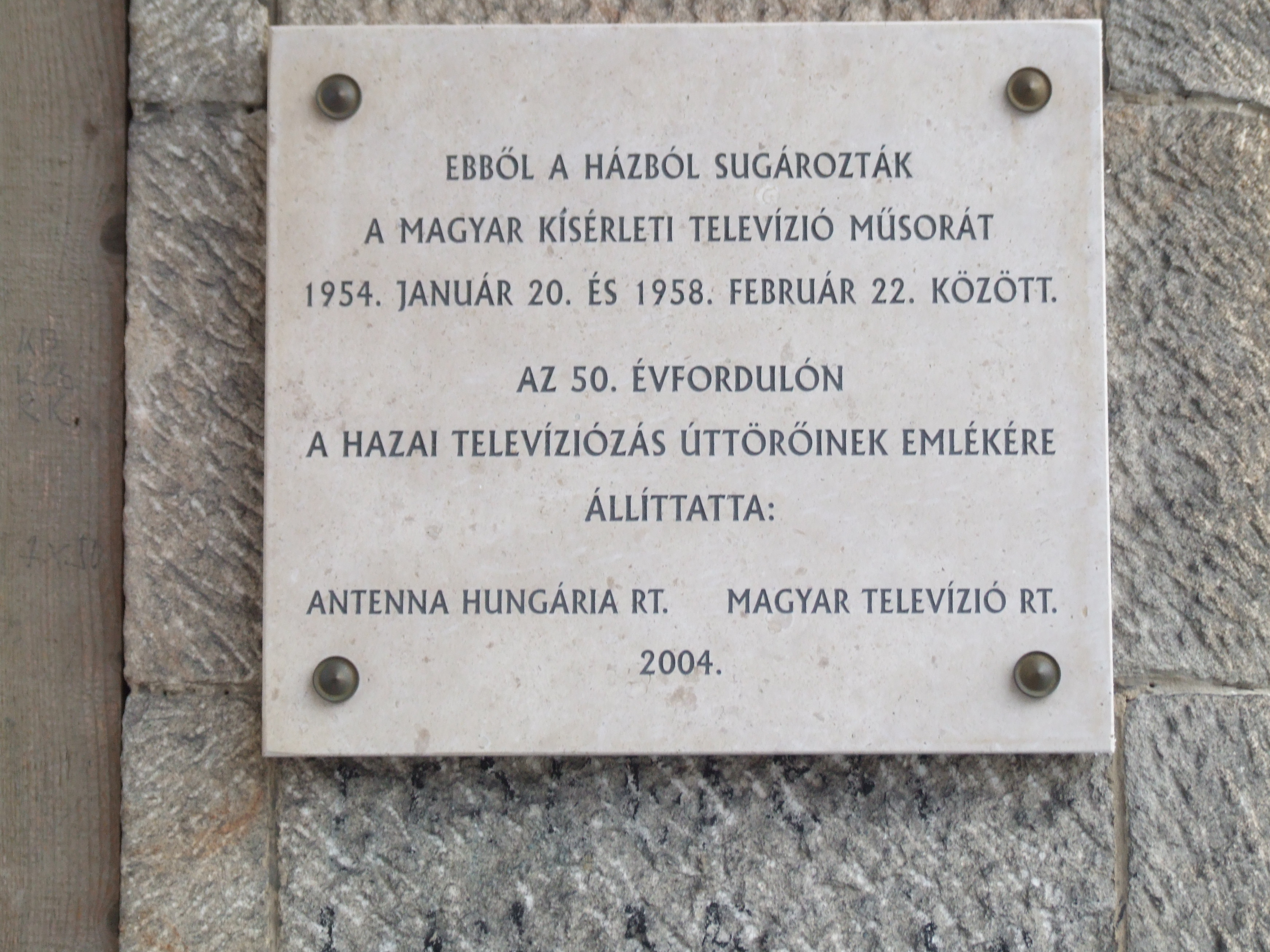
A Magyar Televízió, kísérleti adásainak stúdiója Agancs utca 30-32.
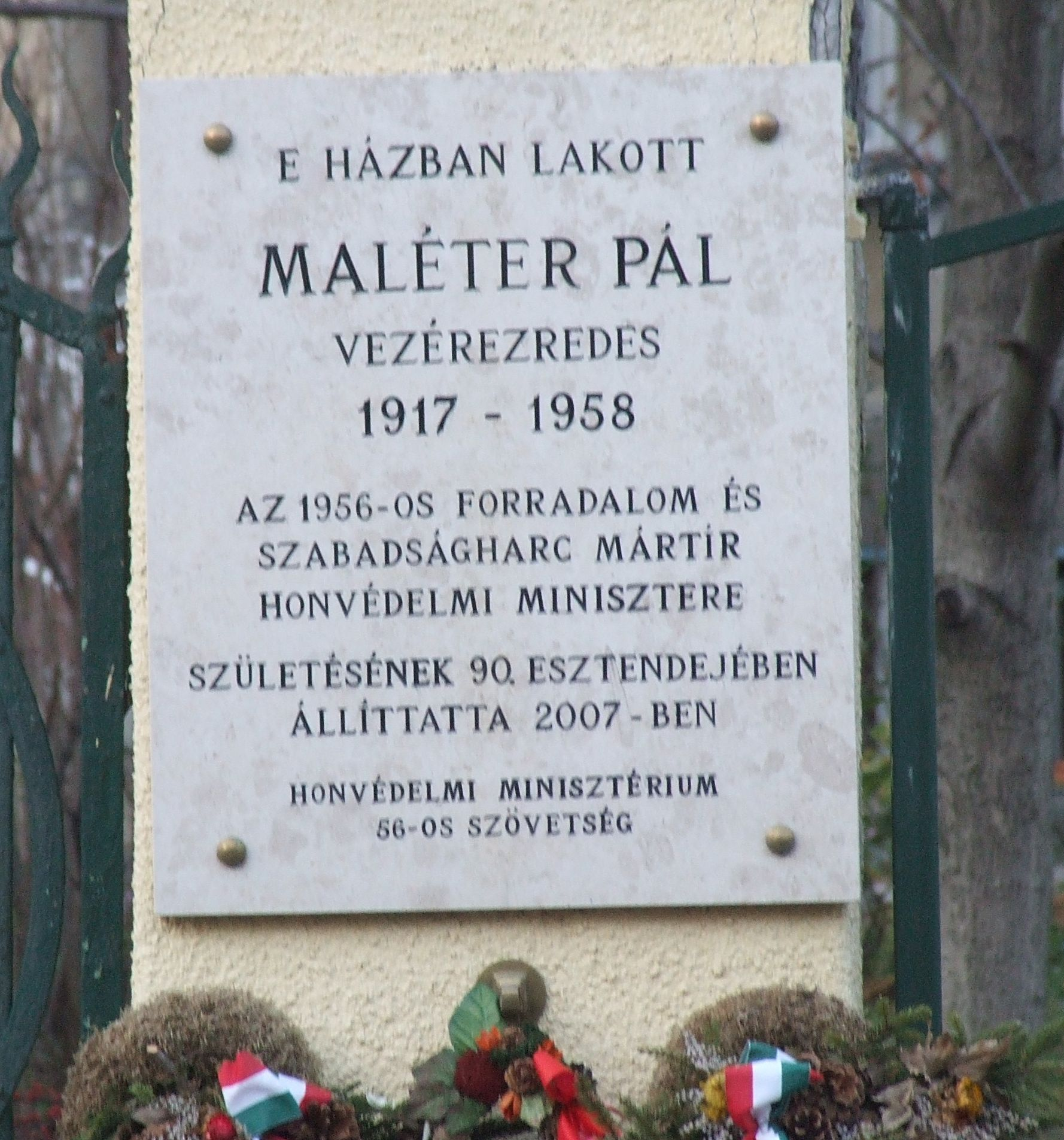
Maléter Pál, Orbánhegyi út 29.
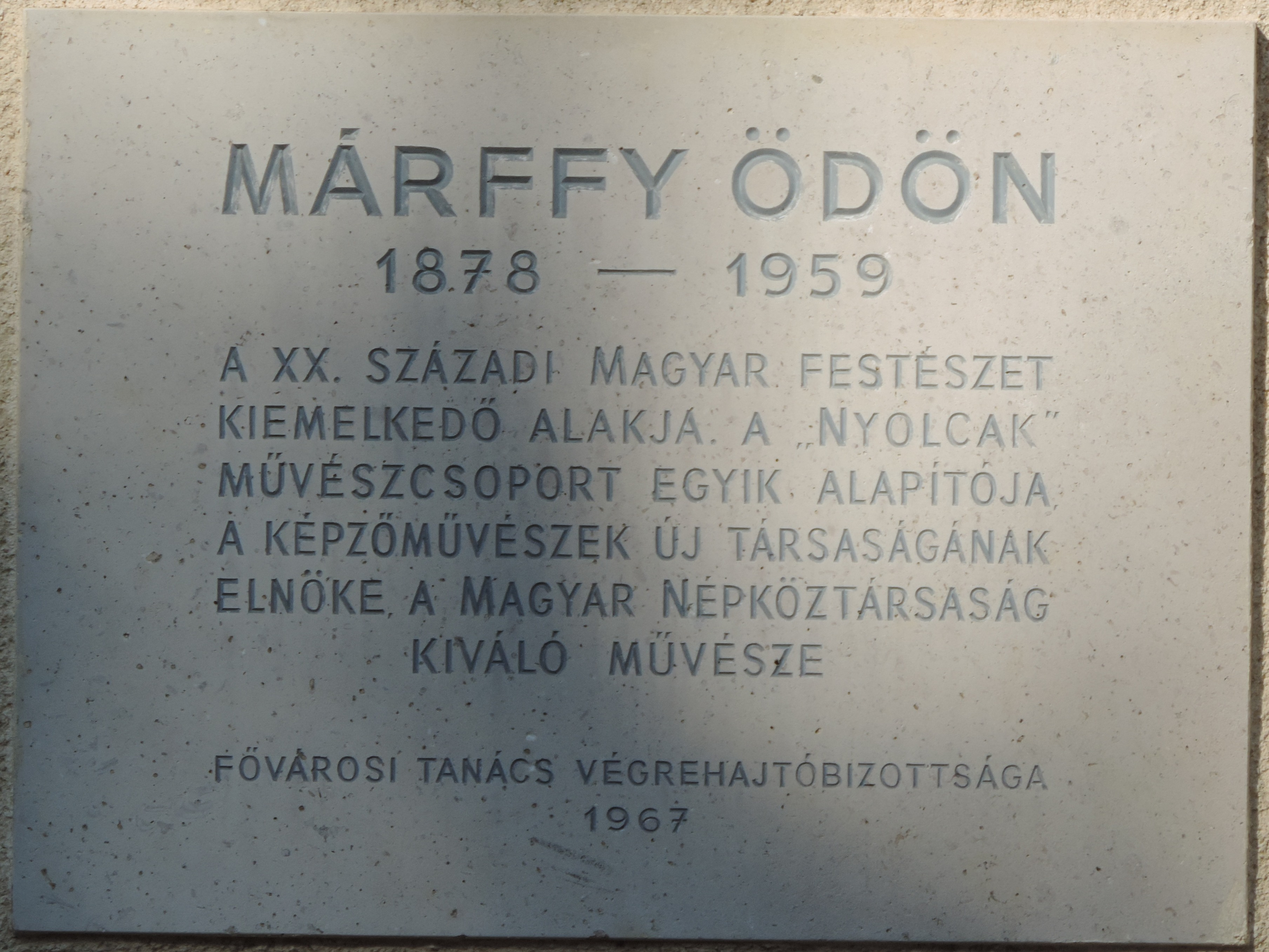
Márffy Ödön, Márffy utca 1.
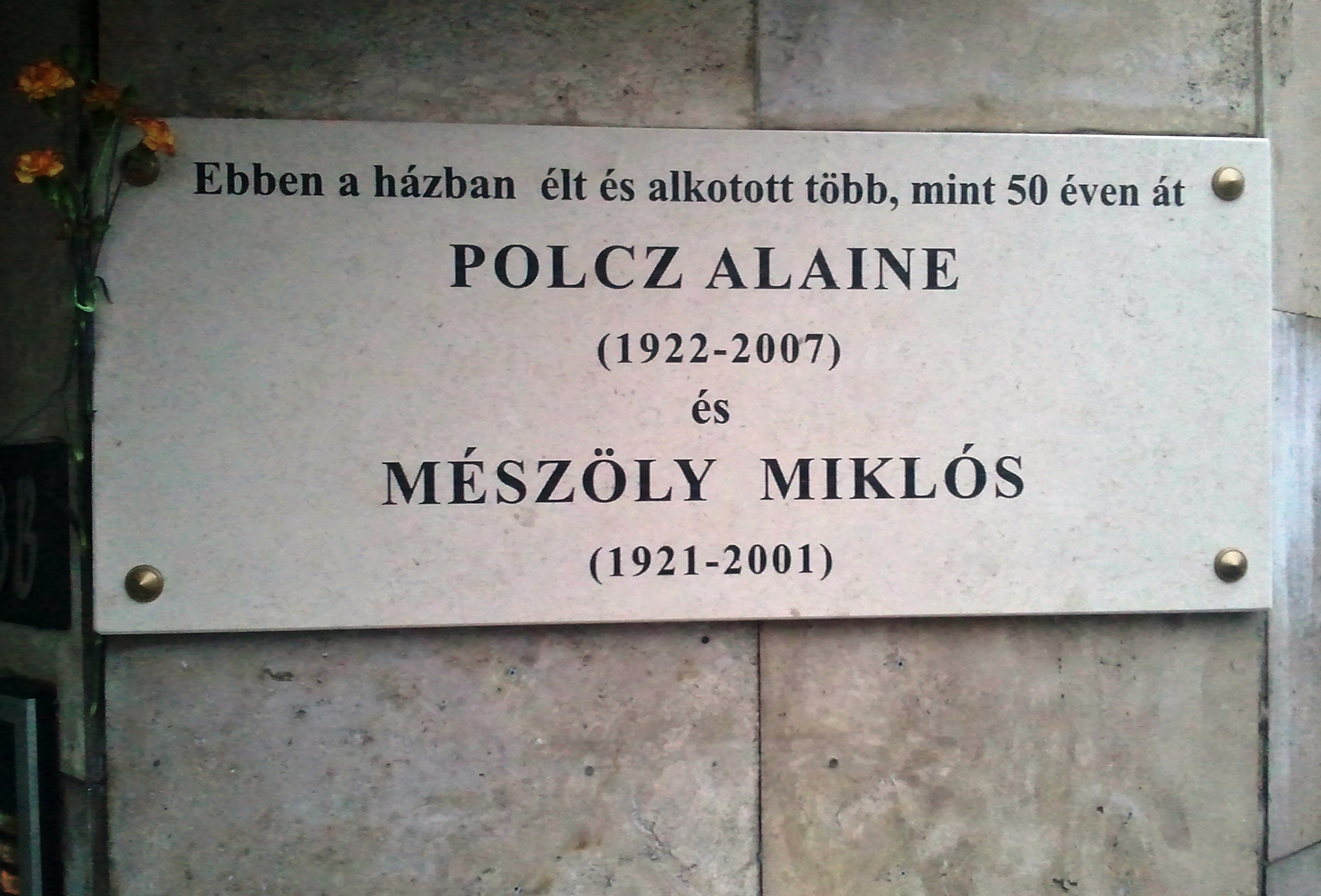
Mészöly Miklós, Városmajor utca 48/a.
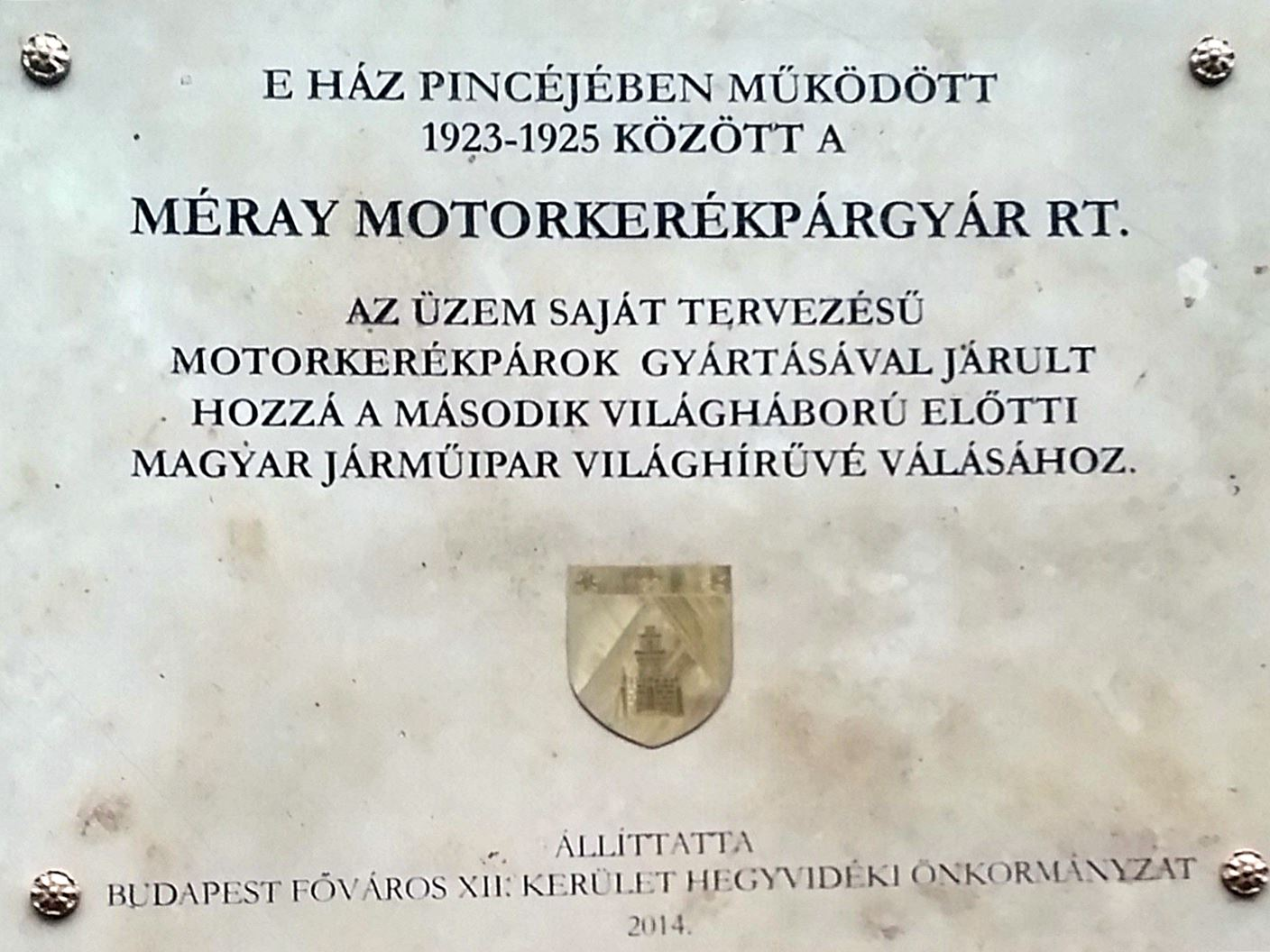
Méray Motorkerékpárgyás, Városmajor utca 10.
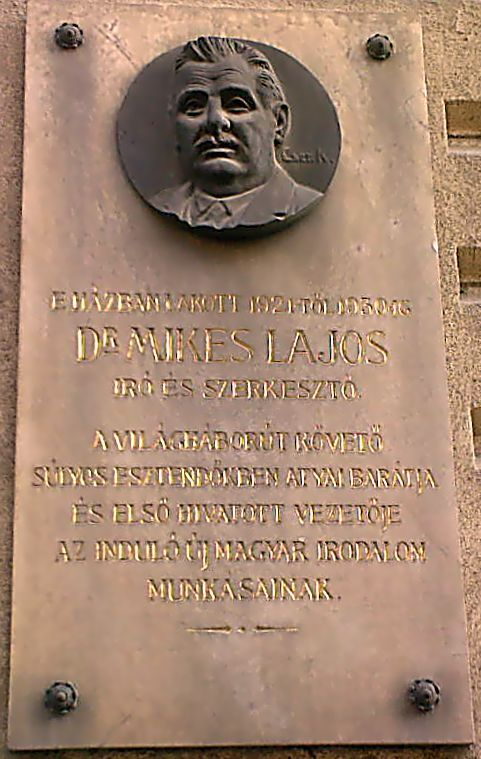
Mikes Lajos, Hajnóczy József utca 15., Alkotó:Cser Károly
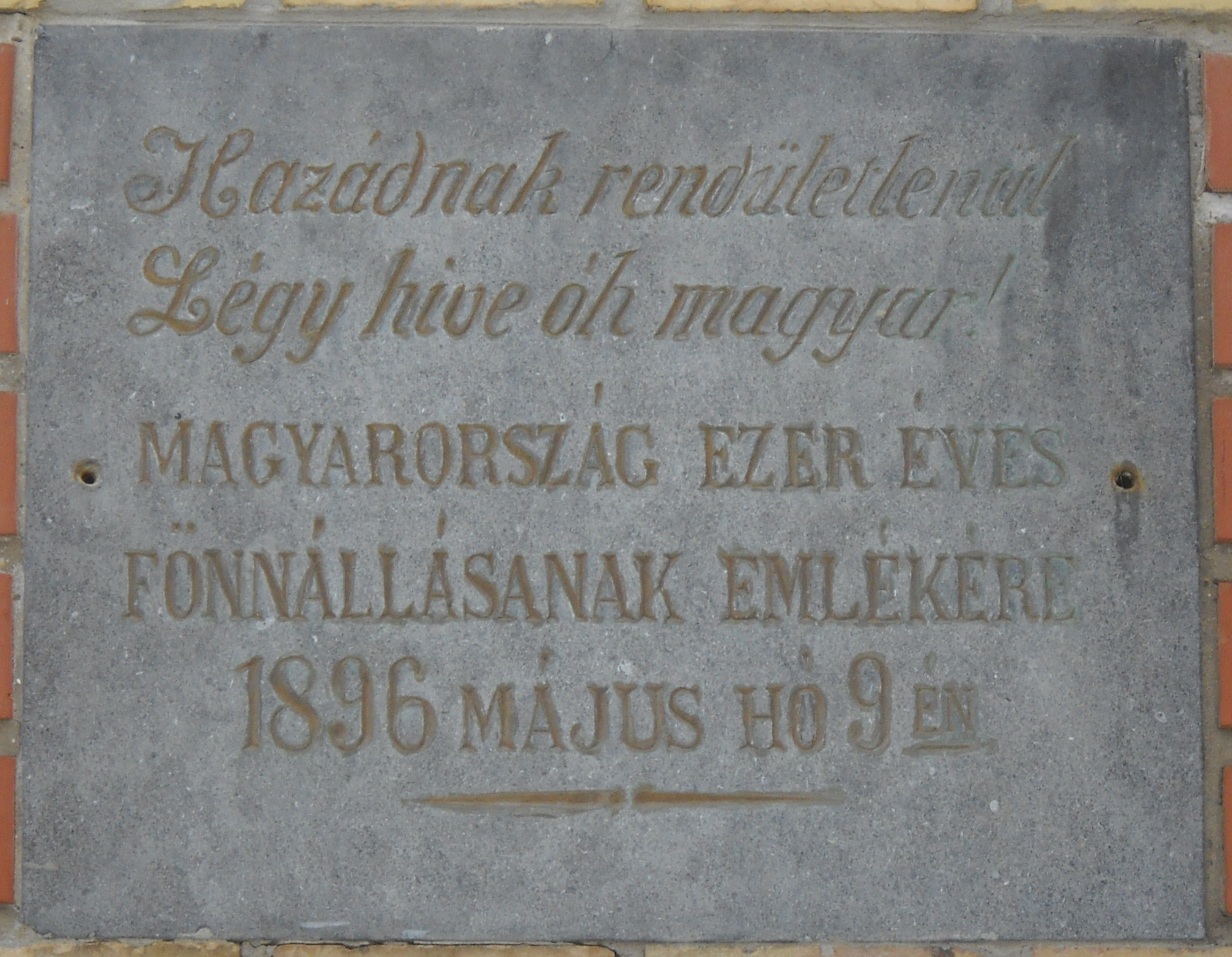
Millenium Zugligeti út 113.
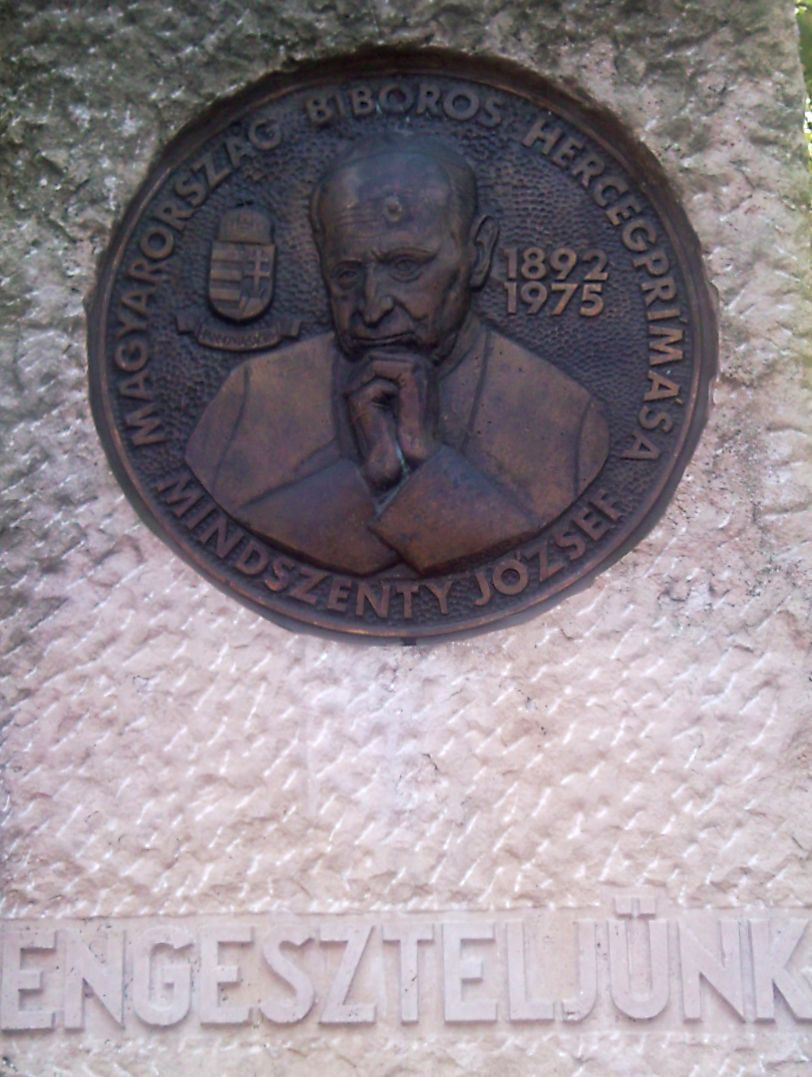
Mindszenty József, Csaba utca 5.
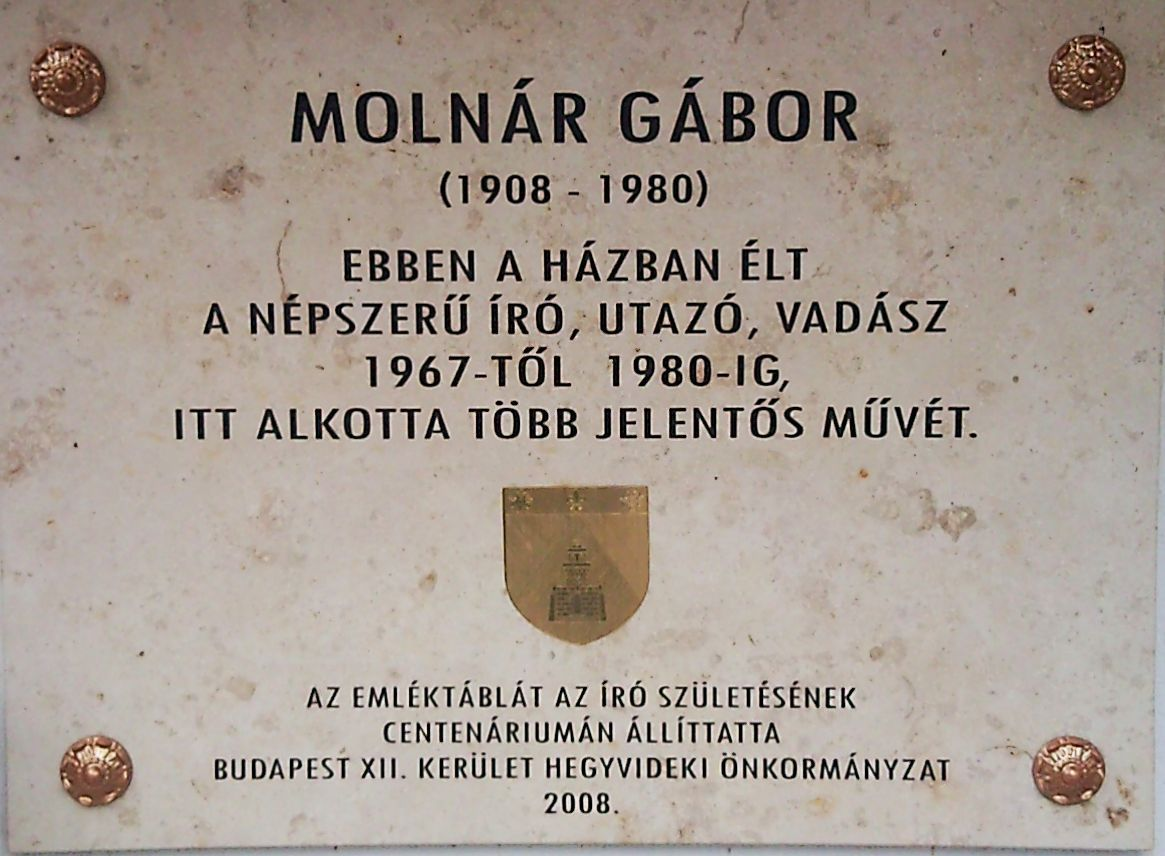
Molnár Gábor, író Fülemile út 24.
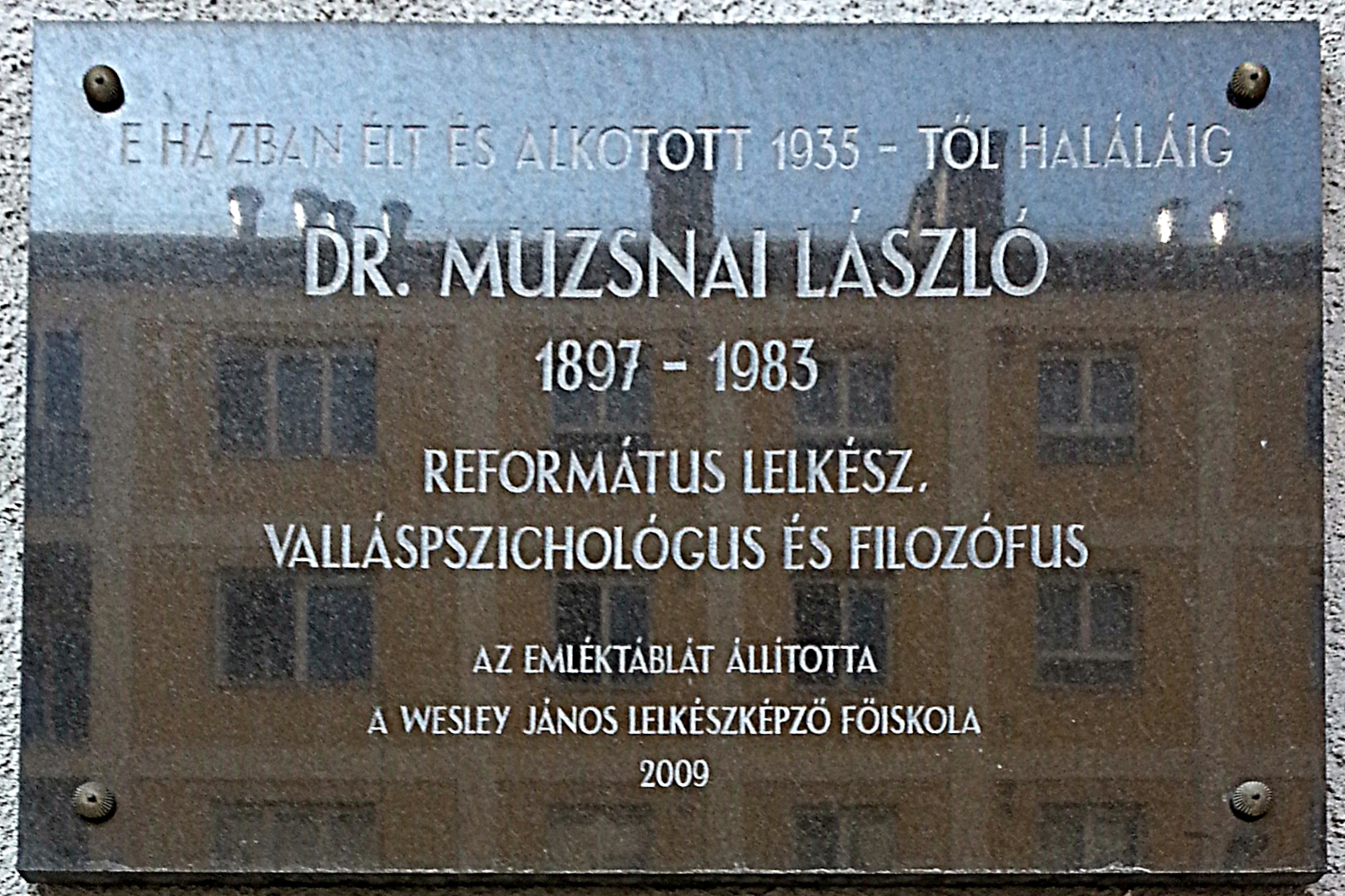
Muzsnai László, Nagyenyed utca 5
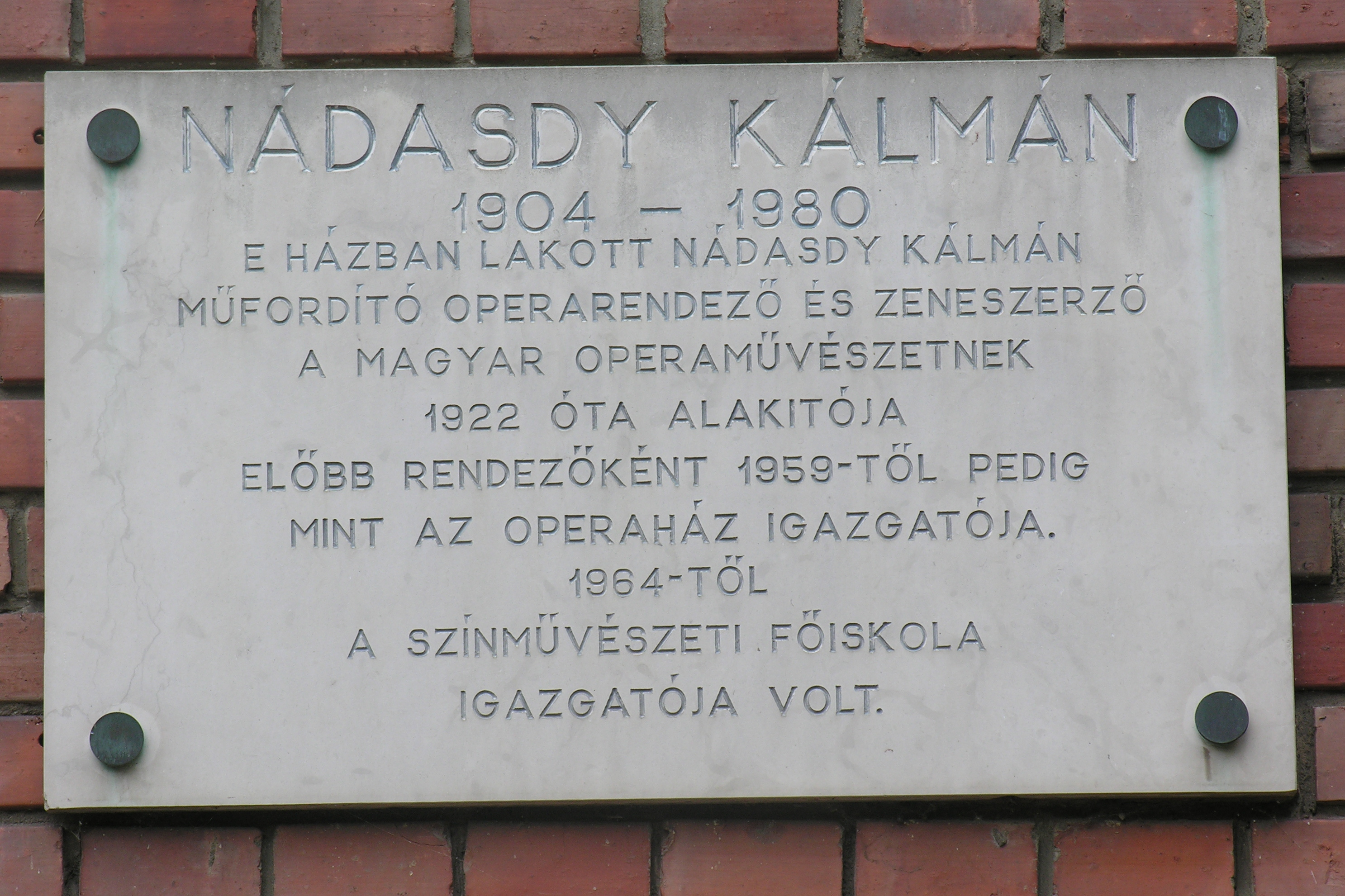
Nádasdy Kálmán, Virányos út 2/b
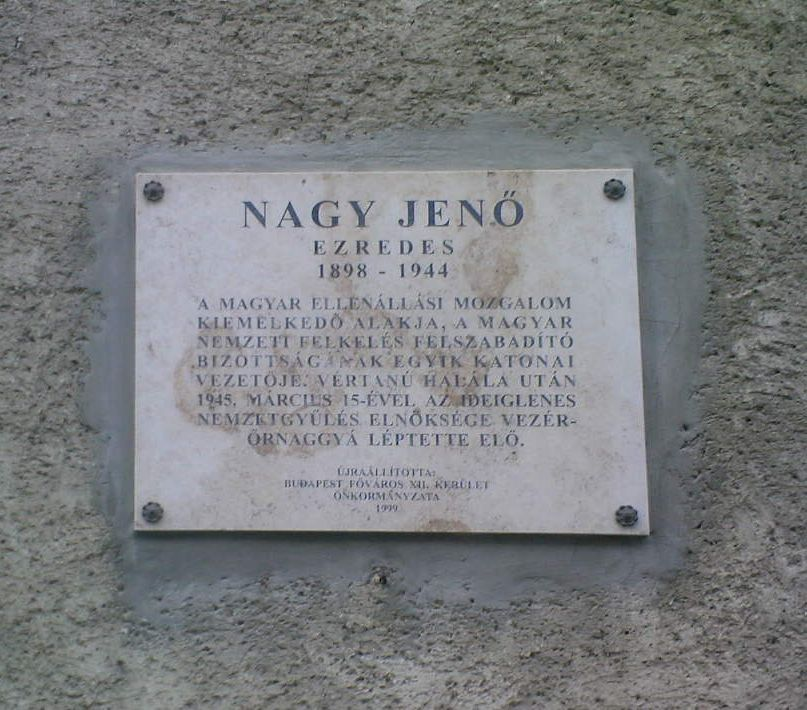
Nagy Jenő, ezredes Nagy Jenő utca
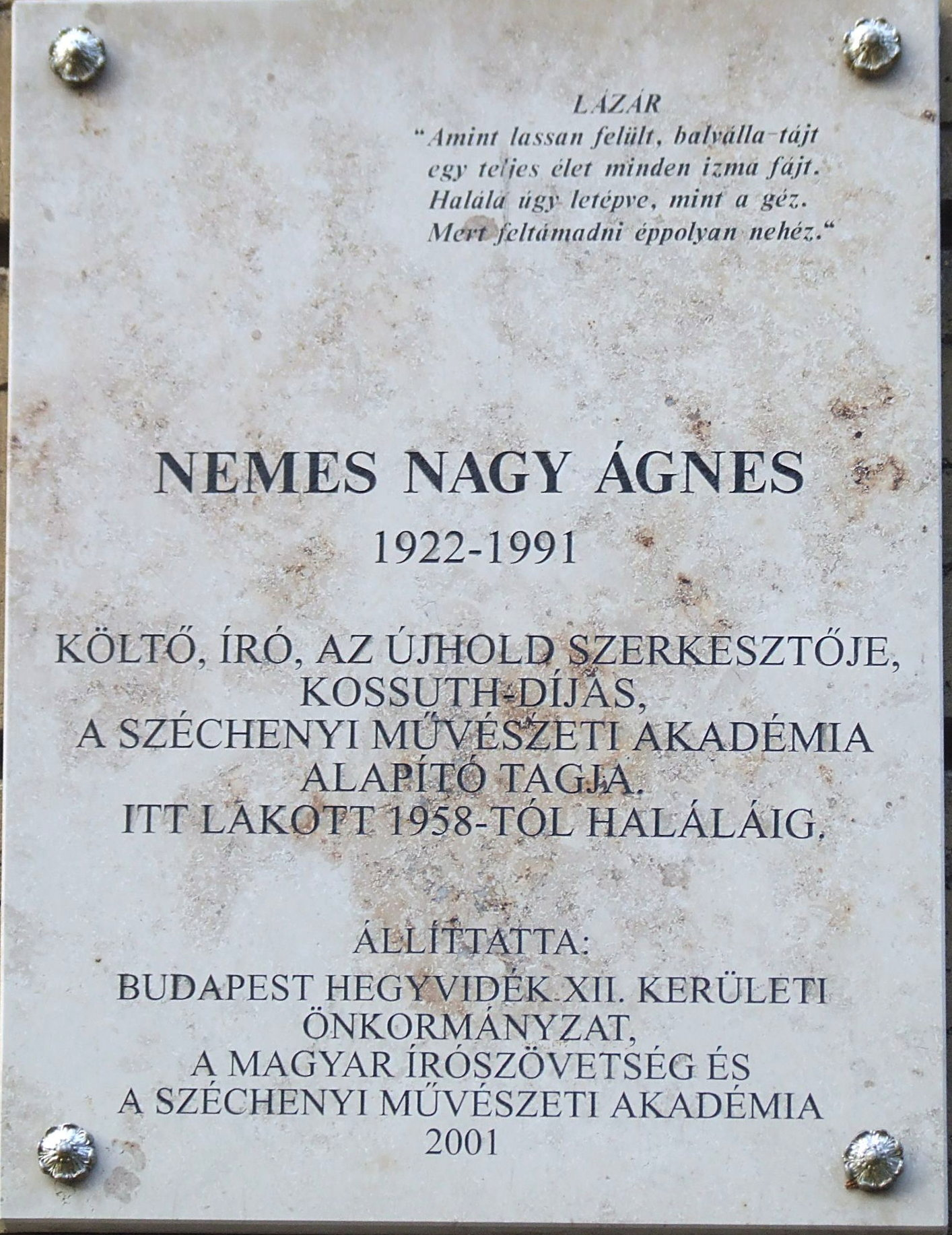
Nemes Nagy Ágnes, Királyhágó utca 5/b
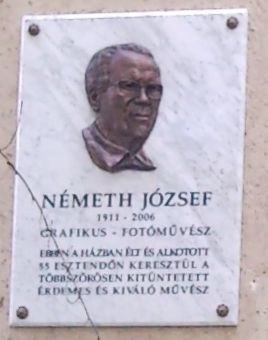
Németh József, Tóth Lőrinc utca 39.
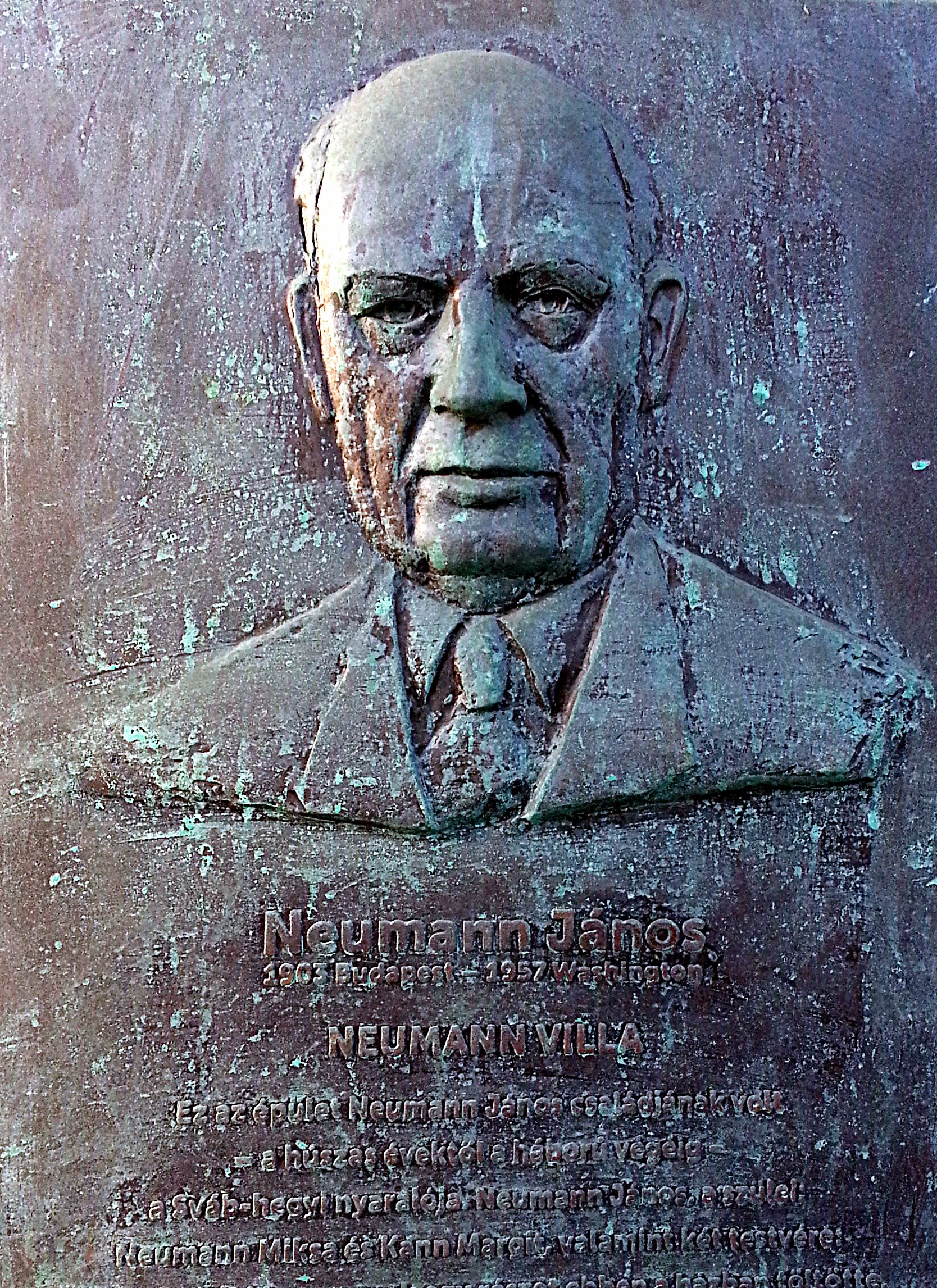
Neumann János, Eötvös út 13..
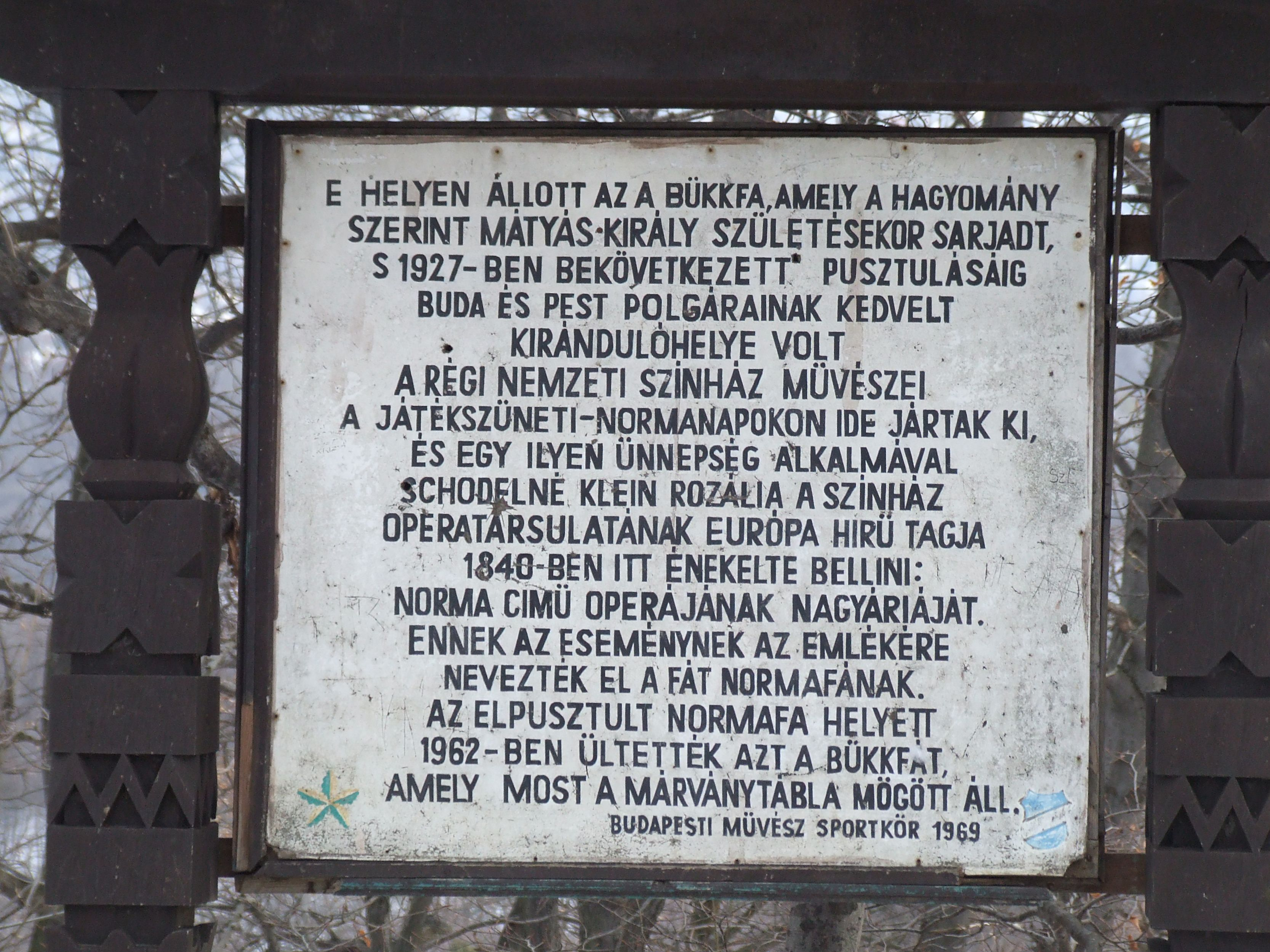
Emléktábla az egykori Normafa helyén
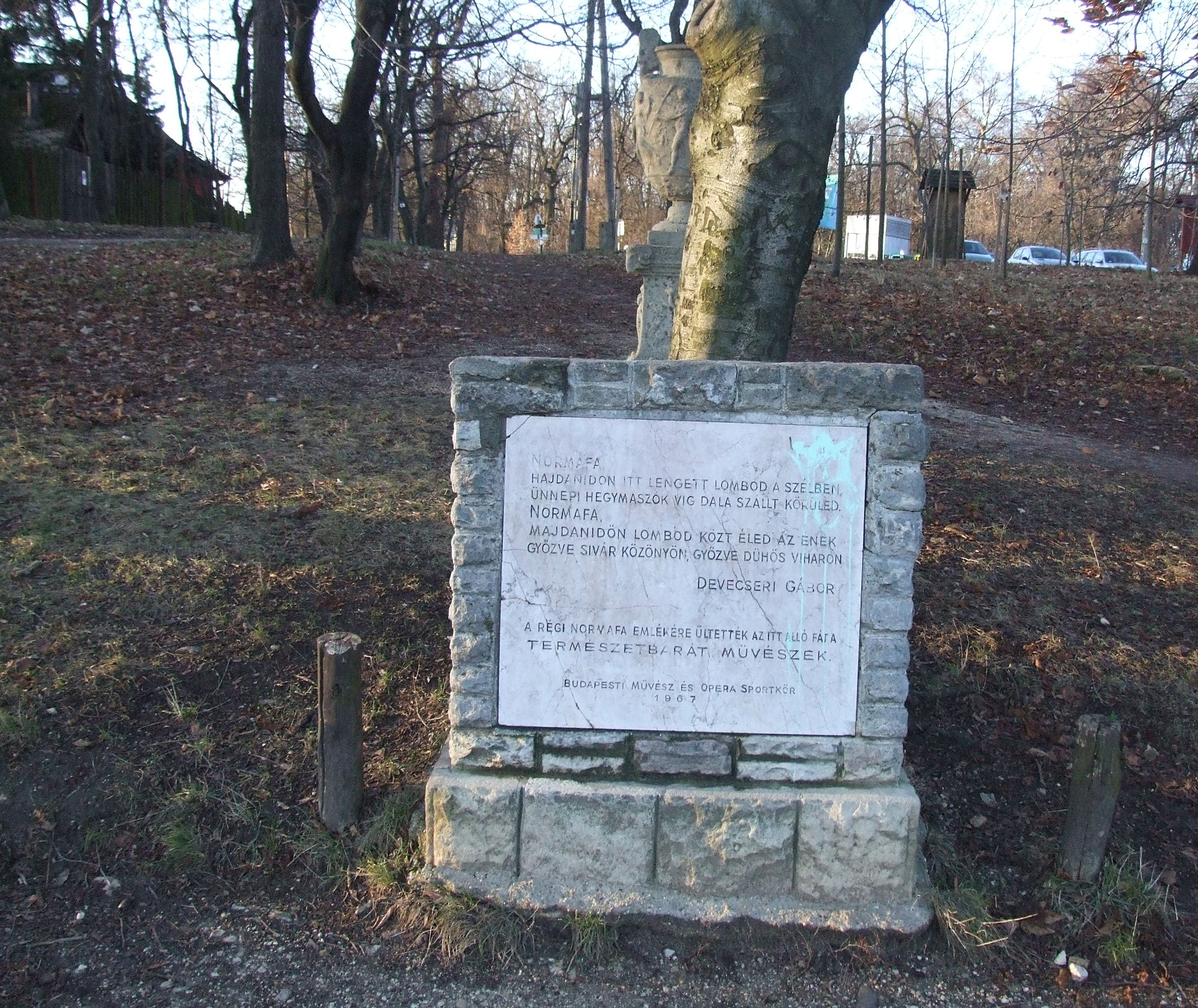
Normafa az 1967-ben állított tábla
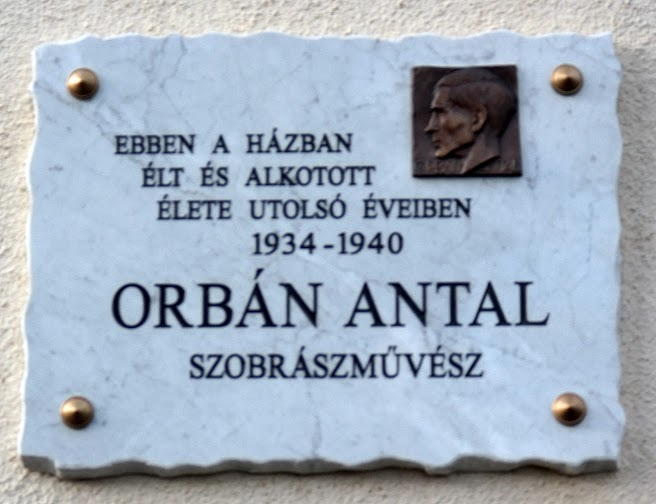
Orbán Antal, Bürök utca 7.
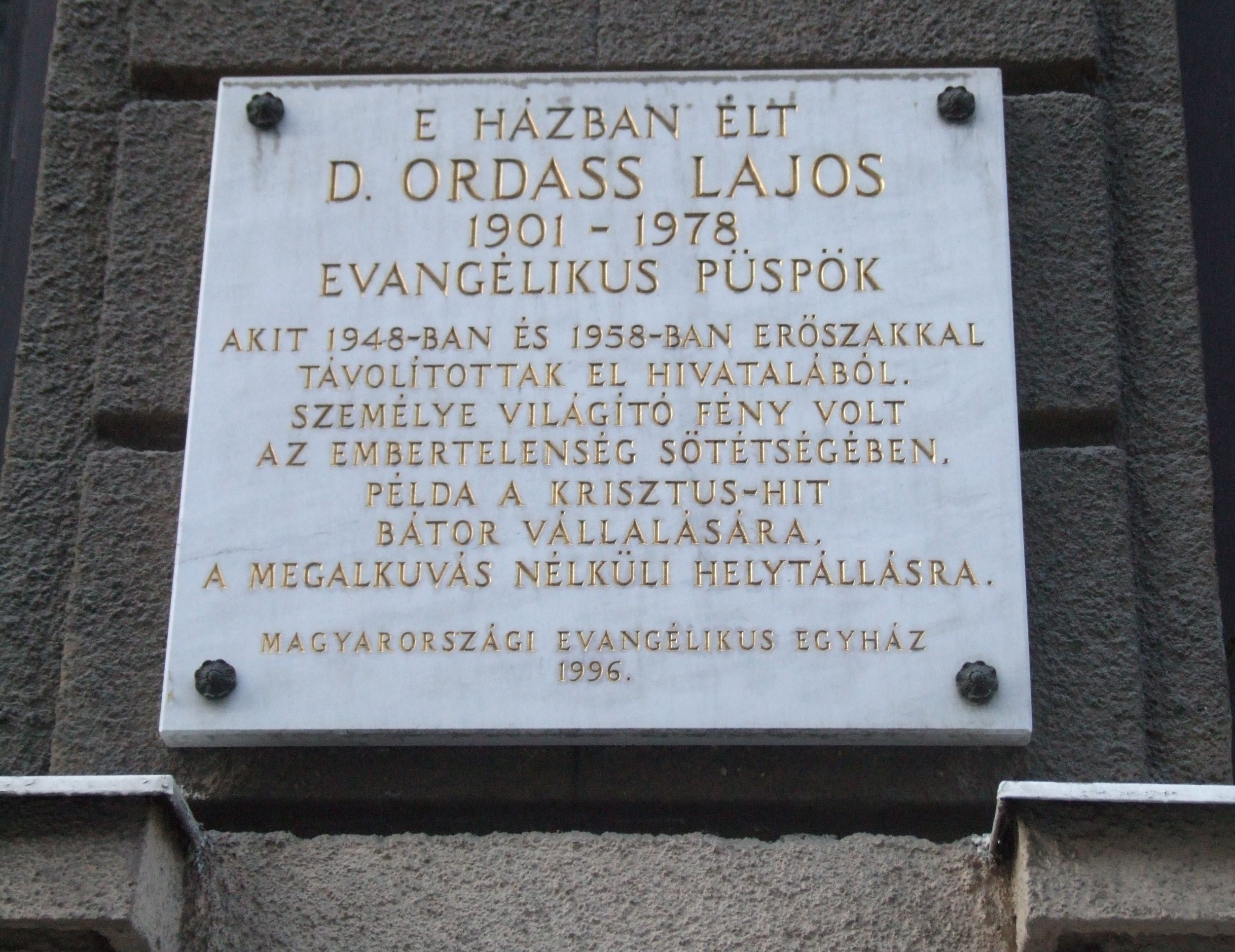
Ordass Lajos, Márvány utca 23.
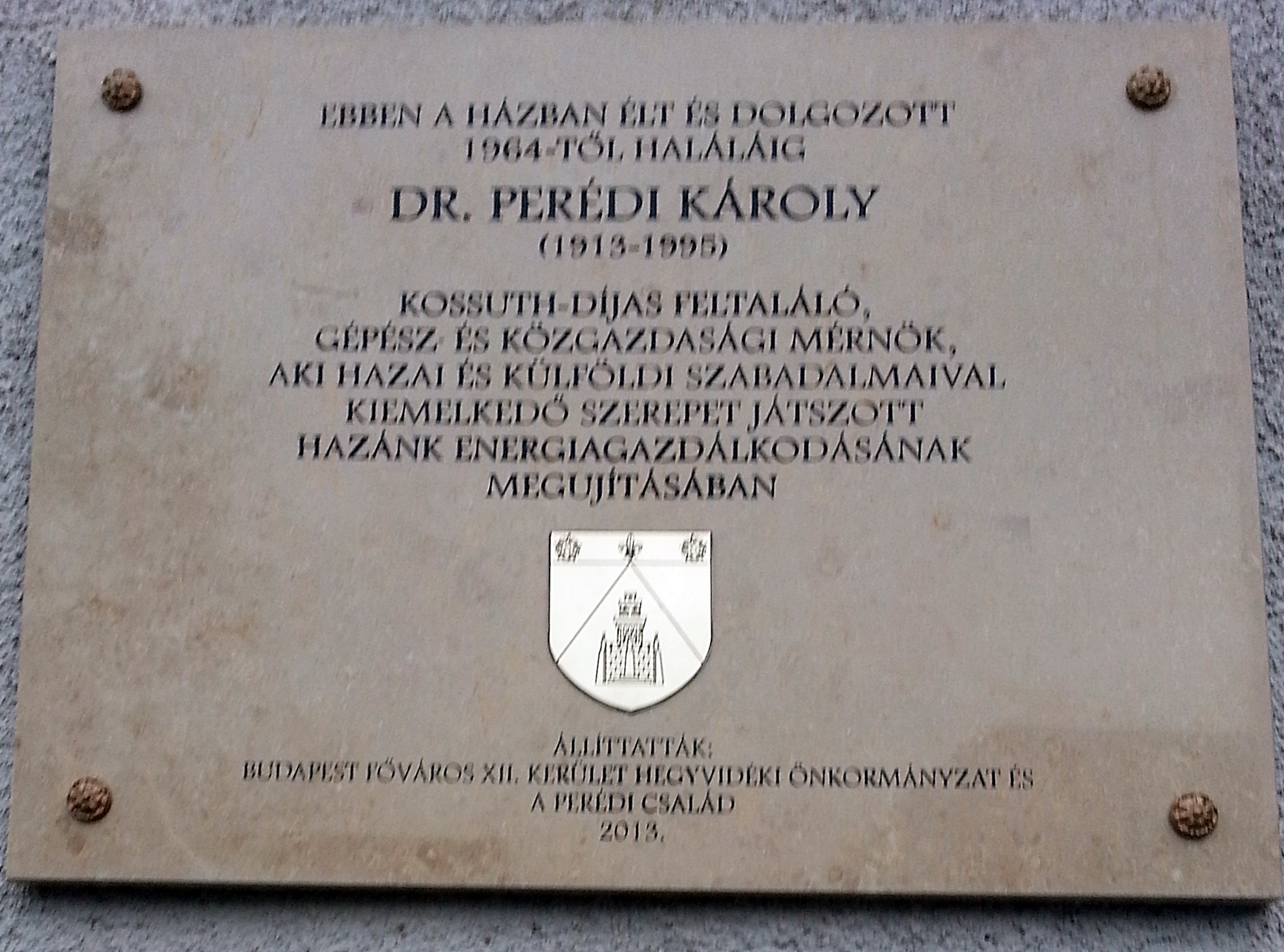
Perédi Károly, Kékgolyó utca 10.
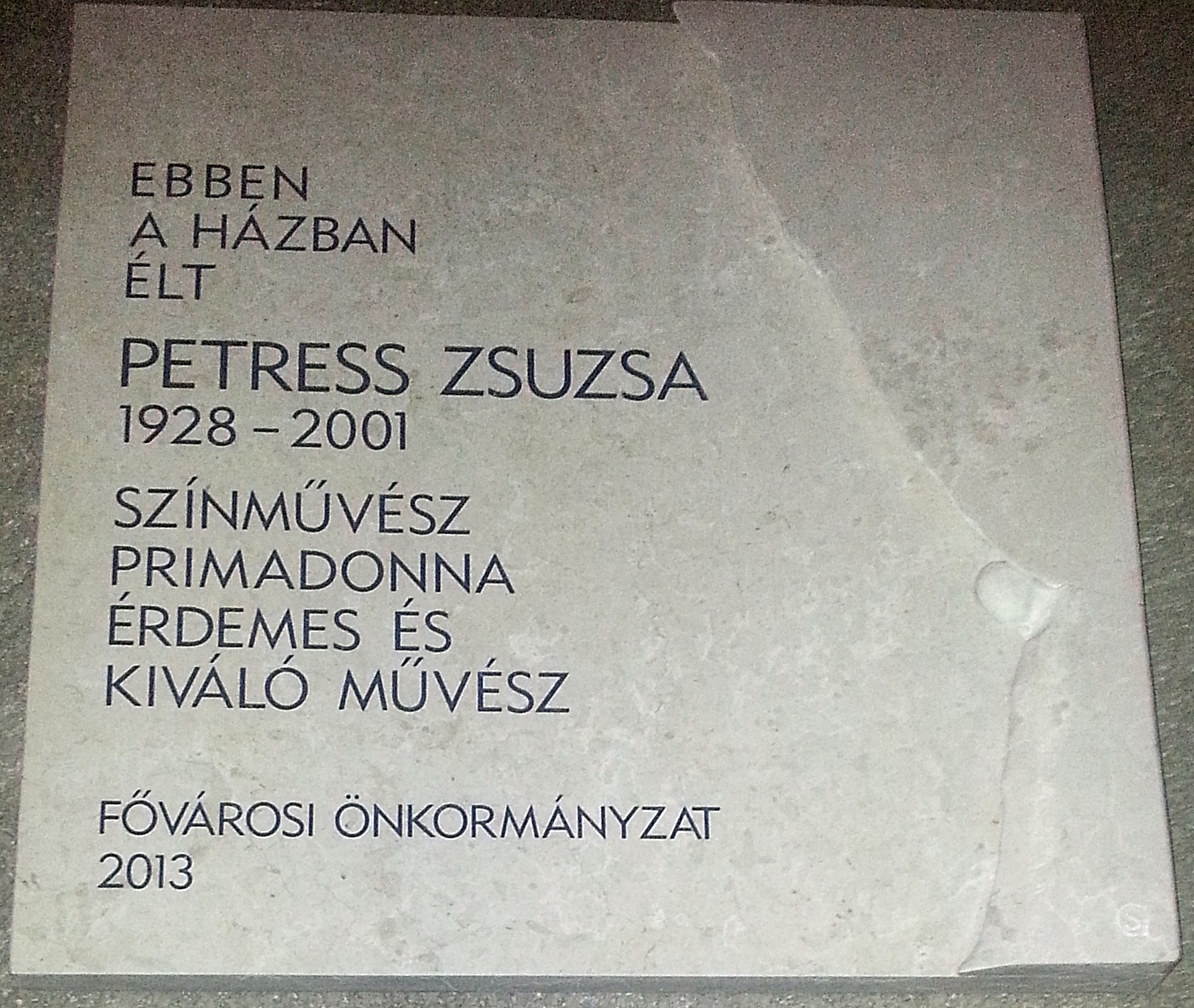
Petress Zsuzsa, Kiss János altábornagy utca 41. Sztremenyi Géza alkotása
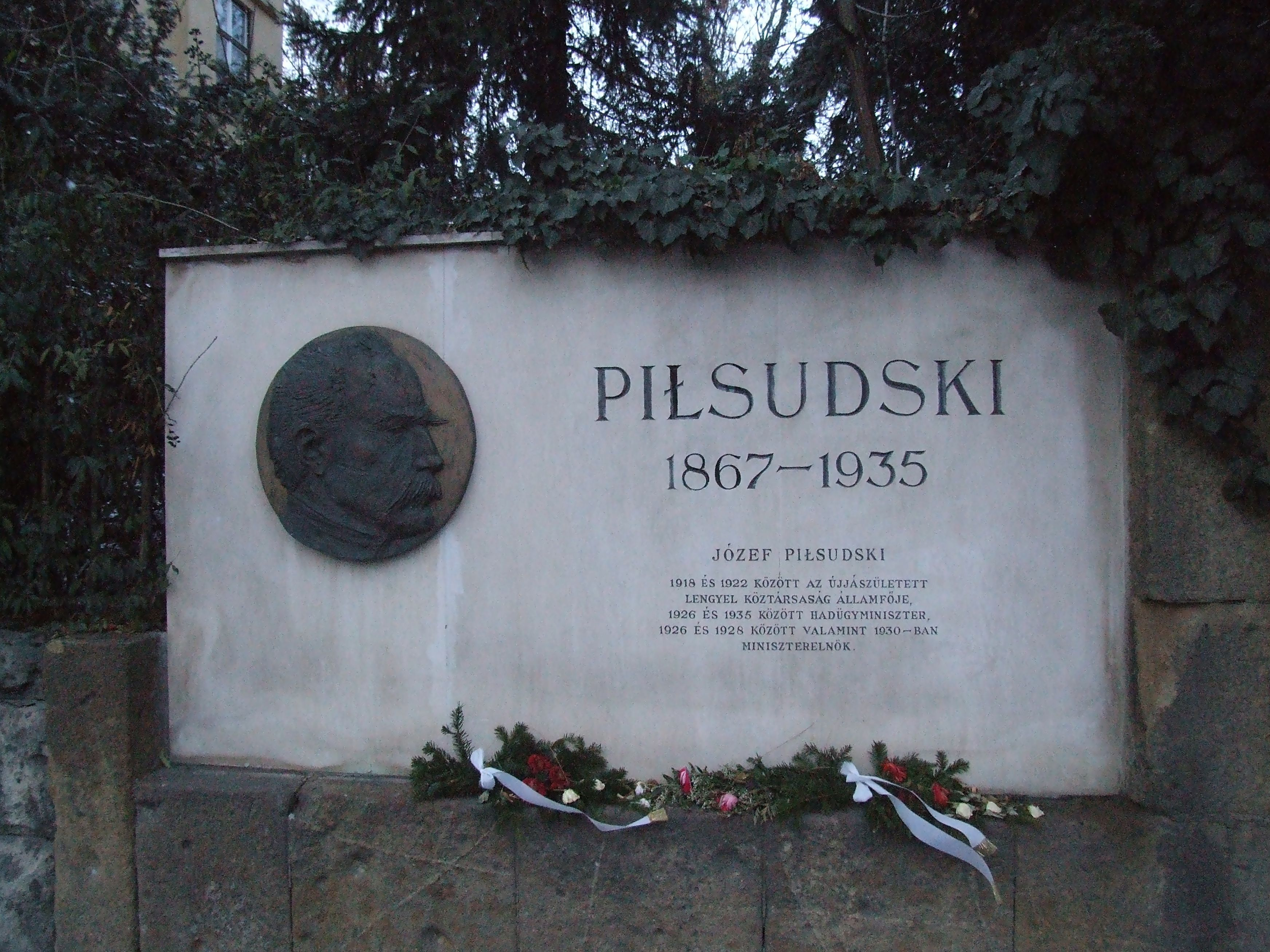
Józef Piłsudski-emléktábla, Apor Vilmos tér 2., Alkotó:Pusztai Ágoston
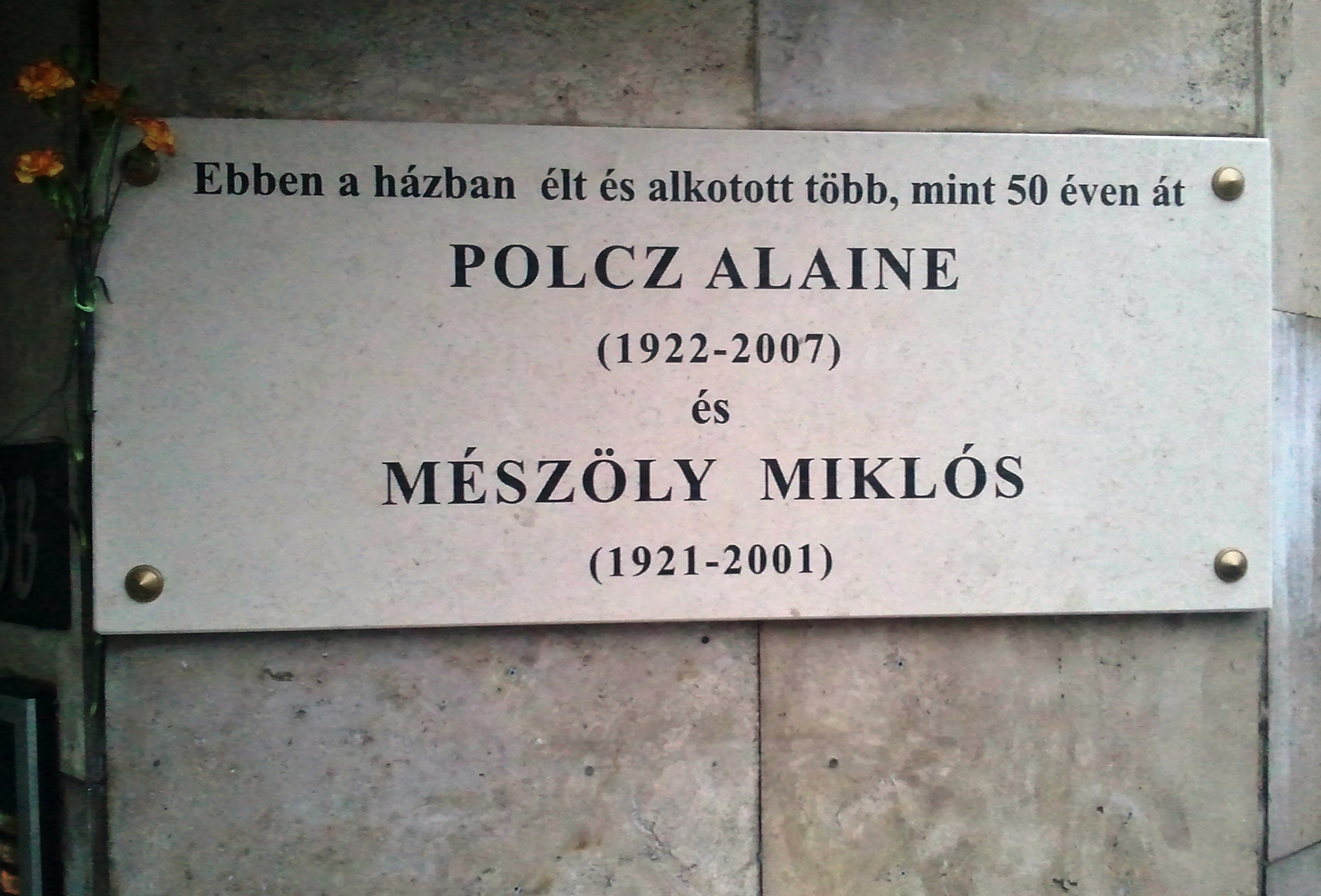
Polcz Alaine, Városmajor utca 48/a.
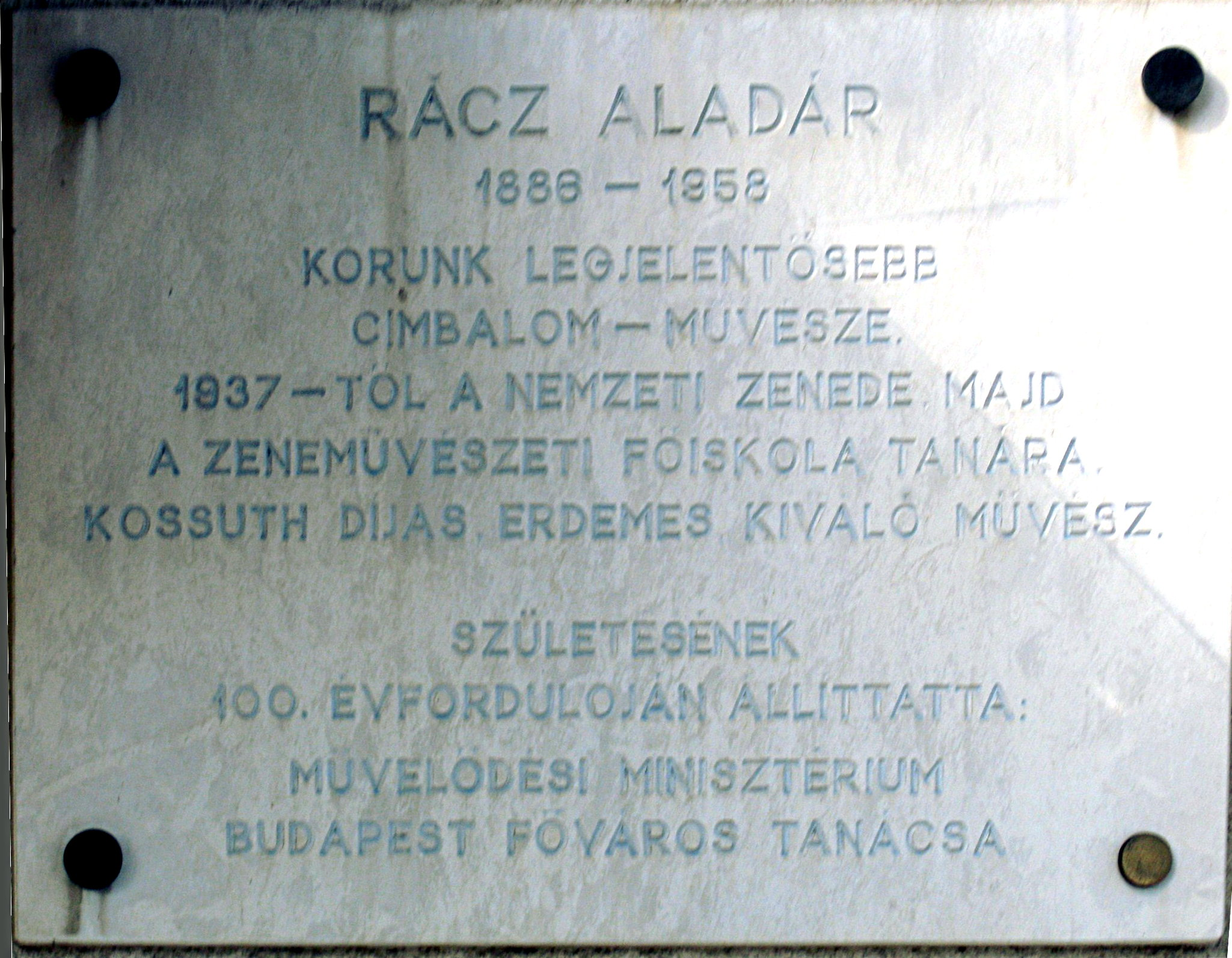
Rácz Aladár, Rácz Aladár utca 2.
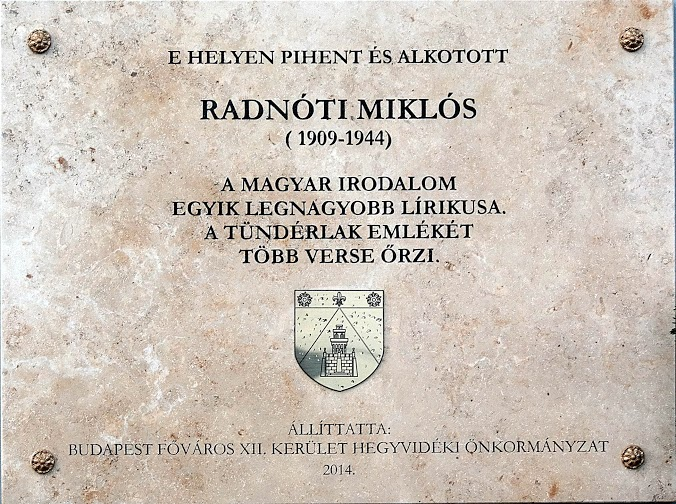
Radnóti Miklós, Tündér és Hableány utca sarok
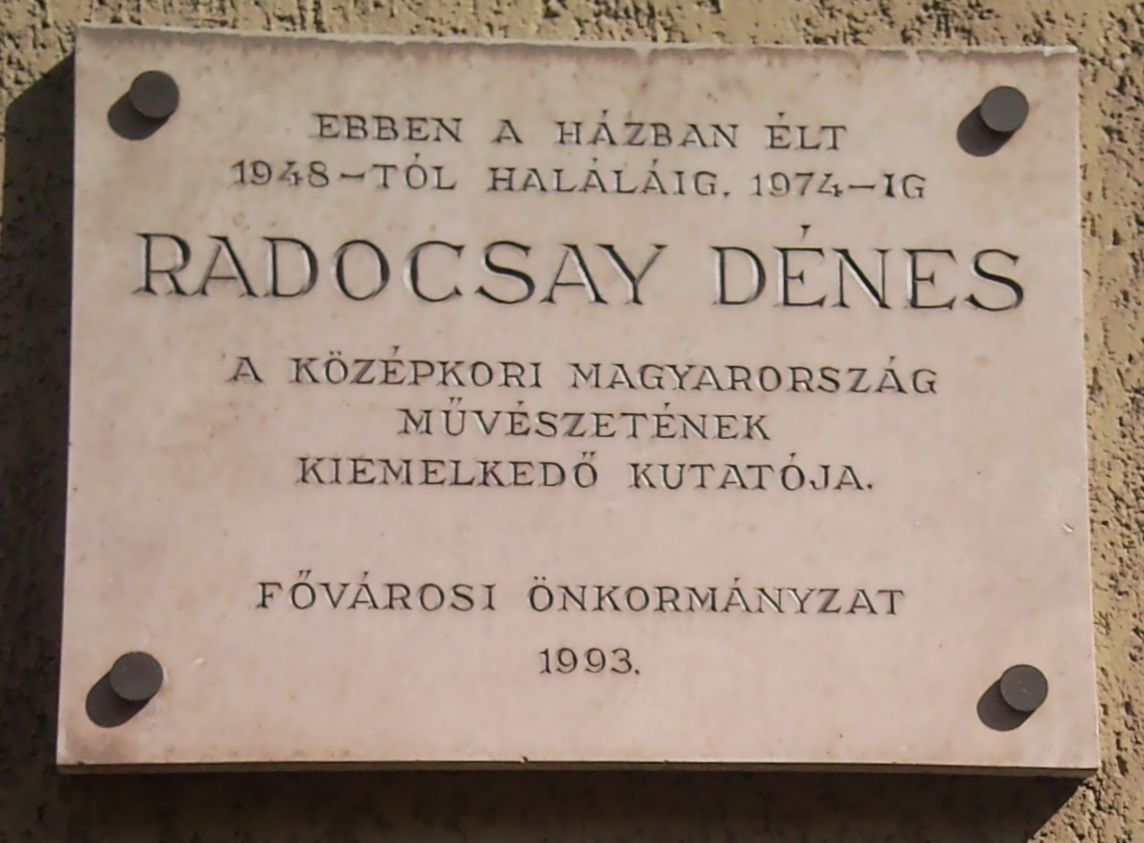
Radocsay Dénes, Kékgolyó utca 20.
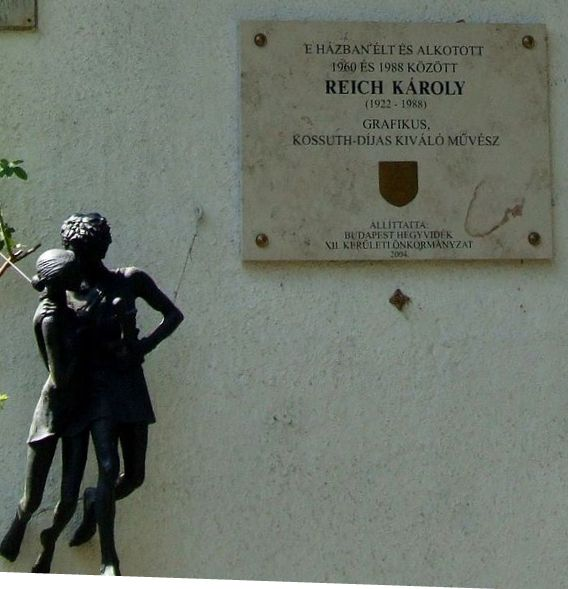
Reich Károly, Tusnádi utca 37.
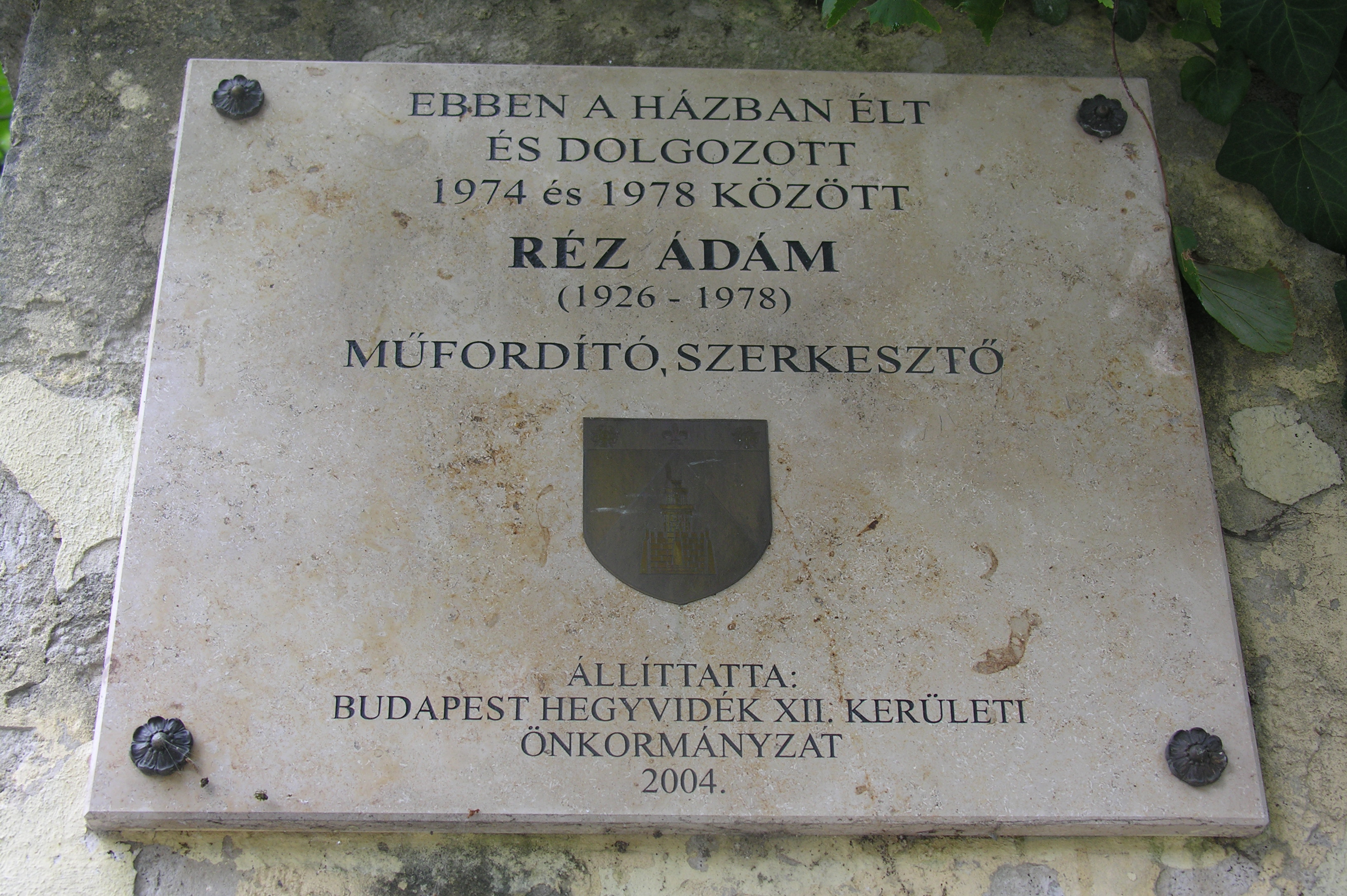
Réz Ádám, Varázs utca 6.
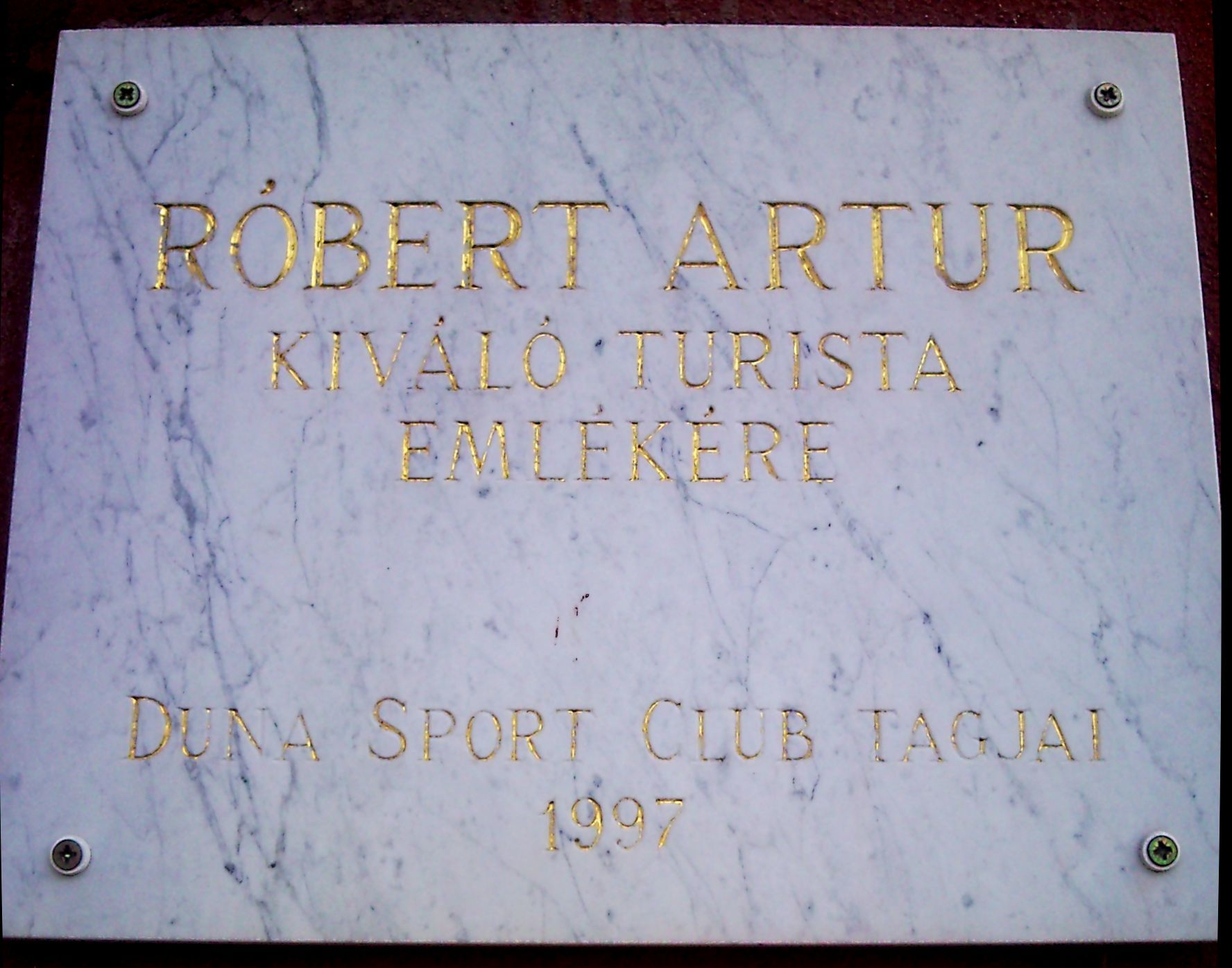
Róbert Artur, Eötvös út 59.
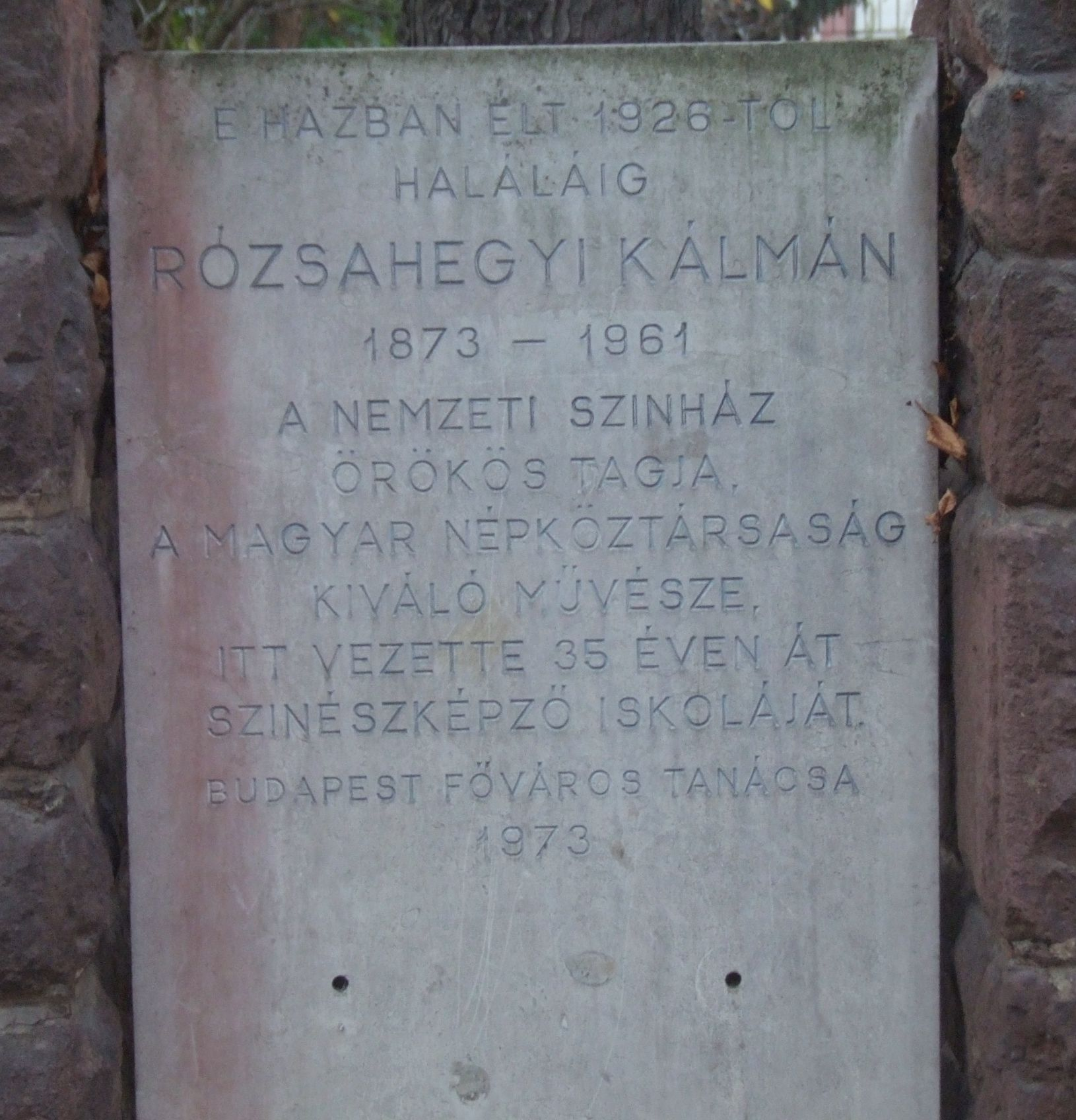
Rózsahegyi Kálmán, Tartsay Vilmos utca 9.
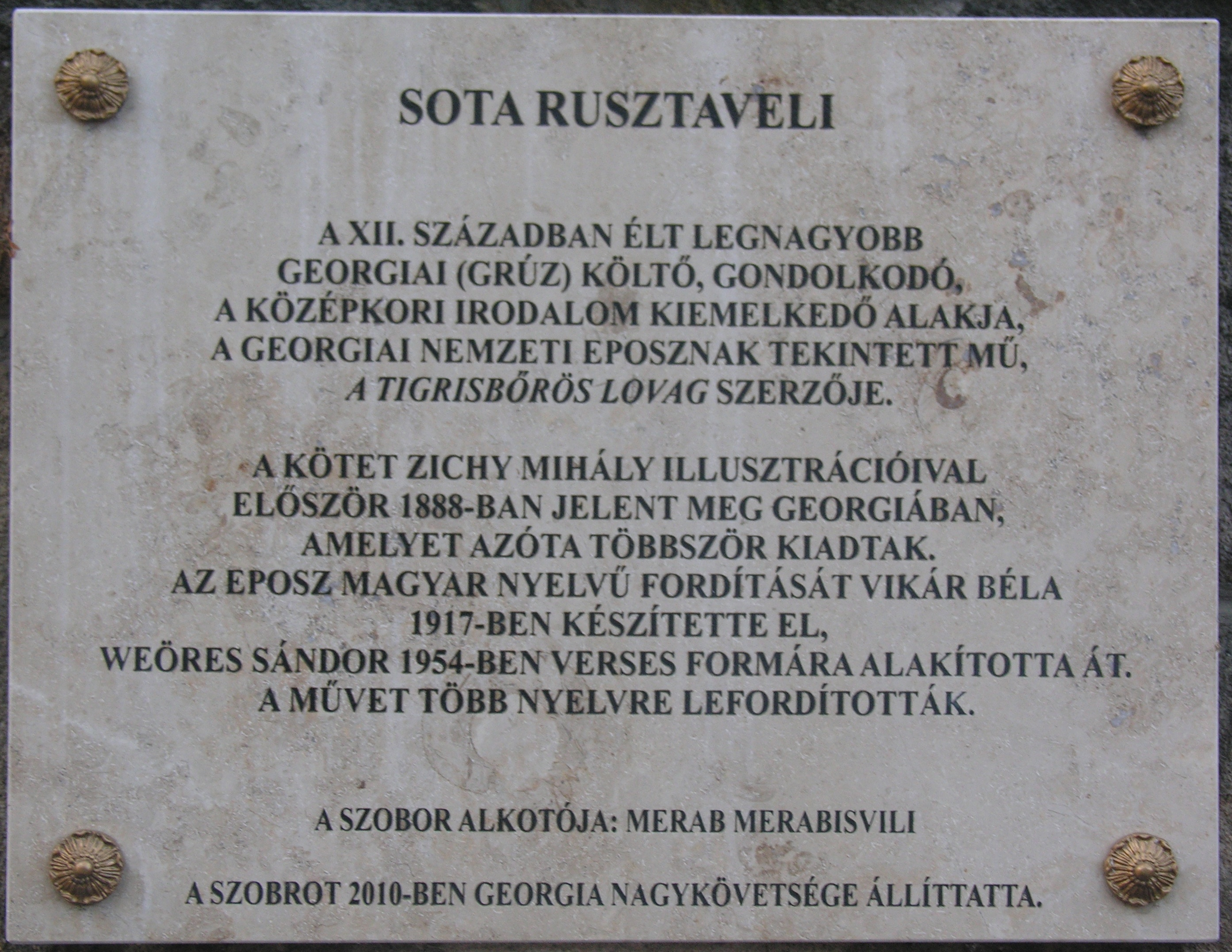
Sota Rusztaveli, Sota Rusztaveli tér
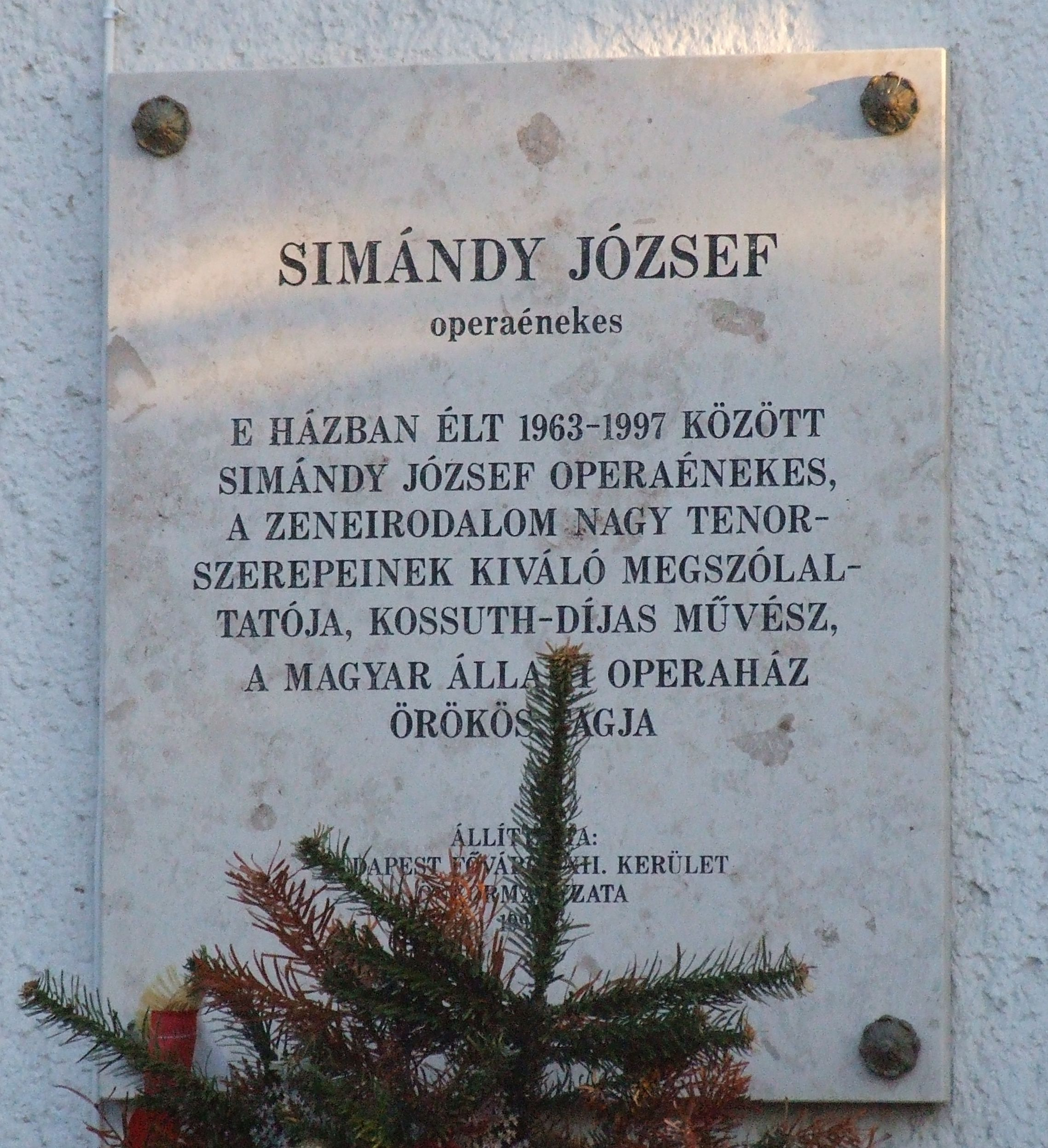
Simándy József, Mártonhegyi út 20/a
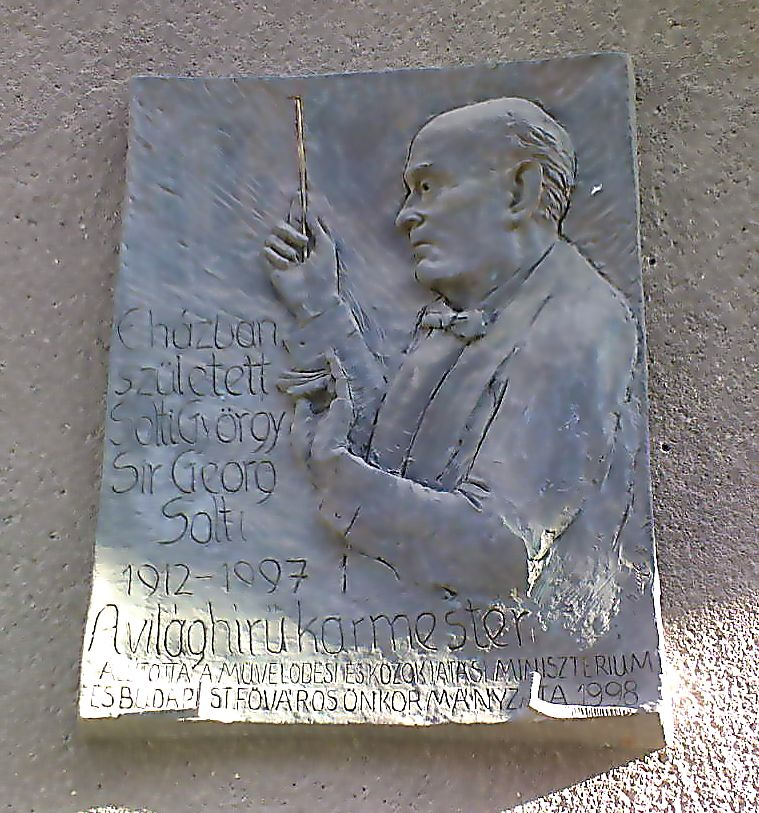
Solti György, Maros utca 29., Alkotó: Rácz Edit
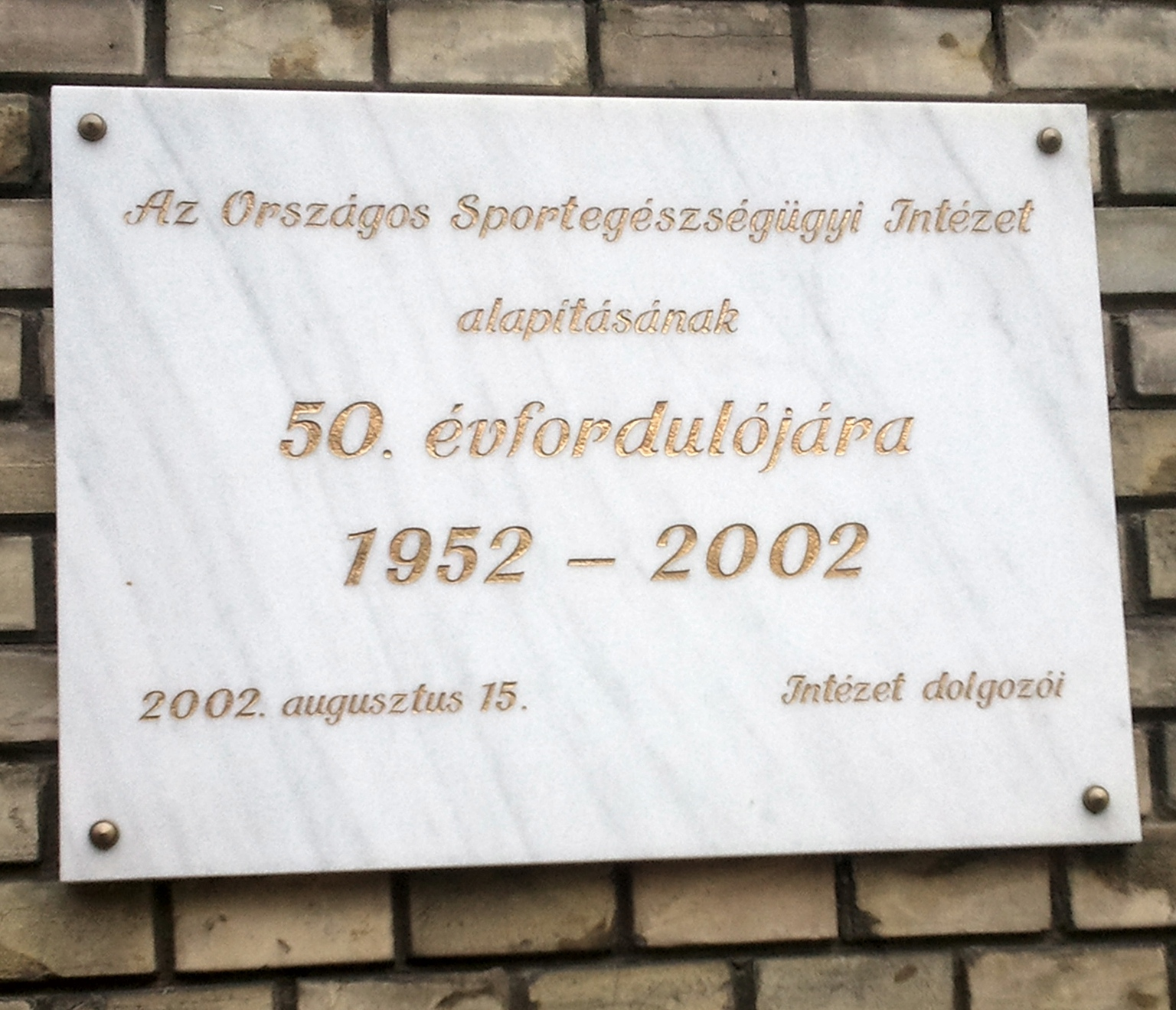
"Sportkórház" 50. évforduló Zsolna utca 37.
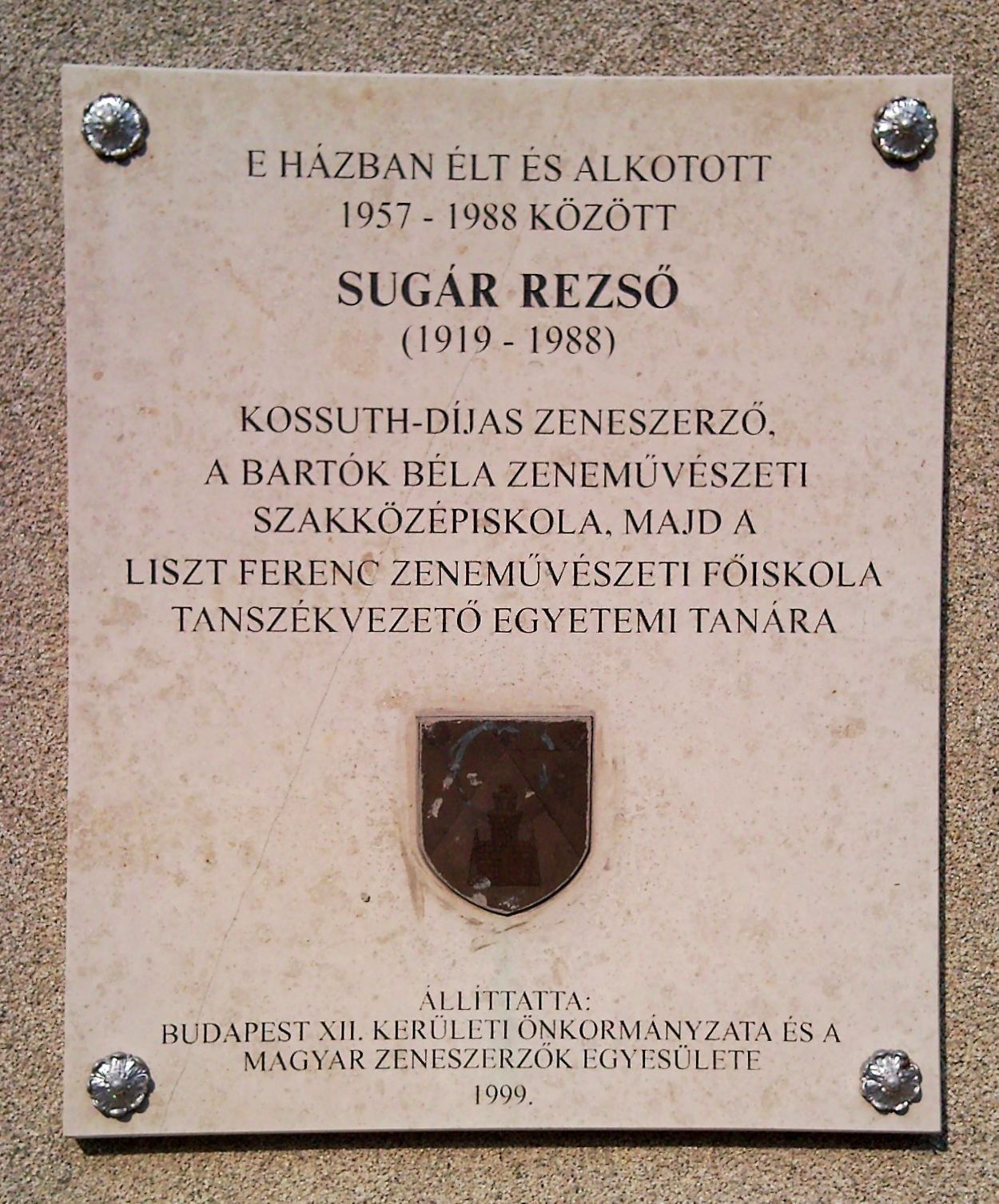
Sugár Rezső zeneszerző Zsolna utca 37.
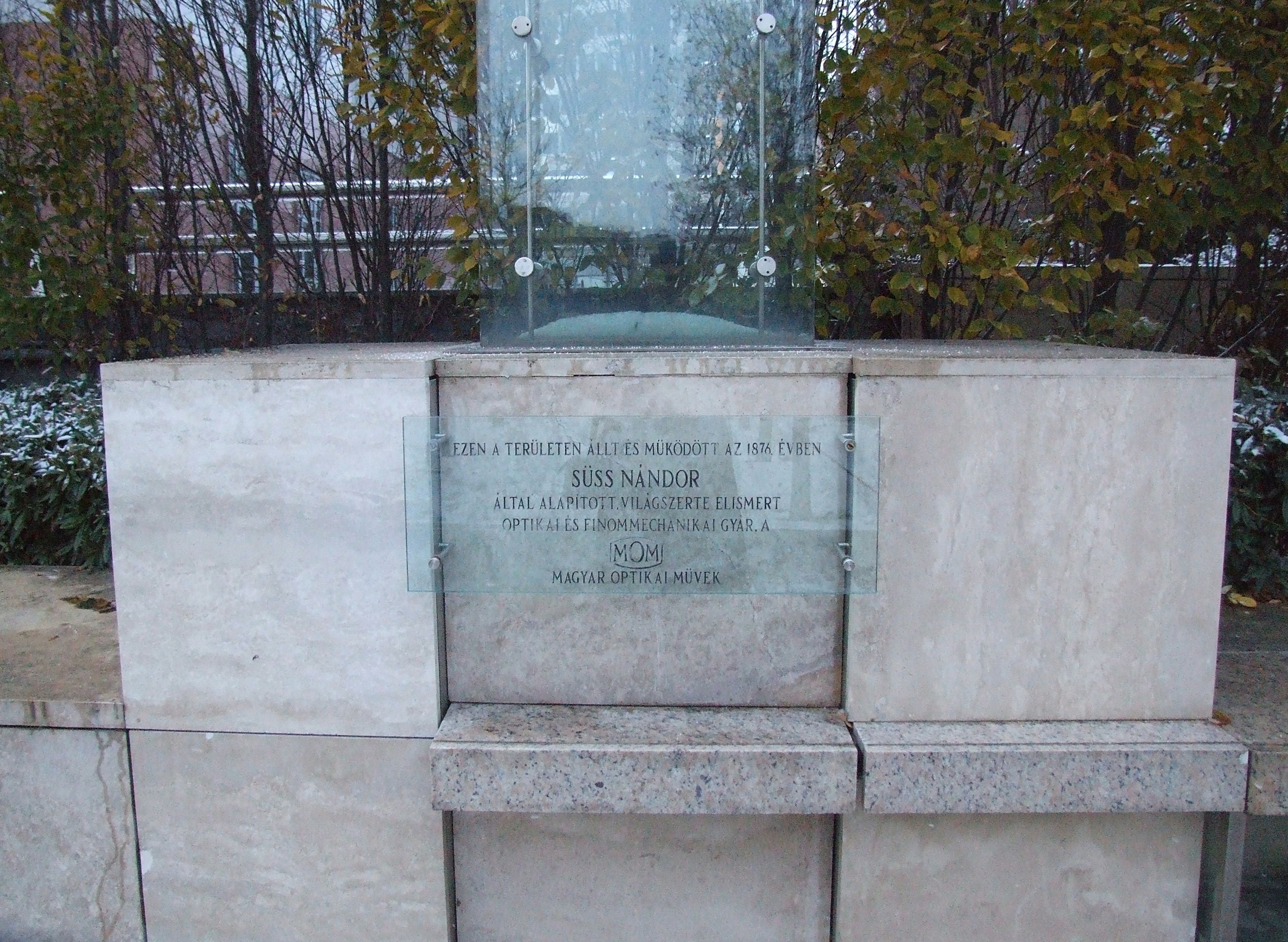
Süss Nándor MOM, Dolgos utca 2. MOM Park
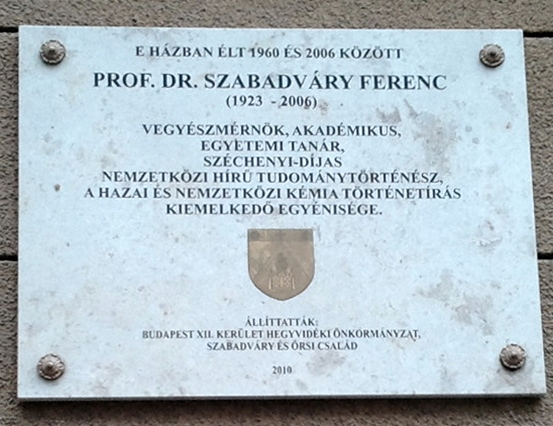
Szabadváry Ferenc, Tartsay Vilmos utca 19.
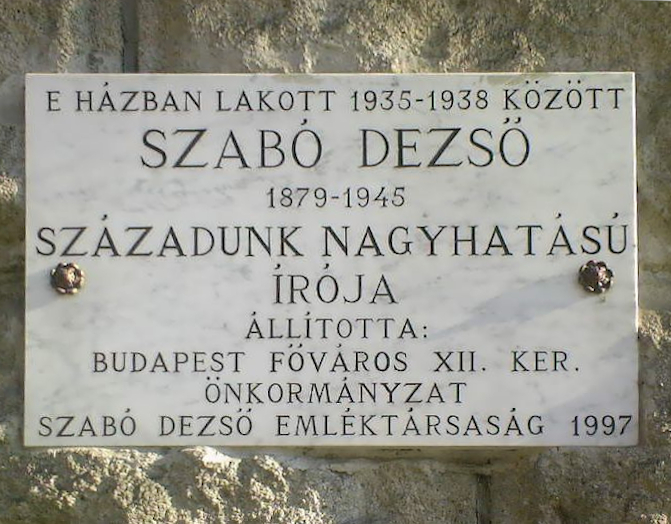
Szabó Dezső, Városmajor utca 19/b
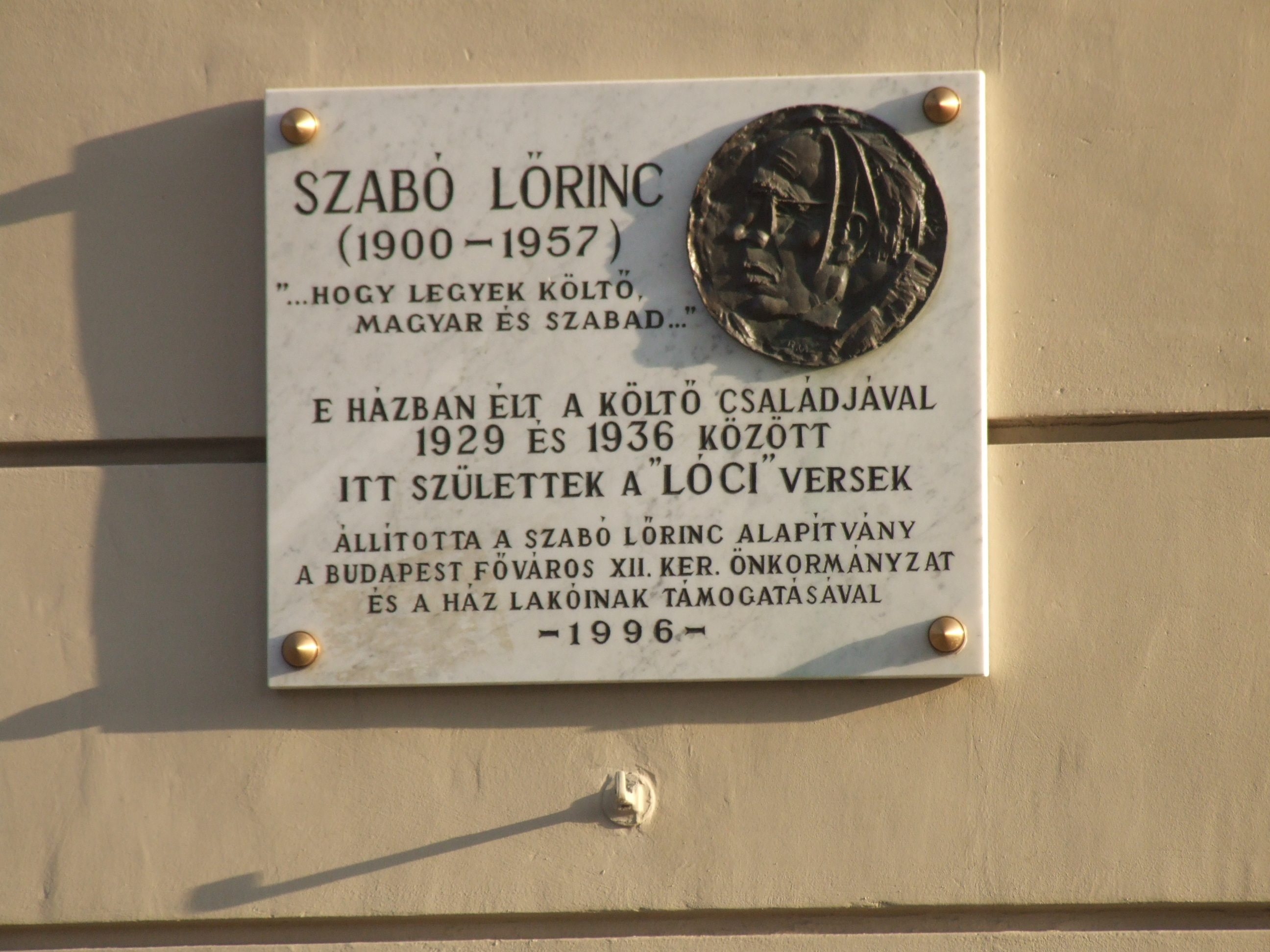
Szabó Lőrinc, Németvölgyi út 16.
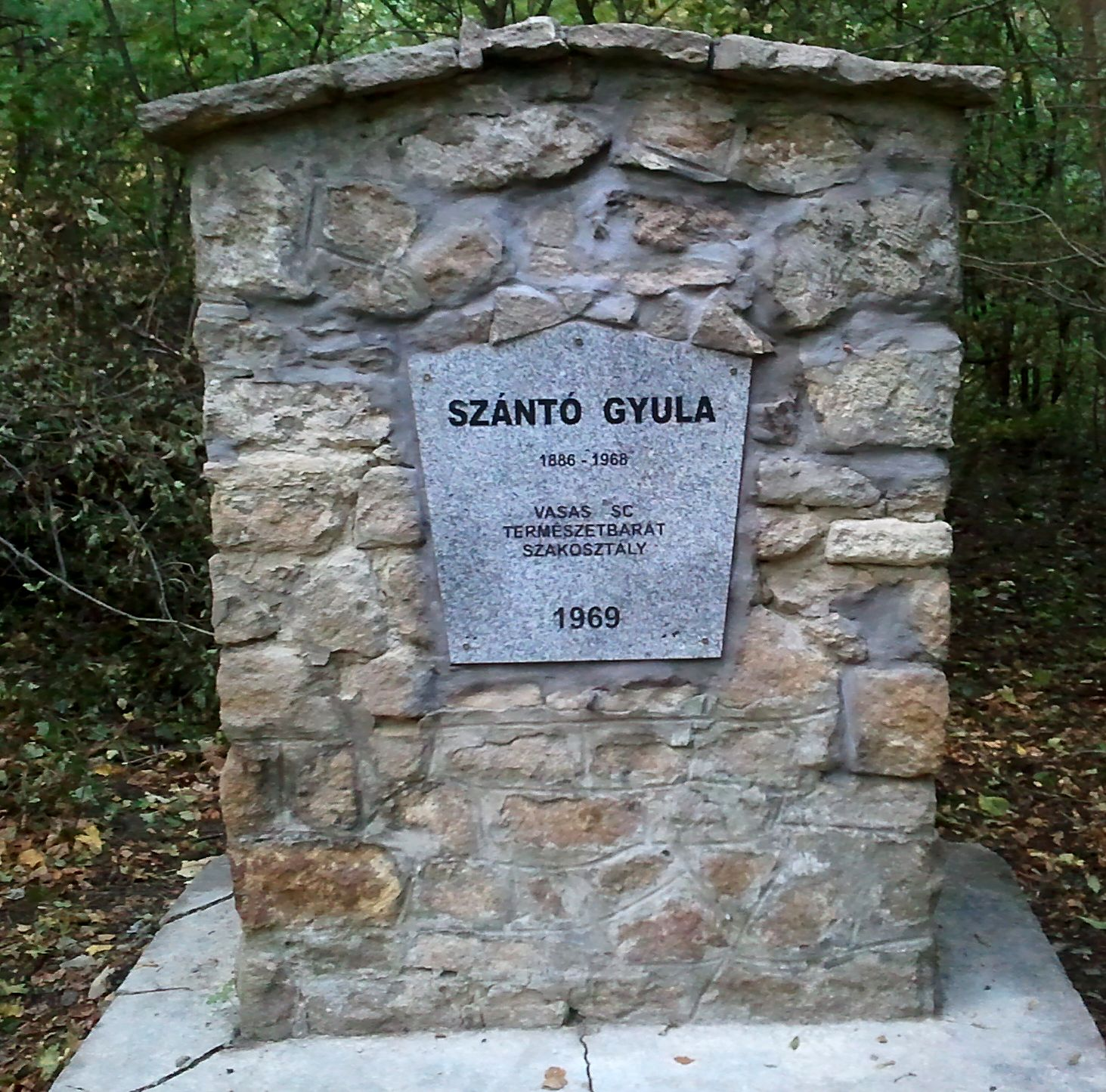
Szántó Gyula, Jánoshegyi út
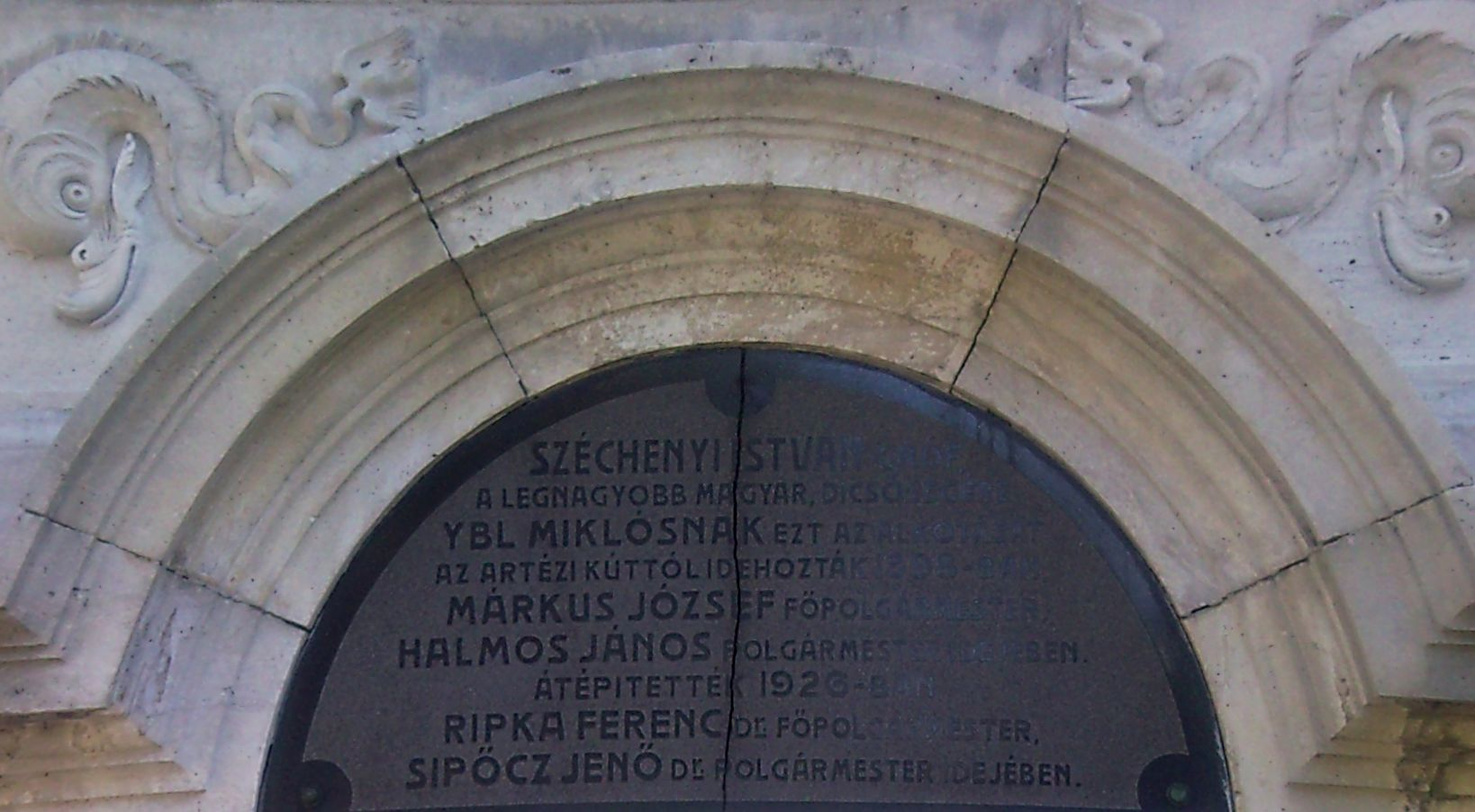
Széchenyi István, Széchenyi emlékút
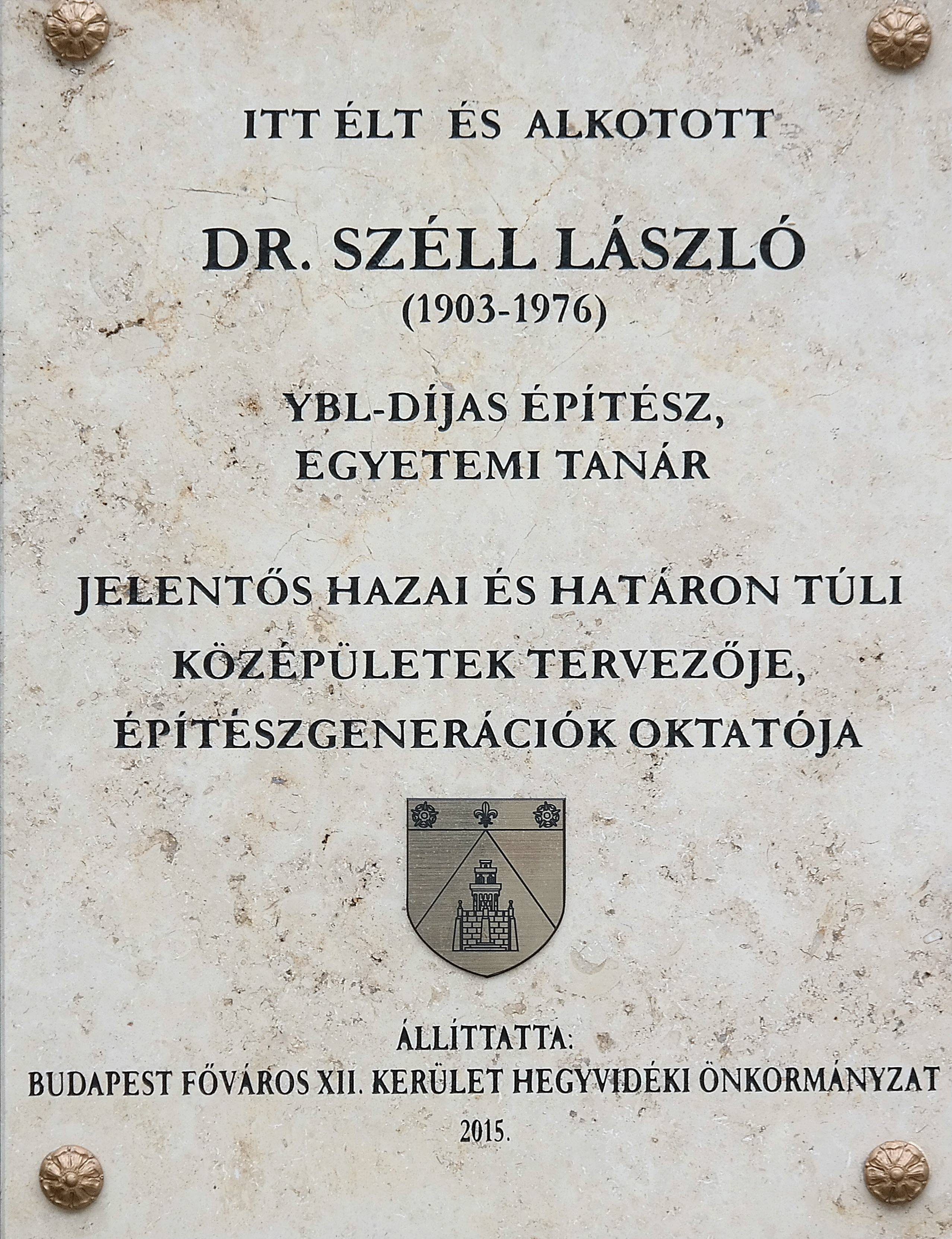
Széll László, Derkovits utca 12.
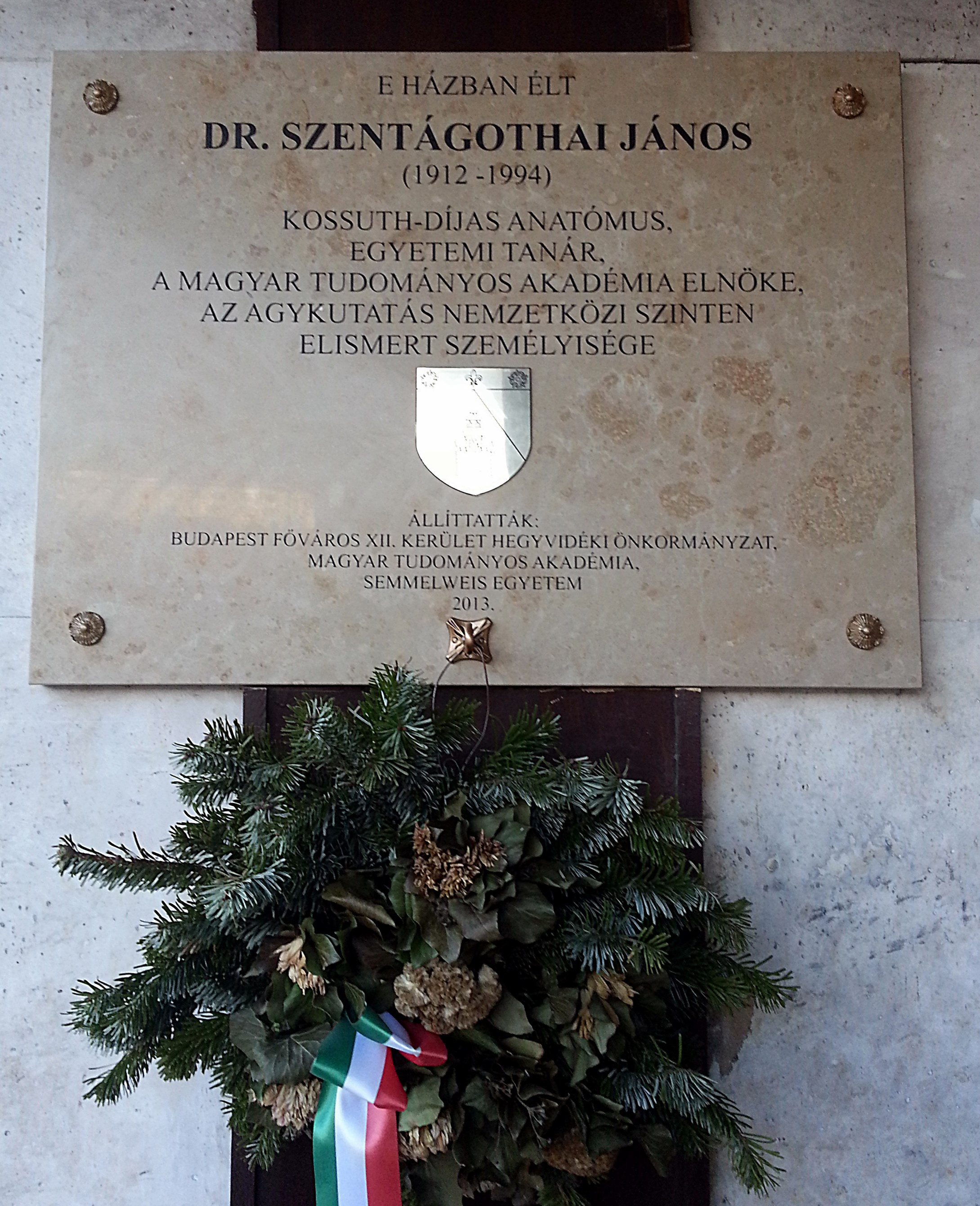
Szentágothai János, Magyar jakobinusok tere 2-3.
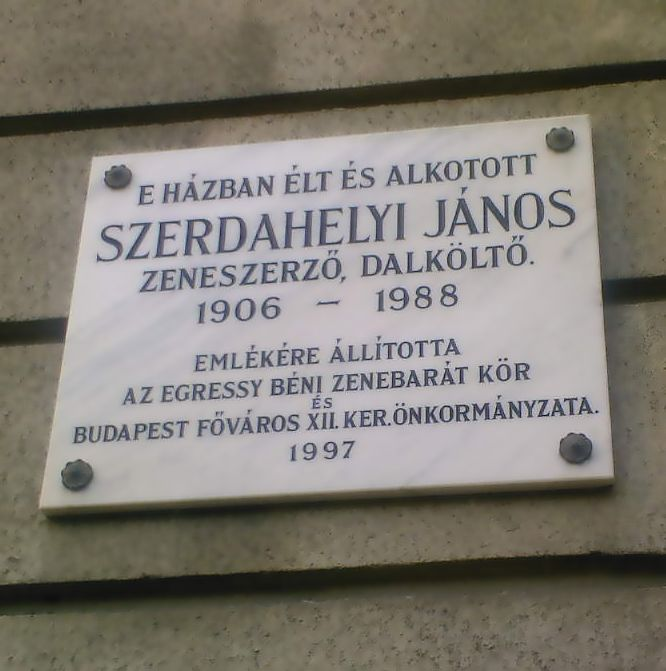
Szerdahelyi János zeneszerző - dalköltő, Böszörményi út 34/b
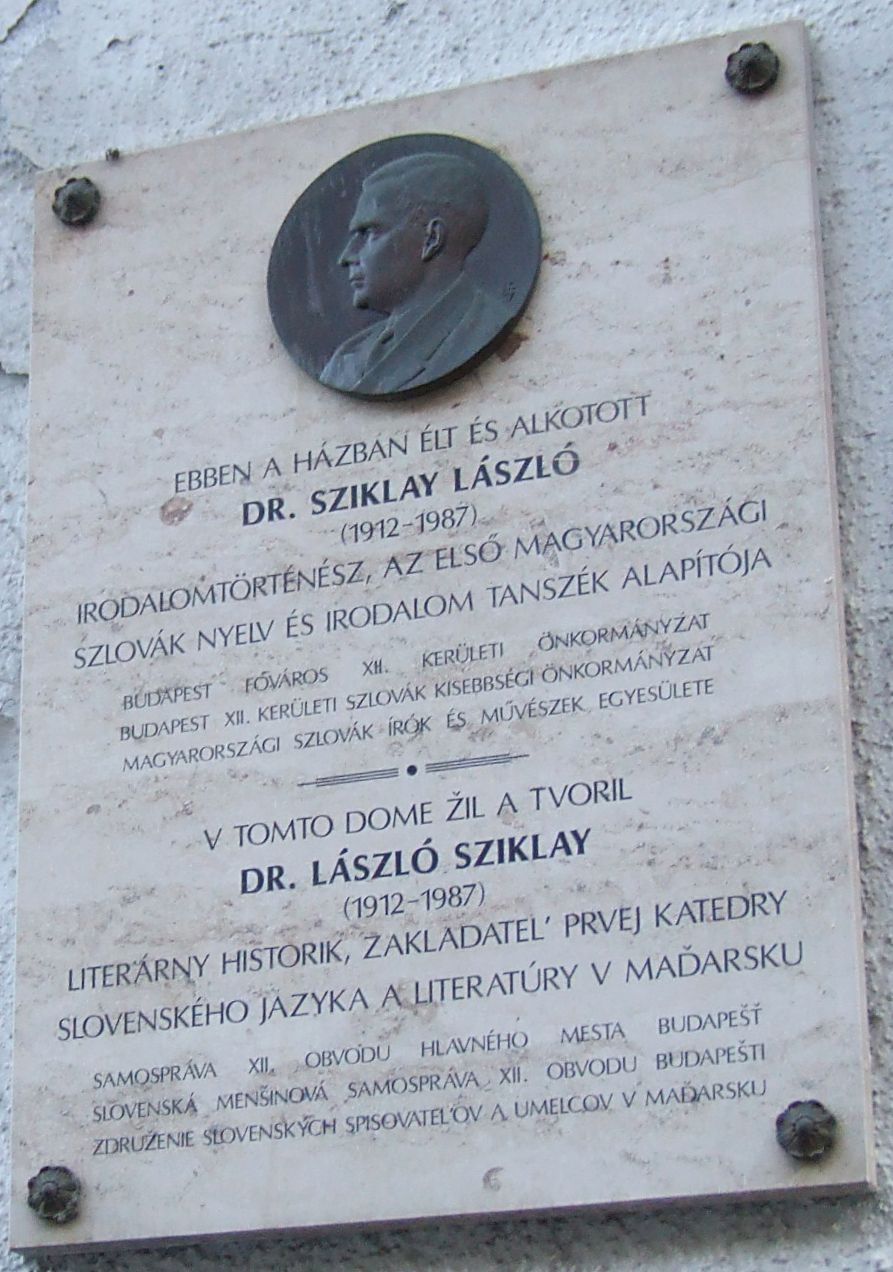
Sziklay László irodalomtörténész, Márvány utca 40., Alkotó: Nagy Lajos
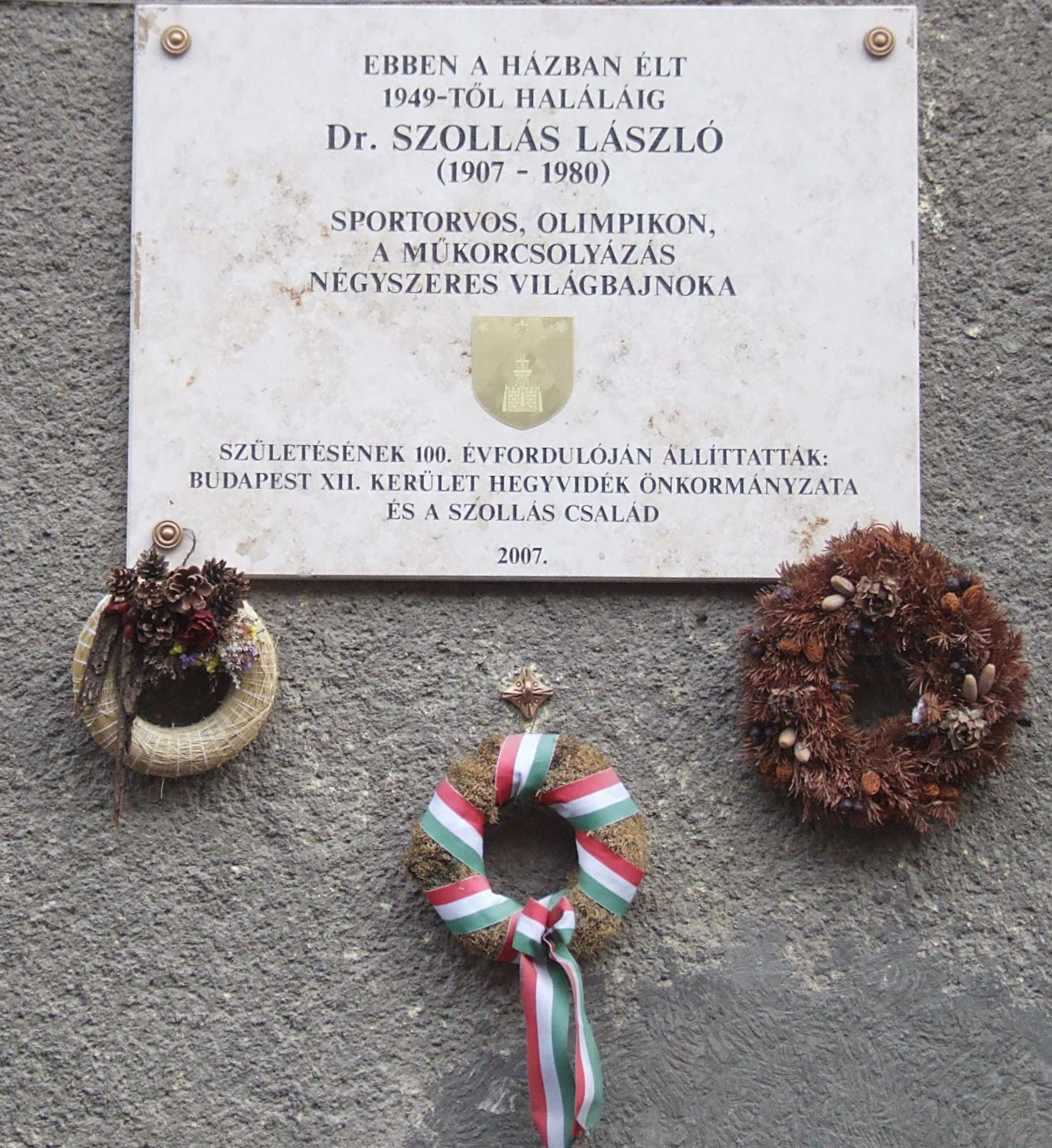
Szollás László, Győri út 2/c
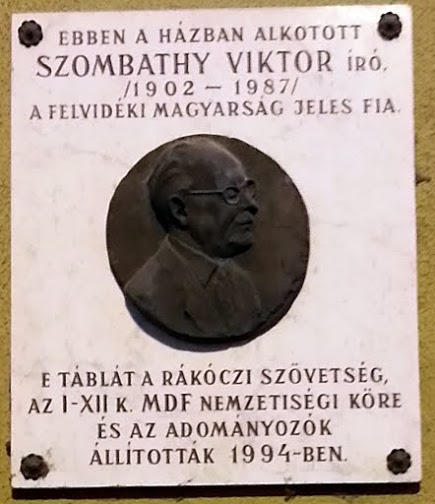
Szombathy Viktor, Magyar jakobinusok tere 1., Alkotó: Marton László
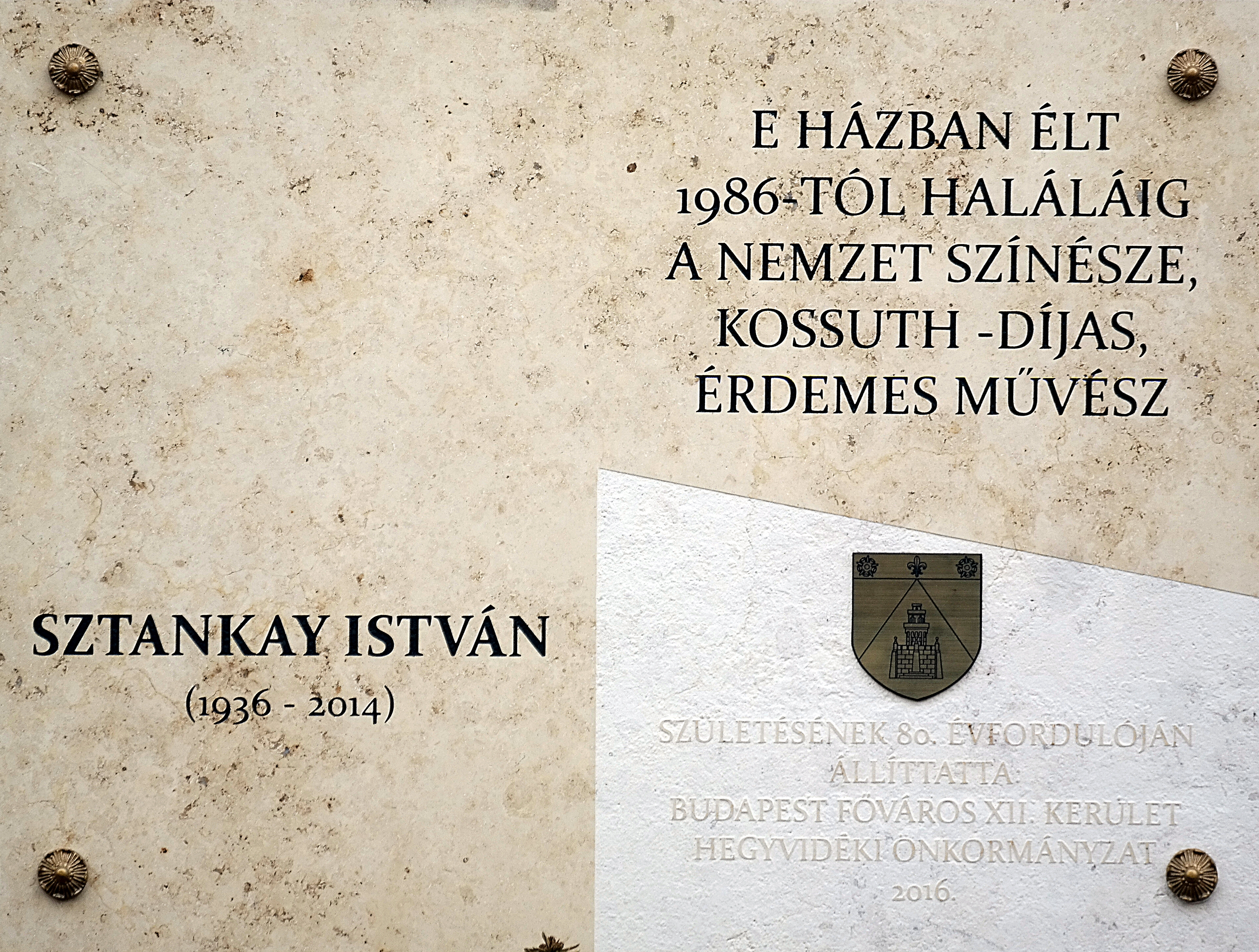
Sztankay István, Városmajor utca 10.
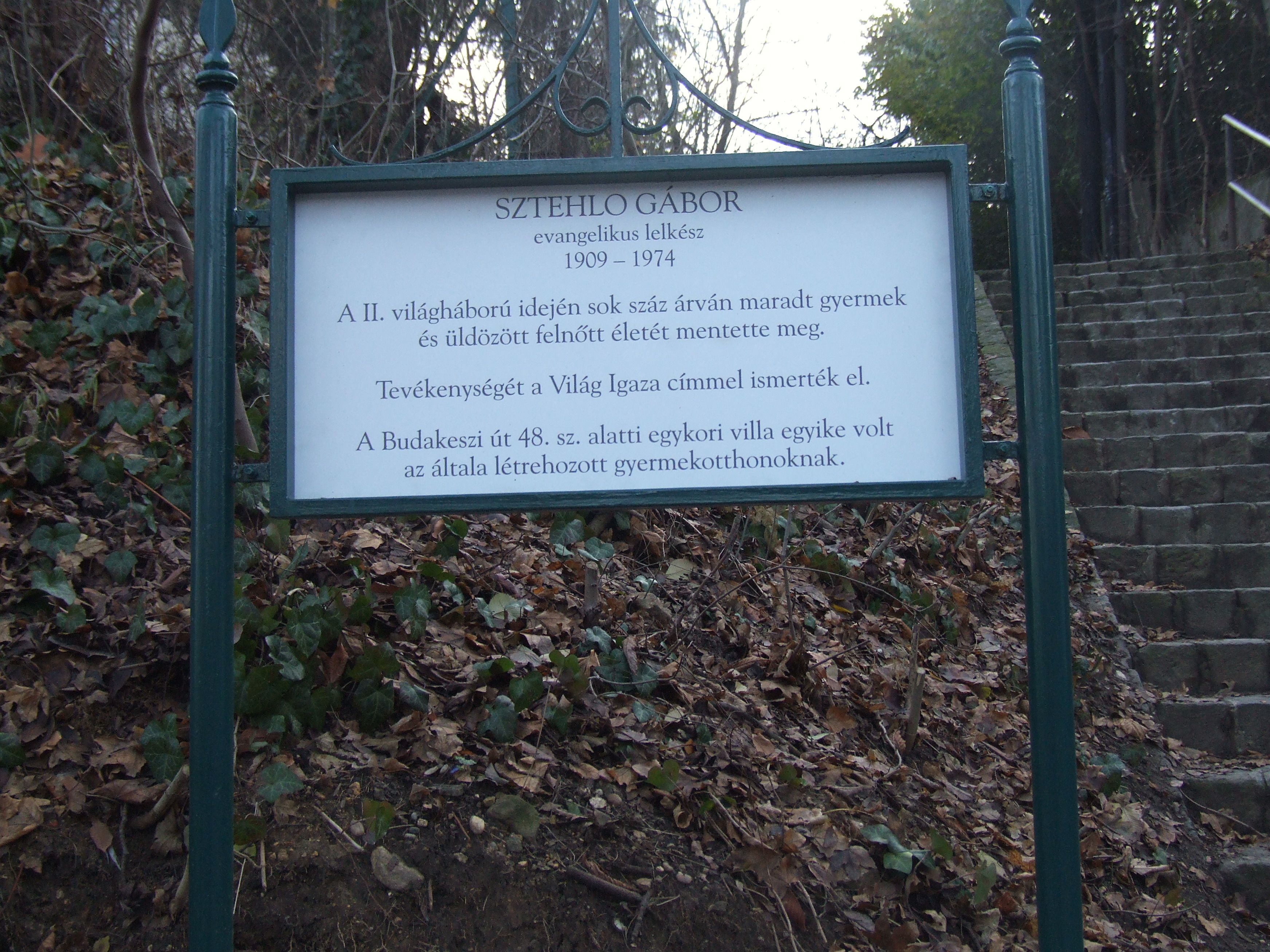
Sztehlo Gábor, Budakeszi út 32 / Sztehlo Gábor utca sarok
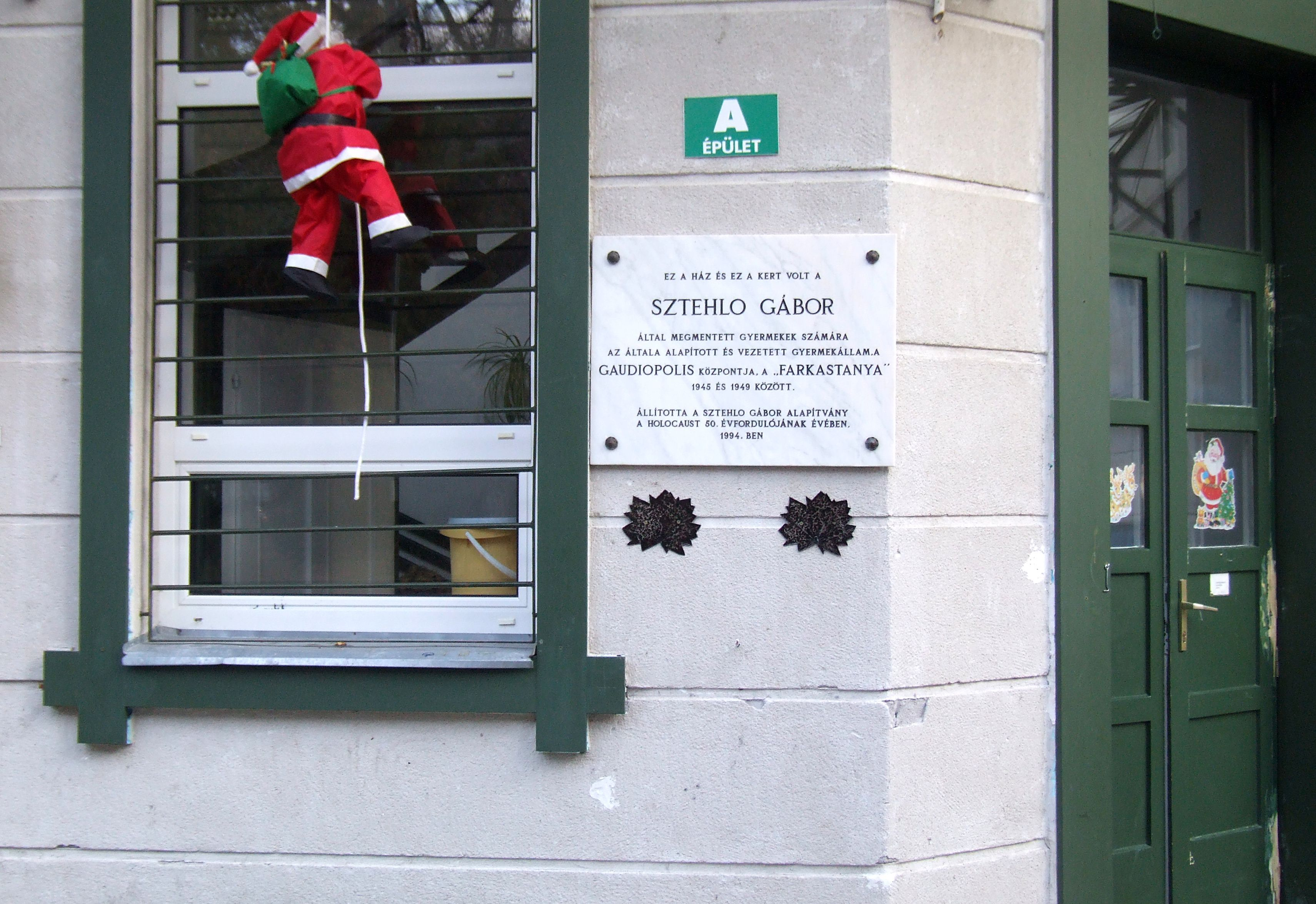
Gaudiopolis Sztehlo Gábor, Budakeszi út 48.
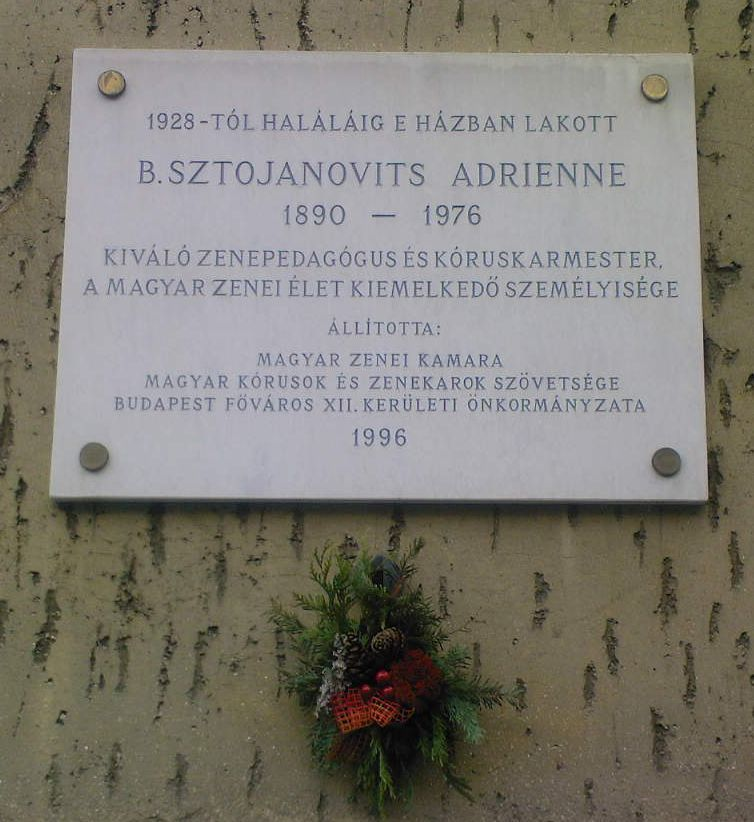
B. Sztojanovits Adrienne, zenepedagógus, karmester Böszörményi út 6.
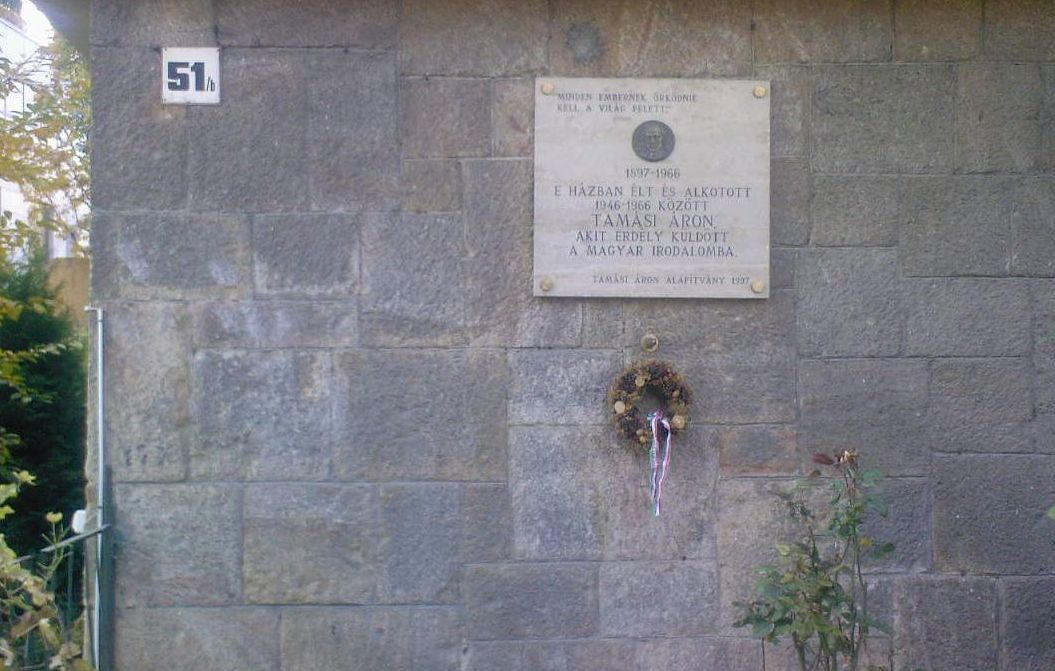
Tamási Áron, Alkotás utca 51/b
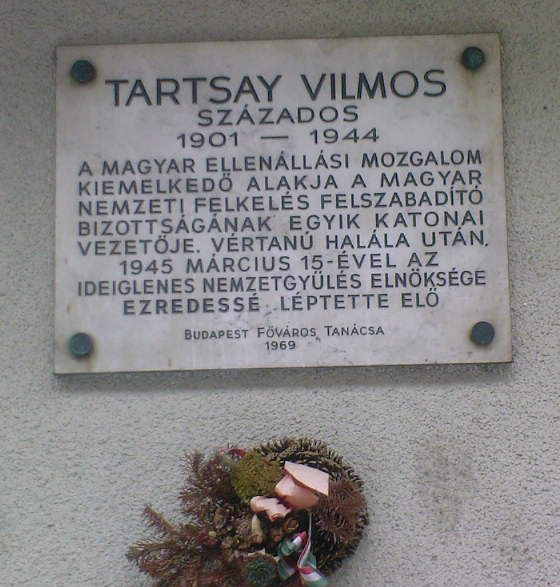
Tartsay Vilmos százados, Tartsay Vilmos utca 21.
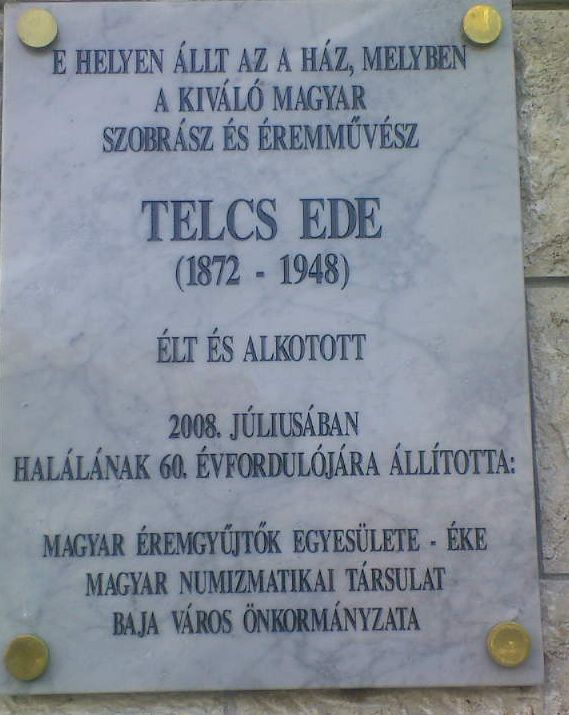
Telcs Ede, Alkotás utca 41.
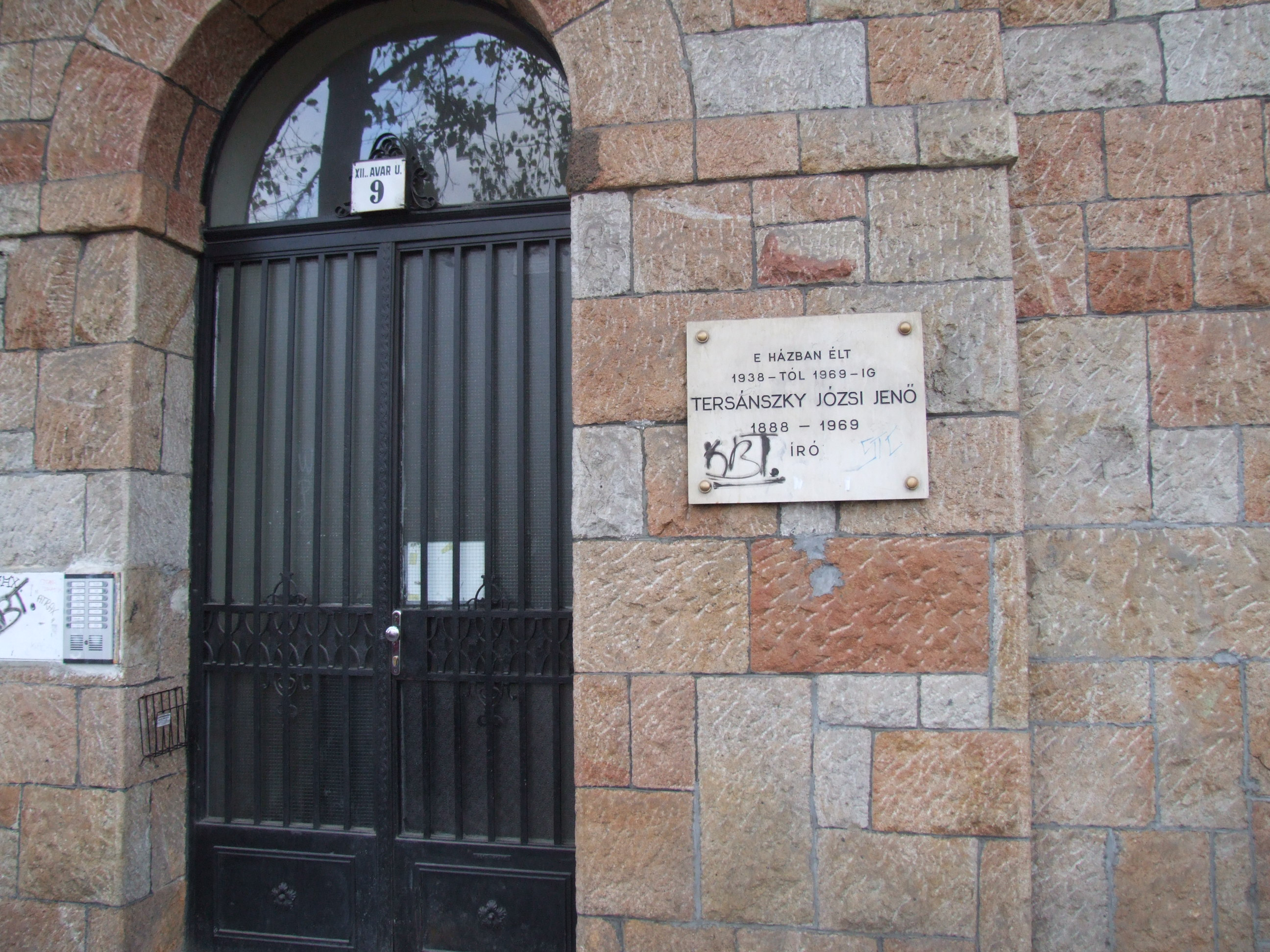
Tersánszky Józsi Jenő, Avar utca 9.
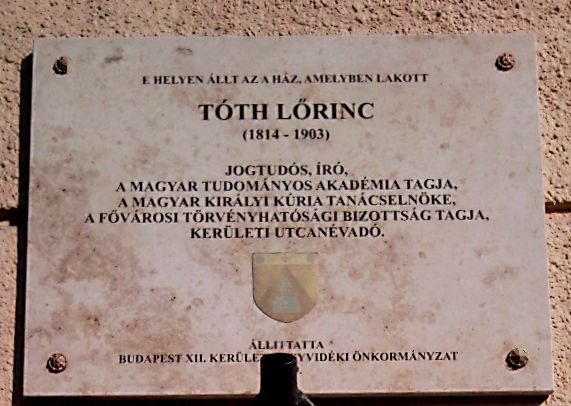
Tóth Lőrinc Városmajor utca 59
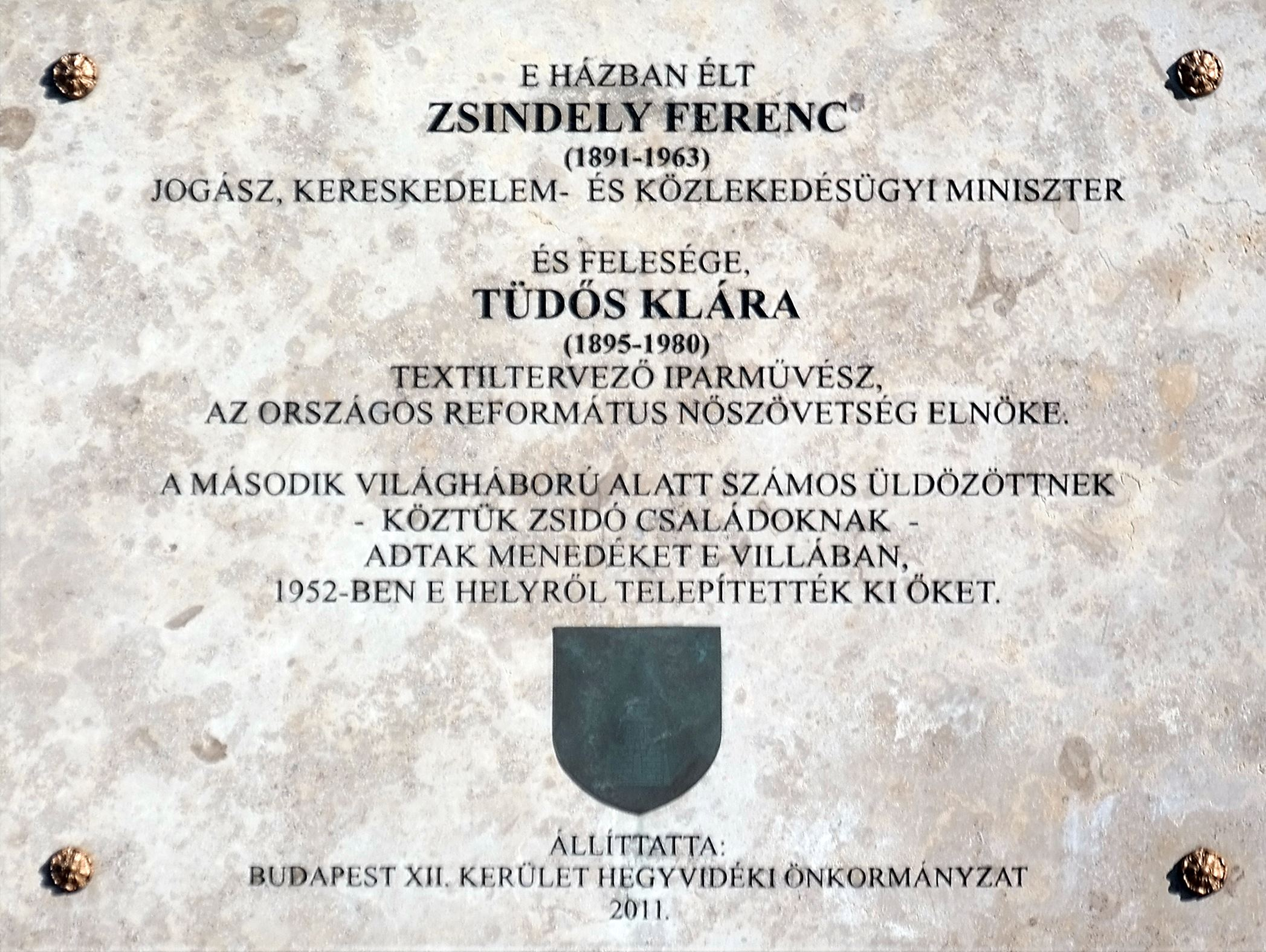
Tüdős Klára Istenhegyi út 92.
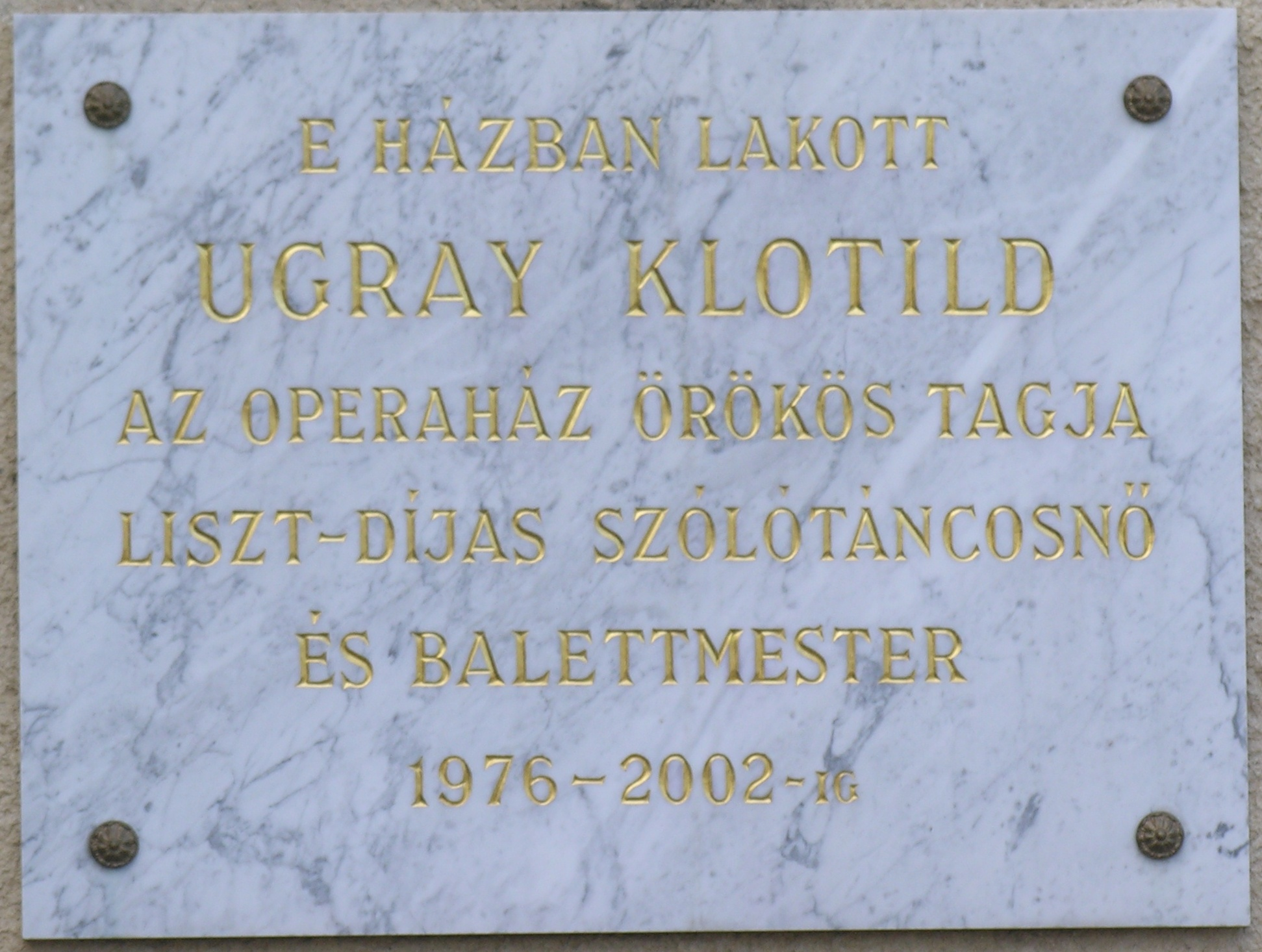
Ugray Klotild Zalai út 1/b
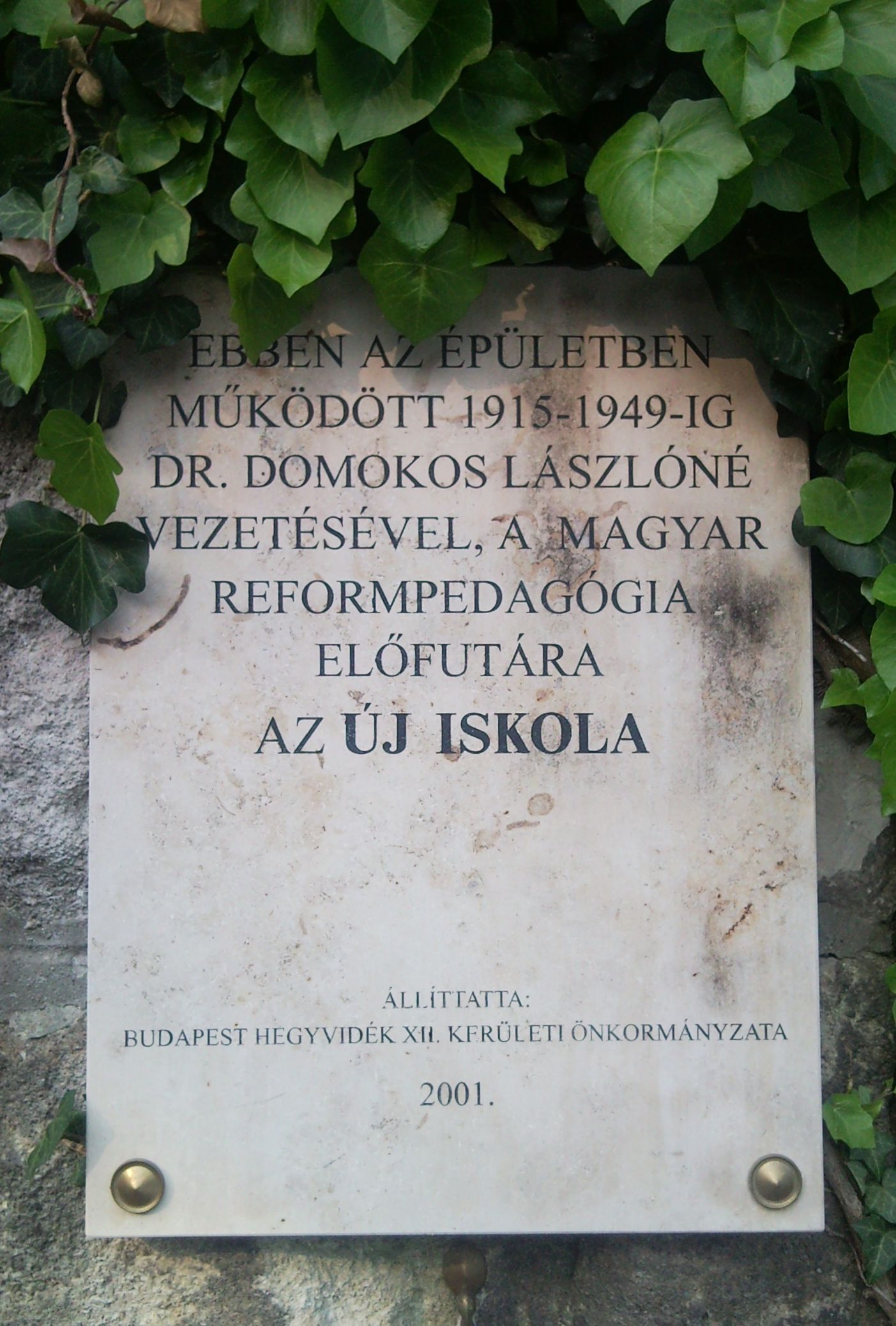
Új iskola Bíró utca 16
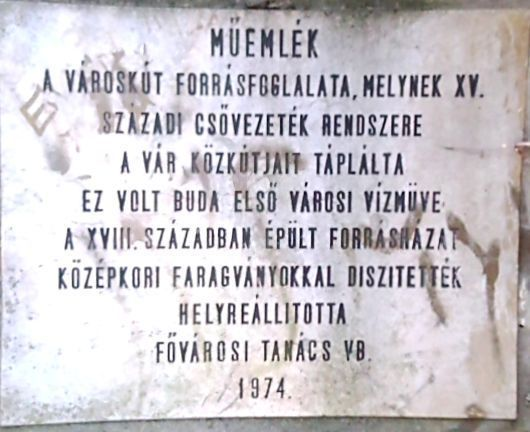
Város-kút Devecseri Gábor park
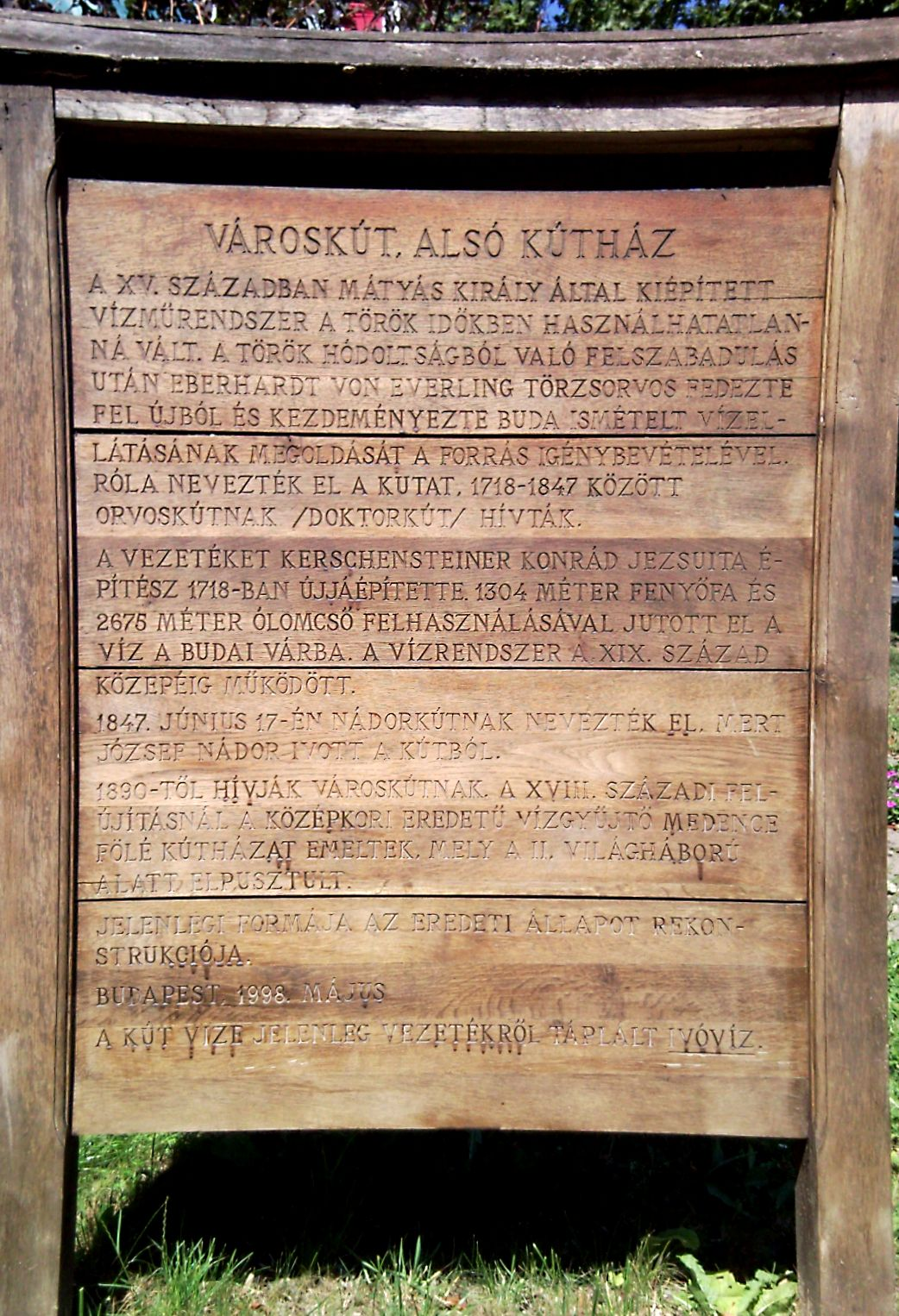
Város-kút alsó kútház Devecseri Gábor park
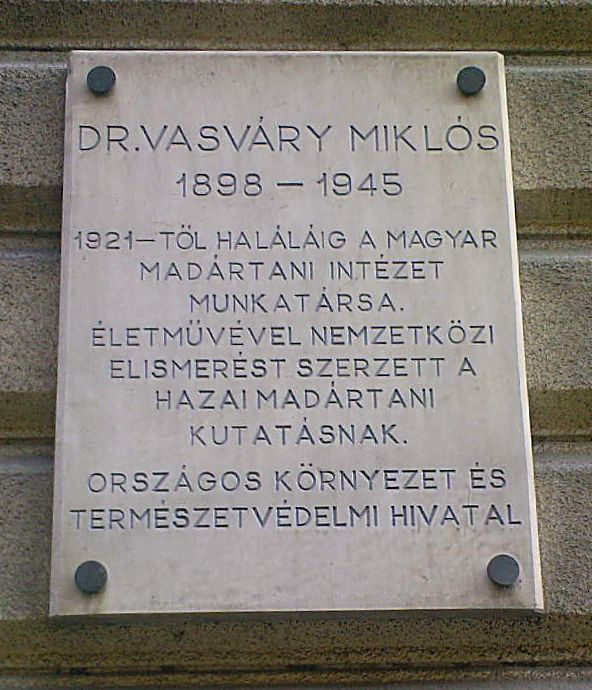
Vasváry Miklós természettudós, Hajnóczy József utca 15.
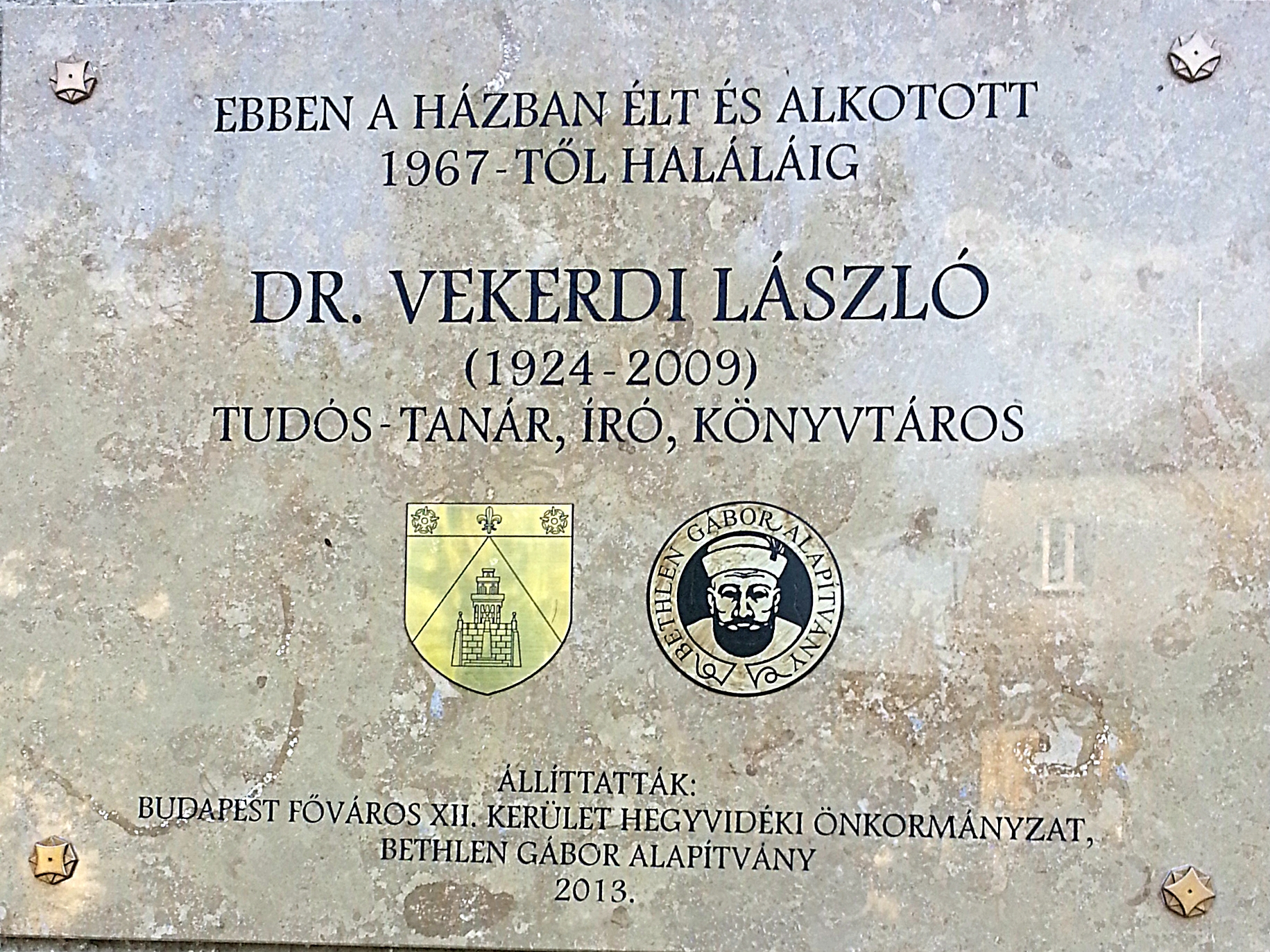
Vekerdi László Határőr út 27.
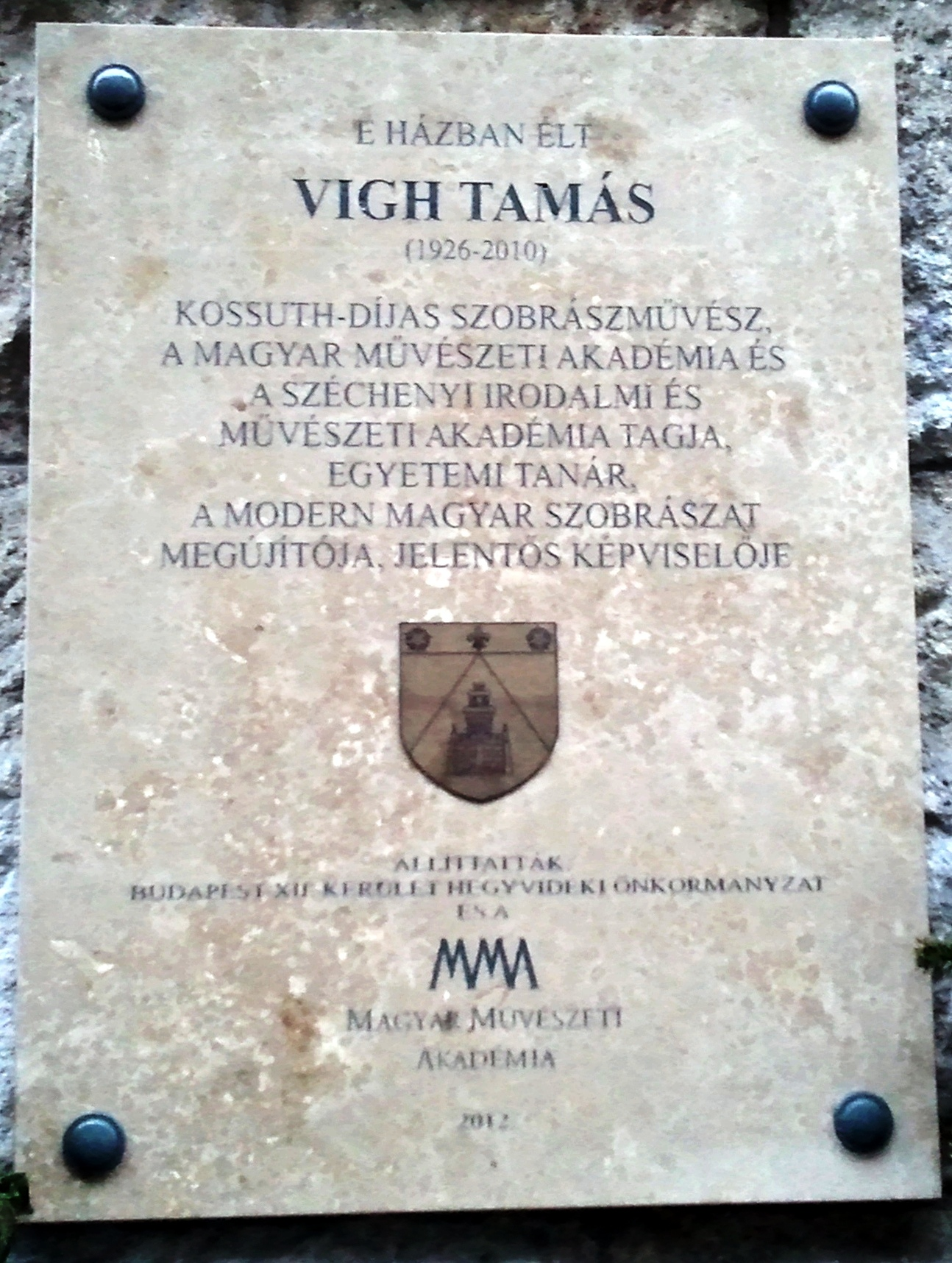
Vígh Tamás Városmajor út 16.
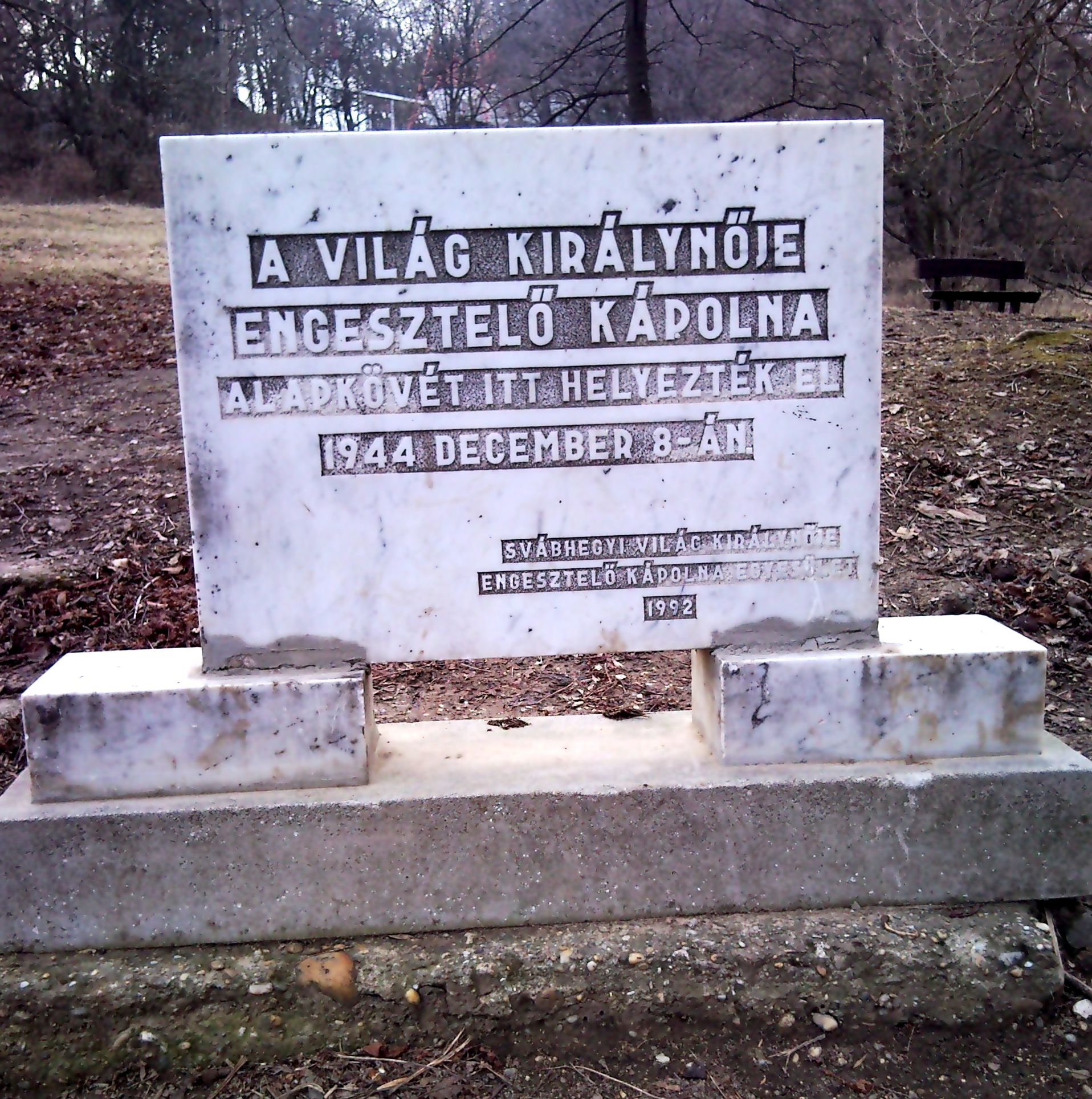
A Világ Királynője engesztelő kápolna Anna rét 14.
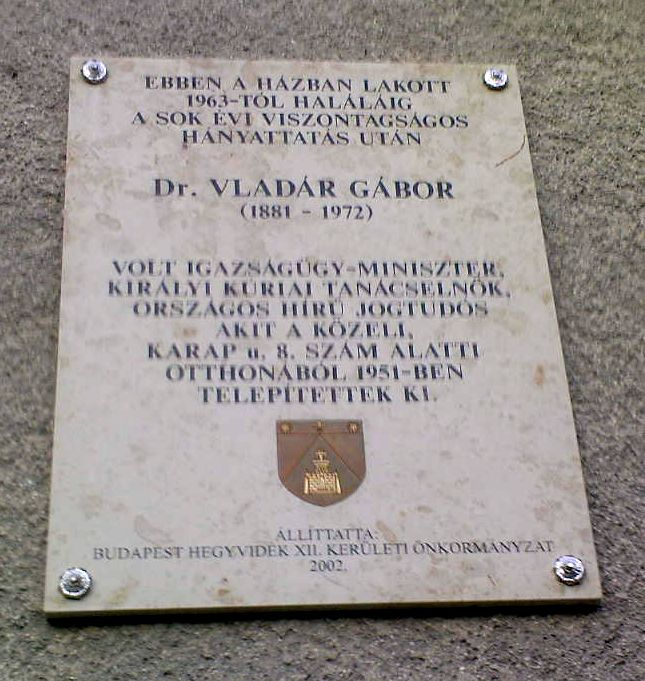
Vladár Gábor jogtudós, igazságügy miniszter, Goldmark Károly utca 9.
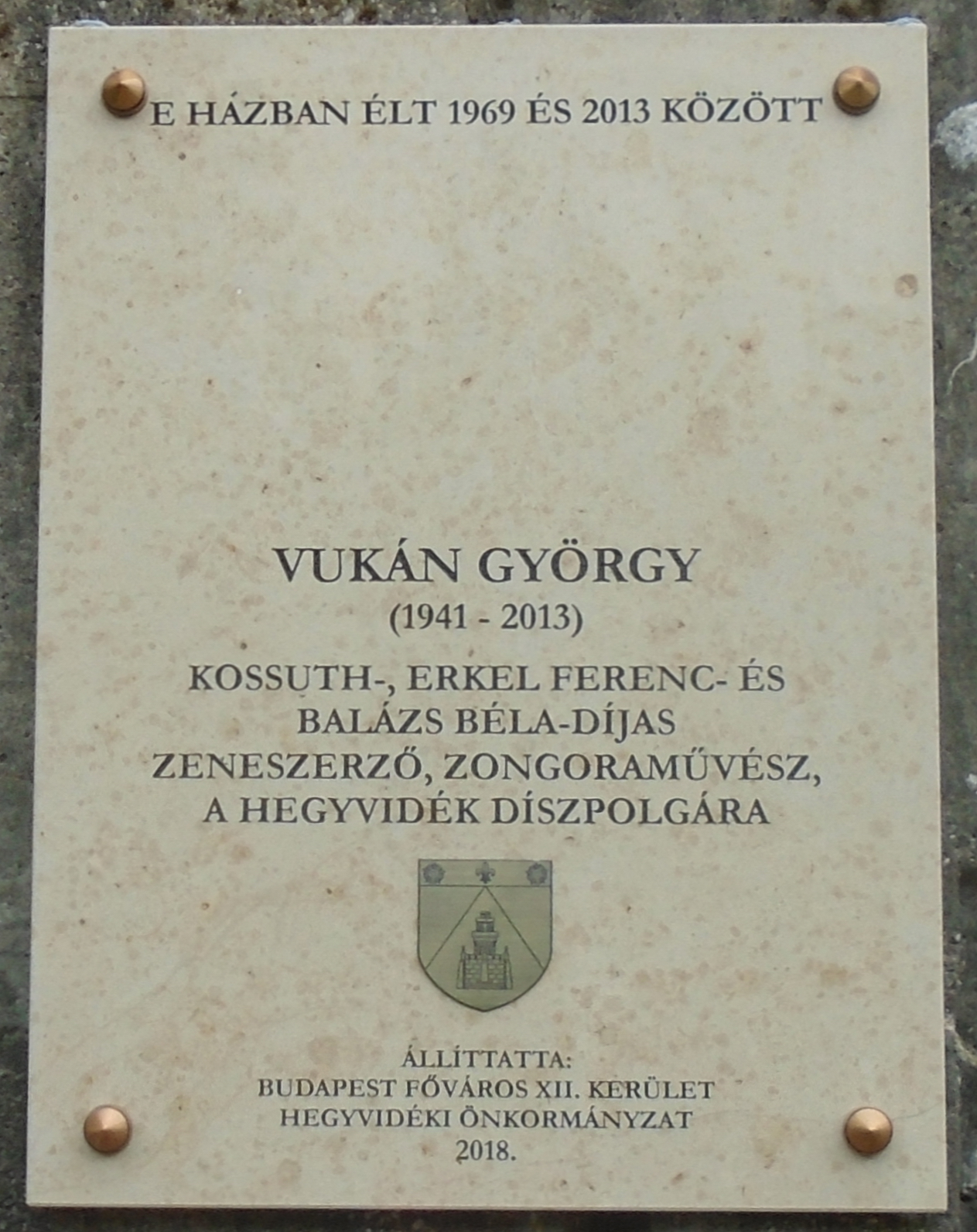
Vukán György Határőr út 19/b
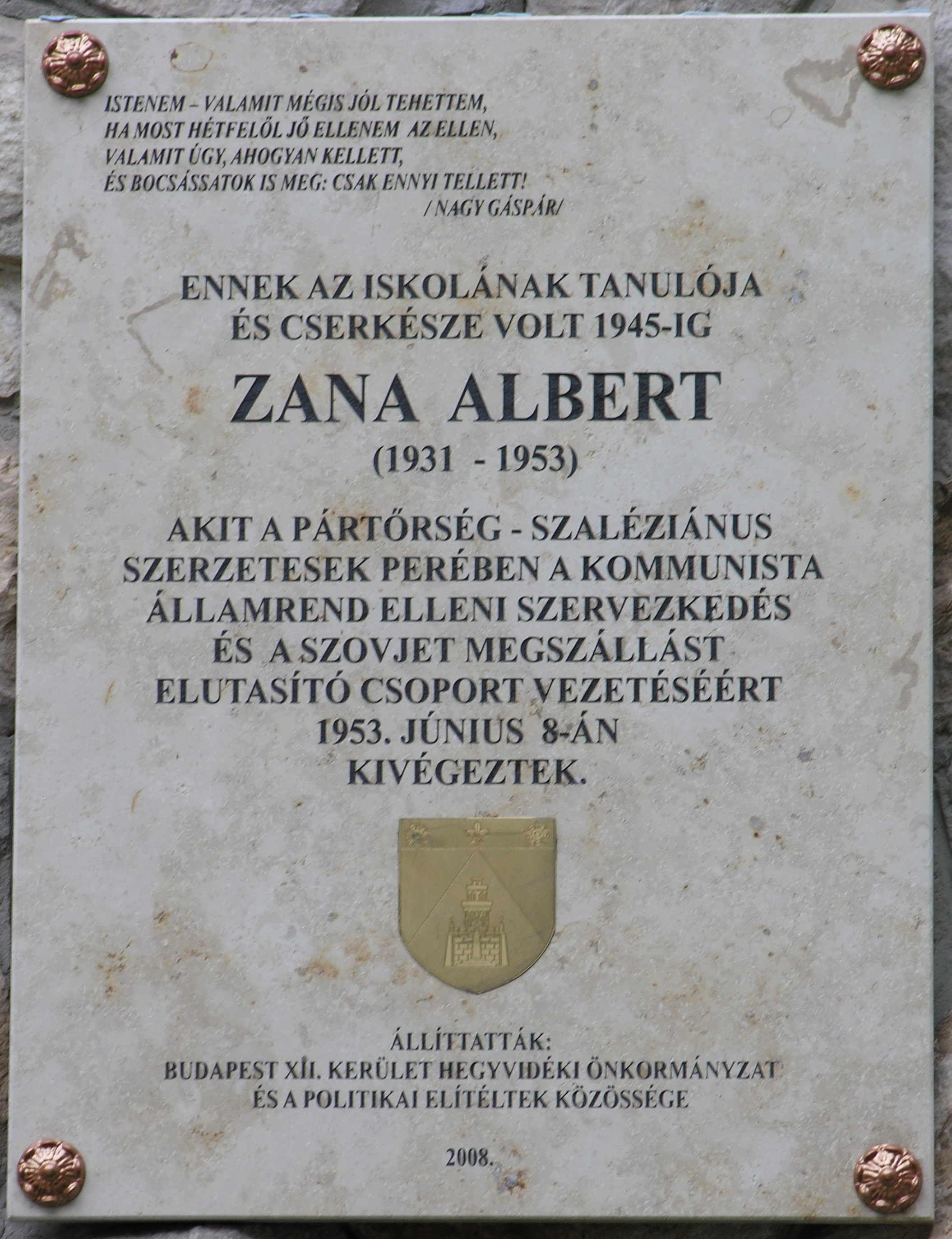
Zana Albert Városmajor utca 59/a
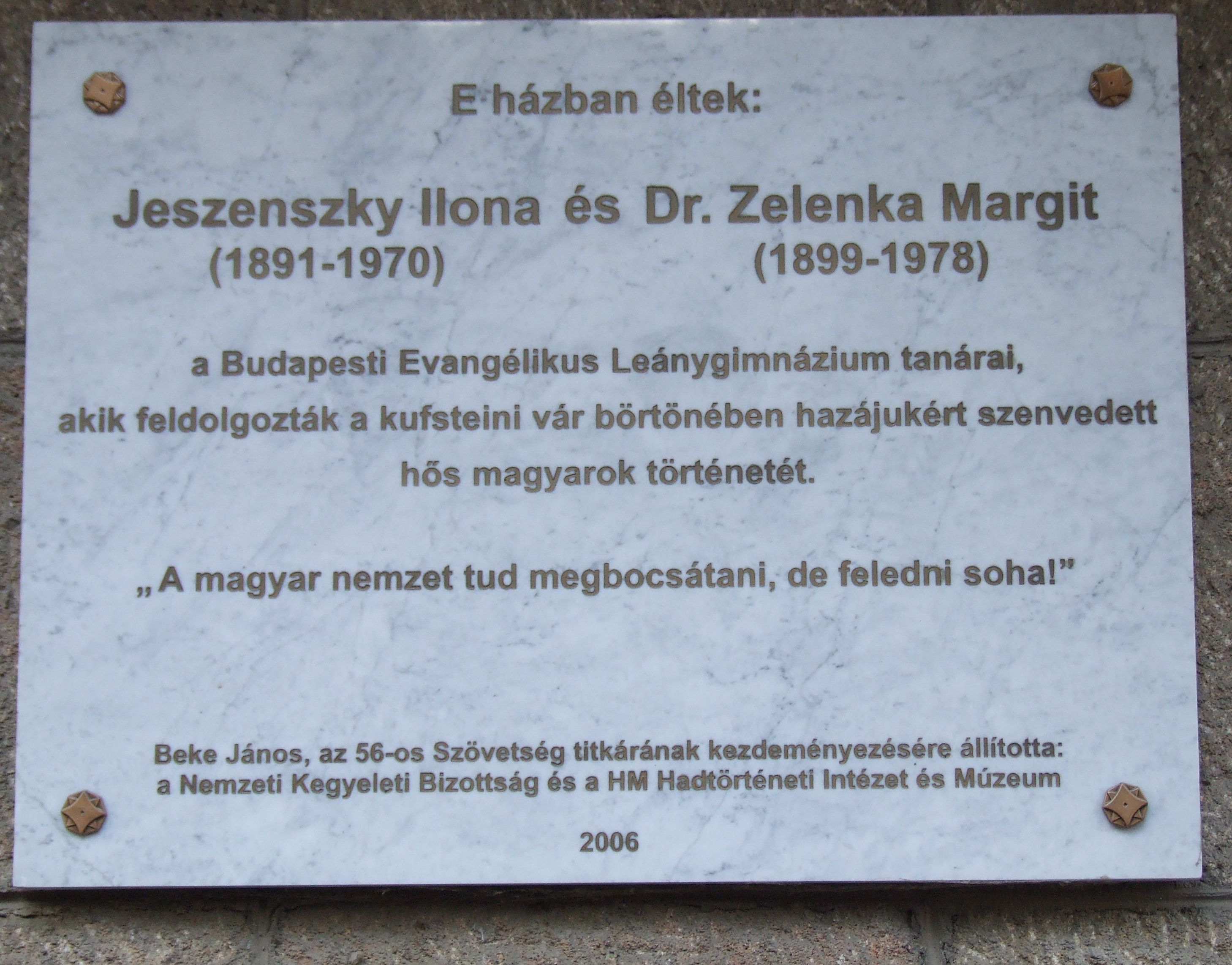
Jeszenszky Ilona és Zelenka Margit, tanárok Margaréta utca 9.
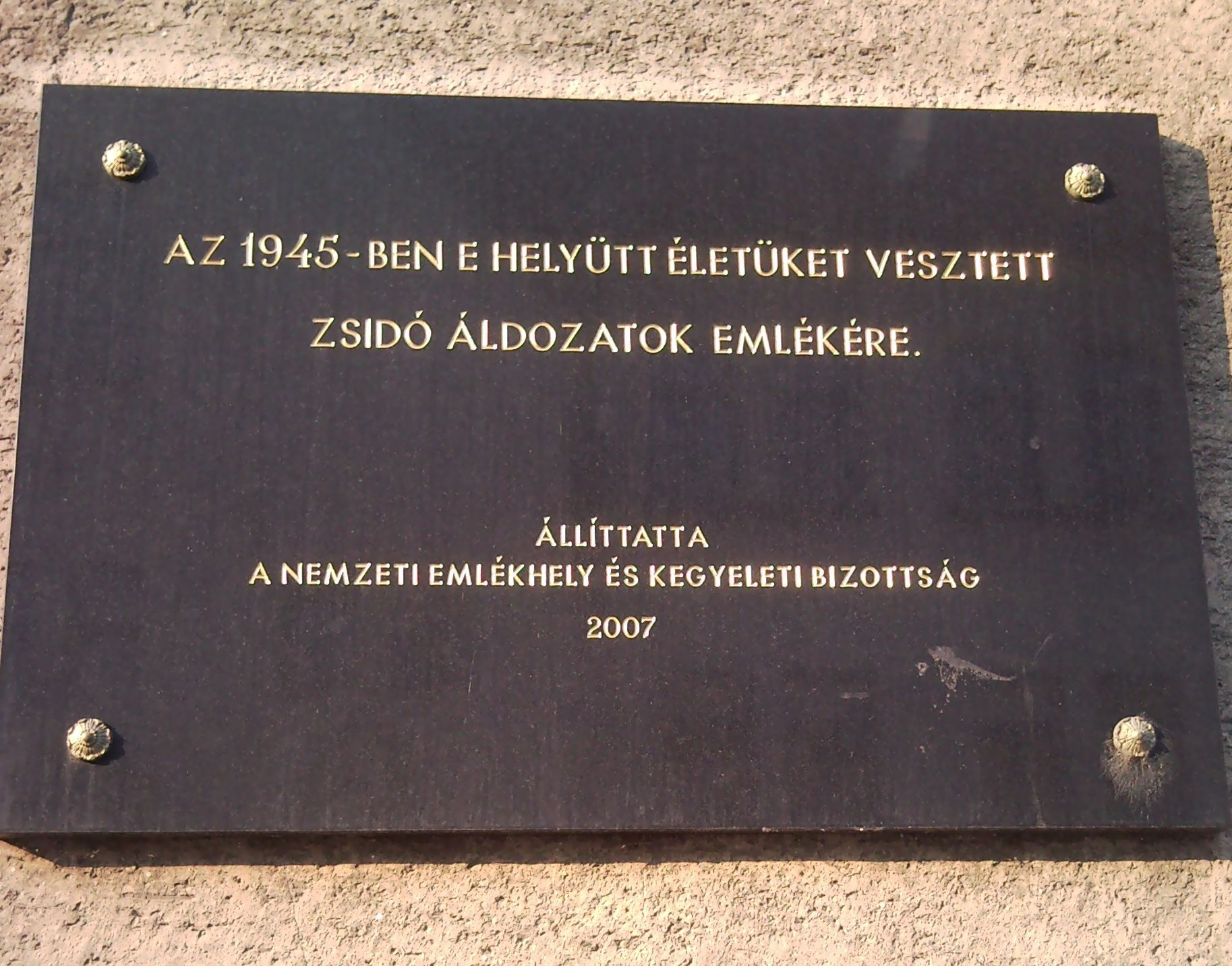
zsidó áldozatok Városmajor utca 64.
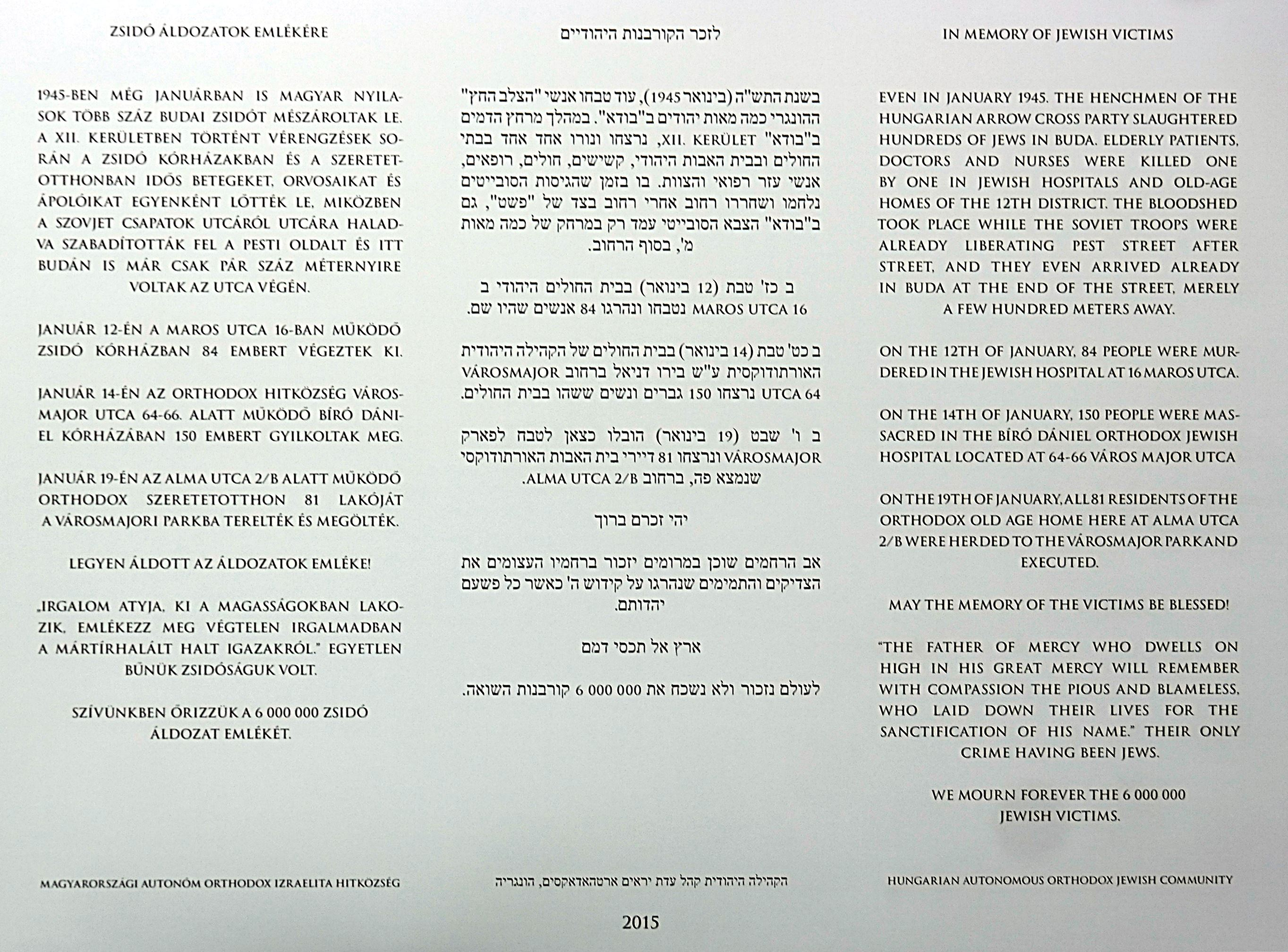
zsidó áldozatok emlékére Alma utca 2.
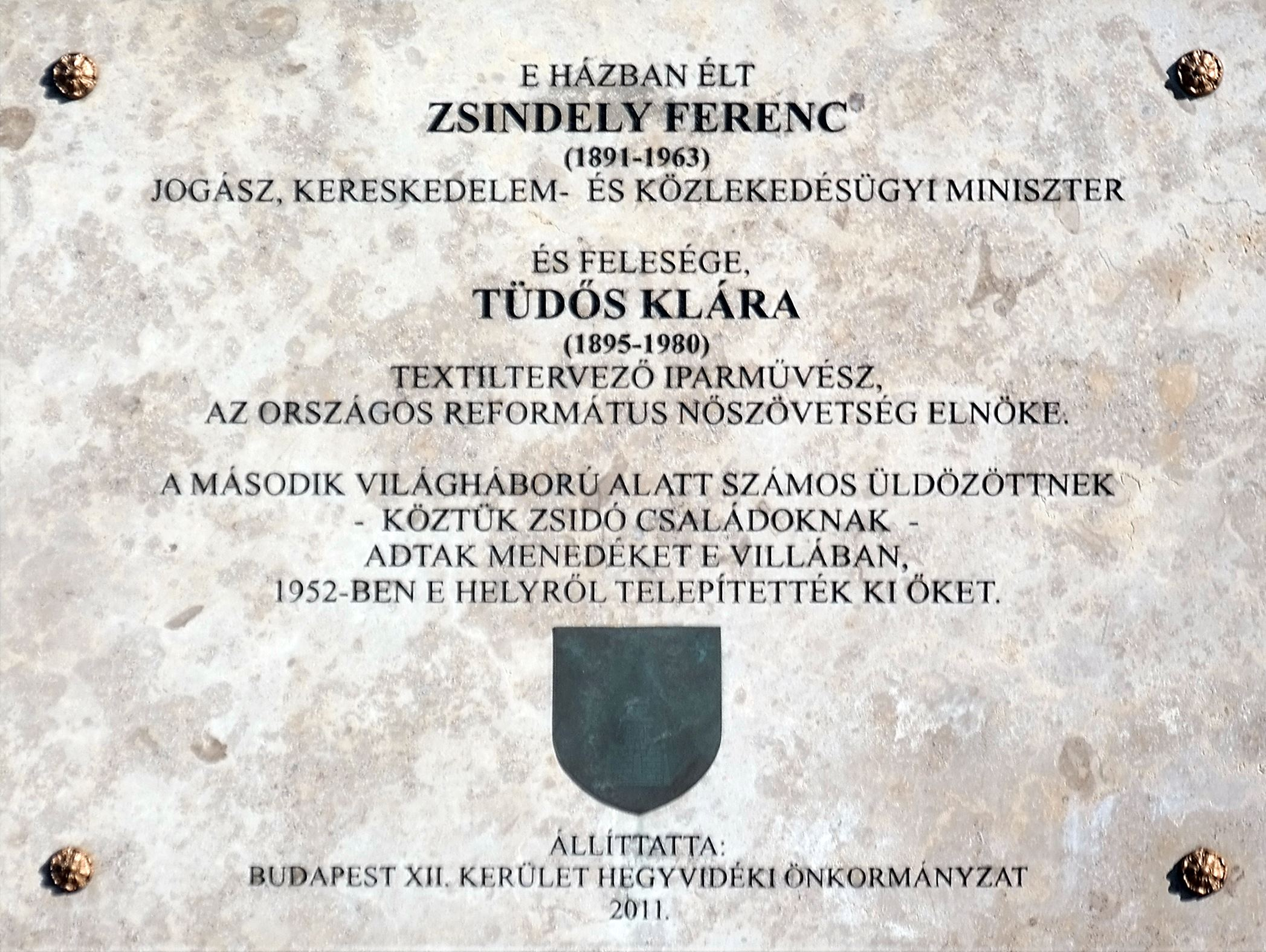
Zsindely Ferenc
Istenhegyi út 92.

## A Kútvölgyi Boldogasszony Kápolna emléktáblái

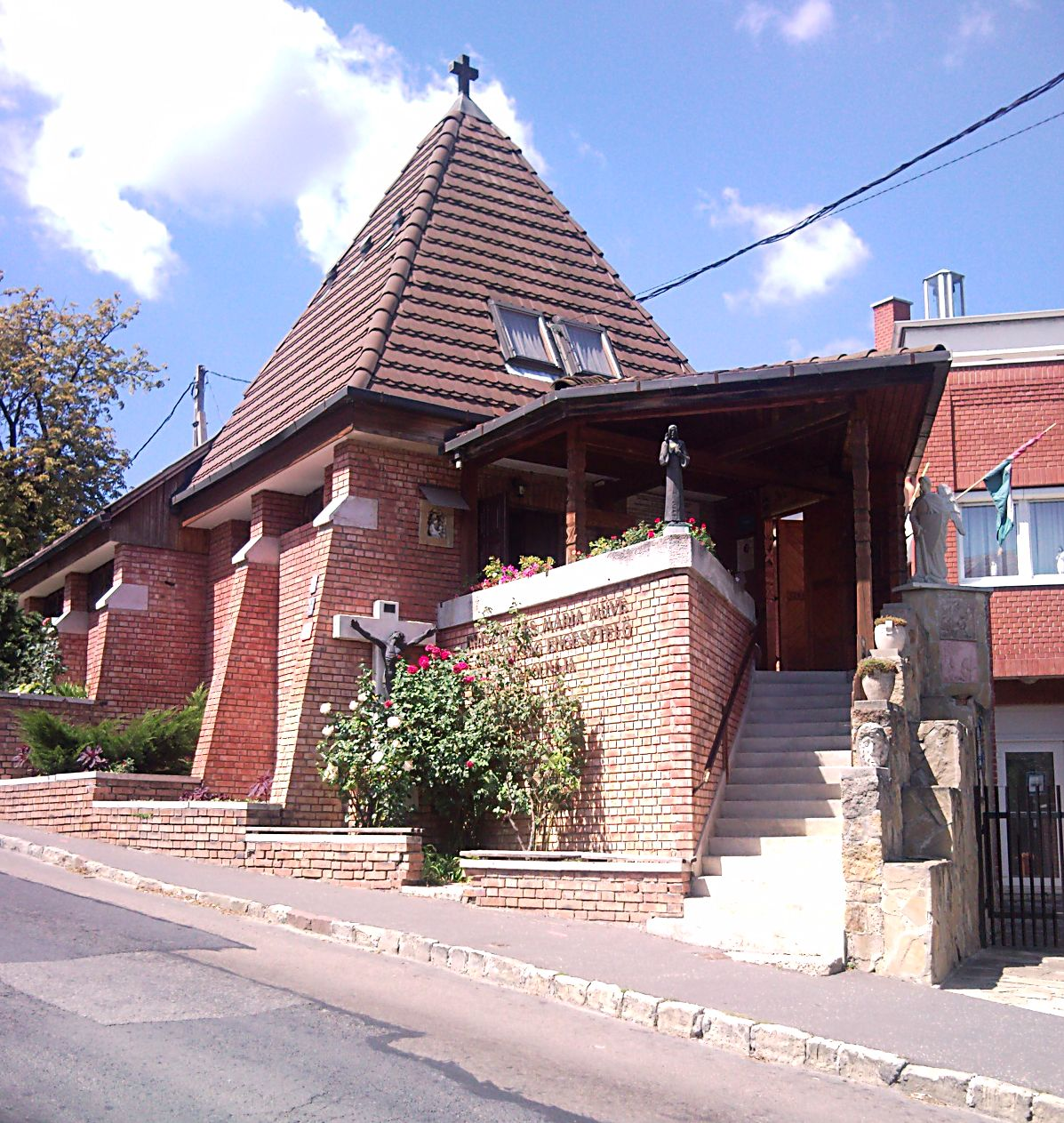
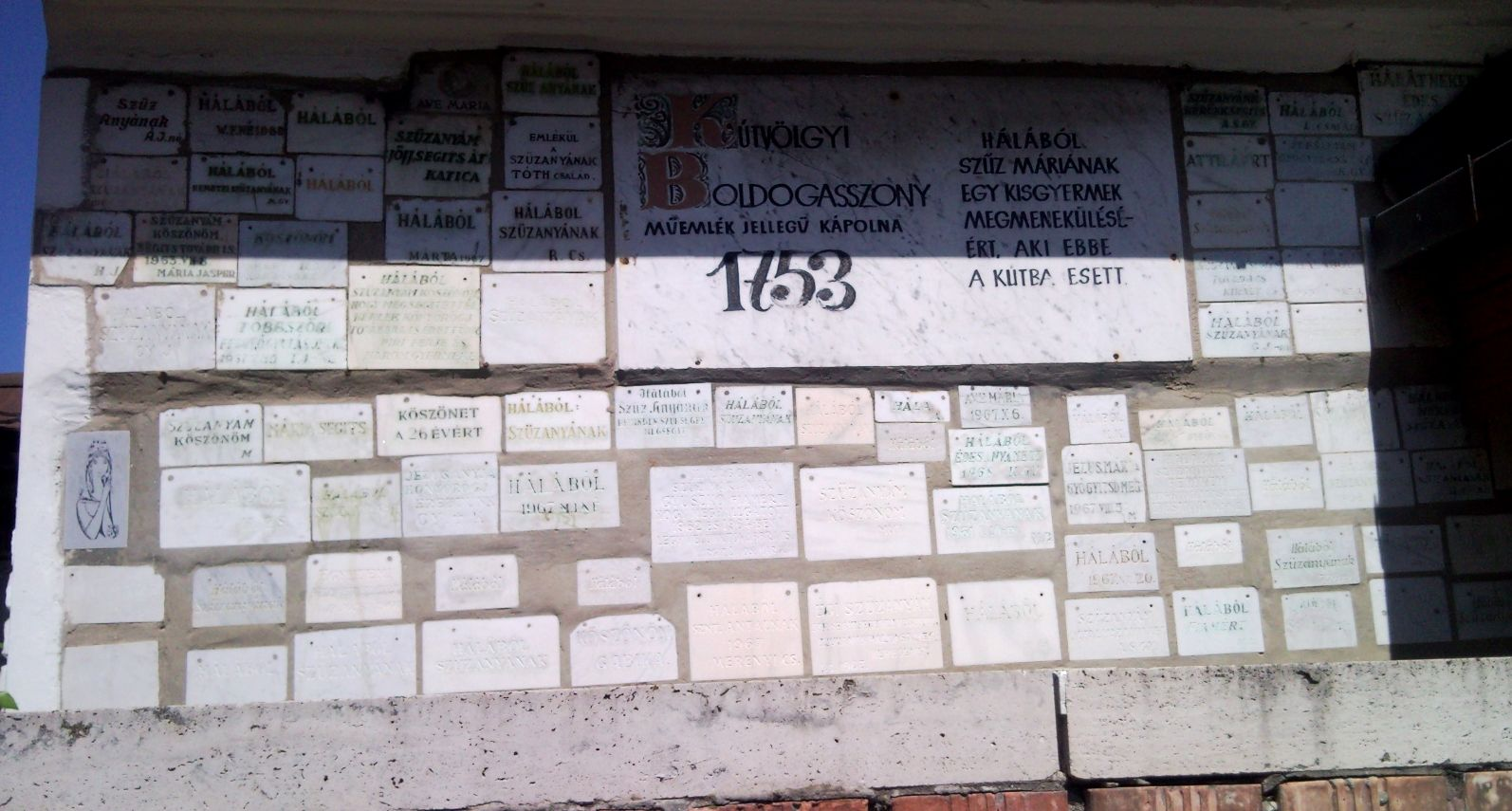
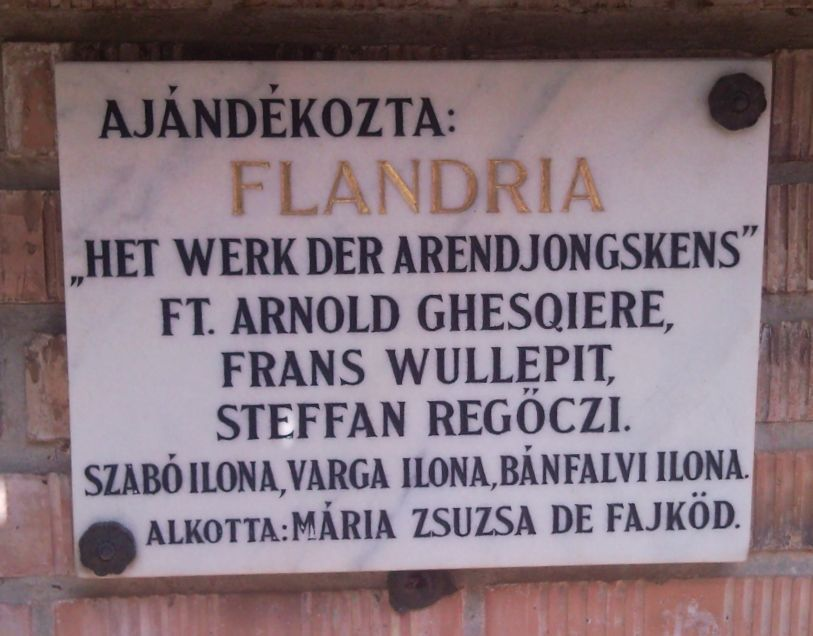
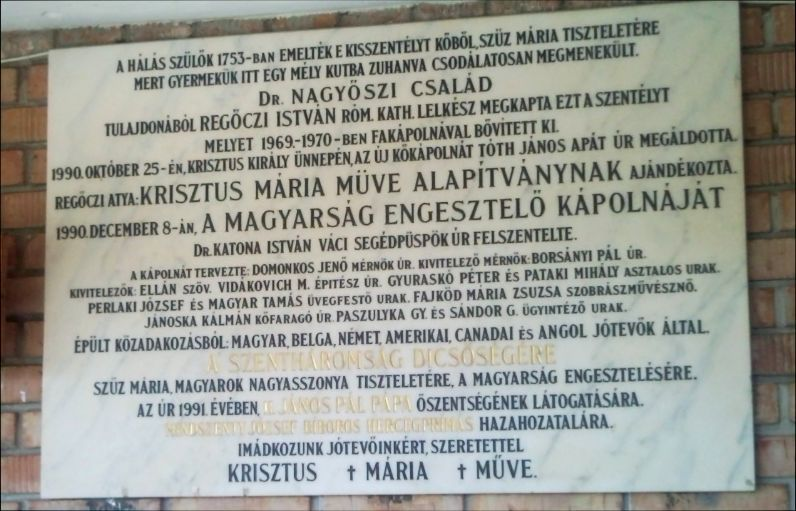
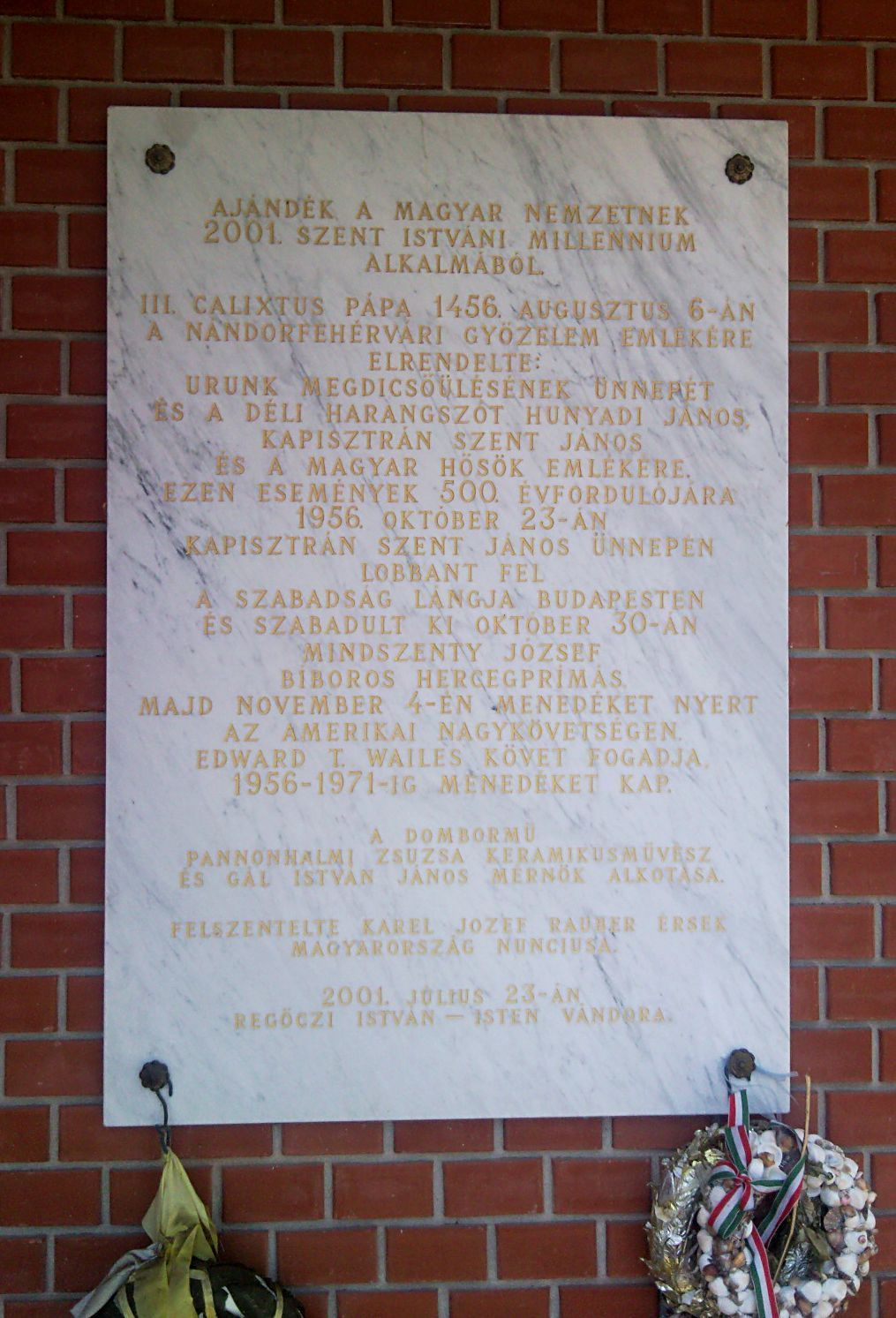
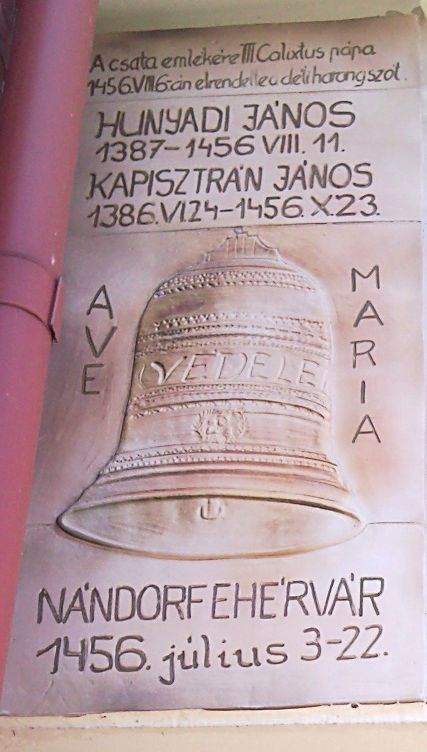

Galgóczy út 45

## Emléktáblák, emlékoszlopok, emlékfalak a„TF”-en
Alkotás utca 44.

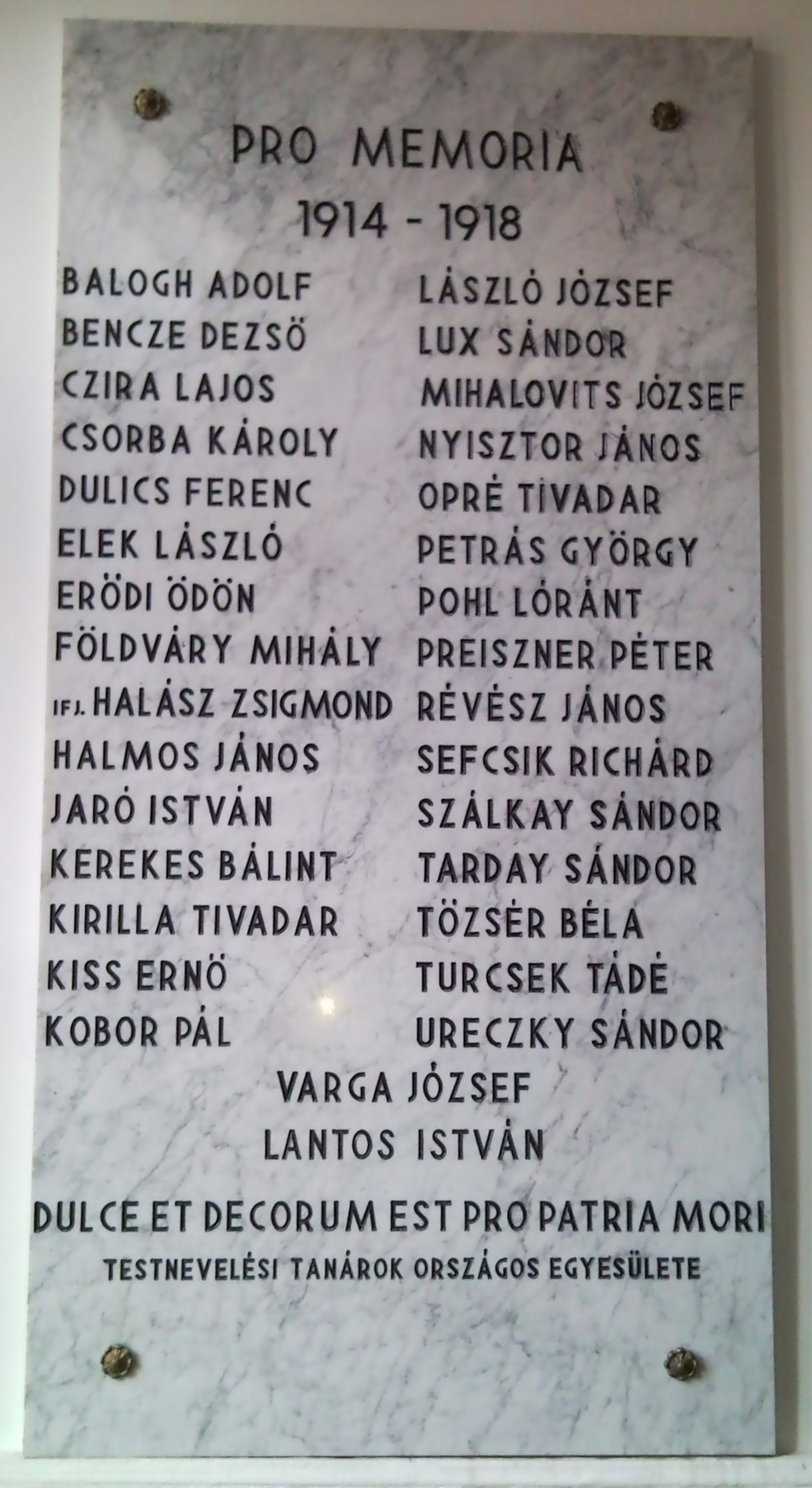
Pro Memoria[4] [Tiltott forrás?]
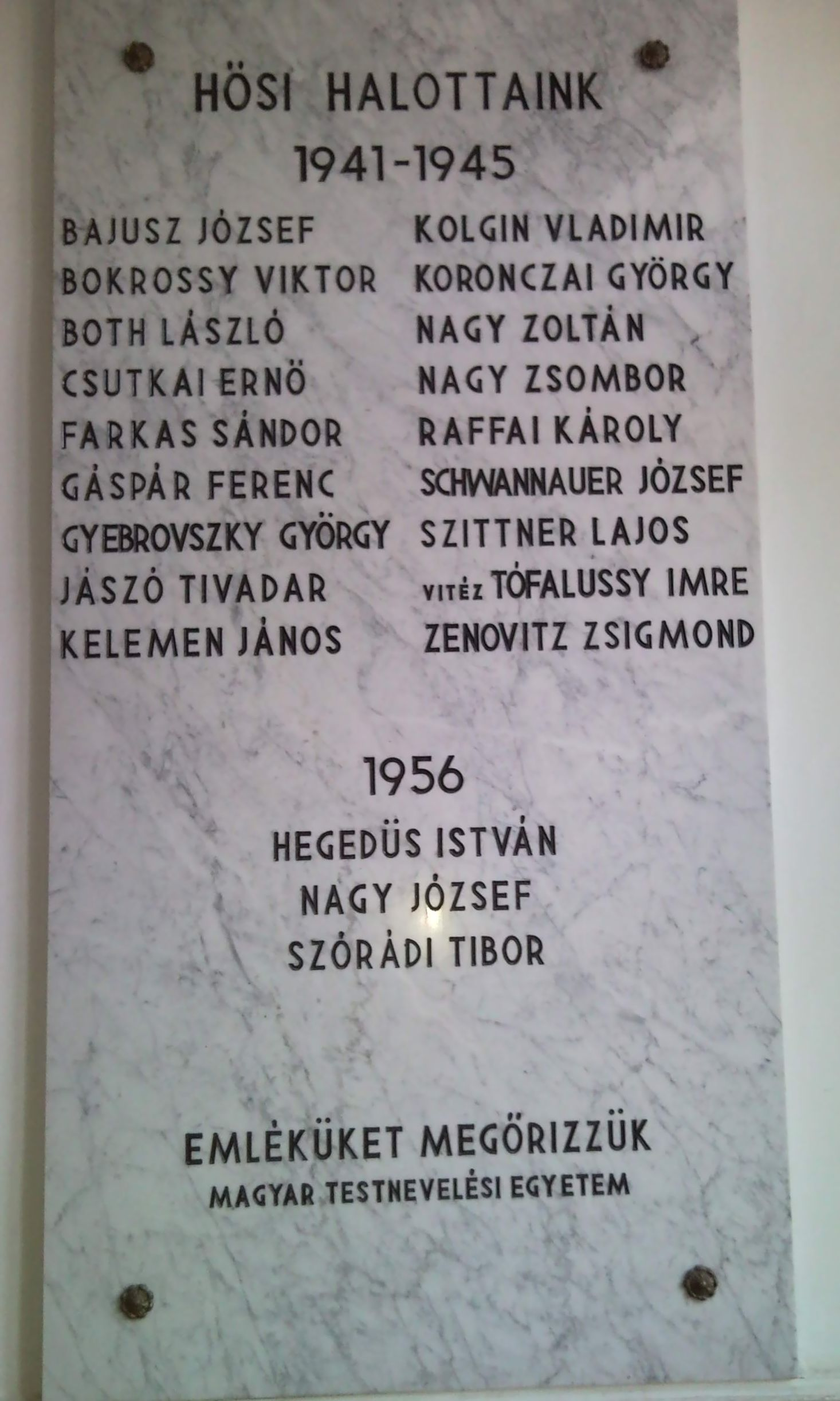
Hősi halottak 1941-1945 1956
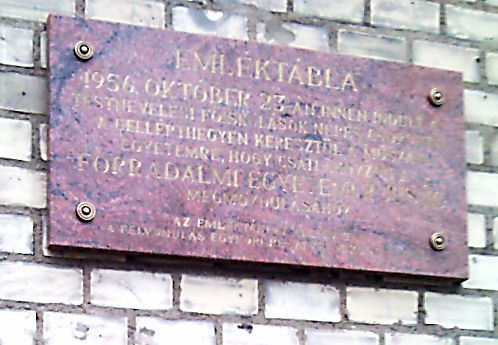
1956. október 23.
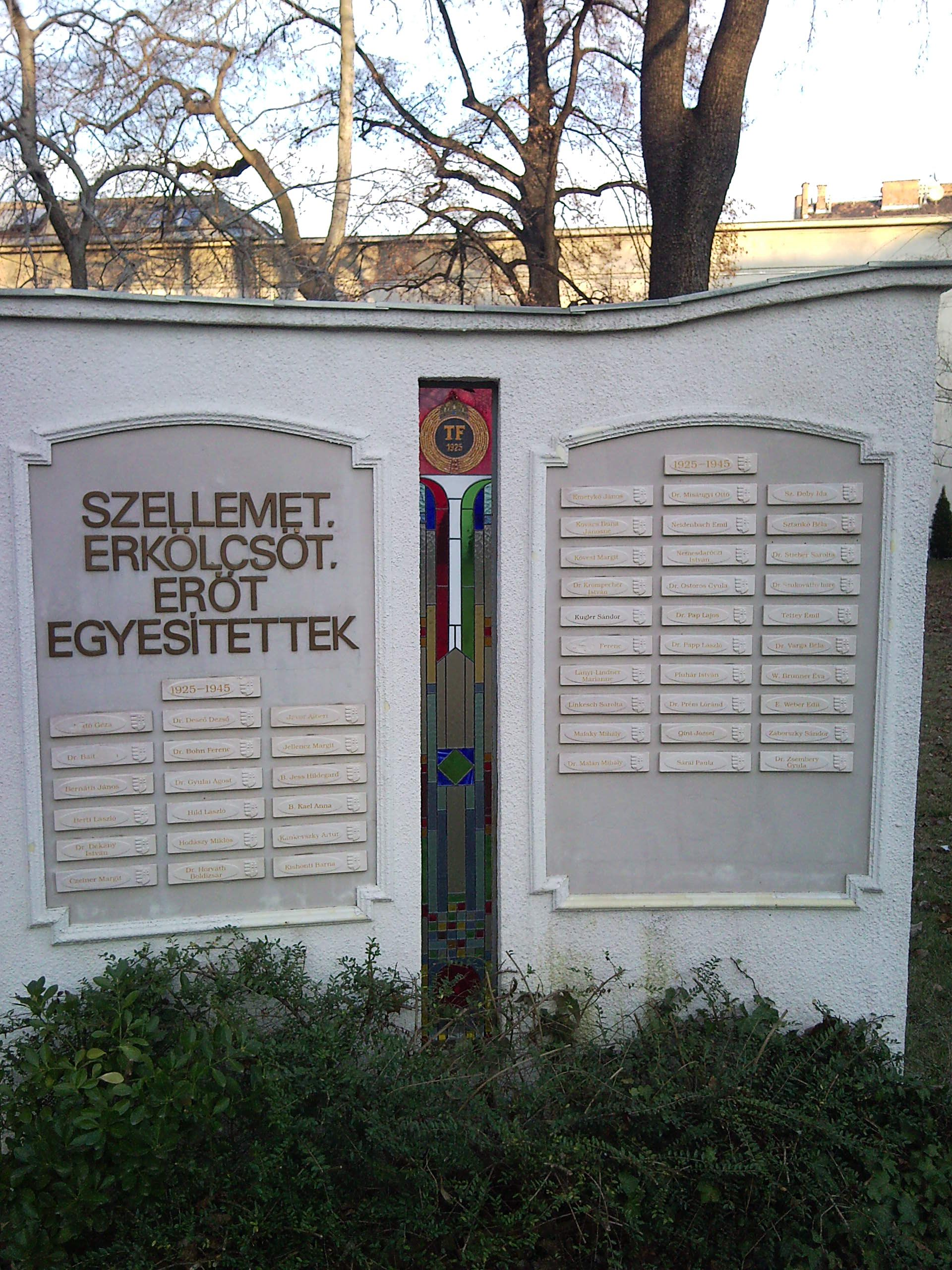
Emlékfal
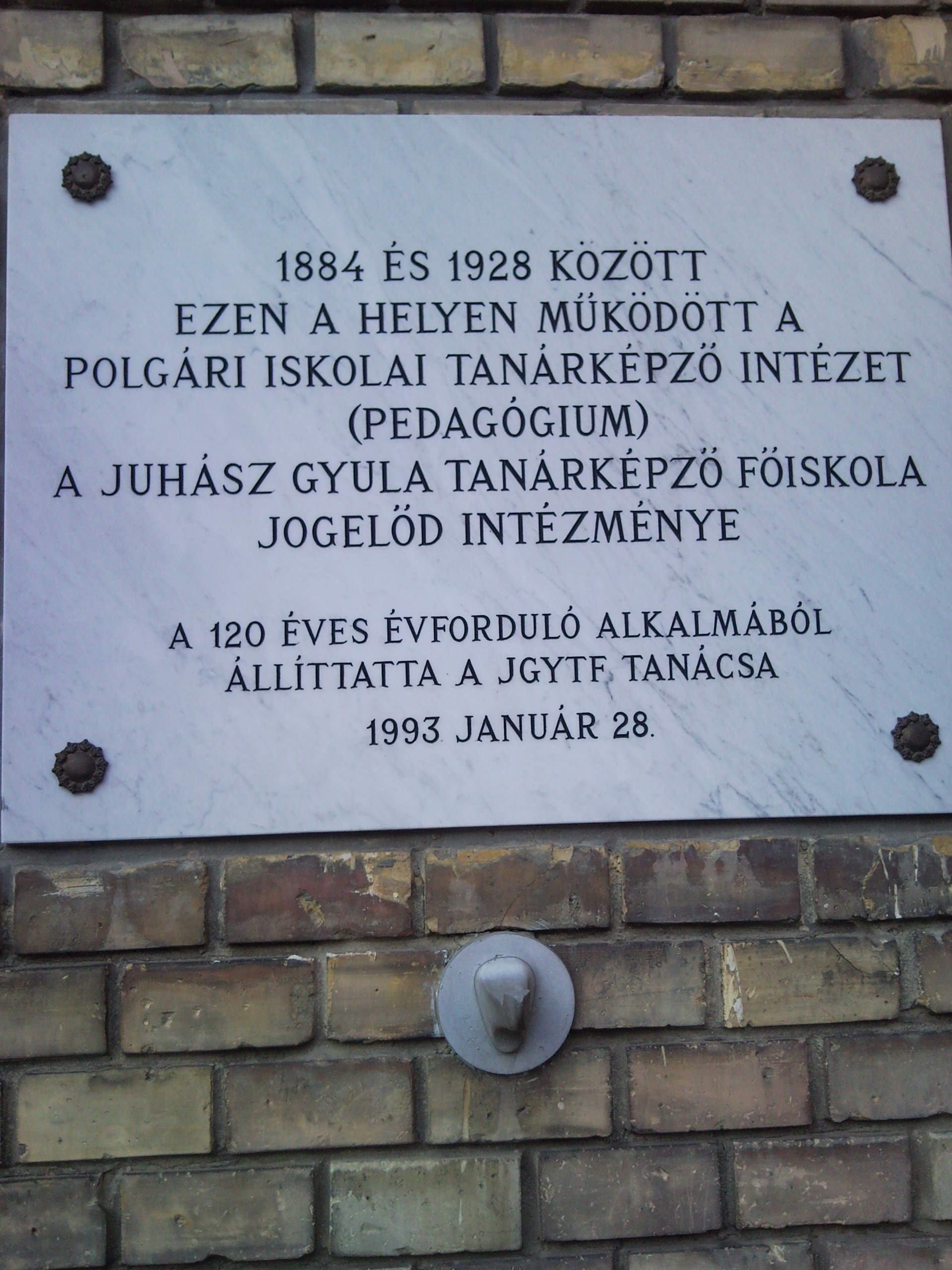
Polgári Iskolai Tanárképző Intézet
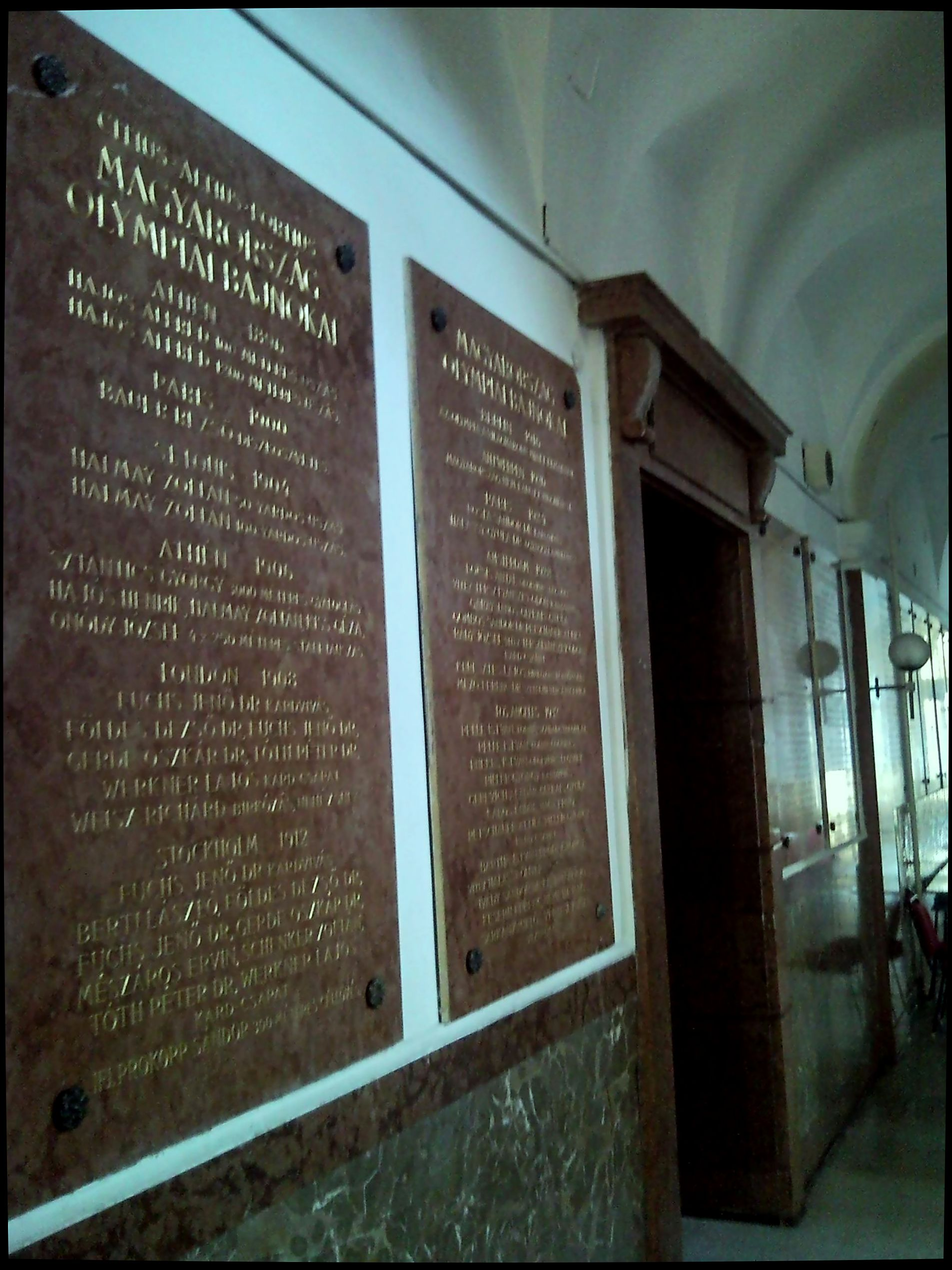
Az újkori olimpiák  magyar bajnokainak emléktáblái a fő épület első emeletén sorakoznak
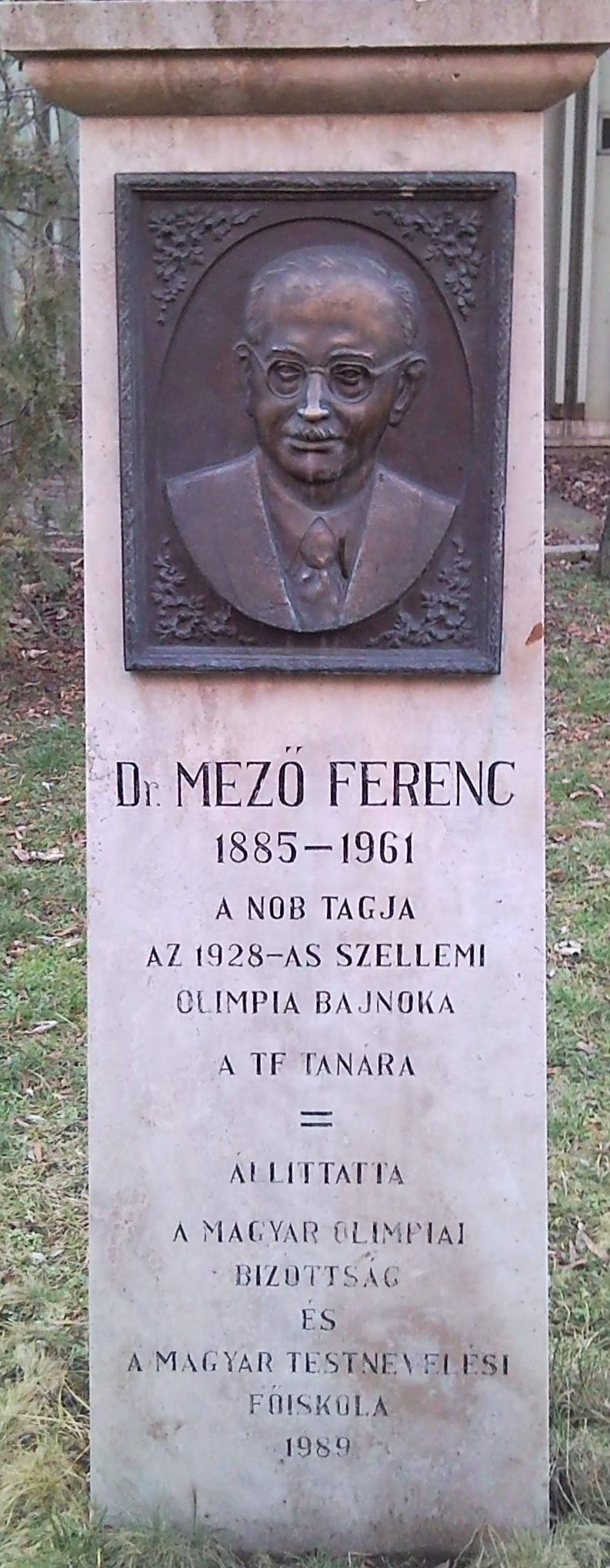
Mező Ferenc Olimpiai bajnok 1928 NOB tag
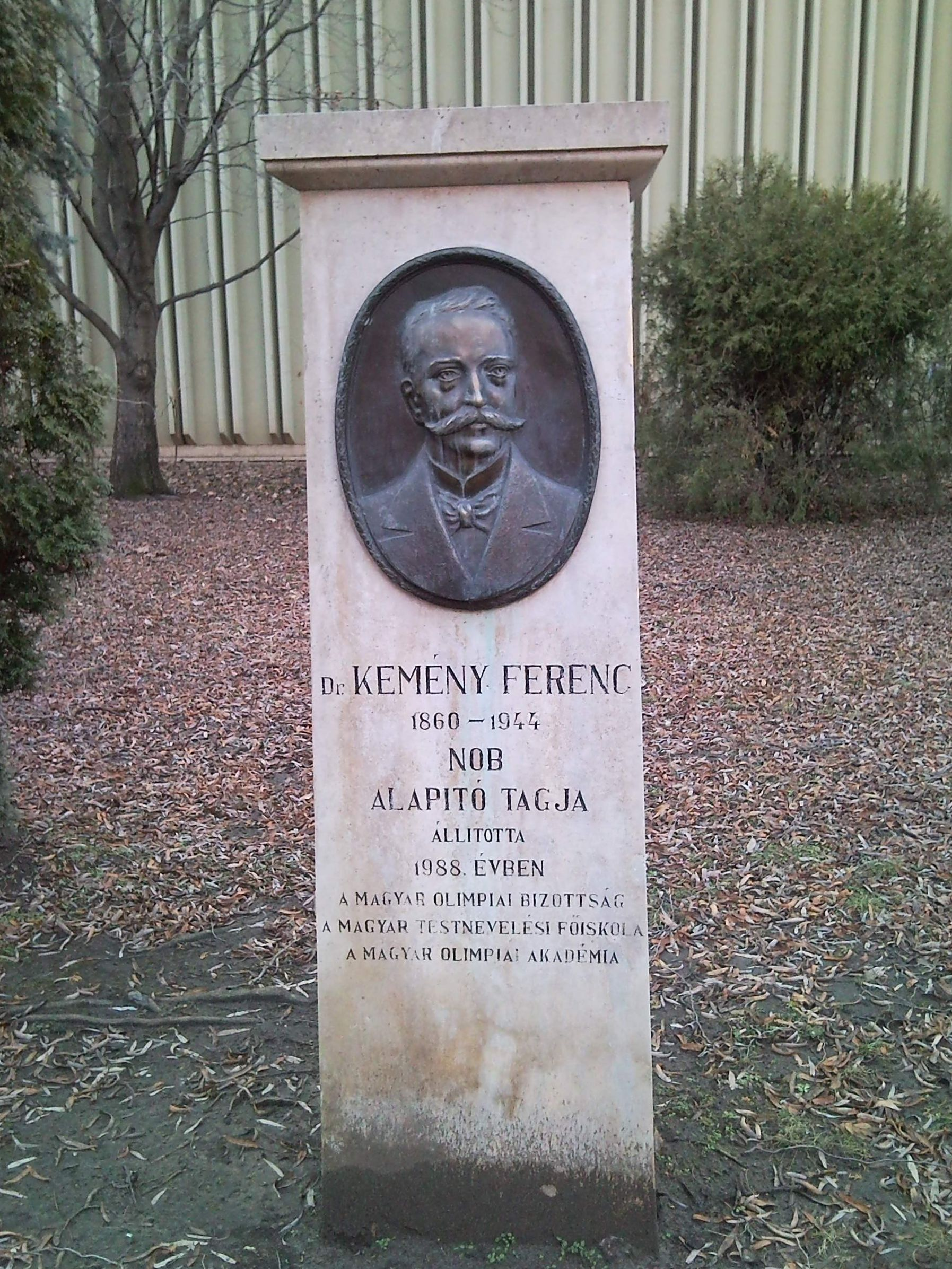
Kemény Ferenc A NOB alapító tagja
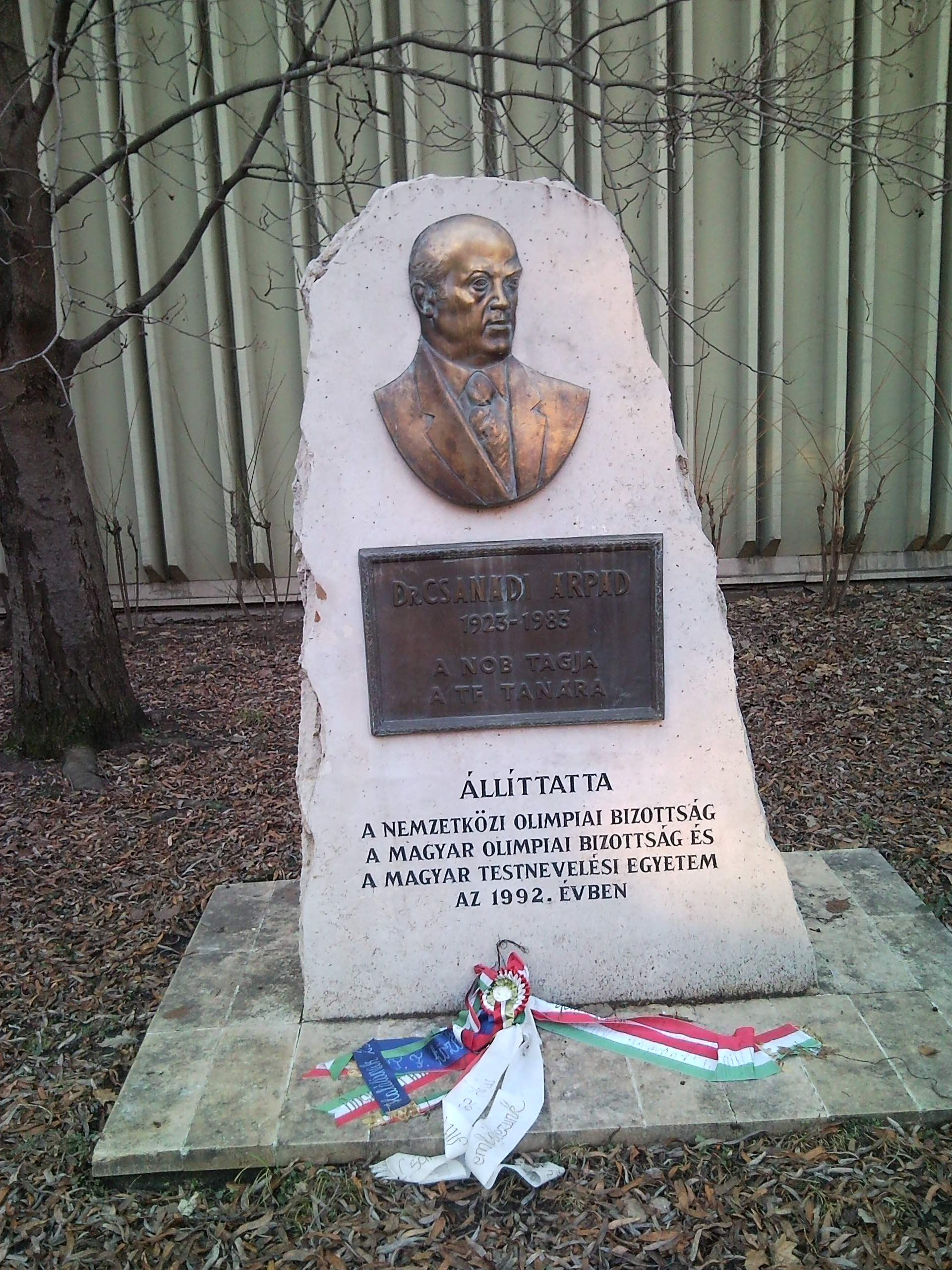
Csanádi Árpád docens, címzetes egyetemi tanár, sportdiplomata
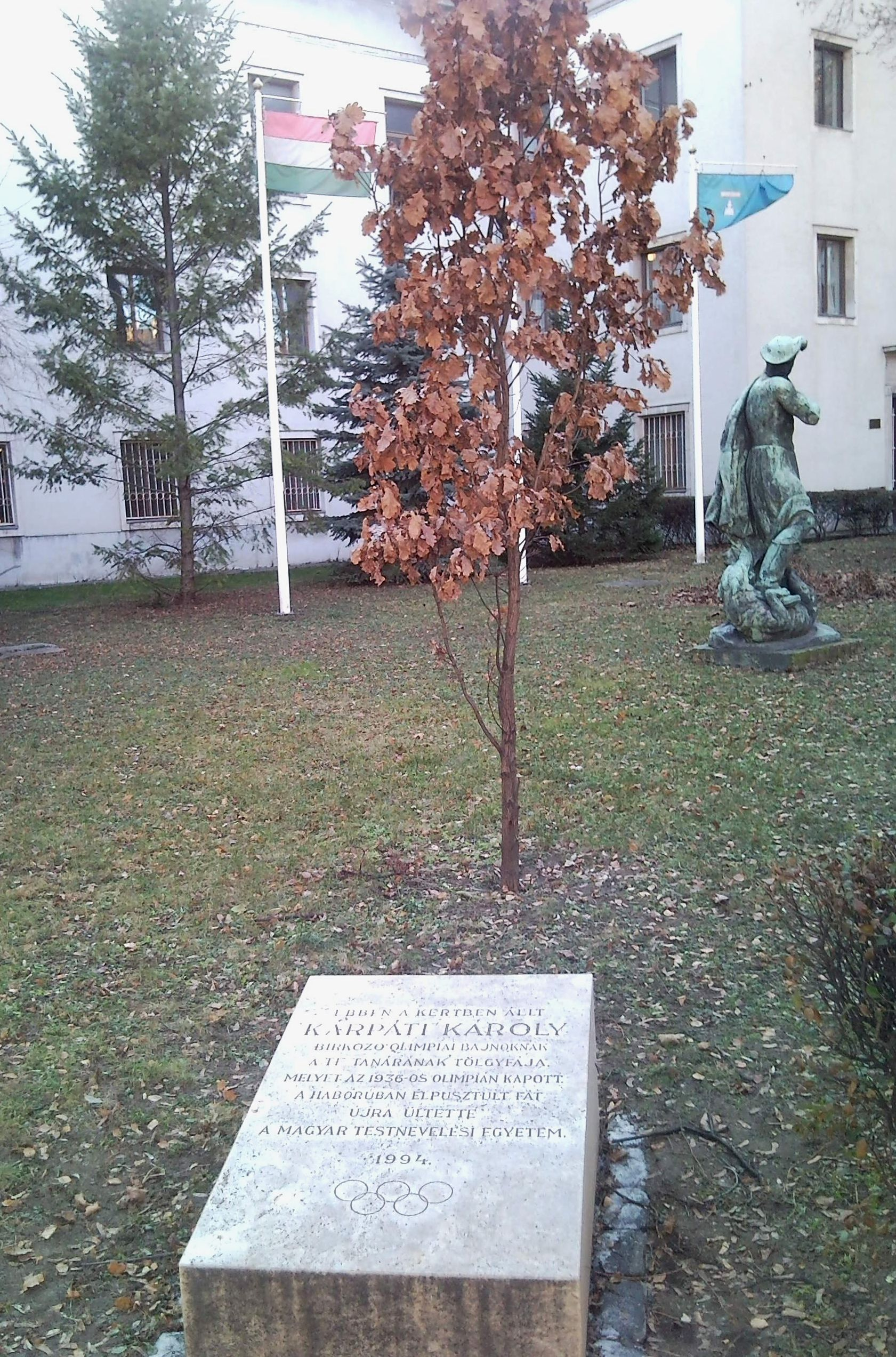
Kárpáti Károly birkózó olimpiai bajnok 1936

## Különleges táblák
Rege utca 21.
Széchenyi-hegy, Kőbüfé 

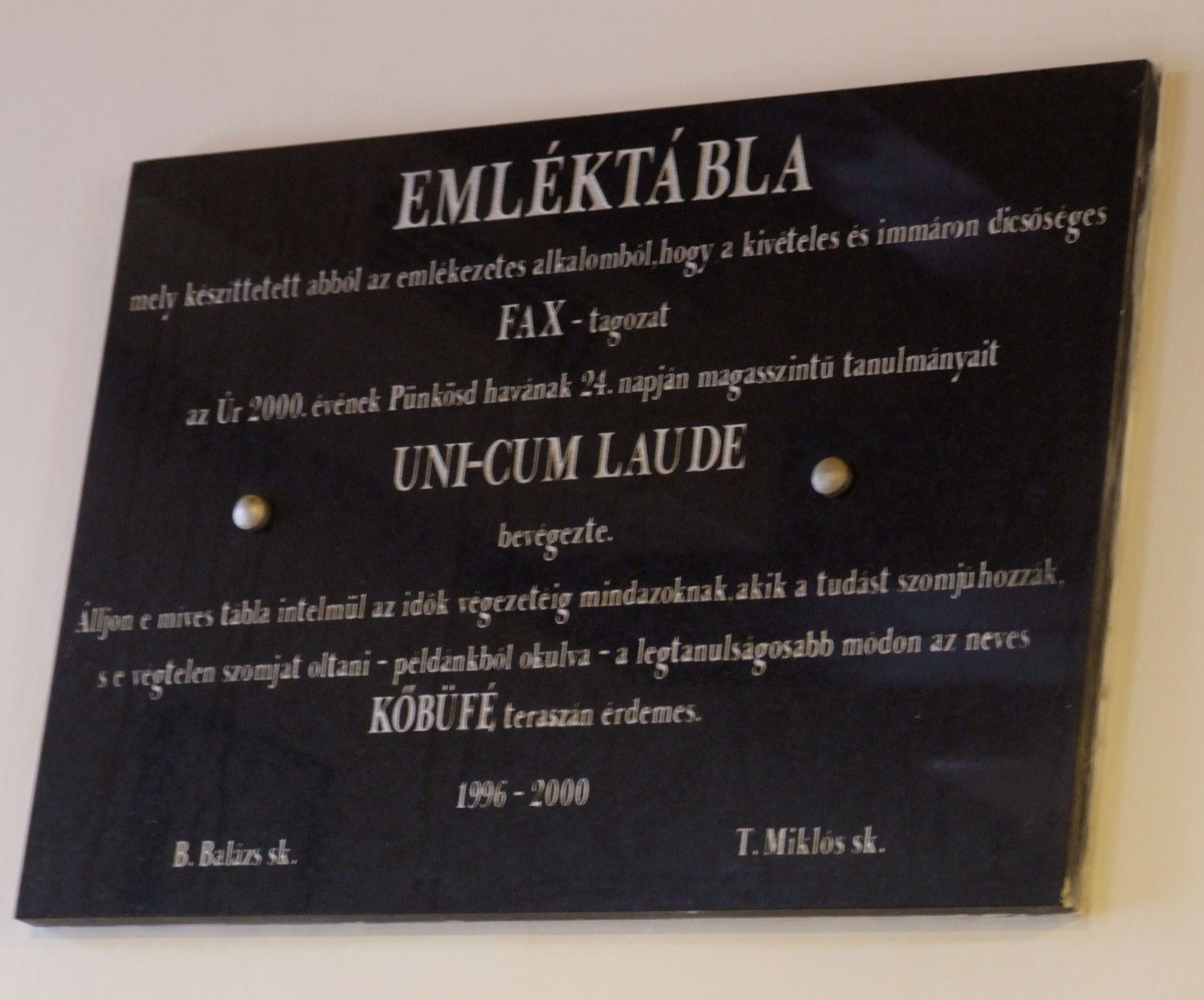
Humor az emléktáblán

## Utcaindex
| Agancs utca (30-32.) Magyar Televízió Alkotás utca (13.) Felkelők 1956; (41.) Telcs Ede; (44. TF); (48.) Erzsébet Kórház, "Sportkórház' 51. évforduló; (51/b) Tamási Áron Alma utca (2.) zsidó áldozatok emlékére Anna rét A világ királynője engesztelő kápolna Apor Vilmos tér (2.) Józef Piłsudski-emléktábla; Gál Ferenc Avar utca (9.) Tersánszky Józsi Jenő Beethoven utca (2.) A névadó emléktáblája Bíró utca (16.) Új iskola Böszörményi út (6.) B. Sztojanovits Adrienne; (18/a) Kádárné Csák Ibolya; (34/b) Szerdahelyi János; (Beethoven utca sarok) Kodolányi János Budakeszi út (44/b) Felkelők 1956; (48.) Gaudiopolis-Sztehlo Gábor Bürök utca (7.) Orbán Antal Csaba utca (5.) Magyar Ferenc, Mindszenty József; (9.) Egri Csaba Csemegi utca (1.) A névadó, Csemegi Károly Derkovits utca (12.) Széll László Devecseri Gábor park Városkút emléktáblái Diós árok út (1.) 1848 (Szent János kórház) Dolgos utca (2. MOM park) Eötvös Loránd; Süss Nándor és a MOM; Magyar Optikai Művek alapítás 140. évforduló Eötvös út (1.) Cathry Szaléz Ferenc; (13.) Neumann János; (59.) (Normafa síház) Róbert Artúr; Bartus Miklós Felhő utca (10.) Korláti Bernát István Fülemile út (7.) Molnár Gábor Gaál József utca (21.) első magyar Waldorf-iskola Galgóczy utca (45.) A Kútvölgyi Boldogasszony Kápolna emléktáblái Goldmark Károly utca (9.) Vladár Gábor; (17.) A névadó: Goldmark Károly Greguss utca (5.) Keönch Boldizsár Győri út (2/c) Szollás László; (19. ) Lásd: Alkotás utca 48. Hajnóczy József utca (Krisztina körút sarok) A névadó: Hajnóczy József; (15.) Mikes Lajos, Vasváry Miklós Határőr út (19/b) Vukán György; (27.) Vekerdi László; (37.) Báthy Anna Hollósy Simon utca (1.) Hollósy Simon; (4.) Batári Ferenc Ignotus utca Lásd: Szilágyi Erzsébet fasor 10. Istenhegyi út (62.) Lóitató emlékhely; (92.) Tüdős Klára, Zsindely Ferenc János-hegy Erzsébet királyné Jánoshegyi út Szántó Gyula Kékgolyó utca (10.) Jávor Pál, Perédi Károly; (13.) Dollinger Gyula; (15.) Deák Bárdos György; (20.) Radocsay Dénes Királyhágó utca (1-3.) Kálló Ferenc főesperes és a Helyőrségi Kórház orvosai, ápolói; (2. Az Alkotás utcai oldalon) Erdélyi József; (5/b) Nemes Nagy Ágnes, Lengyel Balázs Királyhágó tér (3.) Szent Ferenc szobra, Krivátsy Szűts Miklós alkotása Kiss János altábornagy utca (34.) Gáborjáni Szabó Kálmán, Kuti László; (40.) Fery Oszkár, A névadó: Kiss János altábornagy; (41.) Petress Zsuzsa (55.) Gadányi Jenő; Magyar Kórus; (57.) Cavallier József; Költő utca (21.) Jókai-kert, Kaán Károly | Krisztina körút (5.) Dienes Valéria; (6.) Honvéd hősök 1944-1945 Magyar jakobinusok tere (1.) Herman Ottó, Szombathy Viktor; (2-3.) Hegedűs Károly, Szentágothai János Margaréta utca (9.) Jeszenszky Ilona és Zelenka Margit Maros utca (3.) Felkelők 1956; (10.) Cserny József; (28.) Kósa György; (29.) Solti György; (44/a) Ervin Gábor Márffy utca (1.) Márffy Ödön Mártonhegyi út (20/a) Simándy József Márvány utca (23.) Kálló Ferenc, Ordass Lajos; (27.) Balázs József; (29.) Kaffka Margit; (33.) Kádár Gyula; (40.) Sziklay László Melinda út (16.) Bíró Mihály grafikusművész Moszkva tér (Ld: Széll Kálmán tér) Nagy Jenő utca (Kiss János altábornagy utca sarok) A névadó: Nagy Jenő Nagyenyed utca (5.) Muzsnai László Németvölgyi út (16.) Szabó Lőrinc; (20.) Csengey Dénes Normafa Emléktábla az őstölgy helyén; Az 1967-ben állított tábla Orbánhegyi út (7. Tóth Lőrinc utcai bejárat) Fekete István; (29.) Maléter Pál Pethényi utca Kovács J. honvéd Pihenő út (1.) Dési Huber István Rácz Aladár utca (2.) Rácz Aladár Rege utca (21.) Kőbüfé (Humor az emléktáblán) Schwartzer Ferenc utca (Alkotás utca sarok) A névadó: Babarczi Schwartzer Ferenc Sota Rusztaveli tér (–) Sota Rusztaveli Stromfeld Aurél út (16.) Bajor Gizi Széchenyi emlékút A névadó emléktáblája Széll Kálmán tér (14.) Ádám Jenő Szilágyi Erzsébet fasor (10. Szamos utcai oldal) Kaán Károly; (10. Ignotus a róla elnevezett városmajori utca oldalán) Sztehlo Gábor utca Budakeszi út 32. sarok. A névadó: Sztehlo Gábor Tartsay Vilmos utca (9.) Rózsahegyi Kálmán; (19.) Szabadváry Ferenc; (20.) Cseres Tibor; (21.) A névadó: Tartsay Vilmos Tóth Lőrinc utca (39.) Németh József Tusnádi utca (37.) Reich Károly Tündér utca (Hableány utca sarok) Radnóti Miklós Varázs utca (6.) Réz Ádám Városmajor utca (10.) Méray Motorkerékpárgyár, Sztankay István; (16.) Vígh Tamás; (16A.) Glatz Oszkár; (19/b) Szabó Dezső; (32.) Berényi Róbert; (44.) Europa Nostra-díj, Barabás-villa; (47/b) Bulányi György; (48a.) Polcz Alaine, Mészöly Miklós, Harsányi Szabolcs; (49.) Komlós Juci; (54.) Árkay Aladár (2), Árkay Bertalan, Kallina Mór; (59.) Tóth Lőrinc; (59/a) Bárczy István, Zana Albert; (64.) Zsidó áldozatok; (78.) Gera György Virányos út (2/b) Nádasdy Kálmán Zalai út (1/b) Ugray Klotild Zugligeti út (113.) Döbrentei Gábor, Millenium Zsolna utca (37.) Sugár Rezső |